# Graz
Graz (früher auch Gratz oder (Bayrisch-/Bairisch-)Grätz) ist die Landeshauptstadt und eine Großstadt Steiermarks im Süden Österreichs. Sie ist mit 305.314 Einwohnern (Stand: 1. Jänner 2025) die zweitgrößte Stadt der Republik Österreich. Die Stadt liegt an beiden Seiten der Mur, an ihrem Austritt aus den Alpen (bzw. dem Steirischen Randgebirge) in das geologisch jüngere Vorland, im Grazer Becken. Die Metropolregion Graz ist mit 660.238 Einwohnern (Stand 2024) nach denen von Wien und Linz die drittgrößte Metropolregion Österreichs.
Das Grazer Feld war in der römischen Kaiserzeit eine dicht besiedelte Agrarlandschaft. Im 6. Jahrhundert wurde hier eine Burg errichtet, von der sich der Name Graz ableitet (slowenisch gradec bedeutet kleine Burg). Das Stadtwappen erhielt man 1245. Als habsburgische Residenzstadt von 1379 bis 1619 widerstand man mehreren osmanischen Angriffen.
Graz hat sich zu einer Universitätsstadt mit fast 63.000 Studenten (Stand: 10. Juni 2023) entwickelt. Sie wurde zur Menschenrechtsstadt erkoren und ist Trägerin des Europapreises. Graz ist Bischofssitz der Diözese Graz-Seckau. Seine Altstadt sowie das Schloss Eggenberg gehören seit 1999 bzw. 2010 zum UNESCO-Weltkulturerbe. Seit März 2011 ist Graz als UNESCO City of Design Teil des Creative Cities Network. 2003 war Graz Kulturhauptstadt Europas; 2015 wurde es Reformationsstadt Europas.

## Geografie

### Lage und Stadtgliederung

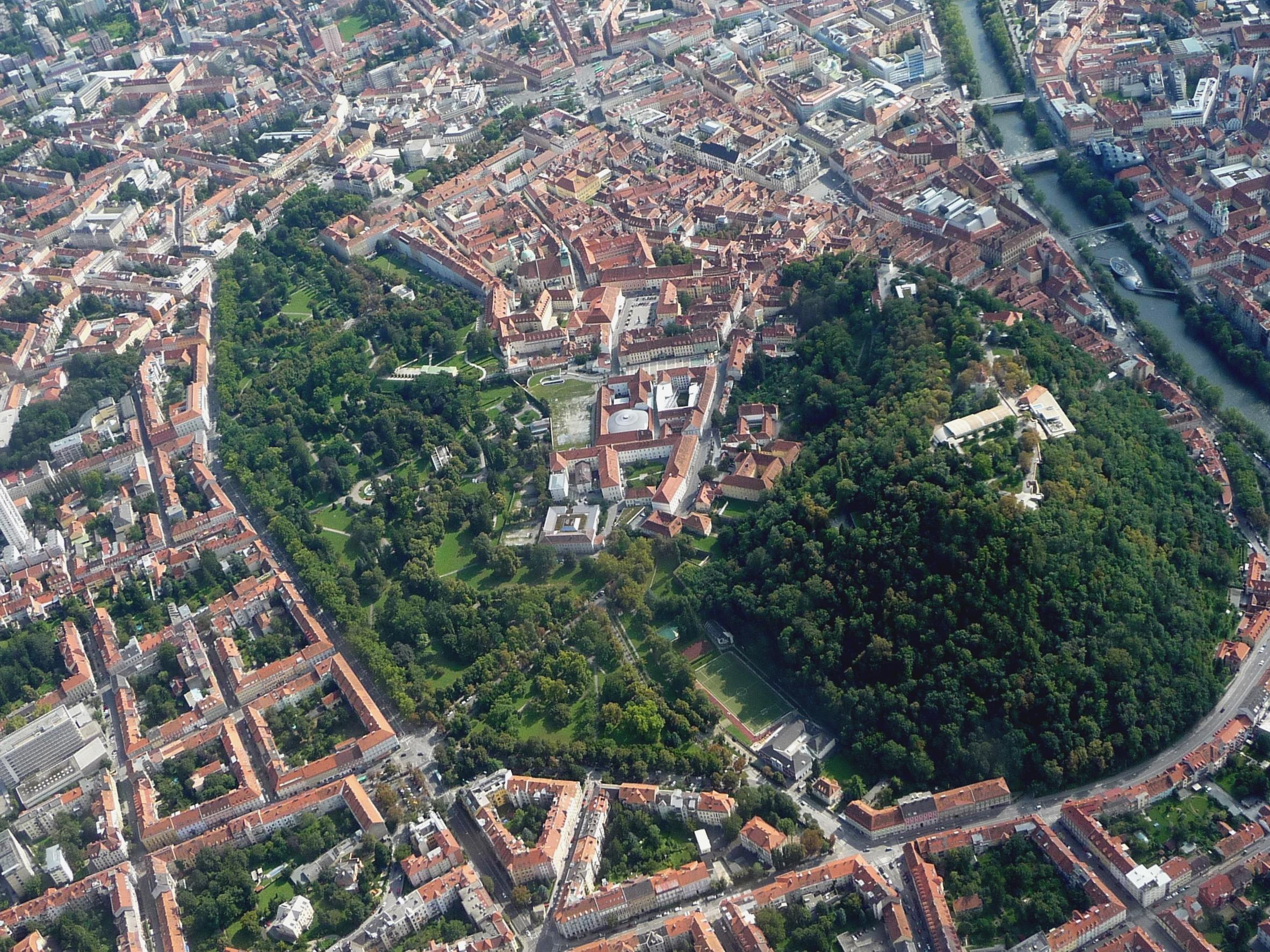
Luftbild der Grazer Altstadt

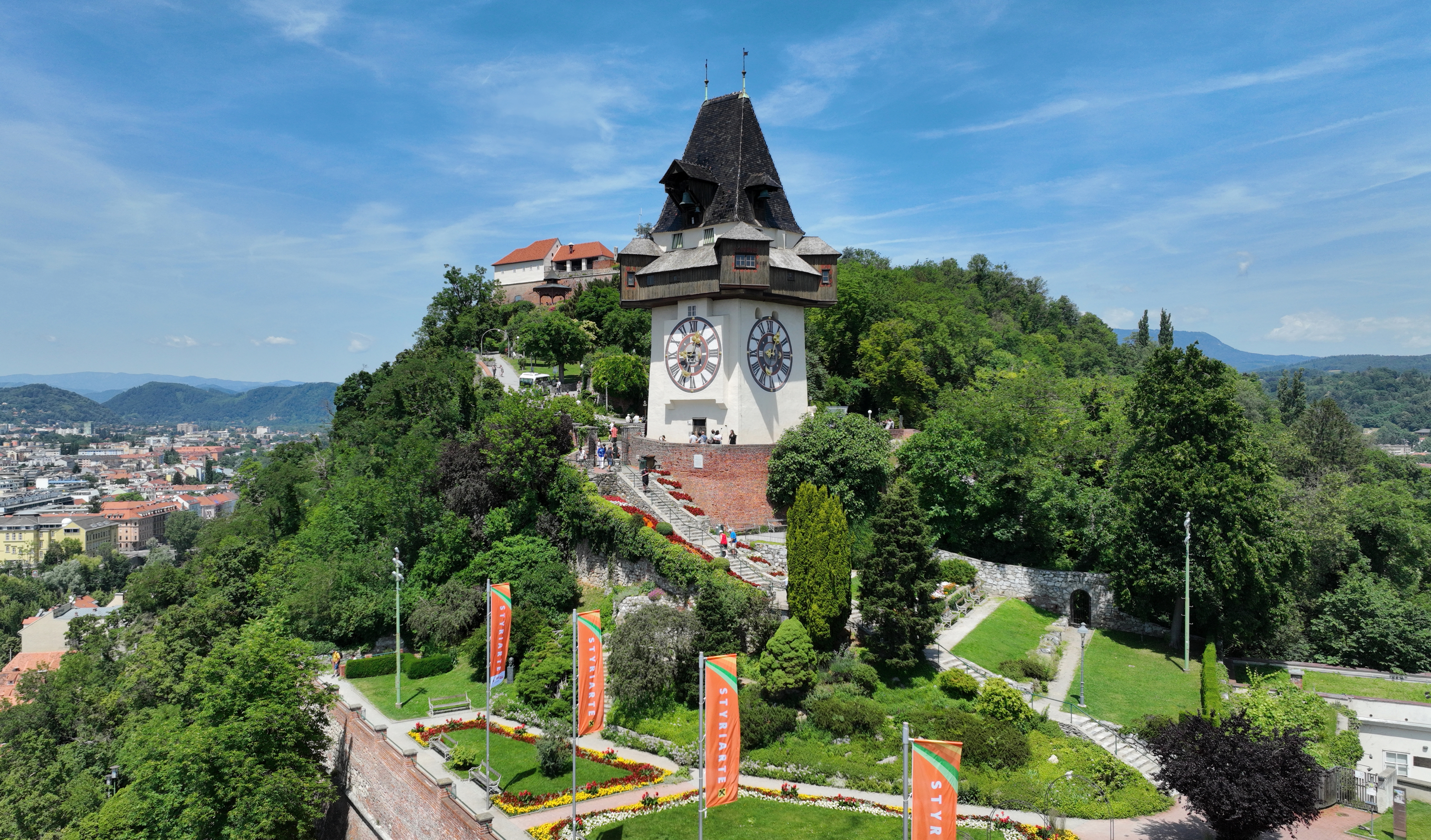
Der Grazer Schloßberg mit dem Wahrzeichen der Stadt, dem Uhrturm

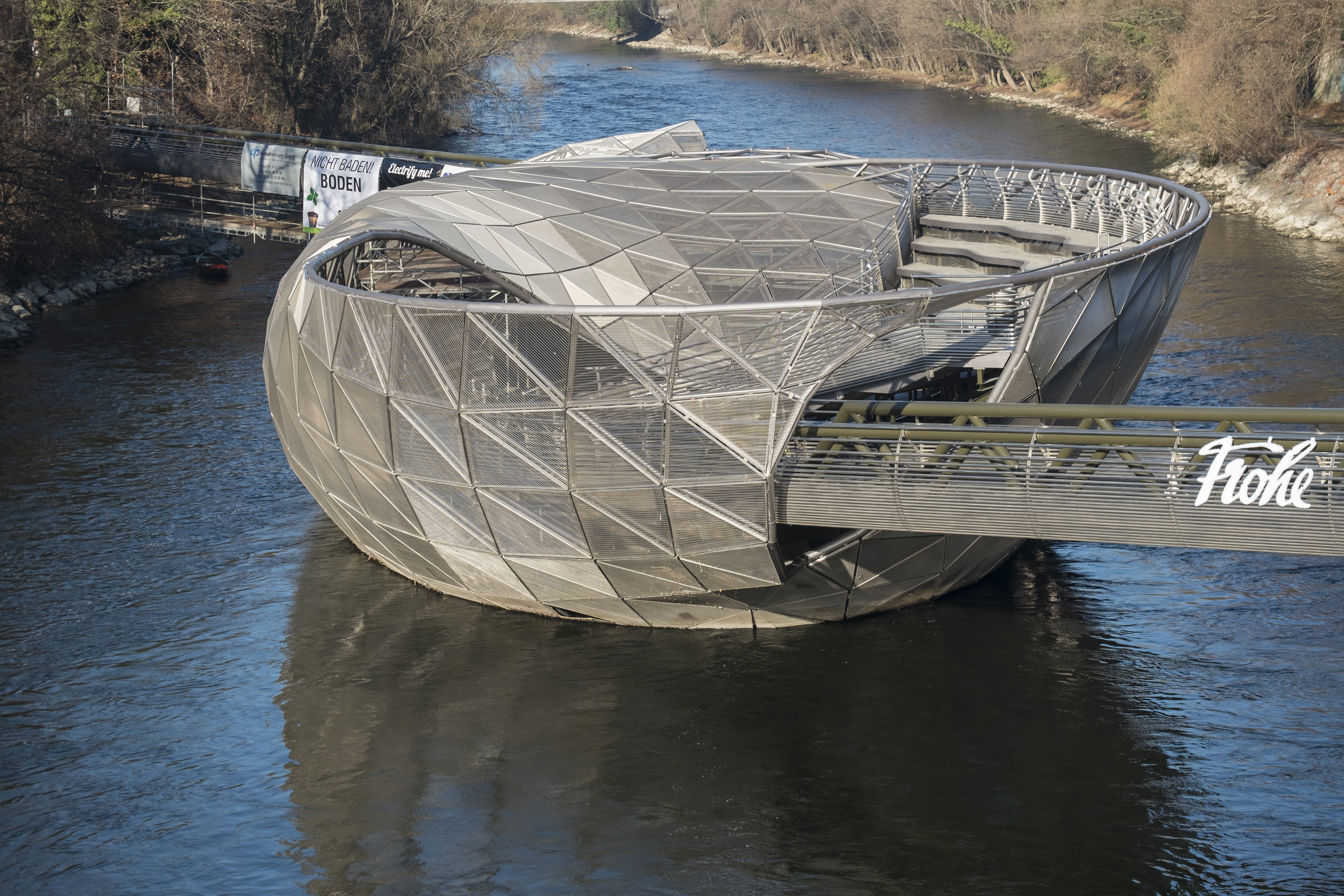
Murinsel

Blick vom Schloßberg in den Süden von Graz

Blick vom Schloßberg in den Norden von Graz

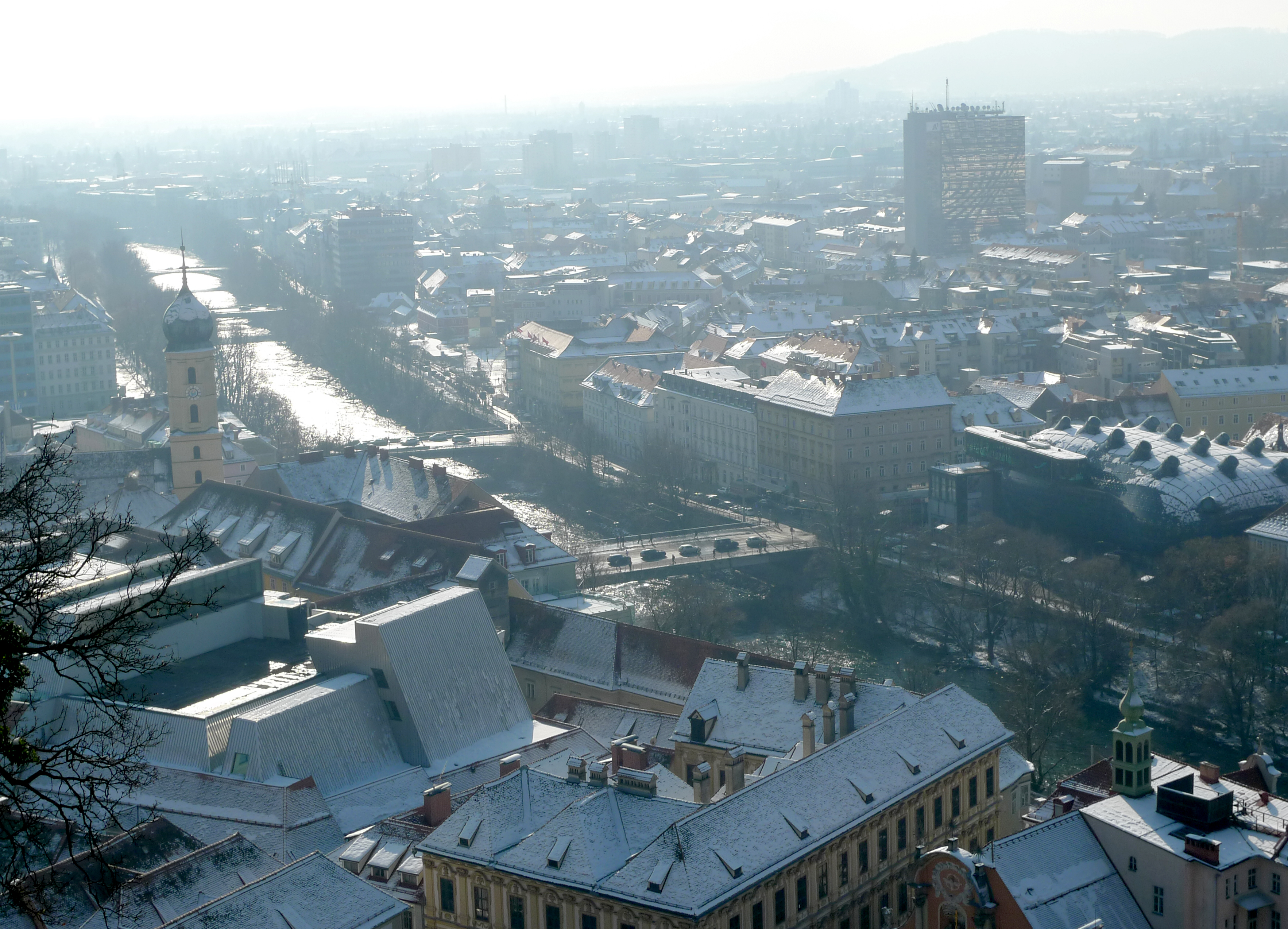
Graz gegen Süden, die Mur mit Brücken

Graz liegt rund 150 km südwestlich von Wien, an beiden Seiten der Mur, wo diese ihren Durchbruch durch das Grazer Bergland beendet und in das Grazer Becken eintritt. Die Stadt füllt den nördlichen Teil des Grazer Beckens von Westen bis Osten fast vollständig aus und ist an drei Seiten von Bergen umschlossen, die das bebaute Stadtgebiet um bis zu 400 m überragen. Nach Süden öffnet sich das Stadtgebiet ins Grazer Feld.
Der höchste Punkt in Graz ist der Plabutsch mit 754 m ü. A. im Nordwesten der Stadt, die tiefste Stelle, mit etwa 330 m ü. A., befindet sich dort, wo die Mur die Stadt im Süden verlässt. Innerhalb von Graz gibt es zwei markante Erhebungen, den Grazer Schloßberg mit dem gut sichtbaren Grazer Uhrturm und den Austein mit dem Kalvarienberg.
Die nächste Stadt mit überregionaler Bedeutung ist Maribor (Marburg an der Drau) in Slowenien, rund 60 km südlich von Graz gelegen. Die beiden Städte verbinden immer enger werdende kulturelle und wirtschaftliche Beziehungen. Die Europaregion Graz-Maribor ist ein Beispiel dafür.

#### Bezirke und Stadtteile
Für die ausführliche Beschreibung der Stadtbezirke siehe den
| Stadtbezirk      | Einw. (1. Jän. 2025) | Fläche (km²) | Dichte (Ew/km²) |
| ---------------- | -------------------- | ------------ | --------------- |
| 1., Innere Stadt | 3.184                | 1,16         | 2.745           |
| 2., St. Leonhard | 14.692               | 1,83         | 8.028           |
| 3., Geidorf      | 23.770               | 5,50         | 4.322           |
| 4., Lend         | 34.498               | 3,70         | 9.324           |
| 5., Gries        | 30.511               | 5,05         | 6.042           |
| 6., Jakomini     | 32.114               | 4,06         | 7.910           |
| 7., Liebenau     | 16.588               | 7,99         | 2.076           |
| 8., St. Peter    | 16.615               | 8,86         | 1.875           |
| 9., Waltendorf   | 12.432               | 4,48         | 2.775           |
| 10., Ries        | 6.099                | 10,16        | 600             |
| 11., Mariatrost  | 10.106               | 13,99        | 722             |
| 12., Andritz     | 19.399               | 18,47        | 1.050           |
| 13., Gösting     | 11.458               | 10,83        | 1.058           |
| 14., Eggenberg   | 25.790               | 7,79         | 3.311           |
| 15., Wetzelsdorf | 16.819               | 5,77         | 2.915           |
| 16., Straßgang   | 20.968               | 11,75        | 1.785           |
| 17., Puntigam    | 11.025               | 6,18         | 1.784           |

Das Stadtgebiet von Graz ist in 17 Stadtbezirke und weiters in Stadtteile (Stt) gegliedert. Östlich der Mur liegt in der Altstadt der
- 1. Bezirk Innere Stadt (Stt), rundherum reihen sich entgegen dem Uhrzeigersinn
- 2. St. Leonhard (Stt),
- 3. Geidorf (Stt) mit Landeskrankenhaus Graz,
- 4. Lend (Stt),
- 5. Gries (Stt) und
- 6. Jakomini (Stt).

Abgesehen von der Altstadt sind fünf der sechs Kernbezirke historisch gewachsen. Innerstädtische Zentren, von denen das Wachstum ausging, waren der Murplatz, heute Südtiroler Platz in der ehemaligen Murvorstadt, der Jakominiplatz, die ehemals eigenständige Vorstadt Geidorf, die sich um die Leechkirche gebildet hatte, und der Guntarn-Hof, ein historischer Hof auf dem Areal der Leonhardkirche, der als zweites Grazer Siedlungsgebiet gilt. In der Murvorstadt entwickelten sich die Bezirke Gries um den Griesplatz und Lend um den Lendplatz.
Die restlichen Bezirke bilden den äußeren Ring von Graz:
- 7. Liebenau (Stt) mit Engelsdorf (Stt), Murfeld (Stt), Neudorf (Stt) und Thondorf (Stt)
- 8. Sankt Peter (Stt) mit Hofstatt, Messendorf (Stt), Messendorfberg, Petersbergen, Peterstal und Tiefental
- 9. Waltendorf (Stt) mit Ruckerlberg
- 10. Ries (Stt) mit Innere Ragnitz (Stt), Rohrbach, Stifting (Stt) und Zach
- 11. Mariatrost (Stt) mit Fölling (Stt), Grafenhofsiedlung, Kroisbach, Mariagrün, Neusitz, Rettenbach, Teichhof und Wenisbuch
- 12. Andritz (Stt) mit Neustift, Sankt Gotthard und Schirmleiten
- 13. Gösting (Stt) mit Raach
- 14. Eggenberg (Stt) mit Algersdorf (Stt) und Baierdorf (Stt)
- 15. Wetzelsdorf (Stt) mit Krottendorf
- 16. Straßgang (Stt) mit Am Katzelbach, Hart (Stt), Kehlberg, Landes-Sonderkrankenhaus/Psychiatrie und Webling (Stt)
- 17. Puntigam (Stt) mit Rudersdorf (Stt)

Der gesamte äußere Ring der Vorstadtgemeinden wurde 1938 in Stadtbezirke umgewandelt. Es kam zur Bildung von „Groß-Graz“ und zu einem dadurch bedingten Bevölkerungsanstieg; die Abspaltung Puntigams von Straßgang erfolgte 1988.

#### Katastralgemeinden
Für die Fläche der Katastralgemeinden siehe den
Graz ist in 28 Katastralgemeinden aufgeteilt: Die Bezirke Innere Stadt, St. Leonhard, Geidorf, Lend, Gries, Jakomini, Wetzelsdorf, Gösting sowie Waltendorf bilden je eine Katastralgemeinde.
Einige äußere Bezirke bestehen aus Katastralgemeinden, die mit dem jeweiligen Bezirk nicht deckungsgleich sind. Diese sind Engelsdorf, Messendorf (teilweise), Thondorf, Liebenau, Murfeld und Neudorf in Liebenau; Stifting und Ragnitz in Ries; Wenisbuch und Fölling in Mariatrost; Andritz, St. Veit ob Graz und Weinitzen in Andritz; Algersdorf und Baierdorf in Eggenberg; Straßgang (teilweise) und Webling (teilweise) in Straßgang; sowie Gries (teilweise), Rudersdorf, Straßgang (teilweise) und Webling (teilweise) in Puntigam.
In einigen Katastralgemeindenamen ist der Hinweis auf die alte, dörfliche Struktur erhalten geblieben. Drei Beispiele: Algersdorf war ein eigenständiges Dorf außerhalb des Stadtgebietes, so wie Thondorf im heutigen Liebenau oder Wenisbuch in Mariatrost. Andere Dörfer und Orte wie St. Johann oder Kroisbach im Bezirk Mariatrost, die vor der Eingemeindung einen geschlossenen Siedlungskern bildeten, werden nicht als Katastralgemeinden geführt.

#### Nachbargemeinden
Graz ist umgeben vom Bezirk Graz-Umgebung, in dem sich alle benachbarten Gemeinden befinden:
| Gratkorn Gratwein-Straßengel | Stattegg                                    | Weinitzen Kainbach bei Graz |
| Thal                         | Kompassrose, die auf Nachbargemeinden zeigt | Hart bei Graz               |
| Hitzendorf Seiersberg-Pirka  | Feldkirchen bei Graz                        | Gössendorf Raaba-Grambach   |

### Geologie
Das Gebirgsland nördlich von Graz auf beiden Seiten des engen Murtals ist geologisch zweigeteilt: Unmittelbar südlich der Längstalfurche von Mur- und Mürztal befinden sich die letzten östlichen Ausläufer der zentralalpinen Ketten, die sanft gerundeten Berge der Stub-, Glein- und Koralpe westlich und der Fischbacher Alpen östlich des Murquertals, das von Bruck an der Mur als Durchbruchstal nach Süden zieht. Südlich davon und unmittelbar nördlich des Grazer Beckens befindet sich das eigentliche Grazer Bergland, das überwiegend aus Kalk besteht und mit der Lurgrotte und anderen Höhlen alte Karst-Phänomene zeigt. Eingelagert in diese Kalkzone ist beispielsweise die Kristallin-Insel von St. Radegund und dem dort angrenzenden Grazer Hausberg, dem Schöckl. Die zentralalpinen Ausläufer aus kristallinen Schiefern, die die Mur-Mürz-Längstalfurche begleiten, gehören zur mittelostalpinen Einheit (MOA).
Im ganzen Grazer Bergland überwiegen ehemalige paläozoische Sedimente und Vulkanite, die bei der variszischen
und alpinen Gebirgsbildung unter mehreren Kilobar Druck und einigen Hundert Grad Celsius zu metamorphen Gesteinen wurden. So entstand aus fossilführenden Kalken fossilfreier Marmor, aus sandig-tonigen Sedimenten Glimmerschiefer oder Paragneis und aus einem basischen Vulkanit ein Amphibolit.
Im Stadtgebiet von Graz selbst bilden die jüngsten Sedimente (des Holozäns) die Flussaue der Mur, ihnen schließt sich westlich und östlich die Niederterrasse aus Ablagerungen der letzten Kaltzeiten (Pleistozän) an, die nacheiszeitlich durch lineare Erosion zerschnitten wurde; diese Niederterrasse ist im Westen breiter ausgebildet als im Osten. Reste einer altpleistozänen Hochterrasse finden sich nur in einem schmalen Saum östlich oberhalb der Niederterrasse. Westlich und östlich fortschreitend, am Rande des Grazer Beckens erscheinen ältere Gesteine, darunter sind sowohl Fest- als auch Lockergesteine; im westlichen Stadtgebiet überwiegen dabei Gesteine aus den Schichten des Neogen, im östlichen Stadtgebiet stehen dagegen eher Gesteine des Paläozoikums an.

### Hydrologie
Das Stadtgebiet von Graz wird von der Mur auf 15,87 km Länge durchflossen. Neben diesem gibt es noch eine Reihe von Fließgewässern. Siehe Liste der Fließgewässer in Graz.

## Klima
Graz liegt im Bereich der illyrischen Klimazone. Die Lage am südöstlichen Alpenrand bewirkt eine gute Abschirmung gegenüber den in Mitteleuropa vorherrschenden Westwetterlagen. Größere Niederschlagsmengen dringen daher vorwiegend aus dem mediterranen Bereich ein.
Die Durchschnittstemperaturen betragen am Flughafen Graz–Thalerhof 8,7 °C und bei der Universität Graz 9,4 °C. Der mittlere Jahresniederschlag ergibt bei durchschnittlich 92,1 Niederschlagstagen (Messpunkt Universität Graz) eine Gesamtmenge von 818,9 mm.
Die geschützte Lage hat ein mildes Klima zur Folge, sodass in den Parkanlagen und auf dem Schloßberg Pflanzenarten gedeihen, die sonst erst in Südeuropa anzutreffen sind. Der mediterrane Einfluss zeigt sich in mehr als 2100 Sonnenstunden jährlich und einer durchschnittlichen Julitemperatur von 21,3 °C im 30-jährigen und 22 °C im zehnjährigen Mittel. Die Beckenlage hat vor allem in den Wintermonaten klimatische Nachteile: Im Winter entsteht gelegentlich eine Inversionswetterlage, die einen Luftaustausch im Grazer Becken erschwert und zu Überschreitungen des zugelassenen Grenzwerts für Feinstaub führen kann. Graz wurde 2021 zur Klima-Innovationsstadt ausgezeichnet.
|                        | Jan  | Feb  | Mär  | Apr  | Mai  | Jun   | Jul   | Aug   | Sep  | Okt  | Nov  | Dez  |   |       |
| Mittl. Temperatur (°C) | −0,5 | 1,8  | 6,3  | 11,4 | 16,1 | 19,5  | 21,5  | 20,6  | 15,9 | 11,1 | 5,6  | −0,2 | ⌀ | 10,8  |
| Mittl. Tagesmax. (°C)  | 3,1  | 6,6  | 11,7 | 17,1 | 21,8 | 25,0  | 27,1  | 26,1  | 21,0 | 15,6 | 8,9  | 2,8  | ⌀ | 15,6  |
| Mittl. Tagesmin. (°C)  | −4,2 | −3,0 | 0,9  | 5,7  | 10,4 | 14,0  | 15,8  | 15,2  | 10,9 | 6,6  | 2,2  | −3,1 | ⌀ | 6     |
|                        |      |      |      |      |      |       |       |       |      |      |      |      |   |       |
| Niederschlag (mm)      | 23,9 | 30,4 | 44,1 | 49,0 | 86,0 | 117,8 | 125,1 | 113,0 | 81,1 | 61,7 | 51,9 | 34,9 | Σ | 818,9 |
|                        |      |      |      |      |      |       |       |       |      |      |      |      |   |       |
| Sonnenstunden (h/d)    | 3,2  | 4,8  | 5,5  | 6,4  | 7,6  | 8,0   | 8,2   | 7,6   | 6,3  | 4,9  | 3,1  | 2,6  | ⌀ | 5,7   |
|                        |      |      |      |      |      |       |       |       |      |      |      |      |   |       |
| Regentage (d)          | 4,8  | 4,8  | 6,6  | 7,9  | 10,6 | 11,5  | 10,7  | 9,7   | 7,5  | 6,3  | 6,5  | 5,2  | Σ | 92,1  |

| −4,2 |

| −3,0 |

| 0,9 |

| 5,7 |

| 10,4 |

| 14,0 |

| 15,8 |

| 15,2 |

| 10,9 |

| 6,6 |

| 2,2 |

| −3,1 |

| −4,2 |

| −3,0 |

| 0,9 |

| 5,7 |

| 10,4 |

| 14,0 |

| 15,8 |

| 15,2 |

| 10,9 |

| 6,6 |

| 2,2 |

| −3,1 |

| N i e d e r s c h l a g | 23,9 | 30,4 | 44,1 | 49,0 | 86,0 | 117,8 | 125,1 | 113,0 | 81,1 | 61,7 | 51,9 | 34,9 |
|                         | Jan  | Feb  | Mär  | Apr  | Mai  | Jun   | Jul   | Aug   | Sep  | Okt  | Nov  | Dez  |

## Bevölkerung

### Bevölkerungsentwicklung
| \| Jahr \| Einw.[21] \| Jahr* \| Einw.[22] \| Jahr* \| Einw.[23] \| \| ---- \| --------- \| ----- \| --------- \| -------------- \| -------------- \| \| 1869 \| 98.229 \| 2002 \| 232.930 \| 2016 \| 280.258 \| \| 1880 \| 116.770 \| 2003 \| 235.485 \| 2017 \| 283.869 \| \| 1890 \| 135.660 \| 2004 \| 237.658 \| 2018 \| 286.292 \| \| 1900 \| 168.808 \| 2005 \| 241.298 \| 2019 \| 288.806 \| \| 1910 \| 193.790 \| 2006 \| 244.997 \| 2020 \| 291.072[24] \| \| 1923 \| 199.578 \| 2007 \| 247.624 \| 2021 \| 291.134 \| \| 1934 \| 210.845 \| 2008 \| 250.177 \| 2022 \| 292.630 \| \| 1939 \| 208.016 \| 2009 \| 252.502 \| 2023 \| 298.479 \| \| 1951 \| 226.453 \| 2010 \| 255.152 \| 2024 \| 302.749 \| \| 1961 \| 237.080 \| 2011 \| 258.847 \| \| \| \| 1971 \| 249.089 \| 2012 \| 262.223 \| \| \| \| 1981 \| 243.166 \| 2013 \| 265.778 \| \| \| \| 1991 \| 237.810 \| 2014 \| 269.997 \| \| \| \| 2001 \| 226.244 \| 2015 \| 274.207 \| * jew. 1. Jän. \| * jew. 1. Jän. \| |         |       |         |                |                |
| Jahr | Einw.   | Jahr* | Einw.   | Jahr*          | Einw.          |
| 1869 | 98.229  | 2002  | 232.930 | 2016           | 280.258        |
| 1880 | 116.770 | 2003  | 235.485 | 2017           | 283.869        |
| 1890 | 135.660 | 2004  | 237.658 | 2018           | 286.292        |
| 1900 | 168.808 | 2005  | 241.298 | 2019           | 288.806        |
| 1910 | 193.790 | 2006  | 244.997 | 2020           | 291.072        |
| 1923 | 199.578 | 2007  | 247.624 | 2021           | 291.134        |
| 1934 | 210.845 | 2008  | 250.177 | 2022           | 292.630        |
| 1939 | 208.016 | 2009  | 252.502 | 2023           | 298.479        |
| 1951 | 226.453 | 2010  | 255.152 | 2024           | 302.749        |
| 1961 | 237.080 | 2011  | 258.847 |                |                |
| 1971 | 249.089 | 2012  | 262.223 |                |                |
| 1981 | 243.166 | 2013  | 265.778 |                |                |
| 1991 | 237.810 | 2014  | 269.997 |                |                |
| 2001 | 226.244 | 2015  | 274.207 | * jew. 1. Jän. | * jew. 1. Jän. |

Die Bevölkerungszahl von Graz überschritt etwa im Jahr 1870, in der sogenannten Gründerzeit, die 100.000er-Marke. In der Folge stieg die Einwohnerzahl bis in die 1970er Jahre stetig an – teilweise durch natürlichen Zuwachs und Zuwanderung, teilweise durch Eingemeindung von Nachbarorten im Jahre 1938 nach dem Anschluss Österreichs durch die Nationalsozialisten. Von Ende der 1970er Jahre bis 2001 verringerte sich die Zahl wieder, da viele Grazer in die Umlandgemeinden zogen.
Obwohl in diesen Jahren die Zahl der Bewohner mit Hauptwohnsitz abnahm, gab es zeitgleich eine Zunahme an Bewohnern mit Zweitwohnsitz und seit 2001 wieder eine Zunahme von Einwohnern mit Hauptwohnsitz. Hinzu kommen in Graz wohnende jüngere Werktätige, die ihren Hauptwohnsitz bei den Eltern außerhalb von Graz haben. Das stellt Graz vor finanzielle Probleme, da die Stadt die Infrastruktur für alle in und um Graz wohnenden Menschen bereitstellen muss, vom Bund jedoch nur Geld für die Bewohner mit Hauptwohnsitz erhält. Andererseits profitieren der Wirtschaftsstandort und die Bauwirtschaft von den meist jüngeren Leuten, die in Graz ihren Zweitwohnsitz haben. Graz war somit 2008 die am schnellsten wachsende Stadt Österreichs.
Es gibt zirka 110.000 Haushalte mit einem Frauenanteil von 52 Prozent.
Am 1. Jänner 2021 hatten 294.236 Personen ihren Hauptwohnsitz in Graz. Inklusive Nebenwohnsitze kommt man auf 331.264 Einwohner. Nicht in den Zahlen enthalten sind die 298 gemeldeten Obdachlosen in der Stadt.
Am 1. Jänner 2023 hatte Graz nur mehr 298.623 Einwohner, nachdem Graz im Oktober zuvor erstmals die Marke von 300.000 Einwohnern überschritten hatte. Mit 1. Jänner 2024 waren es 303.270 Einwohner, womit Graz bevölkerungsreicher als das Burgenland ist.

### Prognose
| Jahr | Einw.   |
| ---- | ------- |
| 2018 | 285.174 |
| 2019 | 288.799 |
| 2020 | 292.368 |
| 2021 | 295.863 |
| 2022 | 299.255 |
| 2023 | 302.540 |
| 2024 | 305.704 |
| 2025 | 308.735 |
| 2026 | 311.604 |

| Jahr    | Einw.   |
| ------- | ------- |
| 2027    | 314.315 |
| 2028    | 316.868 |
| 2029    | 319.253 |
| 2030    | 321.486 |
| 2031    | 323.568 |
| 2032    | 325.519 |
| 2033    | 327.351 |
| 2034    | 329.069 |
| Quelle: |         |

### Bevölkerungsstruktur nach Geschlecht, Alter und Nationalität
Am 1. Jänner 2021 waren:
- 50,64 % der Grazer Frauen[39]
- 16,23 % der Grazer unter 20 Jahre alt
- 68,72 % zwischen 20 und 65
- 15,04 % über 65 Jahre alt[40]

219.738 der Menschen (74,68 %) mit Hauptwohnsitz in Graz sind österreichische Staatsbürger, 37.226 sonstige EU-Bürger (12,65 %) und 37.272 Nicht-EU-Bürger (12,67 %). Von den Nicht-EU-Bürgern stammen:
- 16.740 aus Asien
- 02.959 aus Afrika
- 02.330 aus Russland
- 01.760 aus Nord- oder Südamerika
- 00.104 aus Australien und Ozeanien

und insgesamt 25.356 aus Nicht-EU-Staaten Europas. 728 Grazer sind staatenlos.
Am 1. Jänner 2021 lebten jeweils mindestens 500 Menschen aus folgenden Staaten in Graz:
- Rumänien (10.267)
- Kroatien (9320)
- Deutschland (8984)
- Bosnien und Herzegowina (7386)
- Türkei (5581)
- Ungarn (4683)
- Slowenien (3245)
- Afghanistan (2995)
- Syrien (2748)
- Italien (2612)
- Russland (2330)
- Kosovo (1869)
- Serbien (1791)
- Slowakei (1746)
- Bulgarien (1122)
- Polen (1084)
- Nigeria (922)
- Iran (919)
- Volksrepublik und Republik China (Taiwan) (911)
- Nordmazedonien (830)
- Ägypten (824)
- Spanien (812)
- Irak (692)
- Frankreich (655)
- Griechenland (639)
- Indien (629)
- Ukraine (591)
- Vereinigtes Königreich (560)
- Vereinigte Staaten (553)[42]

## Geschichte

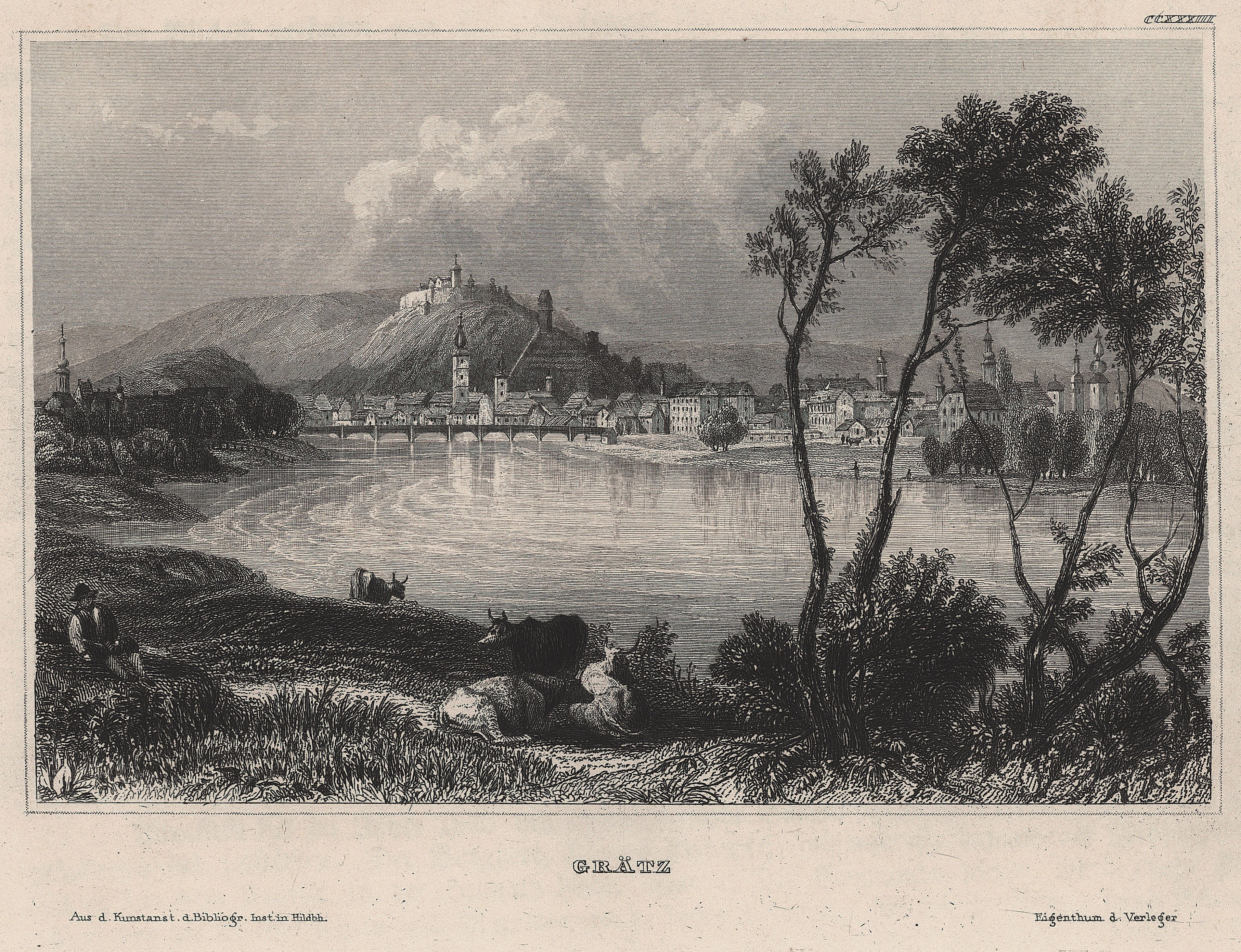
Blick auf Graz, ca. 1838

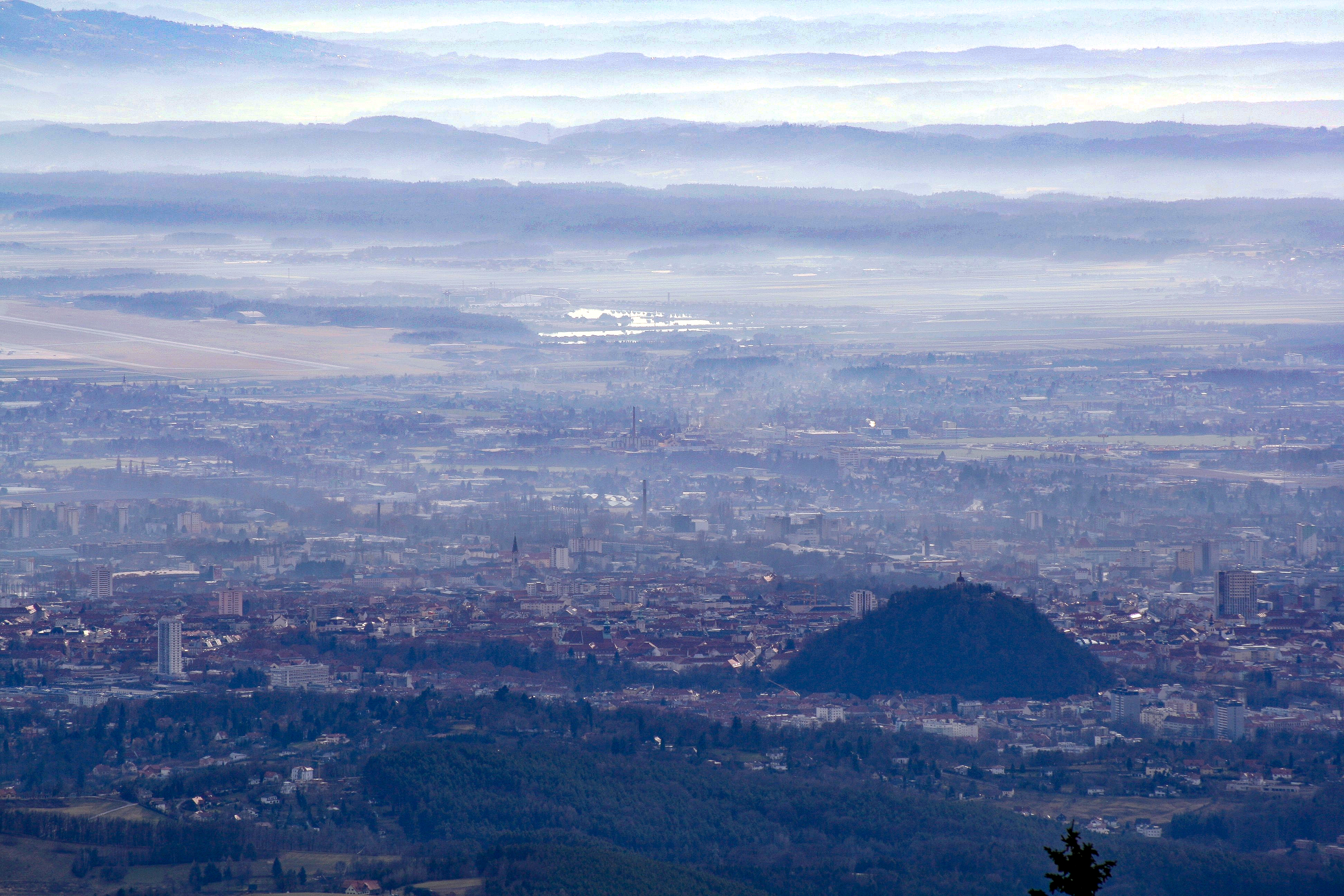
Graz, vom Gipfel des Schöckl aus gesehen, im Jänner 2007. Deutlich zu erkennen ist der Grazer Schloßberg.

Erste Besiedlungen des Gebiets sind bereits für die Zeit um 3000 v. Chr. belegt. Die erste gesicherte Erwähnung von Graz stammt aus dem Jahre 1140, als Udalrich von Graz eine Schenkung bezeugte. In die Zeit um 1160 fällt die Gründung des großen Grazer Marktes auf dem Boden des heutigen Hauptplatzes. 1379 wurde Graz eine Residenz der Habsburger. Graz widerstand im 16. und 17. Jahrhundert mehreren osmanischen Angriffen. 1585 wurde die erste Universität von Erzherzog Karl II. von Innerösterreich gegründet. Die Reformation wurde mit der Vertreibung der evangelischen Prediger 1598 und der Schließung der evangelischen Schulen 1599 zurückgedrängt. 1619 übersiedelte der gesamte Habsburger Hofstaat in die Wiener Hofburg. Graz blieb aber Hauptort des Herzogtums und späteren Kronlandes Steiermark. Graz wurde während der Napoleonischen Kriege mehrfach von den Franzosen besetzt. Nach deren Abzug prägten kulturelles Leben, wirtschaftliche Initiativen und neue technische Errungenschaften die schnelle Entwicklung der Stadt bis zum Ende der Monarchie 1918.
Um 1850 wurde Graz Statutarstadt. Mit dem Friedensvertrag von Saint-Germain-en-Laye wurde Graz nach 1918 jedoch faktisch von einer Binnenstadt eines Großstaates zur Grenzstadt eines Kleinstaates herabgestuft. Am 7. Juni 1920 entlud sich eine „Kirschenrummel“ genannte Hungerrevolte. Im Zuge des „Anschlusses“ 1938 übernahmen die lokalen Nationalsozialisten bereits vor dem Eintreffen der deutschen Truppen die Kontrolle in der Stadt. Von allen österreichischen Städten verzeichnete Graz im Zweiten Weltkrieg die meisten Luftangriffe – insgesamt 56. 1945 zogen sowjetische Truppen, später britische Truppen in Graz ein, die bis zum Abschluss des Staatsvertrags 1955 blieben. 2003 war Graz Kulturhauptstadt Europas. 2015 wurde Graz Reformationsstadt Europas.

## Politik

### Organisationsform und Verwaltung
Graz ist eine Statutarstadt. Das bedeutet, dass die Gemeindeorganisation durch ein eigenes Landesgesetz (Statut der Landeshauptstadt Graz aus dem Jahr 1967) geregelt wird und die Gemeindeorgane (insbesondere der Magistrat) neben den üblichen Aufgaben einer Gemeinde die der Bezirksverwaltungsbehörde innehaben. Die Grazer Gemeinderatswahlen finden nicht gleichzeitig mit den steirischen Gemeinderatswahlen statt.
Graz ist Sitz des Landtages Steiermark (im Landhaus), der Steiermärkischen Landesregierung und aller Landesbehörden, der Bezirkshauptmannschaft Graz-Umgebung, der Wirtschafts-, Landwirtschafts- und Arbeiterkammer Steiermark, der Landespolizeidirektion Steiermark, der Bezirksgerichte Graz-Ost (zuständig für den 1.–3. und 6.–12. Stadtbezirk sowie den Süden von Graz-Umgebung) und Graz-West (zuständig für den 4., 5. und 13.–17. Stadtbezirk sowie den Norden von Graz-Umgebung), der Landesgerichte für Zivilrechtssachen Graz und Strafsachen Graz, des Oberlandesgerichtes Graz (mit Zuständigkeit für Steiermark und Kärnten), des Bundesfinanzgerichtes (Außenstelle Graz) und von zwei Standorten (Graz-Ost und Graz-West) des Arbeitsmarktservices.

### Bezirksvertretungen
Graz ist neben Wien die einzige Stadt Österreichs mit gewählten Bezirksvertretungen; diese Kollegialorgane werden in Graz Bezirksräte genannt und bestehen seit 1993. Die Wahlberechtigten jedes Stadtbezirks wählen gleichzeitig mit dem Gemeinderat ihren Bezirksrat (der einzelne Abgeordnete wird Mitglied des Bezirksrats genannt); dieser wählt den Bezirksvorsteher und die zwei Bezirksvorsteherstellvertreter. Der mandatsstärksten im Bezirksrat vertretenen Partei steht dabei das Vorschlagsrecht für den Bezirksvorsteher zu; die zweit- respektive die drittstärkste Fraktion darf den 1. beziehungsweise den 2. Bezirksvorsteherstellvertreter vorschlagen.
Der Bezirksrat besteht in Stadtbezirken unter 10.500 Einwohnern aus sieben Mitgliedern; diese Zahl erhöht sich je 1500 zusätzliche Bezirksbewohner um ein weiteres Mitglied, wobei die Höchstzahl 19 beträgt und derzeit (Stand: 2021) nur in den Bezirken Lend und Jakomini erreicht wird. Mitglieder des Bezirksrats verrichten ihre Funktion (im Gegensatz zu Grazer Gemeinderatsmitgliedern oder Bezirksräten in Wien) ehrenamtlich, den Bezirksvorstehern und Bezirksvorsteherstellvertretern steht ein monatlicher Bezug zu.
Aufgabe der 17 Bezirksräte ist es, bezirksbezogene Interessen gegenüber den Organen und Einrichtungen der Stadt zu vertreten. Sie verfügen über Anhörungs- und Informationsrechte sowie eine Art suspensives Veto (Qualifizierter Widerspruch – wird dem Widerspruch nicht Rechnung getragen, muss dies vom entscheidungsbefugten Organ der Stadt begründet werden). Darüber hinaus handelt der Bezirksrat in den ihm vom Gemeinderat übertragenen speziellen Aufgabenbereichen (etwa Grün- und Sportanlagengestaltung, Hebung der Verkehrssicherheit, Stadtbildverschönerung, Vergabe von Förderungen) autonom und verfügt über ein eigenes Bezirksbudget. Zur Durchführung von Maßnahmen nach den entsprechenden Beschlüssen bedient sich der Bezirksrat der Magistratsabteilungen und den Servicestellen (ehemals Bezirksämter) der Stadt Graz.
Da die Bezirksbudgets vergleichsweise gering sind (Stand 2021: 1 €/Einwohner, zuzüglich Sonderbudget „Klima-Euro“ in Höhe von 10.000 € plus 0,50 €/Einwohner) und den Bezirksräten nur in geringem Maß Kompetenzen übertragen wurden, ist der Handlungsspielraum der Bezirksvertretungen relativ gering. Der Menschenrechtsbeirat der Stadt Graz empfiehlt auf Basis von 13 befragten Bezirksvertretungen, die Rechte der Bezirksräte zu stärken (verpflichtende Antwortfristen, Ausweitung der Auskunftspflicht und mehr Entscheidungskompetenz) sowie die Bezirksbudgets zu erhöhen.

### Gemeinderat
- KPÖ: 15
- SPÖ: 4
- GRÜNE: 9
- NEOS: 2
- ÖVP: 13
- FPÖ: 1
- KFG: 3
- Unabh.: 1

KFG: (Korruptions-)Freier Gemeinderatsklub
Ab den 1970er Jahren kam es innerhalb der Grazer Kommunalpolitik zu einigen Besonderheiten: Das in Graz traditionell politisch starke deutschnationale Lager, vertreten durch die FPÖ, erhielt überdurchschnittlich viele Wählerstimmen und stellte zwischen 1973 und 1983 mit Alexander Götz den Bürgermeister. Danach fiel die FPÖ auf wenige Mandate zurück. Zur gleichen Zeit war Graz die erste Großstadt in Österreich, in der die Grünen – als Alternative Liste Graz (ALG) – in den Gemeinderat einzogen (1983). Nachdem in der folgenden Legislaturperiode die Mehrheitsverhältnisse nicht eindeutig waren, teilten sich zwei Bürgermeister die Amtszeit, zuerst Franz Hasiba (ÖVP) und anschließend Alfred Stingl (SPÖ), der nach der Wahl 1988 bis 2003 Bürgermeister blieb.
In der folgenden Amtsperiode wurde die ÖVP erstmals stärkste Kraft und blieb dies bis 2021. Langzeitbürgermeister in dieser Ära war Siegfried Nagl. Parallel dazu erlebte die KPÖ einen in Österreich einzigartigen Aufstieg. Mit über 20 % der Stimmen wurde die Partei 2003 bereits drittstärkste politische Kraft. Dieser Erfolg wird dem sozialen Engagement des damaligen KPÖ-Spitzenkandidaten und Gemeinderates Ernest Kaltenegger zugeschrieben. Nachdem Kaltenegger für die KPÖ-Steiermark bei den Landtagswahlen (Oktober 2005) antrat und in den Landtag einziehen konnte, verließ er den Grazer Gemeinderat. Seine Nachfolgerin Elke Kahr setzte dieses Engagement fort, und aus der Gemeinderatswahl 2017 ging die KPÖ als zweitstärkste Kraft hervor. Bei der Gemeinderatswahl 2021 wurde die KPÖ mit 28,8 % der gültigen Stimmen stärkste Partei und stellt seither mit Kahr die Bürgermeisterin.

### Stadtsenat
- KPÖ: 3
- GRÜNE: 1
- ÖVP: 2
- KFG: 1

KFG: (Korruptions-)Freier Gemeinderatsklub
Der Stadtsenat stellt die Stadtregierung dar und umfasst sieben Mitglieder – Bürgermeister, Bürgermeisterstellvertreter und fünf Stadträte – die gemäß den Gemeinderatswahlergebnissen proportional auf die (derzeit: sieben) im Gemeinderat vertretenen Parteien bzw. Zusammenschlüsse aufgeteilt werden. Aufgrund der geringen Anzahl der Stimmen (und durch Übertritt der FPÖ-Stadträtin zum KFG) gehen dabei die SPÖ, die NEOS und die FPÖ leer aus.
Das Statut der Stadt Graz sieht vor, dass der Bürgermeister sowie der Bürgermeisterstellvertreter die österreichische Staatsbürgerschaft besitzen müssen. Die Stadträte können auch Personen sein, die nicht dem Gemeinderat angehören, jedoch in den Gemeinderat wählbar sind (Staatsbürgerschaft eines EU-Mitgliedstaats, nicht vom Wahlrecht ausgeschlossen und Hauptwohnsitz in Graz).
| Amt                           | Name                | Partei | Ressorts |
| ----------------------------- | ------------------- | ------ | --- |
| Bürgermeisterin               | Elke Kahr           | KPÖ    | Bürgermeisteramt, Präsidialabteilung, Abteilung für Kommunikation, Sozialamt (ausgenommen Pflege, Behindertenhilfe und Arbeit), Amt für Jugend und Familie (nur hinsichtlich Frauen und Gleichstellung), Stadtbaudirektion (nur hinsichtlich UNESCO‐Weltkulturerbe), Abteilung für Wirtschafts‐ und Tourismusentwicklung (nur hinsichtlich Bürgerspitalstiftung), Amt für Wohnungsangelegenheiten, Eigenbetrieb Wohnen Graz |
| Bürgermeisterstellvertreterin | Judith Schwentner   | Grüne  | Stadtbaudirektion (ausgenommen UNESCO‐Weltkulturerbe), Straßenamt, Abteilung für Grünraum und Gewässer, Stadtvermessungsamt, Abteilung für Verkehrsplanung, Stadtplanungsamt, Umweltamt |
| Stadtrat                      | Manfred Eber        | KPÖ    | Personalamt, Finanz‐ und Vermögensdirektion, Abteilung für Gemeindeabgaben, Abteilung für Rechnungswesen, Abteilung für Immobilien, Bau‐ und Anlagenbehörde (nur hinsichtlich Bauangelegenheiten), Abteilung für Katastrophenschutz und Feuerwehr, Eigenbetrieb Grazer Parkraum Service |
| Stadtrat                      | Kurt Hohensinner    | ÖVP    | Abteilung für Bildung und Integration (ausgenommen Integration), Sozialamt (nur hinsichtlich Behindertenhilfe), Amt für Jugend und Familie (ausgenommen Frauen und Gleichstellung), Gesundheitsamt (nur hinsichtlich Markt‐ und Lebensmittelangelegenheiten), Sportamt |
| Stadtrat                      | Robert Krotzer      | KPÖ    | Sozialamt (nur hinsichtlich Pflege und Arbeit), Gesundheitsamt (ausgenommen Markt‐, Lebensmittel‐ und Veterinärangelegenheiten), Abteilung für Bildung und Integration (nur hinsichtlich Integration), Geriatrische Gesundheitszentren |
| Stadtrat                      | Günter Riegler      | ÖVP    | Kulturamt, Abteilung für Wirtschafts‐ und Tourismusentwicklung (ausgenommen Bürgerspitalstiftung), Bau‐ und Anlagenbehörde (ausgenommen Bauangelegenheiten) |
| Stadträtin                    | Claudia Schönbacher | KFG    | BürgerInnenamt, Gesundheitsamt (nur hinsichtlich Veterinärangelegenheiten) |

### Bürgermeister
Der erste gewählte Grazer Bürgermeister in der Nachkriegszeit war Eduard Speck (SPÖ), welcher sein Amt bis 1960 ausübte. Er wurde von seinem Parteikollegen Gustav Scherbaum (SPÖ) abgelöst, dieser regierte bis 1973. Nach dem Erstarken des rechtsnationalen Lagers unter der FPÖ wurde 1973 Alexander Götz Bürgermeister; er übte das Amt bis 1983 aus. Auf ihn folgten Franz Hasiba (ÖVP) und Alfred Stingl (SPÖ), welche sich zunächst eine fünfjährige Amtsperiode aufteilten, Stingl behielt das Bürgermeisteramt jedoch bis 2003. Auf ihn folgte Siegfried Nagl (ÖVP), der bei den Gemeinderatswahlen 2008, 2012 und 2017 nochmals als Bürgermeister bestätigt wurde. 2021 wurde er von Elke Kahr (KPÖ) abgelöst.

### E-Government
Auf der Plattform graz.at können Behördenwege mithilfe von Online-Verfahren von zu Hause erledigt werden. Bei einem Teil dieser Formulare, wie zum Beispiel dem Förderungsantrag auf Fernwärme oder auch dem Kirchenaustritt, ist eine elektronische Signatur mit der Bürgerkarte notwendig.

## Städtepartnerschaften

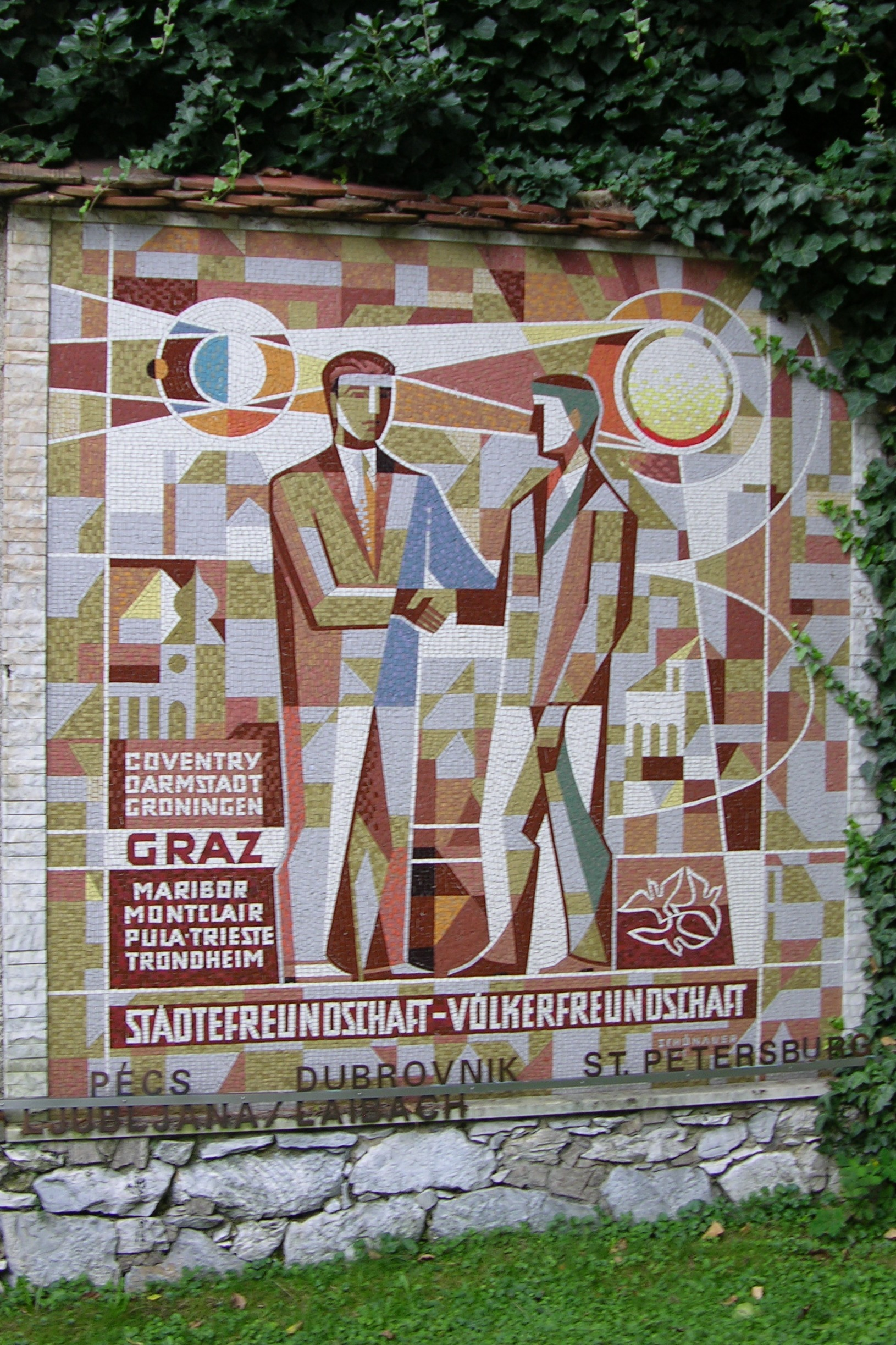
Denkmal Städtefreundschaft – Völkerfreundschaft, Kanonenbastei, Schloßberg: Mosaik von 1971 von Georg Schönauer mit acht Städten; ergänzt durch vier Namen in Niro-Stahl (August 2008)

Graz unterhält Städtepartnerschaften mit folgenden Städten:
| Stadt              | Land                   | seit | Typ                  |
| ------------------ | ---------------------- | ---- | -------------------- |
| Coventry           | Vereinigtes Königreich | 1957 | Städtepartnerschaft  |
| Darmstadt          | Deutschland            | 1968 | Städtepartnerschaft  |
| Dubrovnik          | Kroatien               | 1994 | Städtepartnerschaft  |
| Groningen          | Niederlande            | 1963 | Städtepartnerschaft  |
| Ljubljana/Laibach  | Slowenien              | 2001 | Städtepartnerschaft  |
| Lwiw/Lemberg       | Ukraine                | 2024 | Projektpartnerschaft |
| Maribor/Marburg    | Slowenien              | 1987 | Städtepartnerschaft  |
| Montclair          | Vereinigte Staaten     | 1950 | Städtepartnerschaft  |
| Pécs/Fünfkirchen   | Ungarn                 | 1989 | Städtepartnerschaft  |
| Pula               | Kroatien               | 1972 | Städtepartnerschaft  |
| Sankt Petersburg   | Russland               | 2001 | eingefroren 2022     |
| Timișoara/Temeswar | Rumänien               | 1982 | Städtepartnerschaft  |
| Trieste/Triest     | Italien                | 1973 | Städtepartnerschaft  |
| Trondheim          | Norwegen               | 1968 | Städtepartnerschaft  |

Den meisten Städten sind im Stadtgebiet Straßen- und Wegnamen gewidmet: Coventryallee, Dubrovnikallee, Montclairallee, Pécsallee sind Wege im Grazer Stadtpark, der Groningenplatz ist eine Freifläche im Bereich der Burgringkurve, die St.-Petersburg-Allee befindet sich im Augarten.
Darmstadtgasse und Trondheimgasse sind Wohn- und Parallelstraßen im Bezirk Lend. Der Pula-Kai ist ein Murkai zwischen Augartenbrücke und Berta-von-Suttner-Friedensbrücke in Jakomini. Der Marburger Kai liegt in der Innenstadt, sowie die Marburger Straße beim ORF-Landesstudio. Die Triester Straße ist eine der Fernstraßen und erhielt ihren Namen bereits im frühen 19. Jahrhundert. Keine Entsprechung im Straßennetz haben die Städte Temeswar und Ljubljana.
Nach dem russischen Überfall auf die Ukraine wurde die – seit 2001 bestehende – Partnerschaft mit Sankt Petersburg am 1. März 2022 „eingefroren“, und im Jänner 2024 beschloss der Stadtsenat einstimmig eine Projektpartnerschaft mit dem ukrainischen Lwiw (Lemberg).

## Stadtwappen
| Wappen der Statutarstadt Graz | Blasonierung: „Das Wappen der Stadt zeigt im grünen Feld einen aufrecht nach rechts schreitenden, silbernen, goldgewaffneten Panther ohne Hörner, gekrönt mit einer goldenen, dreiblättrigen Laubkrone. Aus den Leibesöffnungen schlagen rote Flammenzungen.“                                                                                        |
| Wappen der Statutarstadt Graz | Wappenbegründung: Das Grazer Stadtwappen ähnelt dem steirischen Landeswappen und geht diesem in seiner Darstellung voraus. Der Panther ist gekrönt, im Gegensatz zum steirischen Wappen, bei dem der Panther behörnt ist und der Schild den Herzogshut der Steiermark trägt. Das Stadtwappen ist jenem der oberösterreichischen Stadt Steyr ähnlich. |

„Die Fahne der Stadt zeigt ein weiß-grünes Feld mit dem Wappen der Stadt.“

## Medien

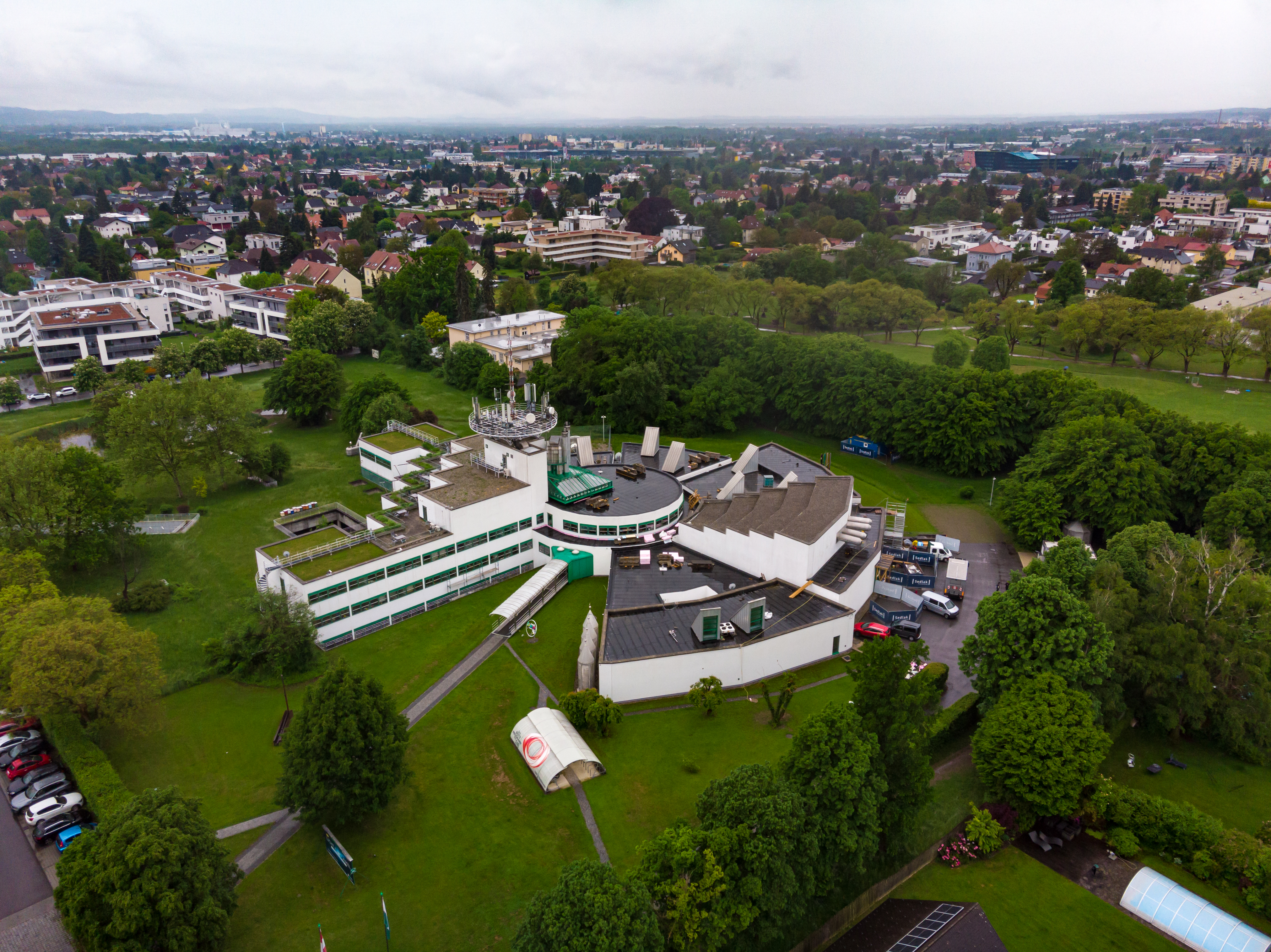
ORF-Landesstudio Steiermark, Architekt Gustav Peichl

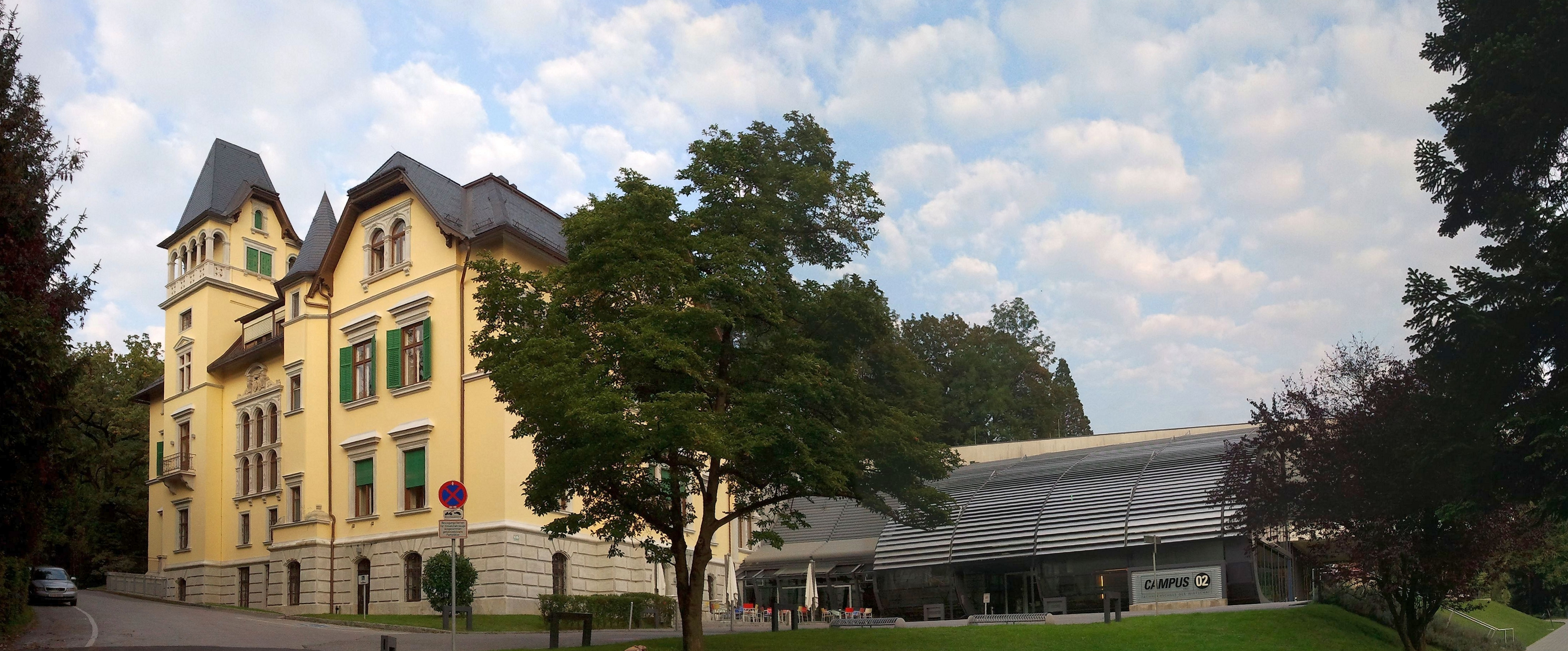
Villa Ferry, ehemaliges ORF-Landesstudio

### Zeitungen
Graz ist eine Stadt mit langer Zeitungstradition. Gab es zur Zeit Kaiser Josefs II. fünf Zeitungen in der Stadt, reduzierte sich deren Anzahl unter Erzherzog Johann auf eine, die
„Grätzer Zeitung“, die einer strengen Kontrolle unterlag. Ein wichtiger Grazer Medienkonzern ist die Styria, die neben der regionalen „Kleinen Zeitung“, mit einer Reichweite von 50 % in den Bundesländern Steiermark und Kärnten, die „Presse“ und andere Zeitschriften und Zeitungen in Österreich, Slowenien und Kroatien herausgibt. Historisch erschienen in Graz vier Tageszeitungen: neben der „Kleinen Zeitung“, der einzigen, die das Zeitungssterben der 1970er Jahre überlebt hat, die Parteizeitungen „Neue Zeit“ (sozialdemokratisch), die „Südost-Tagespost“, Sprachrohr der steirischen ÖVP, und die „Wahrheit“ der steirischen KPÖ.
Jede österreichweit erscheinende Tageszeitung verfügt über eine eigene Redaktion in Graz. Die „Kronen Zeitung“ produziert in Graz eine eigene Steiermark-Ausgabe, die sogenannte „Steirerkrone“.
Kostenlos wöchentlich verteilt werden an die Wohnungstür: die „Woche“ und der „(Neue) Grazer“, beides Zeitungen der Regionalmedien Austria, sowie seit Mitte 2014 „(Kleine Zeitung) Wohin“ mit Veranstaltungsprogramm (als Nachfolger von „G7“ nun über Entnahmefächer an Straßenbahnhaltestellen). Monatlich erscheint „BIG“ (Bürgerinformation Graz der Stadtverwaltung), das „Grazer Stadtblatt“ der KPÖ, und die FPÖ-Zeitschrift „Wir Grazer“. Die „Woche“ betreibt eine Online-Ausgabe mit Beiträgen von „Regionauten“ aus dem Publikum. Von etwa 2015 bis 2022 gab Styria auch die sich an Studenten richtende Gratis-Wochenzeitung Futter, erhältlich an Straßenbahnhaltestellen-Säulen, heraus, die 2022 in das ausschließlich digitale Projekt „Kleine Zeitung Next“ überführt wurde.
Seit Oktober 1995 erscheint monatlich die Straßenzeitung „Megaphon“ mit den Schwerpunkten Sozialpolitik und Integration im Straßenverkauf. Die Wochenzeitung „Falter“ betrieb von März 2005 bis etwa 2010 eine Steiermark-Redaktion.

### Rundfunk
In Graz gibt es, wie in fast jeder Landeshauptstadt (Ausnahme: ORF Vorarlberg in Dornbirn), ein ORF-Landesstudio. Von dort aus wird das 24-Stunden-Vollprogramm Radio Steiermark gesendet. Die tagesaktuelle TV-Sendung Steiermark heute wird im Landesstudio produziert und im Vorabendprogramm auf ORF 2 ausgestrahlt. Bevor das Landesstudio in der Marburger Straße errichtet wurde, sendete der ORF sein Programm aus der Villa Ferry in der Zusertalgasse im Bezirk Geidorf. Mit Steiermark 1 und MemaTV, einem Sender der nur gelegentlich Programm sendete, gab es bis 2013 in Graz zwei weitere TV-Anstalten.
Der erste Radiosender, der sich neben den ORF-Radios etablieren konnte, ist die Antenne Steiermark. Sie war 1995 der erste Privatsender Österreichs und hatte ihren Sitz am Sender Dobl bei Graz und ist Ende 2014 ins neue Styria-Gebäude in der Conrad-von-Hötzendorf-Straße übersiedelt. Mit Radio Soundportal, Welle 1 Graz und dem freien Radio Helsinki können in Graz drei weitere regionale Radiokanäle empfangen werden. Das österreichweit gesendete Radio Kronehit hat ebenfalls eine Zweigstelle in Graz. Auf dem Grazer Hausberg, dem Schöckl, steht die gleichnamige Rundfunk-Sendeanlage, die Graz, die gesamte Südsteiermark, das Südburgenland und benachbarte Gebiete mit Radio- und Fernsehprogrammen versorgt.

## Tourismus
Der deutsche Reiseschriftsteller Johann Gottfried Seume gelangte auf seiner berühmten Reise nach Syrakus im Jahre 1802 auch nach Graz. Er schrieb:

„Hier will ich einige Tage bleiben und ruhen; die Stadt und die Leute gefallen mir. Du weiſst, daſs der Ort auf den beyden Seiten der Murr sehr angenehm liegt; und das Ganze hat hier überall einen Anblick von Bonhommie und Wohlhabenheit, der sehr behaglich ist. […] Gräz ist eine der schönsten groſsen Gegenden, die ich bis jetzt gesehen habe; die Berge rund umher geben die herrlichsten Aussichten, und müssen in der schönen Jahrszeit eine vortrefliche Wirkung thun. Das Schloſs, auf einem ziemlich hohen Berge, sieht man sehr weit; und von demselben hat man rund umher den Anblick der schön bebauten Landschaft, die durch Flüsse und Berge und eine Menge Dörfer herrlich gruppiert ist.“

Heute setzt Graz im Tourismus vor allem auf die historische Substanz der Altstadt und auf die südliche Atmosphäre. Die offiziellen Auszeichnungen der Stadt als Kulturhauptstadt 2003 und als Weltkulturerbe rechtfertigen diese Marketingstrategie. Im gleichen Jahr entstanden aber auch mit der Realisierung des Kunsthauses Graz, dem „Friendly Alien“ und der Grazer Murinsel zwei neue Wahrzeichen für das moderne Graz. 2012 erhob die Agrarmarkt Austria Marketing GesmbH Graz zur „Genuss-Hauptstadt“ Österreichs. Grund dafür war der „Grazer Krauthäuptel“, eine besondere Form des Kopfsalats, die Anfang des 20. Jahrhunderts aus Krain in die Steiermark gekommen ist.
Große Bedeutung kommt Graz auch als Kongressstadt zu. Graz verfügt aktuell (Stand 2024) über rund 8500 Gästebetten im gewerblichen Bereich, dazu kommen weitere circa 1300 Gästebetten im nicht gewerblichen Bereich (inkl. Camping, Jugendherbergen und Privatzimmer). Rund 50 % aller Nächtigungen waren bis zur Pandemie Geschäftsreisenden zuzurechnen. Etwa 13 % entfielen auf Kongress- und Seminartourismus. 37 % entfielen auf klassischen Städte- und Kulturtourismus. Dieses Segment weist in den letzten Jahren die stärksten Wachstumsraten auf und hat mittlerweile (nach der Pandemie) einen Anteil von 50 % der Nächtigungen erreicht. Der Geschäftsreiseanteil beträgt aktuell rund 40 %, der Anteil an Kongress-/Seminartourismus liegt nunmehr bei rund 10 % aller Nächtigungen.
Die Nächtigungsentwicklung in Graz:
| Jahr | Ankünfte | Nächtigungen |
| ---- | -------- | ------------ |
| 2000 | 332.016  | .0620.922    |
| 2001 | 334.414  | .0619.800    |
| 2002 | 359.591  | .0683.626    |
| 2003 | 428.607  | .0839.855    |
| 2004 | 381.025  | .0717.963    |
| 2005 | 381.054  | .0629.029    |
| 2006 | 397.467  | .0738.295    |
| 2007 | 415.212  | .0779.618    |
| 2008 | 421.348  | .0796.560    |
| 2009 | 424.971  | .0788.221    |

| Jahr | Ankünfte | Nächtigungen |
| ---- | -------- | ------------ |
| 2010 | 450.509  | .0824.294    |
| 2011 | 488.471  | .0907.964    |
| 2012 | 508.722  | .0943.817    |
| 2013 | 534.384  | .0984.771    |
| 2014 | 568.197  | 1.029.022    |
| 2015 | 604.623  | 1.080.409    |
| 2016 | 634.162  | 1.125.372    |
| 2017 | 625.717  | 1.161.095    |
| 2018 | 633.972  | 1.129.209    |
| 2019 | 701.423  | 1.250.513    |

| Jahr | Ankünfte | Nächtigungen |
| ---- | -------- | ------------ |
| 2020 | 315.144  | .0582.293    |
| 2021 | 376.121  | .0700.756    |
| 2022 | 637.560  | 1.138.652    |
| 2023 | 732.056  | 1.290.969    |
| 2024 | 796.658  | 1.393.297    |

## Sehenswürdigkeiten

### Grazer Altstadt

#### Allgemeines

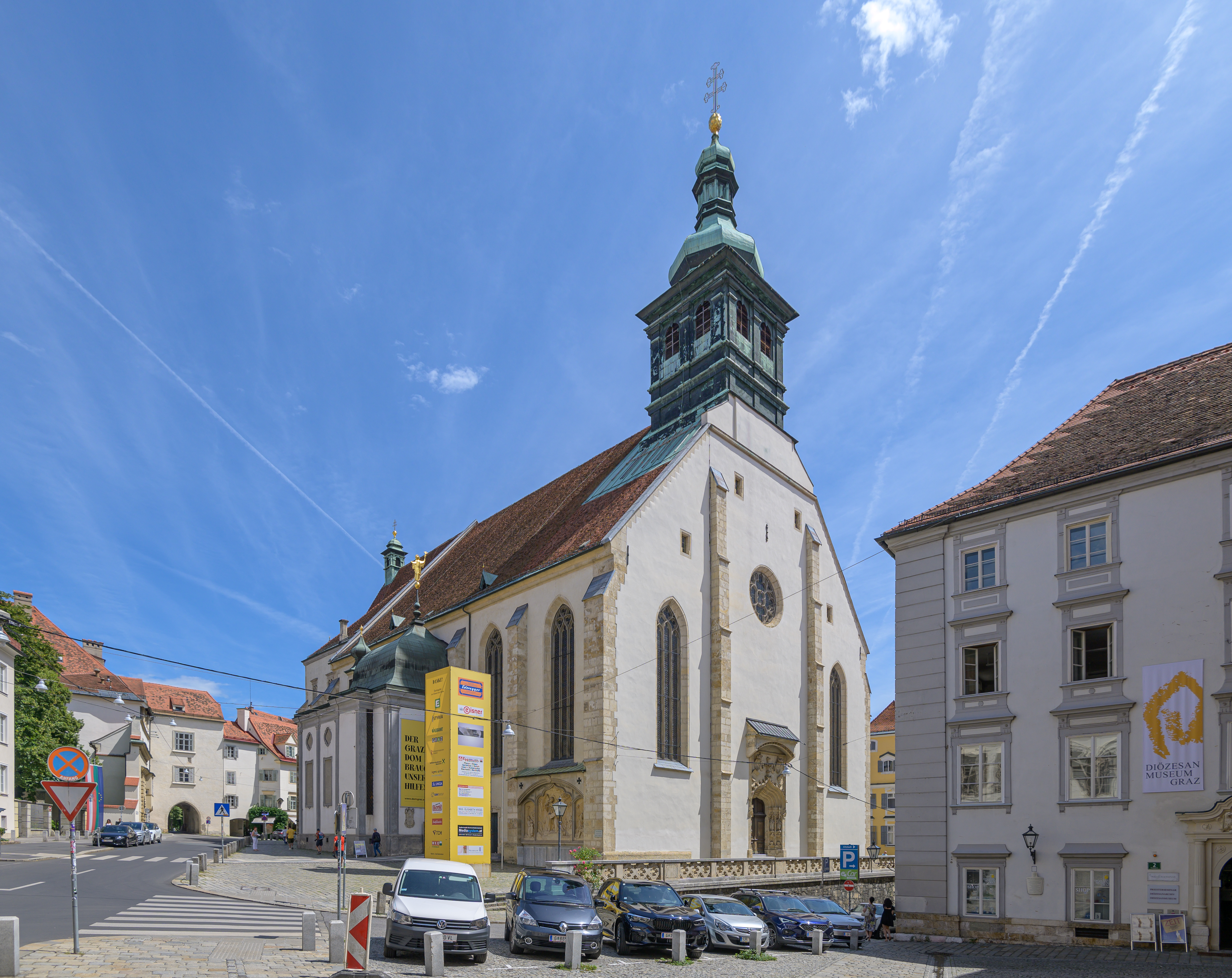
Grazer Dom
Graz, Mur und Schloßberg 1912
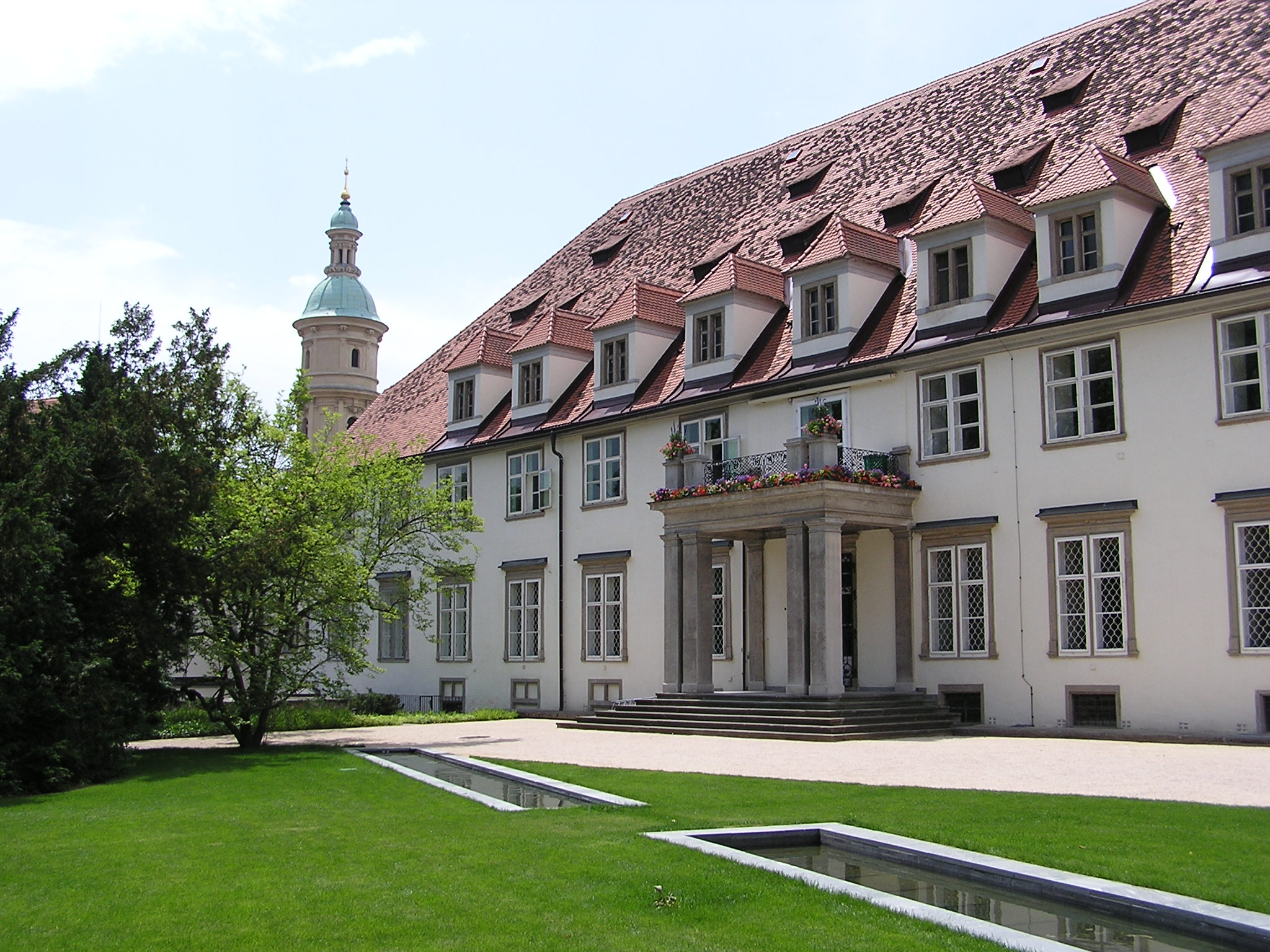
Grazer Burg mit Burggarten
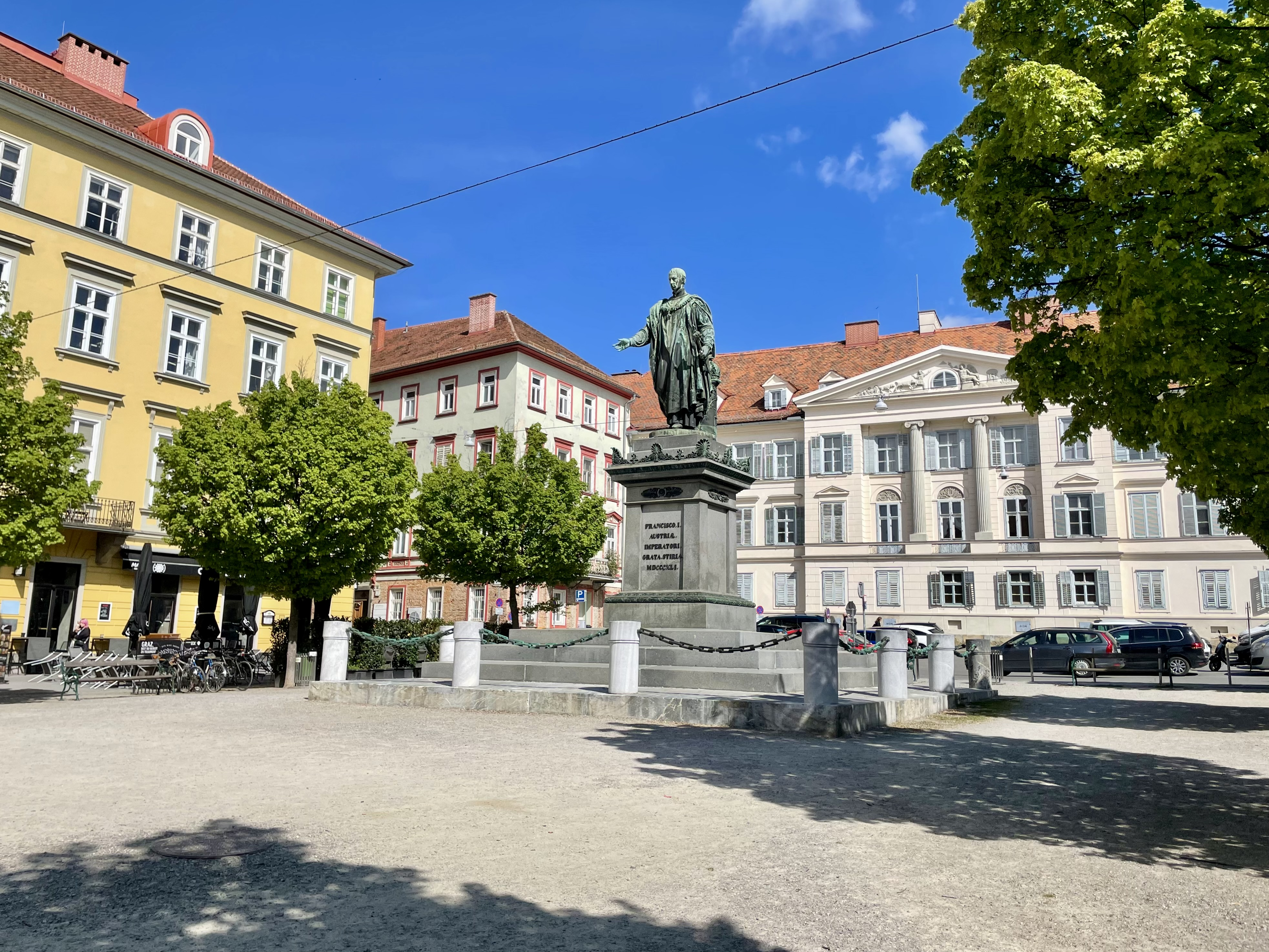
Freiheitsplatz mit Denkmal von Kaiser Franz II.
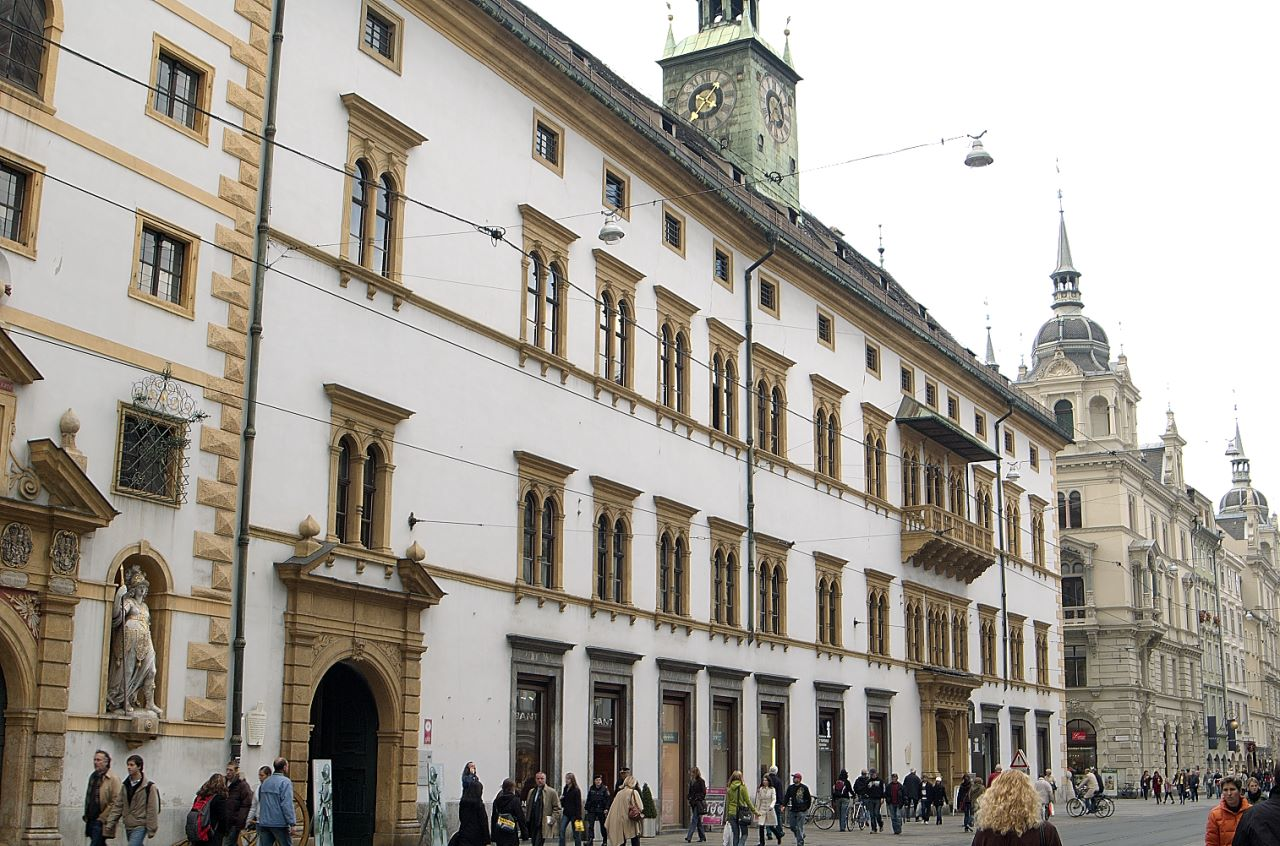
Fassade des Landhauses und Landeszeughauses
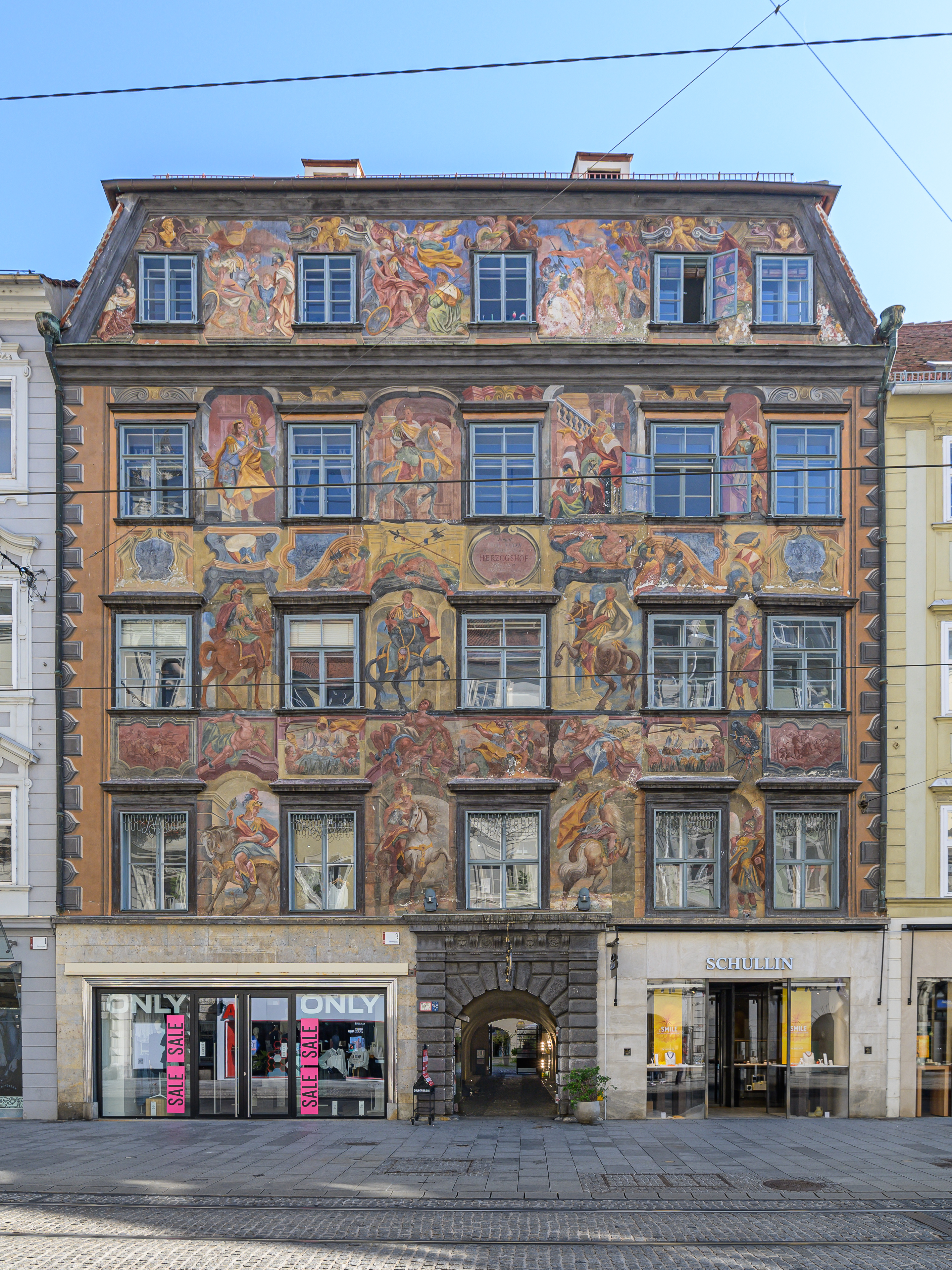
Herzogshof, sogenanntes „Gemaltes Haus“
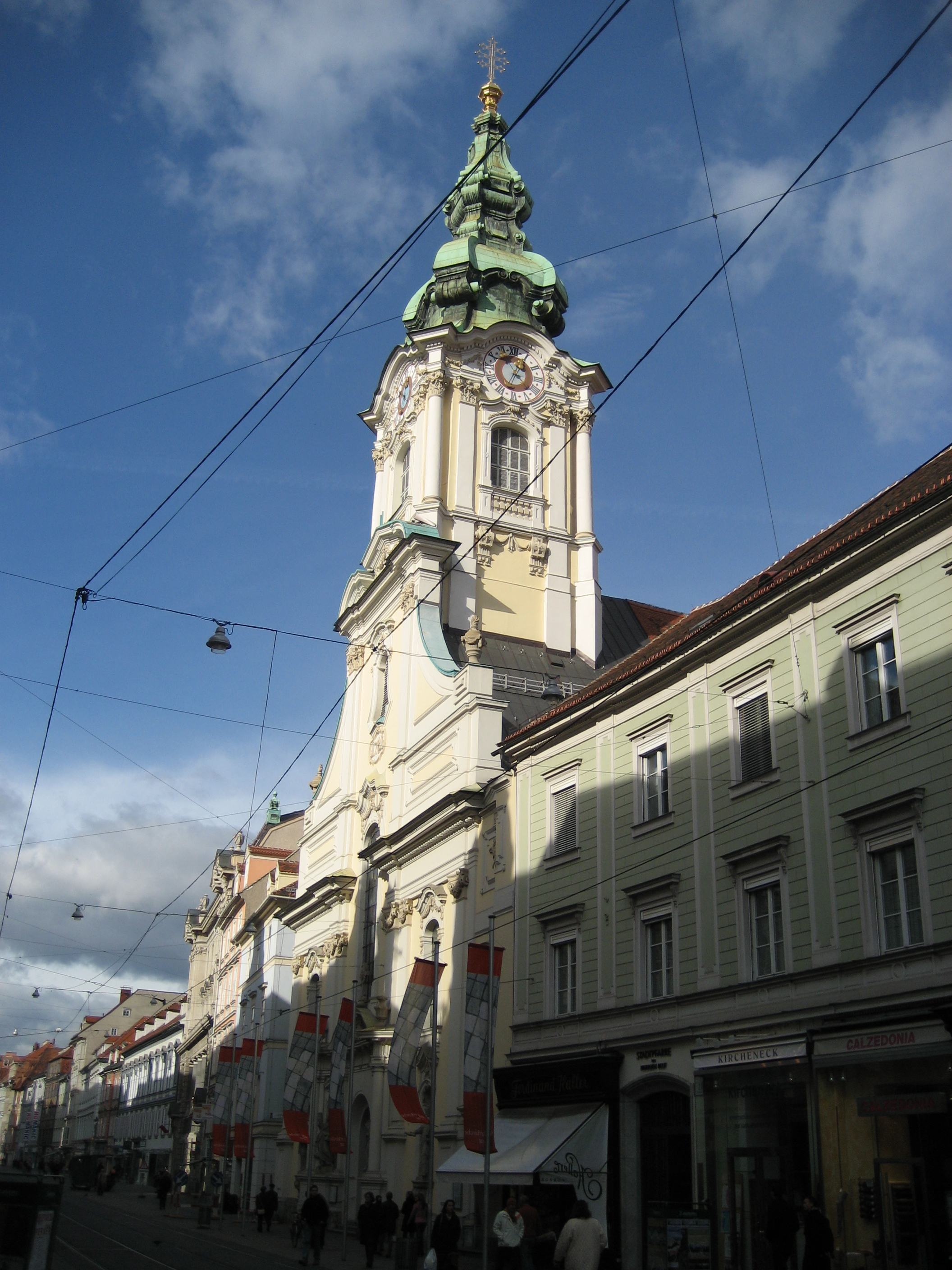
Stadtpfarrkirche
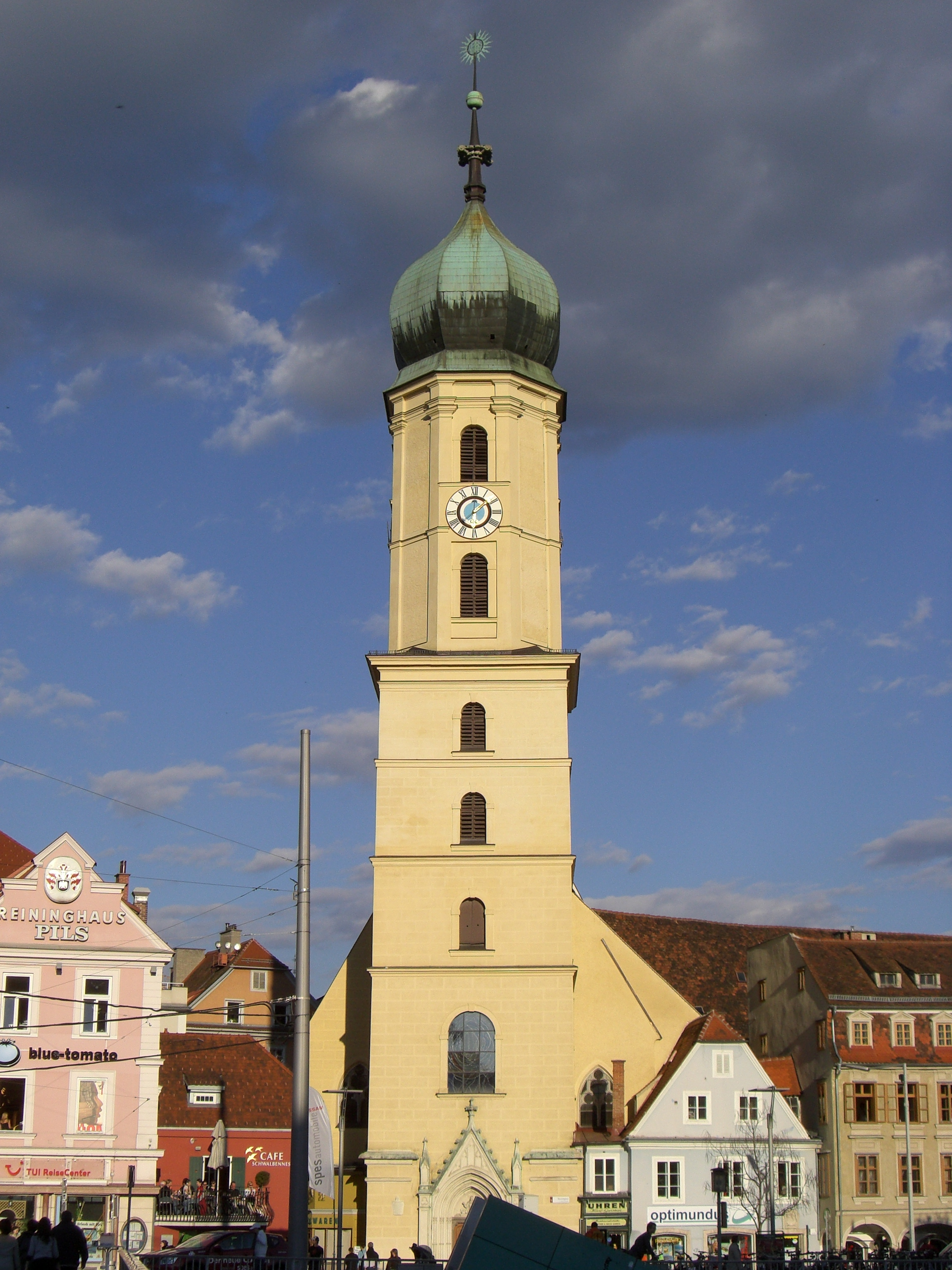
Franziskanerkirche
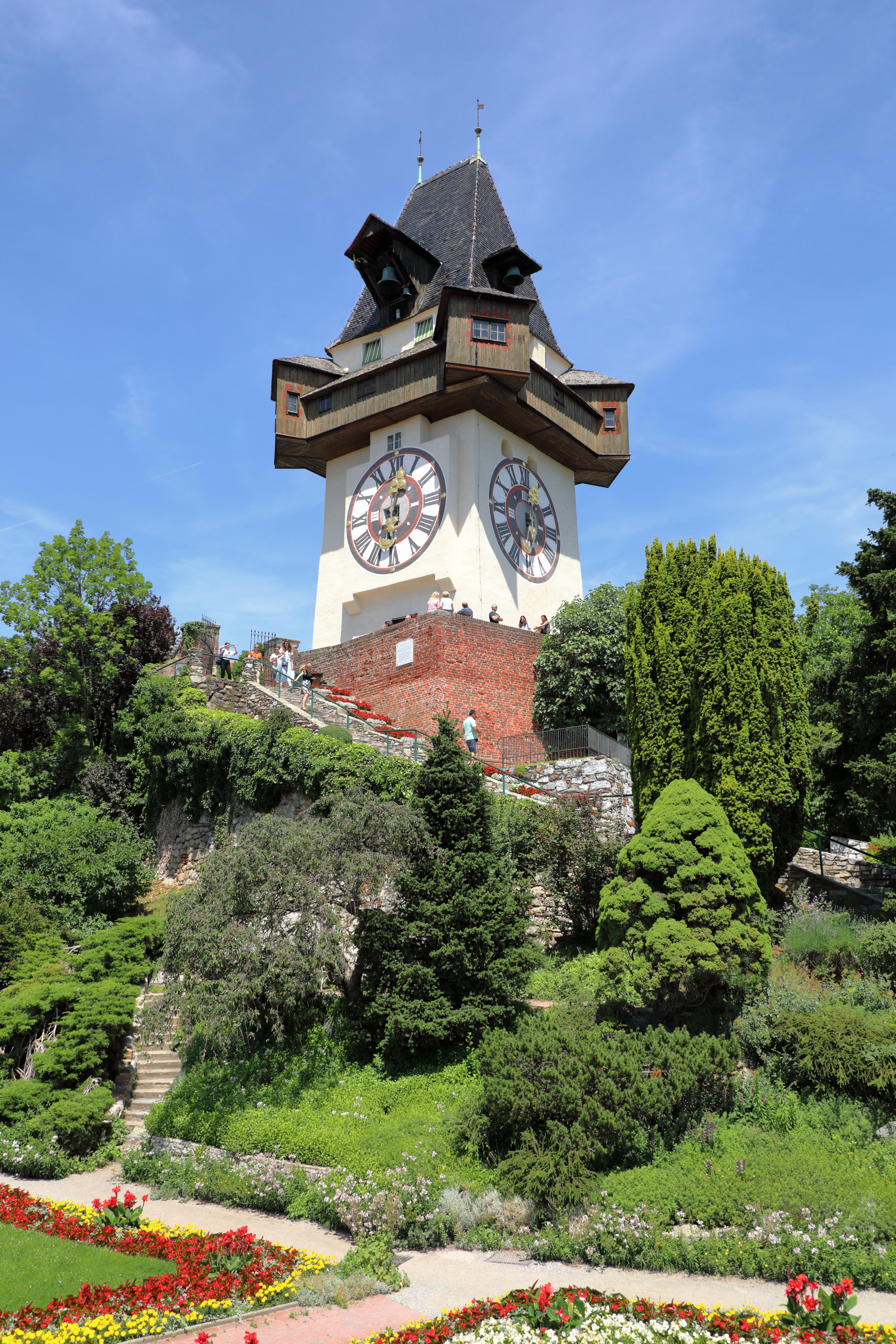
Wahrzeichen der Stadt: der Grazer Uhrturm

Die historische Grazer Altstadt und ihre Dachlandschaft wurden 1999 wegen ihres perfekten Erhaltungszustandes und der Sichtbarkeit der baugeschichtlichen Entwicklung im Altstadtbild zum UNESCO-Weltkulturerbe erklärt und 2010 auf „Stadt Graz – Historisches Zentrum und Schloss Eggenberg“ erweitert. Diese Auszeichnung ist verbunden mit der Verpflichtung, das historische Erbe mit seinem seit der Gotik gewachsenen Bauensemble zu erhalten und neue Architektur harmonisch einzufügen. Die meisten Grazer Sehenswürdigkeiten befinden sich in der Altstadt. Diese erstreckt sich über den gesamten Bezirk Innere Stadt. Auch außerhalb der Altstadt gibt es viele historische Gebäude, hauptsächlich in den Bezirken St. Leonhard (II.) und Geidorf (III.).

#### Schloßberg und Umgebung
Im geografischen Zentrum der Stadt liegt der Schloßberg, der zwischen 1125 und 1809 als Festung diente. Nach der erfolgreichen Verteidigung der Anlage gegen die Truppen Napoleons unter dem Kommando von Genieoberst Franz Xaver Hackher zu Hart und dem Friedensschluss erfolgte die Sprengung der Schloßbergfestung. Die Grazer Bürger kauften den Uhrturm und den Glockenturm frei, sodass beide bis in die Gegenwart erhalten sind. Ab 1839 begann der Ausbau des kahlen Felsens zur Parkanlage. Neben den beiden Türmen sind noch einige Festungsreste und denkmalgeschützte Bauwerke aus der Zeit erhalten geblieben, unter ihnen die Reste der Thomaskapelle, Bürger- und Stallbastei und die Kasematten (ehemaliges Verlies, heute Veranstaltungsort). Zu erreichen ist das Schloßbergplateau mit seinen Denkmälern, von denen nicht alle freigelegt sind, über den Kriegssteig, die Schloßbergbahn, den Lift und über einige Fußwege. Im Berg selbst befinden sich einige Kilometer lange Stollensysteme, die im Zweiten Weltkrieg Schutzbunker bei Luft- und Bombenangriffen waren. In der Gegenwart wird ein Teil davon für Veranstaltungen („Dom im Berg“) oder als Märchenbahn („Die Grazer Märchenbahn“) genutzt. Das Montan- und Werksbahnmuseum im Berg ist derzeit wegen feuerpolizeilicher Auflagen für die Öffentlichkeit nicht zugänglich.
Der Schloßberg ist über ein Weg- und Straßennetz umrund- und erschließbar. Der Rundgang beginnt mit dem äußeren Paulustor in der gleichnamigen Paulustorgasse, dem einzigen erhaltenen Stadttor des Renaissance-Befestigungsgürtels, der von Domenico dell’Allio ausgeführt wurde. Das nächste Bauwerk stadteinwärts ist die Palmburg mit ihrer mächtigen Auffahrtsrampe. Unmittelbar daneben befindet sich das Volkskundemuseum und die unscheinbare Antoniuskirche. Der Sakralbau wurde von 1600 bis 1602 errichtet, nachdem im Jahr 1600 über 10.000 protestantische Bücher an seinem Standort verbrannt wurden. Dieser Bereich heißt Paulustorvorstadt.
Den Eingang zur Sporgasse, einem steil abfallenden und engen Gassenzug, beherrscht das Palais Saurau mit seinem wuchtigen Portal und der Halbfigur eines Türken unterhalb der Dachkante. Es folgen das ehemalige Gasthaus „Zur goldenen Pastete“ mit seinem in Graz einmaligen Runderker, das ehemalige Augustinereremitenkloster und die Stiegenkirche, das Deutschritterordenshaus und einige repräsentative Bürgerhäuser mit Geschäftslokalen, bevor die Gasse in den Hauptplatz mündet. Die Stiegenkirche, die über einen Stiegenaufgang erreichbar ist, war Teil der Paulsburg, des ältesten Teils der Grazer Stadtbefestigung.
Vom Hauptplatz führt die Sackstraße nach Norden. Am Beginn des Straßenzugs steht das „Hotel Erzherzog Johann“, danach folgen das Warenhaus Kastner & Öhler, die Landschaftsapotheke, die älteste Grazer Apotheke, das Gasthaus „Zum Roten Krebsen“, das Palais Kellersberg, das Witwenpalais und die Palais Attems, Herberstein und Khuenburg. Das Palais Attems mit seiner Prunkfassade ist „das bedeutendste Adelspalais der Steiermark“, an seiner Rückseite angebaut ist der Admonterhof. Das Palais Herberstein beherbergt das „Museum im Palais“; im Palais Khuenburg, dem Geburtsort des 1914 in Sarajewo ermordeten Habsburger Thronfolgers Franz Ferdinand, sind das Grazer Stadtmuseum und das Apothekermuseum untergebracht. Unmittelbar daneben steht der Reinerhof, das älteste urkundlich erwähnte Grazer Gebäude.
Vom Schloßbergplatz aus sind der Kriegssteig und der Schloßbergstollen, eine direkte Verbindung zum Karmeliterplatz, zu sehen. Der Platzanlage gegenüber liegt die Dreifaltigkeitskirche. Sie gehört zum Gebäudekomplex der Schulschwesternschule. Die Sackstraße mündet in den Kaiser-Franz-Josef-Kai, ein Straßenzug, der anstelle einer abgebrochenen Häuserzeile das Murufer säumt. Die Grazer Sackstraße bestand ursprünglich aus drei „Säcken“, also abgeschlossenen Verbauungszonen. Mit der Zeit durchbrachen insgesamt drei nicht mehr bestehende Sacktore die Mauern, um Wohnraum zu gewinnen. Dieses Gebiet galt lange Zeit als das am dichtesten besiedelte in Graz. Am Kai, der in die stark befahrene Wickenburggasse mündet, liegen die Talstation der Schloßbergbahn und Bürgerhäuser. Es sind noch Reste der alten Bastei des dritten Sacktores erkennbar.

#### Historische Stadtansichten

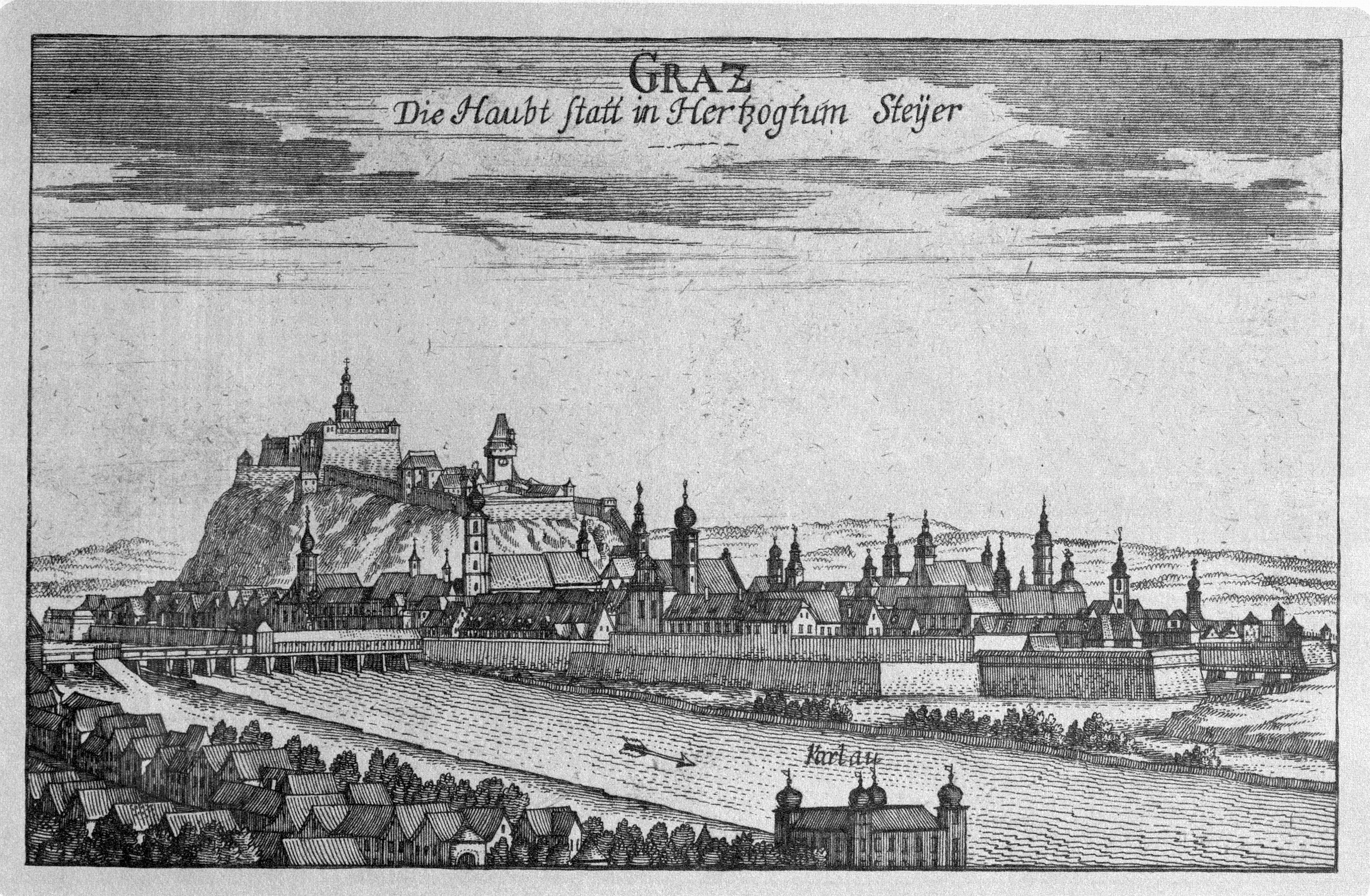
Graz, Mur und Schloßberg, Georg Matthäus Vischer (1670)
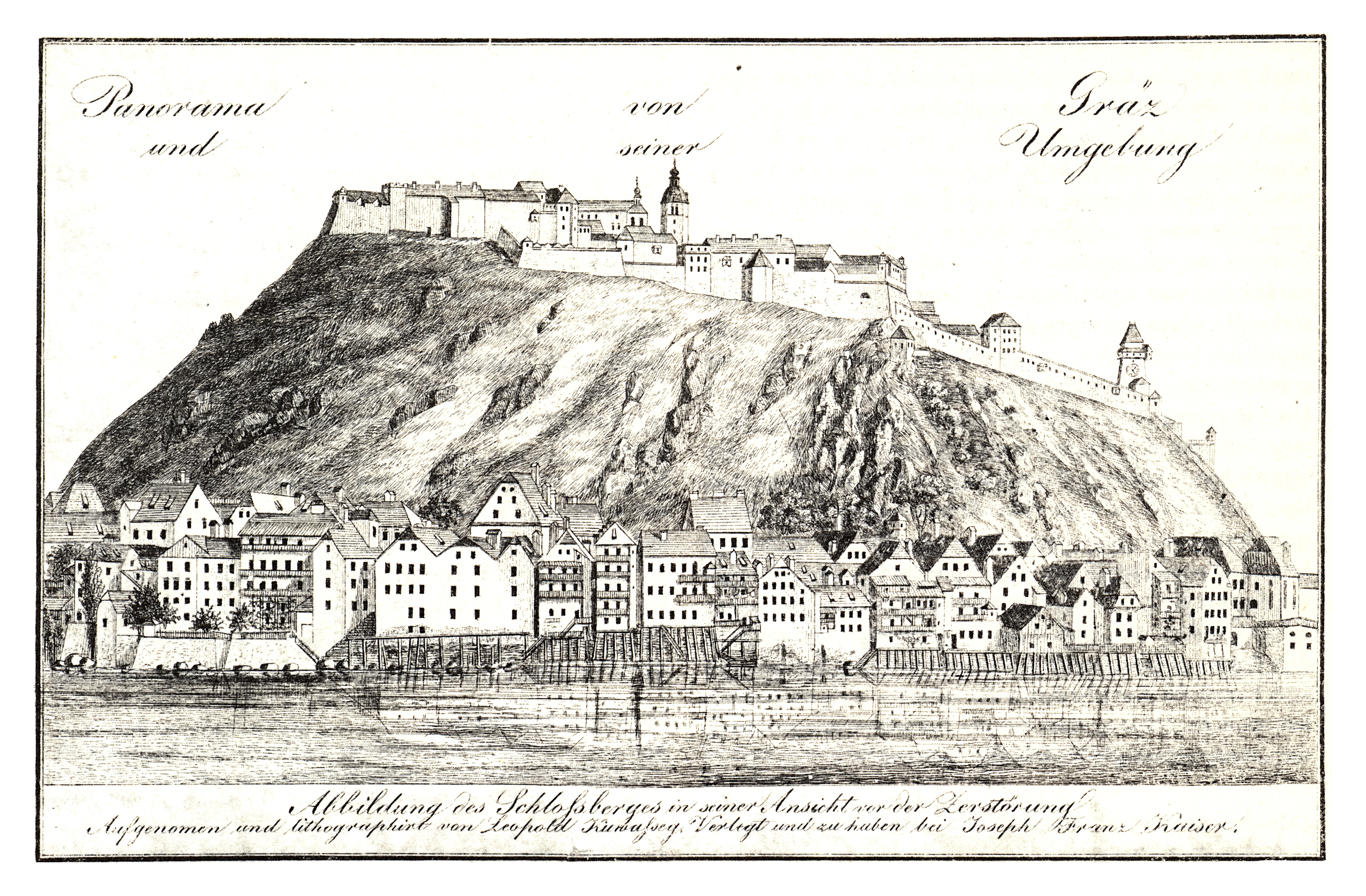
Der Schlossberg „vor seiner Zerstörung“ 1809. Nachträglich (um 1830) gefertigte Zeichnung und Lith. von Kuwasseg
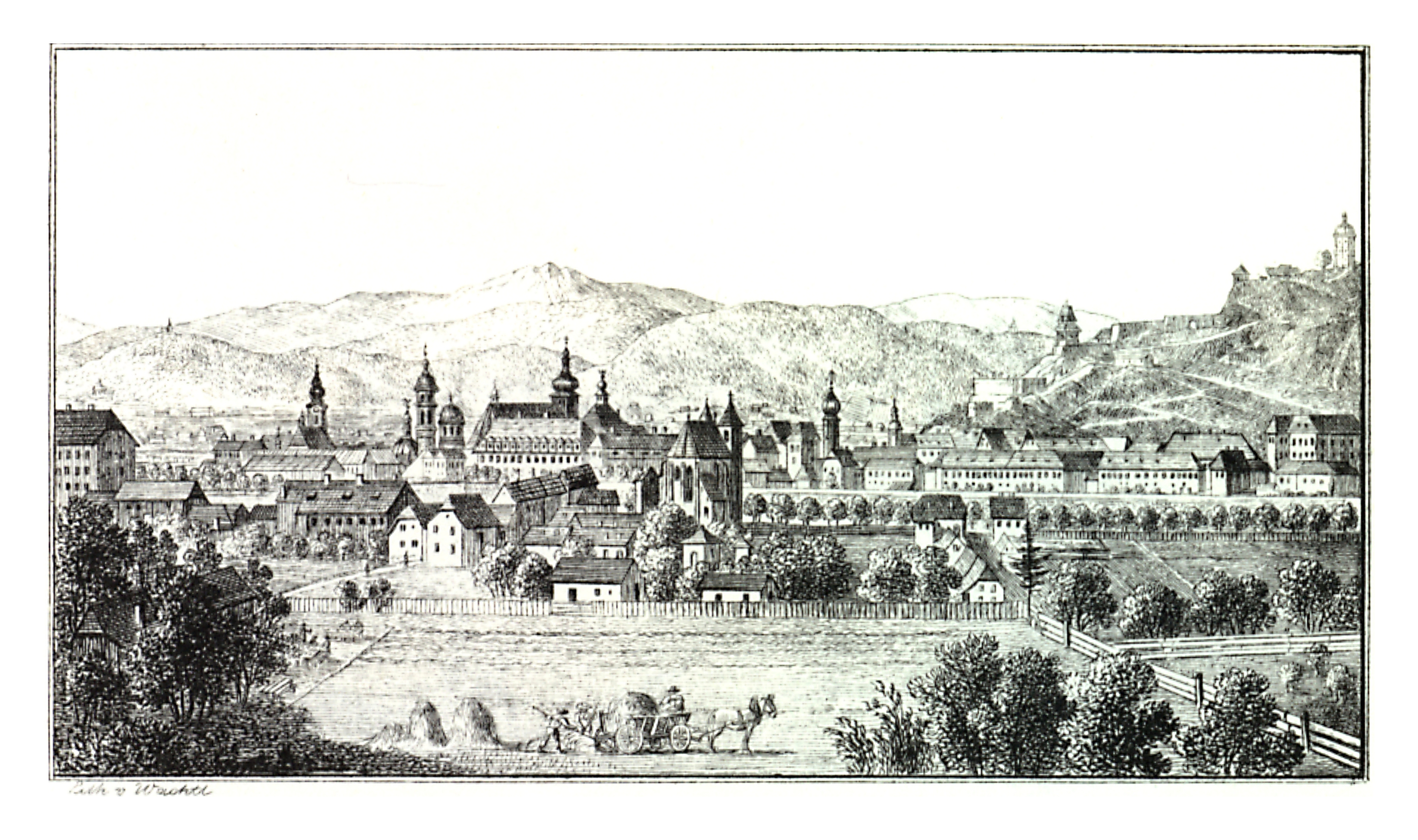
Graz von Osten zur Innenstadt, um 1830, Lith. Anstalt J.F. Kaiser, Graz
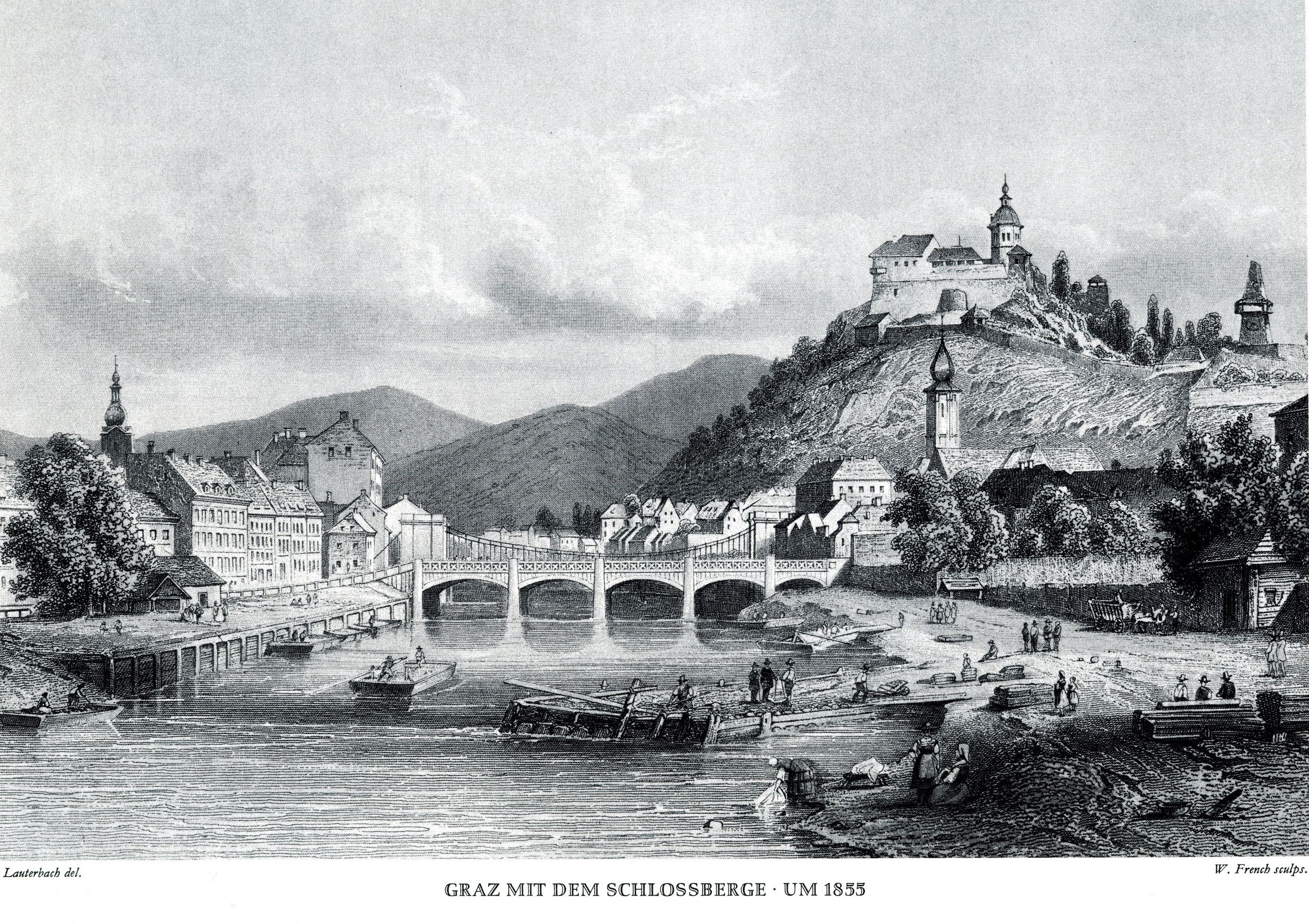
Schlossberg und Franz-Carl-Kettenbrücke (1855) (heute: Erzherzog-Johann-Brücke), davor die Albrechtsbrücke (heute: Tegetthoffbrücke)

#### Grazer Stadtkrone

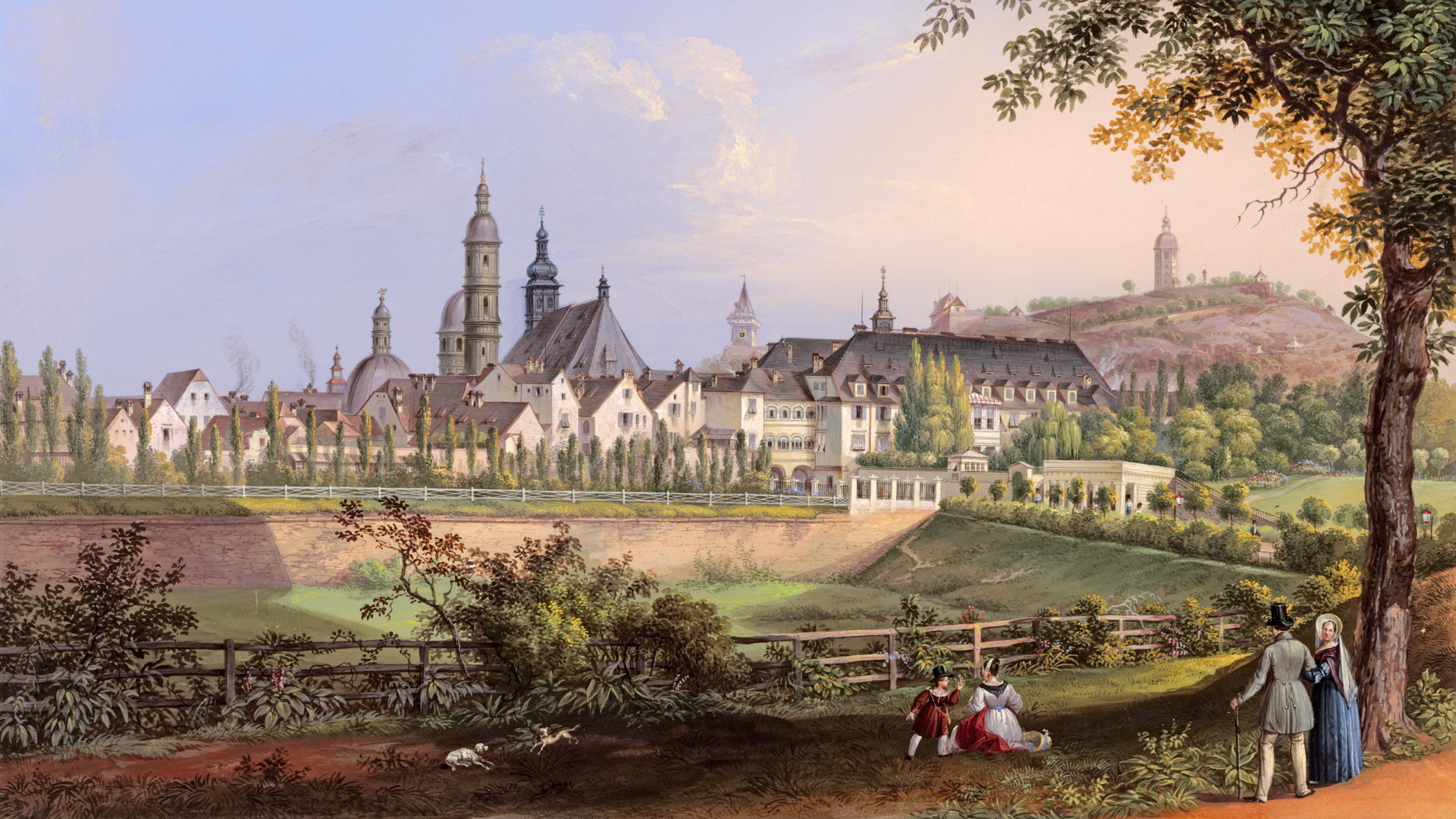
Conrad Kreuzer: Stadtkrone von Osten, Aquarell und Gouache (1841)

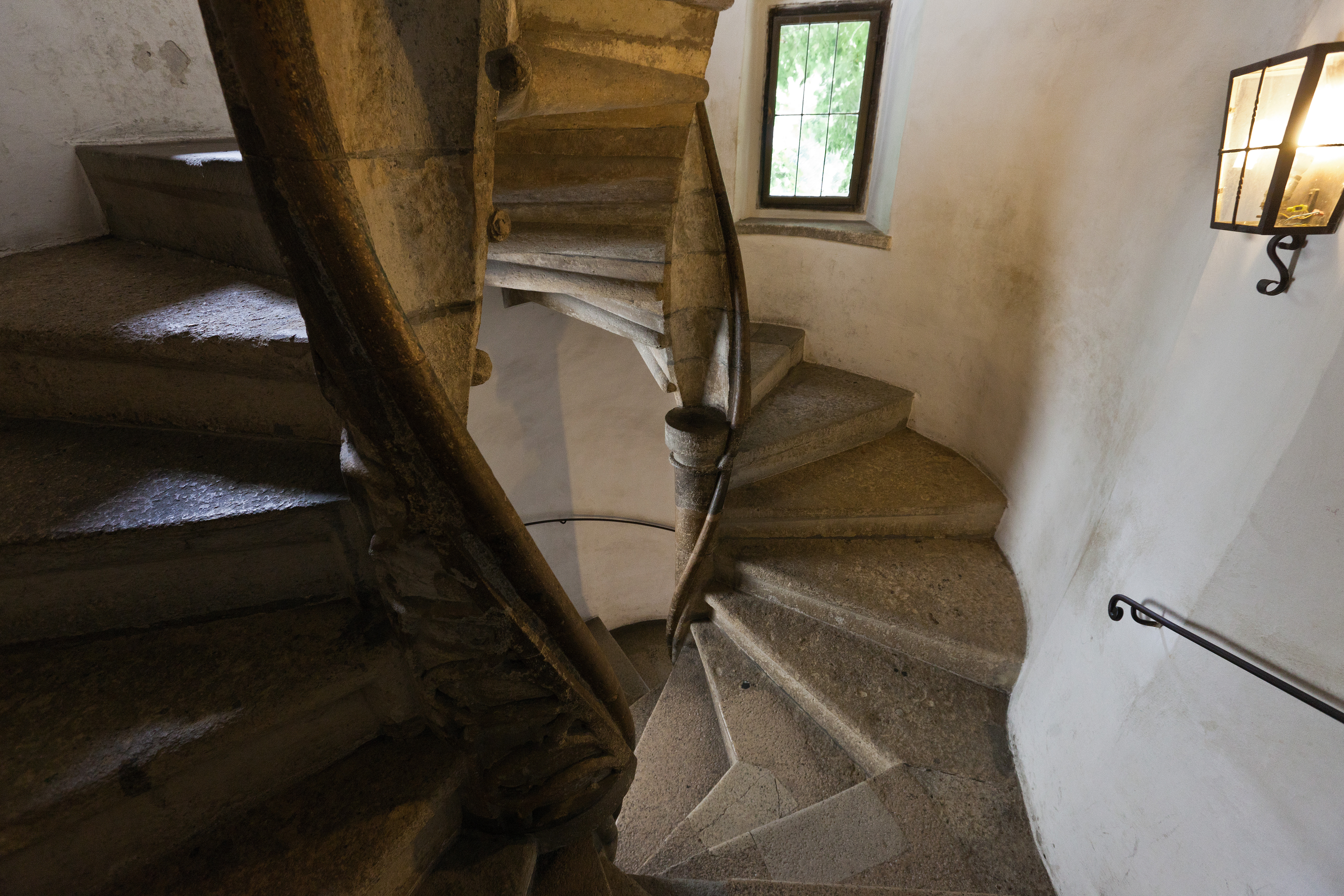
Doppelwendeltreppe

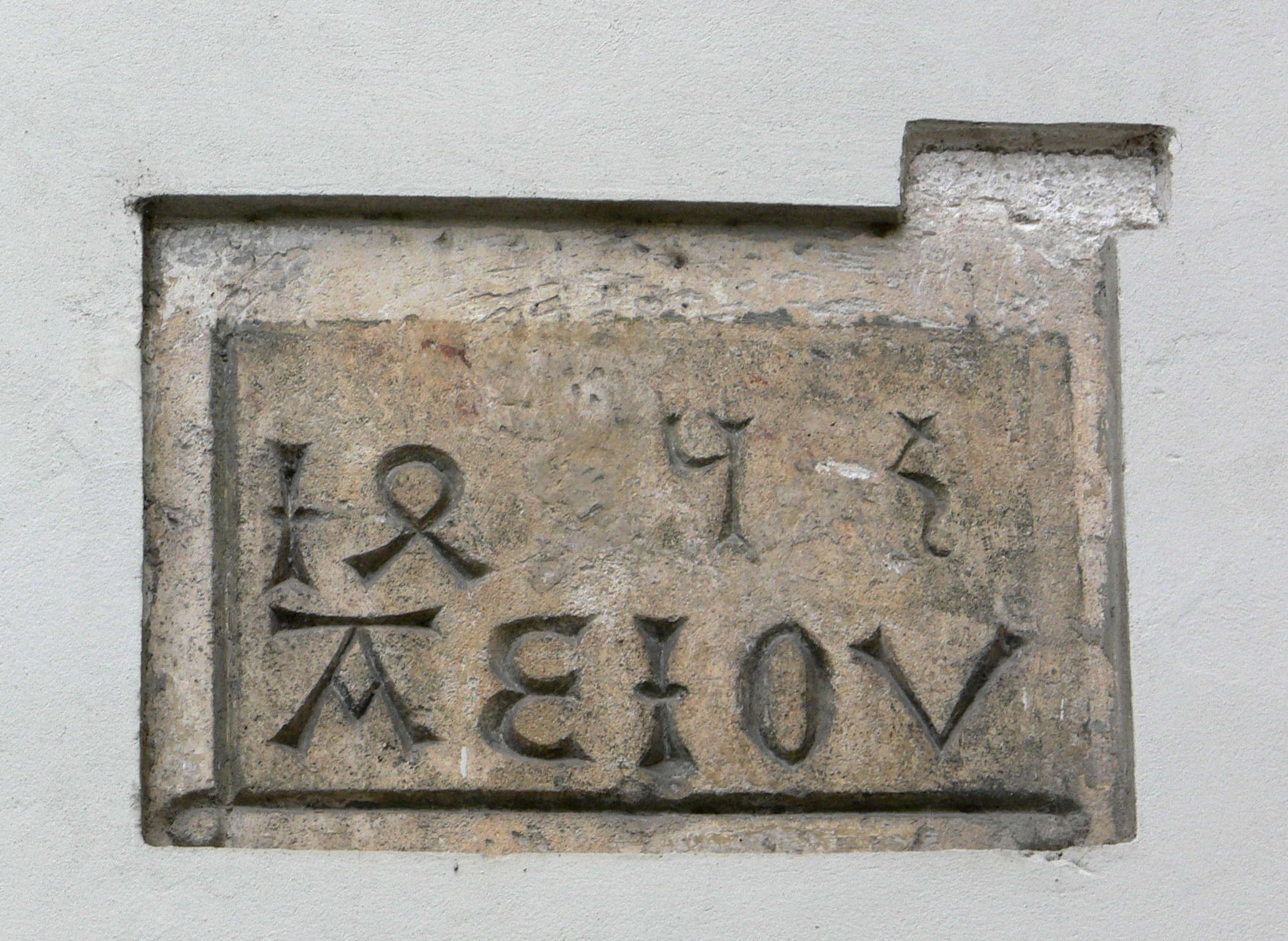
AEIOU, Wahlspruch Kaiser Friedrichs III. an der Grazer Burg

Am Fuß des Schloßberges befindet sich die Grazer Stadtkrone. Sie besteht aus vier Monumentalbauten: dem gotischen Dom (Domkirche St. Ägidius), dem bedeutenden manieristischen Bau des Mausoleums mit der integrierten Katharinenkirche aus dem 17. Jahrhundert, der alten Jesuiten-Universität und der Grazer Burg.
Dom
Der Grazer Dom ist seit 1786 Domkirche der Diözese Graz-Seckau und Pfarrkirche der Grazer Dompfarre. Der außen unscheinbar anmutende Sakralbau mit schlichtem Dachreiter diente von 1577 bis 1773 den Grazer Jesuiten als Ordenskirche. Er ist das kunst- und kulturhistorisch bedeutendste innerstädtische Sakralbauwerk, wurde unter Friedrich III. im 15. Jahrhundert errichtet und war Hofkirche der römisch-deutschen Kaiser. Der Dom war einst mit einem Verbindungsgang mit der Grazer Burg verbunden. Der Hauptaltar ist ein bedeutendes barockes Gesamtkunstwerk. In den beiden Seitenschiffen befinden sich die Brauttruhen von Paola Gonzaga aus dem Herrschergeschlecht von Mantua – geschaffen von Andrea Mantegna in der italienischen Frührenaissance. Die Außenwand des Doms schmückt ein Fresko, das sogenannte Landplagenbild.
Katharinenkirche und Mausoleum
Unmittelbar neben dem Dom steht die Katharinenkirche mit dem Mausoleum, ein Gebäude des Manierismus. Es ist die Grabstätte von Kaiser Ferdinand II. (1578–1637) und der größte Mausoleumsbau der Habsburger. Zwischen Domkirche und Mausoleum steht auf einem Sockel eine Bronzeskulptur des Kirchenpatrons Ägidius, die nach der Vorlage des Grazer Künstlers Erwin Huber gegossen wurde.
Burg
Graz war von 1379 bis 1619 Residenzstadt der Habsburger. Eng mit der Grazer Geschichte verbunden ist der Jesuitenorden. Gegenüber der alten und ersten Grazer Universität bewohnten die Mönche den Domherrenhof.
Die Grazer Burg mit dem Burggarten ist der Sitz der steirischen Landesregierung. Ihr Bau wurde 1438 unter Herzog Friedrich V. begonnen und unter Erzherzog Karl II. und seinem Sohn, Kaiser Ferdinand II., weitergeführt. Ein Relikt aus der ersten, gotischen Bauphase ist die außergewöhnliche Doppelwendeltreppe von 1499. In das Gebäude integriert ist das Burgtor, neben dem äußeren Paulustor das letzte erhaltene Stadttor von Graz.
Im März 2023 präsentierte der deutsche Historiker Konstantin Langmaier eine schlüssige Erklärung des jahrhundertealten „A.E.I.O.U.-Rätsels“. Diese Buchstabenfolge, die viele historische Gebäude in ehemals habsburgisch regierten Teilen Mitteleuropas zieren, ließ Friedrich III. auch am Dom und in der Grazer Burg mehrfach in Stein meißeln.

#### Zentrum

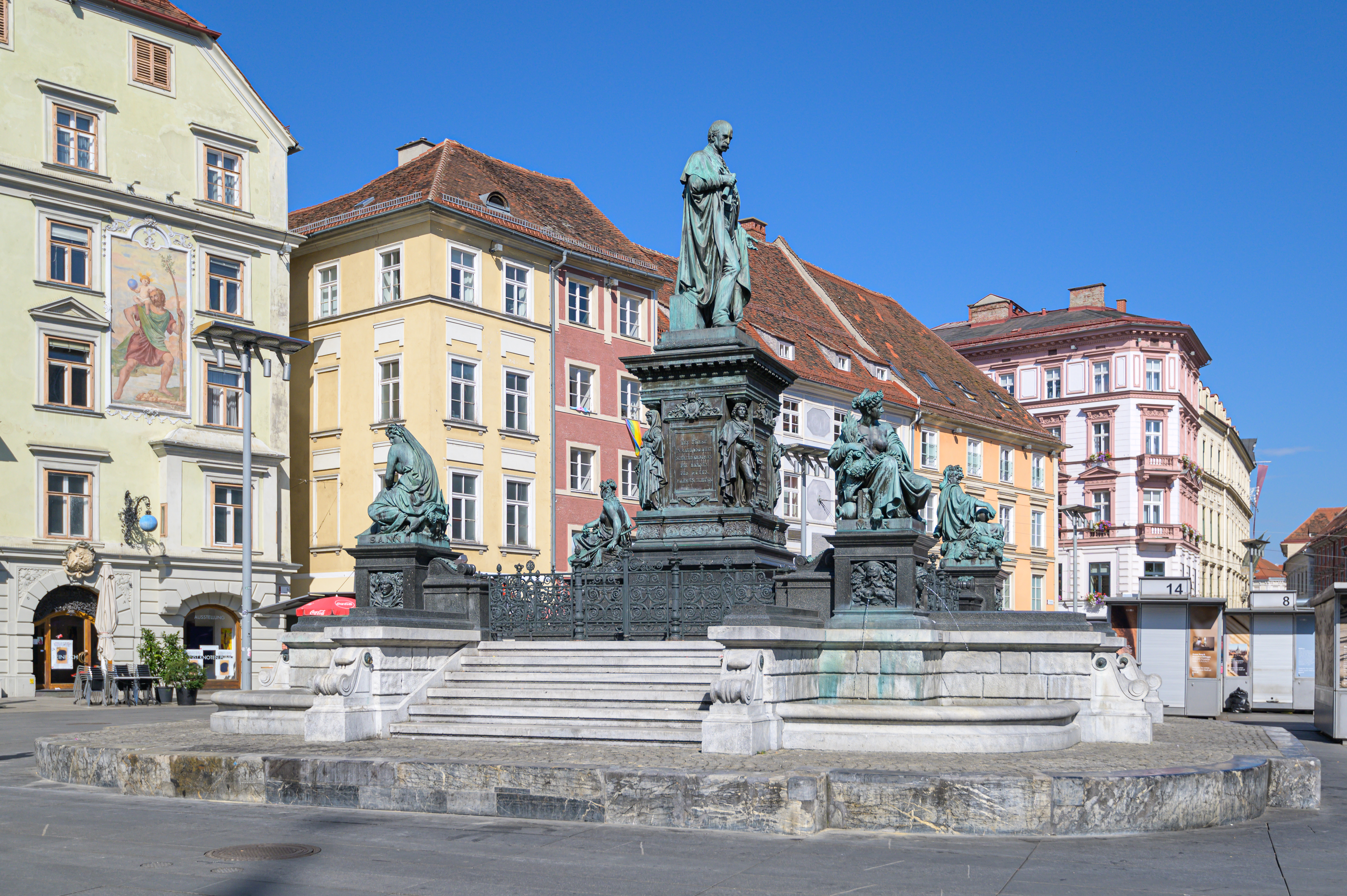
Hauptplatz mit zentralem Erzherzog Johann Brunnen

Das Grazer Zentrum besteht aus dem Hauptplatz, der Herrengasse, Färberplatz und Mehlplatz, Teilen der Burggasse und Bürgergasse, der Schmiedgasse, Raubergasse, Neutorgasse, dem Marburger Kai, Andreas-Hofer-Platz und dem Franziskanerviertel mit den jeweiligen Nebengassen.
Der Hauptplatz ist eine unregelmäßige und historisch gewachsene Anlage mit Marktfunktion, die sich früher nach Süden bis zur Landhausgasse erstreckte. Er wird von allen Straßenbahnlinien der Stadt durchfahren. An der Südseite steht das neoklassizistische Grazer Rathaus, zwischen 1889 und 1895 nach Plänen der Architekten Alexander Wielemans und Theodor Reuter über einem älteren Rathaus aus dem Jahr 1807 errichtet. Es ist heute Sitz des Grazer Gemeinderats. In der Mitte des Platzes steht der Erzherzog-Johann-Brunnen, ein 1878 enthülltes Werk des Wiener Kunstgießers Franz Pönninger. Das überlebensgroße Bronze-Standbild des Erzherzogs Johann überragt einen imposanten metallenen Sockel, an dessen Ecken vier weibliche Statuen Allegorien der Flüsse Mur, Enns, Drau und Sann darstellen. Den Hauptplatz säumen Bürgerhäuser und Stadtpalais: das Weißsche Haus, die Adler-Apotheke, die beiden stuckverzierten Luegg-Häuser an der Ecke zur Sporgasse, das Weikhard-Haus mit der gleichnamigen Standuhr und das Palais Stürgkh.
Zwischen dem Hauptplatz und dem zweiten zentralen Platz, dem Jakominiplatz, verläuft die Herrengasse, eine barocke Prunkstraße. Hier stehen das Landhaus mit seinem Renaissancearkadenhof, das Landeszeughaus mit der größten frühneuzeitlichen Waffensammlung der Welt, das sogenannte „Gemalte Haus“ und die Stadtpfarrkirche, die Grazer Hauptpfarrkirche. Bevor die Herrengasse in die Ringstraße mündet, durchquert sie den Platz Am Eisernen Tor mit seinem Brunnen und der Mariensäule. Das namensgebende Eiserne Tor war bis ins 19. Jahrhundert ein Stadttor des Renaissance-Befestigungsgürtels. Im südlichen Teil der Herrengasse befand sich, geographisch von Kaiserfeldgasse und Schmiedgasse begrenzt, bis 1439 das Grazer Judenghetto.
Von der Stadtkrone erreicht man das 1776 eröffnete Grazer Schauspielhaus am Freiheitsplatz und über Hofgasse und Bürgergasse das Gassensystem um den Glockenspielplatz mit dem Glockenspielhaus. Am Ende der Engen Gasse kann man durch die Stempfergasse, eine Einkaufsstraße, in die Herrengasse gelangen oder beim Bischofplatz das Bischöflichen Palais sehen.
Die Franziskanerkirche, die zweitgrößte Grazer Kirche, steht am Ostufer der Mur und ist Mittelpunkt des Franziskanerviertels. Wegen ihrer einstigen Insellage ist die erste Grazer Klosterniederlassung schräg gestellt. Der Verlauf der sogenannten „Kot(h)mur“, eines Abwasserkanals, trennte das Areal vom Rest der Innenstadt.
Vom Franziskanerviertel ist das Joanneumviertel erreichbar, zwischen Raubergasse, Landhausgasse und Andreas-Hofer-Platz gelegen. Es besteht aus zwei Monumentalbauten und beherbergt das Haupthaus des größten steirischen Museums, des Joanneums. Im neu gestalteten Innenhof befand sich einst der alte botanische Garten, der nach Geidorf ausweichen musste. An der Stelle des neuen Joanneums und des Postamtsgebäudes von Friedrich Setz stand das 1884 abgebrochene Neutor. Das Magistratsgebäude der Stadt Graz beherrscht das Straßenbild der Schmiedgasse. Am Südende des Marburger Kais steht das Oberlandesgericht Graz.
An wenigen oberirdischen Stellen ist die alte Stadtmauer sichtbar: die Glacisstraße und der Stadtpark erinnern namentlich und räumlich an die Freifläche vor der Stadtfestung; im Pfauengarten und im Stadtpark ist je ein Mauerrest erhalten geblieben. Die Anlage der Ringstraße folgt ungefähr dem Verlauf des ehemaligen Wassergrabens; an einigen Ecken ist aus der Luft die Lage der ehemaligen Basteien zu sehen. Der Grazer Stadtpark, der den Großteil des alten Glacis bedeckt, ist der größte innerstädtische Grünraum. Neben zahlreichen Denkmälern befinden sich in ihm das Forum Stadtpark, die Halle für Kunst Steiermark, der Musikpavillon, der Stadtparkbrunnen und einige Naturdenkmäler. Im Jahr 1869 begann die Anlage des Parks, 1873 eröffnete sie Bürgermeister Moritz Ritter von Franck. Außerhalb des Stadtparks und auf dem Gebiet der Innenstadt wurde das 1899 eröffnete Opernhaus Graz errichtet.

#### Brücken und Gewässerbezogenes

Franz-Carl-Brücke (um 1910)

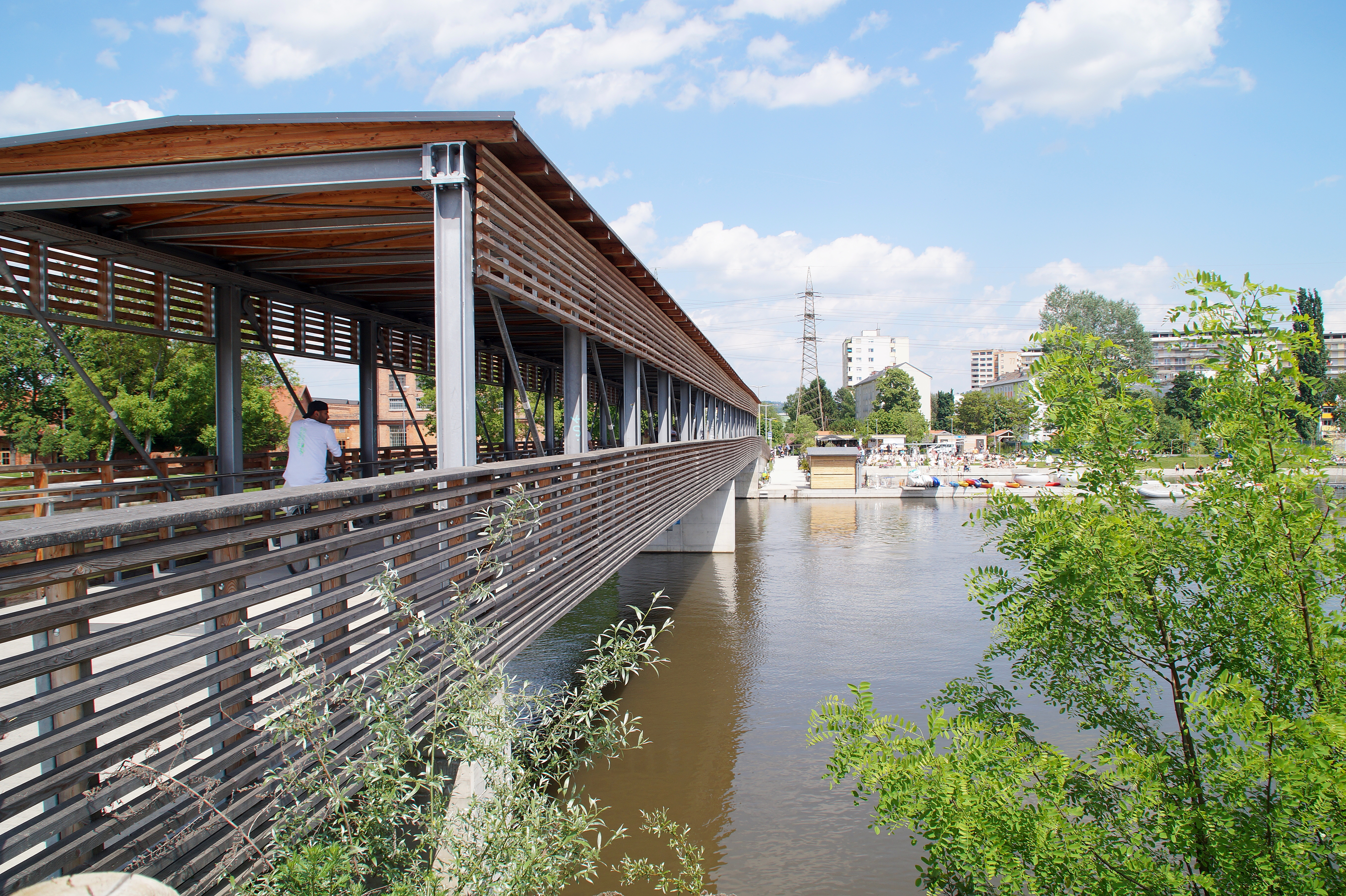
Der neue Puchsteg (2022)

Die Beschreibung der Grazer Brücken und Stege beschränkt sich auf jene, die den Murfluss überqueren oder in einem Fall auch nur begleitet. (Zu anderen Gewässern siehe auch: Grazer Mühlgang.) Zwei Seilfähren, zuletzt 1958, sind Geschichte; Personenschifffahrt gab es nur von 1888 bis zum Zerbrechen des Dampfschiffs Styria (vormals Kühbeck) 1889 an der Radetzkybrücke. Seit dem Kulturhauptstadtjahr 2003 ist eine bei niedrigem Wasserstand am Grund aufsitzende „Murinsel“, eigentlich ein Ponton-Steg, eine technische Kuriosität. Am linken Ufer etwa 70 m oberhalb der Keplerbrücke wurde Dezember 2016 der Pegel Graz mit einem interaktiven Bildschirm ausgestattet. Die Stadt veröffentlicht Pegelstände der Grazer Bäche insbesondere zur Beobachtung von Hochwassergefahr. Historisch zweimal gab es die Idee, entlang und über dem Fluss eine Seilbahn für Personentransport zu bauen.
An der nördlichen Gemeindegrenze zu Gratkorn überquert die A9 Pyhrnautobahn die Mur. Etwa zwei Kilometer flussabwärts staut das Kraftwerk Weinzödl (seit 1982 in Betrieb) und speist rechts den Mühlgang. 500 m weiter quert die 1922 eröffnete und unter Denkmalschutz stehende, schmale Weinzöttlbrücke – aus Beton, mit einem Anschlussgleis in der Fahrbahn, ursprünglich mit Gasleuchten. Es folgen der Pongratz-Moore-Steg und die 1989/90 erbaute Kalvarienbrücke mit einem aufragenden, blauen Dreiecksrahmen aus Stahl zwischen den Tragwerken.

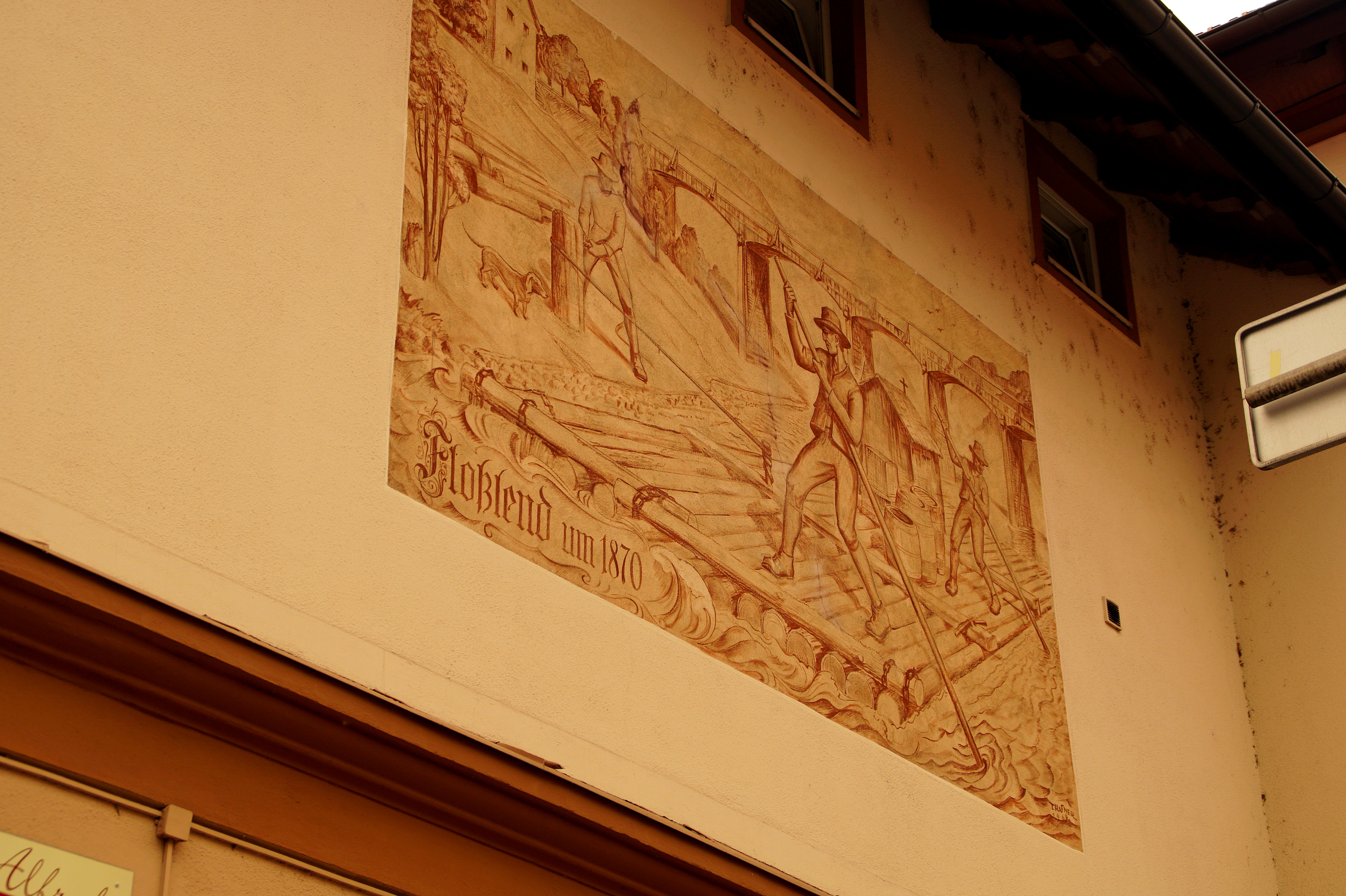
Floßlend um 1870 – im Hintergrund eine Holzbrücke, vermutlich an der Stelle der heutigen Kalvarienbrücke

Rechtsufrig an der Kalvarienbrücke am Haus Kalvariengürtel 1 (Ecke Floßlendstraße) findet sich an der westseitigen Fassade die Putzmalerei Floßlend um 1870 von Toni Hafner aus 1969, darstellend ein Floß aus mit Ketten verzurrten Holzstämmen mit einem Seil zu einem Poller am Ufer, dahinter (flussaufwärts) eine frühere Holzbrücke aus zumindest fünf Bögen.
Linksufrig 700 m oberhalb der Kalvarienbrücke (nur wenig unterhalb der rechtsufrigen Kalvarienkirche) und 1 m östlich des uferbegleitenden Rad-Gehwegs (47° 5′ 35,7″ N, 15° 25′ 10,3″ O) weist eine Stele (zwischen hohen Büschen) auf die ehemals hier 1934–1958 betriebene hölzerne Seilfähre „Überfuhr“ hin. An der linken Uferböschung sind hier noch sechs Betonstufen mit vier Eisenverankerungen als Relikte zu sehen, am rechten Ufer weniger. Laut Beschriftung hat zuvor von „1864 bis zum Hochwasser 1873/74“ etwa 200 m unterhalb eine andere Überfuhr bestanden.
Die nordwestlich des Schlossbergs gelegene Ferdinandsbrücke, benannt nach Kaiser Ferdinand I., war die erste Kettenbrücke der Steiermark und die größte Österreichs, ab Herbst 1833 vom Pächter der Überfuhr, Franz Strohmayer, erbaut nach den Plänen des Wiener Architekten Johann Jäckl, eingeweiht am 19. April 1836 von Fürstbischof Roman Sebastian Zängerle. Sie wurde 1920 in Keplerbrücke umbenannt, zu Ehren von Johannes Kepler, der hier sechs Jahre lebte und forschte. 1963 erfolgte ein Brückenneubau mit Stahlträgern, dessen unterwasserseitiger Gehsteig um 1993 für Radfahrer geöffnet und auf Kosten der Fahrbahn verbreitert wurde. 2006 wurde die stark genutzte Route für Rad- und Fußverkehr entlang des linken Ufers hier kreuzungsfrei durch das längste Grazer Brückenbauwerk unterführt und nach einer der ersten Grazer Radfahrerinnen Elise-Steininger-Steg benannt. Die Stahlträgerelemente sind mit Epoxidharz-Quarzsand rutschfest beschichtet. Eines der Elemente der Südrampe ist waagerecht, so dass Rollstuhlfahrer und Fußgänger pausieren können. Die Elemente weisen jedoch bis zu 30 mm breite Dehnfugen auf. Die in der unübersichtlichen Nord-Kurve noch breiter geratene Fuge wurde durch ein rutschig glattes NiRo-Blech abgedeckt, später durch ein geriffeltes ersetzt, der stoßende Buckel bleibt. Das NiRo-Geländer mit senkrechten Streben weist einen Handlauf mit laserscharf geschnittenen Halterungen auf, die die Haut von Fingern zerschneiden.
Flussabwärts liegt die Murinsel. Die als Sehenswürdigkeit beliebte und teilweise überdachte „Insel“ ist eigentlich eine Pontonbrücke aus Stahl mit einem großen ovalen Schwimmkörper, der bei Niedrigwasser auf Kufen am Grund aufsitzt. Damit auch in diesem Fall die „Insel“ ganz von Wasser umgeben ist, wurde etwas unterhalb eine kleine Sohlschwelle quer über den ganzen Fluss errichtet. Vom rechten Ufer führt ein geschwungener Steg zum Bug des Schwimmkörpers, der – länglich-oval, in Flussmitte – oben an einem Stahlseil hängt, das im Fluss verankert ist und etwa jährlich von einem Taucher überprüft wird. Vom Heck führt ein gegenläufig geschwungener Steg zum linken Ufer. In Flussachse gesehen laufen die Stege bei Niedrigwasser V-förmig zur Flussmitte nach unten. Der Schwimmkörper hebt sich mit Hochwasser, im Extremfall höher als die Brückenköpfe der Stege an den Ufern. Der Querschub der Stege verdreht dabei die Insel etwas um die Hochachse. Die Stege sind per Treppen, links auch per Lift, von rechts auch per Rampe erreichbar und als Fußweg beschildert.
Knapp danach – in der Verlängerung des Schlossbergplatzes – folgt der Erich-Edegger-Steg. Dieser Rad-Fuß-Steg wurde 2003 nach dem Kommunalpolitiker und Kämpfer für sanfte Mobilität benannt und erhielt erst um 2010 ausreichende Schwingungstilger und wurde 2020 generalsaniert.
Dann kommt die Erzherzog-Johann-Brücke (bis um 2013: Hauptbrücke). Die ehemalige Furt hier war die erste und über 400 Jahre einzige Grazer Murbrücke. 1843 errichtete die Stadt eine Kettenbrücke, die 1892 durch eine Eisenkonstruktion ersetzt wurde. 1918 wurde die Franz-Carl-Kettenbrücke in Hauptbrücke umbenannt. Ein schlichter Neubau der Hauptbrücke mit breiter Fahrbahn erfolgte 1964 noch mit der Absicht, eine Häuserzeile der engen Murgasse abzureißen und Kfz-Verkehr über den Hauptplatz zu führen. Die Figuren der Austria und Styria, die auf der Brücke standen, befinden sich im Stadtpark, Bronze-Verzierungen gelangten in Privathand und wurden um 2003 und 2014 wiederum der Stadt zum Kauf angeboten. Ein Bronze-Schmuckelement ist seit etwa 2003 am linken Ufer unter der Brücke ausgestellt, sowie eines aus Stein, das aus der Mur geborgen wurde. Hier wurde um 2002 eine Terrasse betoniert, von der unterwasserseitig eine markante Treppe bis nahe zum linken Brückenkopf hinaufführt, flussabwärts führt die als Gehweg mit Steinbänken ausgebaute Murpromenade. Die moderne Hauptbrücke wurde um 2006 generalsaniert: Die Geländer wurde aus NiRo-Stahl als sanft gewölbt profilierte Reling plus Drahtseilnetz ausgeführt, das mittlerweile voll von „Liebesschlössern“ hängt. Die Gehsteige wurden verbreitert, die Stufe des oberwasserseitigen auf 3 cm abgesenkt und die Straßenbahntrasse radfreundlicher entlang der südlichen Gehsteigkante parallel geführt. Erst um 2013 wurde die fast autofreie Brücke auf Erzherzog-Johann-Brücke umbenannt. An einer unterwasserseitig zwischen Mittelpfeiler und linkem Ufer durch Steinschlichtung erzeugten breiten Wasserwalze fand 2003 die Paddel-Rodeo-WM statt.
2018–2019 wurde das Murkraftwerk Graz in Puntigam und der Zentrale Speicherkanal (ZSK) (links) längs im Bett der Mur mit mehreren Speisekanälen quer unter der Mursohle etwa bis hinauf zur Tegetthoffbrücke gemeinsam gebaut. Eine Widerstandsbewegung von Murschützern, die Camps und Baumhäuser errichtete und eine Volksbefragung forderte, konnte sich nicht durchsetzen.
Damit bei dem hier etwa um 5 m angehobenem Wasserstand die Mur für die Feuerwehr befahrbar bleibt, musste 2019 der Puchsteg aus etwa 1940 (zwischen Lager Liebenau und Puchwerk) abgerissen werden. Etwa 100 m oberhalb auf Höhe Sturzgasse wurde 2019/2020 ein neuer, überdachter Puchsteg errichtet. Radlobby Argus erreichte, dass gegenüber der Planung von 2,50 m die Fahrbahnbreite auf 3,50 m vergrößert gebaut wurde. Links unterhalb wurde eine Flachwasserzone mit zwei Betonpiers errichtet. In derselben Zeit wurde die Augartenbucht errichtet. Oberhalb des Augartenstegs wurde links ein kleiner Nebenarm geschaffen, die steile Uferböschung abgetragen und der Park hier etwa arenaförmig abgesenkt. Die Hauptradroute wurde verlegt, erfährt einen Knick und Umweg.
Ab der Stauwurzel wird die Strömungsgeschwindigkeit reduziert, was Flussaufwärtspaddeln und Rudern erleichtert, doch zur Ablagerung von Sediment im Fluss führt. Im Herbst 2020 wurde mit dem Neubau des alten Bootshauses beim Marburgerkai begonnen. Statt auf Kosten der Kraftwerksleistung links des Kraftwerks Puntigam ist angedacht links unterhalb der Murinsel Gefälle zu nutzen, um Schießwasser mit einer Walze für Playboating zu erzeugen.

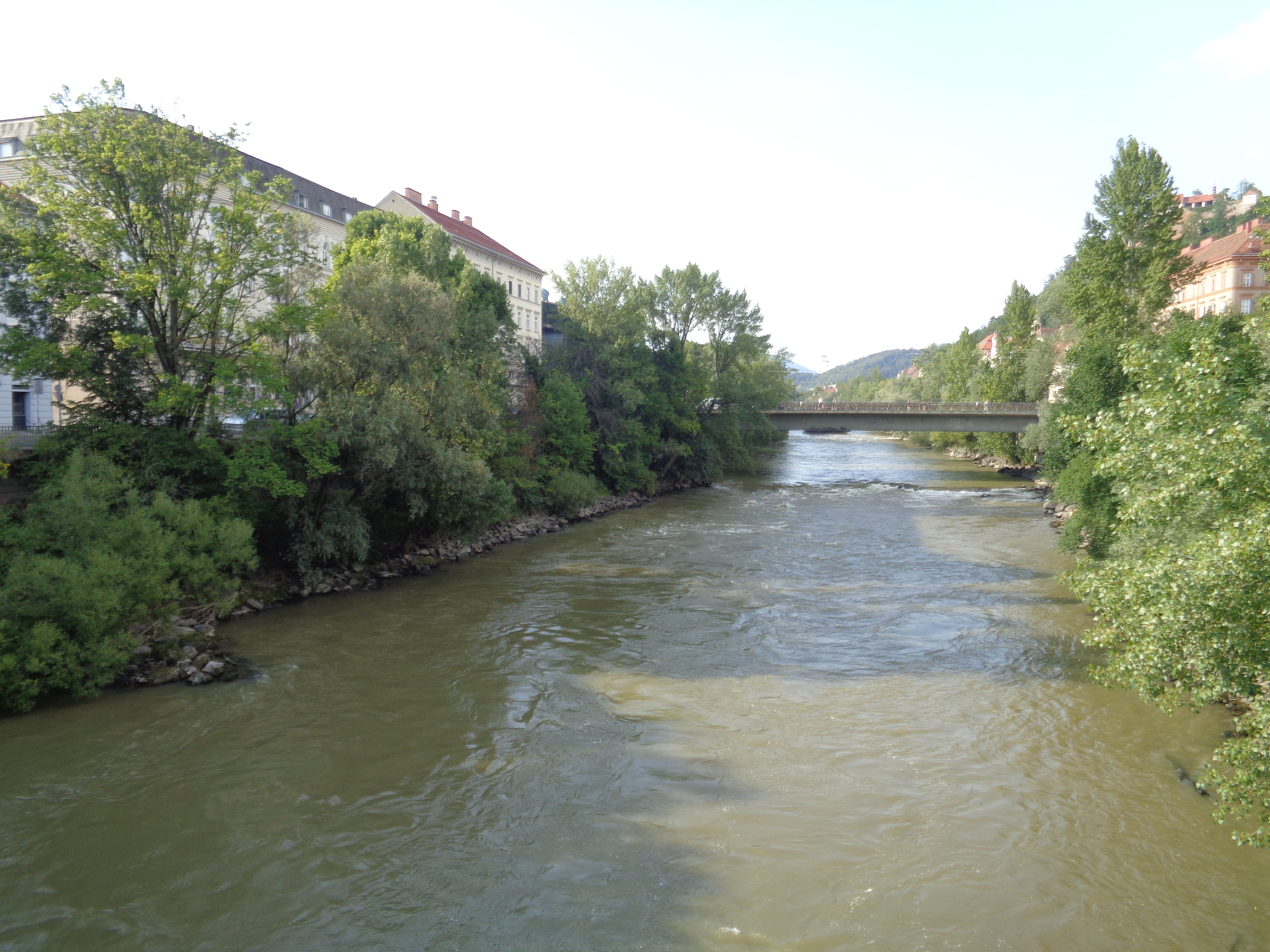
Mur und Tegetthoffbrücke in der Stadtmitte

Flussabwärts folgt die 1975 fertiggestellte Tegetthoffbrücke und die denkmalgeschützte Radetzkybrücke. Mit Unterstützung eines von der Gehradweg-(GRW)-Brücke abgehängten Seils wird seit etwa 2000 in der linken Flusshälfte bei passender Wasserführung in einer Walze sowohl auf Brettern gesurft als auch Playboating betrieben. Das 2017 baubegonnenes Murkraftwerk Puntigam wird diese Walze, wie auch die Stelle an der Erzherzog Johann-Brücke weiter oben stillstauen, schon Mitte Dezember 2017 wurde mit dem Errichten der Baustraße am linken Flussufer für den Zentralen Speicherkanal (ZSK) hinauf bis etwa zur Radetzkybrücke ein Bootsfahrverbot bis über das Bootshaus am Marburgerkai ausgedehnt, sodass das Weihnachtspaddeln des Kanu Clubs Graz (KCG) am 16. Dezember 2017 ab Kraftwerk Weinzödl erstmals schon vor der Erzherzog-Johann Brücke per Ausstieg am Murbeach endete.
Darunter folgt die Augartenbrücke als letzte bestehende Betonbogenbrücke und der besonders aufwendig konstruierte Augartensteg für Fuß- und Radverkehr, der zur Kosteneinsparung 2003 ohne das von den Architekten für das linke Ufer geplante Anschlussbauwerk errichtet wurde. Das Tragwerk wurde als Ganzes am rechten Ufer auf Rollen gelagert, durch Kranzug unterstützt vorne von einem Schreitwerk über den Fluss gebracht. Nach Auflagerung auf die Brückenköpfe wurden die vier etwas schräg gestellten Bögen mittels zwei über der Flussmitte und jeweils rechts und links etwas unter der Fahrbahn liegenden auf stählerne Druckstreben wirkenden Hydraulikzylindern, die zuletzt per Schweißnaht fixiert wurden, in sich verspannt. Erst um 2010 wurde dieser Steg um eine Schotterwegachse Richtung Osten durch den Park ergänzt, auf der sogar Radverkehr erlaubt wurde.
Nach dem auf den Augarten folgenden Augartenbad führt die erst (um) 1984 so benannte Berta-von-Suttner-Friedensbrücke über die Mur. Sie ist vierspurig, wird stark mit Kfz befahren und ist rechtsufrig mit einer Schleife und Unterführung kreuzungsfrei angeschlossen. Unterwasserseitig weist sie unter der Hauptfahrbahn mit Gehsteig einen Radweg auf, der sich am linken Ufer durch unfallträchtig schlechte Sichtbeziehung auszeichnet und am rechten Ufer durch fehlenden Radverkehrsanschluss flussaufwärts. Von Polizei und Straßenbehörde wird seit Jahrzehnten toleriert, dass hier auch der Großteil des Fußverkehrs abläuft.
Nur eine Schrottplatzlänge (nahe dem linken Ufer) weiter und nach der Schneesturzstelle rechts quert die Eisenbahnbrücke der steirischen Ostbahn. Für Bootfahrer und Schwimmer – die Mur hat seit Jahrzehnten schon gute Badequalität – gefährlich im Bereich eines ehemaligen Mittelpfeilers aufragende Stahlprofile wurden um 2009 von der Feuerwehr entfernt.
Etwa 1 km flussabwärts führt der für die Öffentlichkeit gesperrte Rohrsteg der Steweag/Steg zwei isolierte Fernwärmerohre plus Hochspannungskabel vom 1963 in Betrieb gegangenen Fernheizkraftwerk (Puchstraße) die Mur.
Fast 1 km weiter und etwas südlich der Sturzgasse lief der Puchsteg über den Fluss. Mit Trägern und Geländer aus Stahl, beides holzbeplankt, wurde er wohl 1942/1943 für die Zwangsarbeiter des 1940 entstandenen Lagers V zum schnelleren Erreichen des westlich der Mur gelegenen Puchwerks errichtet, obwohl er als „erbaut 1949“ beschildert war. Er wurde 1949 für die öffentliche Benutzung nach einer Generalüberholung freigegeben und um 2013 als Fußgänger- und Radfahrerbrücke saniert. Der Steg war etwa 75 m lang, die Mur hier bei Mittelwasser etwa 45 m breit, die Brückenköpfe wurden durch in der Draufsicht U- bis trapezförmige Eisenbetonfundamentmauern und kurze Straßenrampen mit 10–15 % Steigung gebildet. Die zwei Pfeiler aus lackierten Stahlgitterstützen standen im Wasser, waren fast zweidimensional-trapezförmig – aus Sicht der Wasseranströmung wenige Dezimeter schmal, aus Sicht der Stegachse oben so breit wie der Steg – etwa 2,5 m, unten im Wasser etwa 10 m breit. An der oberwasserseitigen, schrägen Stirnkante und einem Teil der Seiten trugen die Pfeiler Holzverplankungen als Schutz vor direktem Stoß und Verhaken von eventuellem Treibgut, Eis im Winter oder Bäumen bei Hochwasser. 2017 wurde bis 15. März der Baumbewuchs beider Ufer auf einer Strecke um den Puchsteg gerodet um ein weiteres Murkraftwerk auf Höhe Olympiawiese zu errichten. Bis Dezember 2017 wurde am linken Ufer flussaufwärts bis etwa zur Radetzkybrücke die Baustraße für den Zentralen Speicherkanal im Wasser errichtet, dazu auch eine mit 90 t belastbare Brücke bis in Flussmitte etwas unterhalb der Radetzkybrücke. In diesem Zusammenhang wurde der Puchsteg im Juni 2019 abgerissen. Die ursprünglich für den Sommer 2019 geplante Eröffnung eines neuen Steges über die Mur musste wegen Verzögerung bei den Nutzungsvereinbarungen der dafür erforderlichen Grundstücke verschoben werden und wurde schließlich am 10. Juli 2020 vorgenommen. Allerdings ist der Nutzungsvertrag mit dem Eigentümer der Seifenfabrik vorläufig auf fünf Jahre befristet.
Das Kraftwerk bietet seit 2021 einen weiteren Übergang für Fußgänger und Radfahrer, legt am linken Ufer die Radroute jedoch auf einen etwas vom Fluss entfernten Umweg. Der oberhalb des geplanten Kraftwerkorts liegende Puchsteg lag für eine geforderte Unterfahrbarkeit mit Feuerwehrbooten in Bezug auf die Stauhöhe zu niedrig, daher musste er abgetragen werden. Der Neubau befindet sich um etwa 220 m weiter nördlich in der Flucht der Sturzgasse und wurde deutlich angehoben, wodurch in Verbindung mit dem Murkraftwerk die flussquerenden Netzmaschen für Fuß- und Radverkehr in Zukunft in diesem Bereich etwas verdichtet werden.
Es folgt die Puntigamer Brücke, eine vierspurige Straßenbrücke, die 1995/96 neu errichtet wurde und mit dem Südgürtel (Baustart 2014, Eröffnung am 19. Mai 2017) noch mehr Autoverkehr tragen wird. Südseitig ist sie mit Geh- und Radweg auf Niveau der Fahrbahn ausgestattet, getrennt von dieser durch eine abgestufte, orange verflieste Betonmauer. Bruckstücke des Vorgängerbaus liegen flussabwärts der Brücke, wo wilderes Wasser, Schwälle und an einer Stelle etwas rechts der Flussmitte sogar ein Kehrwasser auftritt. (Stand 2017, mit einer Räumung und Eintiefung für das Unterwasser des kommenden Kraftwerks ist zu rechnen.)
Etwa 500 m südlich auf Höhe Auer-von-Welsbach-Gasse, an der ein Stadtgaswerk lag, führt der eiserne, ebenfalls holzbeplankte Gasrohrsteg (errichtet 1951) mit zwei Pfeilern für Radfahrer und Fußgänger über den Fluss, linksufrig, mit einer rechtwinkelig flussaufwärts abgeknickten Rampe an den Uferweg (GRW nur flussaufwärts) und die parallele Murfelderstraße angebunden. Am rechten Ufer endet hier die legale Möglichkeit zu skaten, eigentlich wäre ab hier nur Rollsteigen am Rand der gehsteiglosen Fahrbahn erlaubt. Hier liegt in etwa die Stauwurzel des erst 2012 in Betrieb gegangene Murkraftwerks Gössendorf. Die bald folgende Autobahnbrücke liegt schon knapp südlich der Stadtgrenze in Gössendorf bzw. Feldkirchen bei Graz, genau 1 km weiter das genannte Kraftwerk.

#### Stadttore

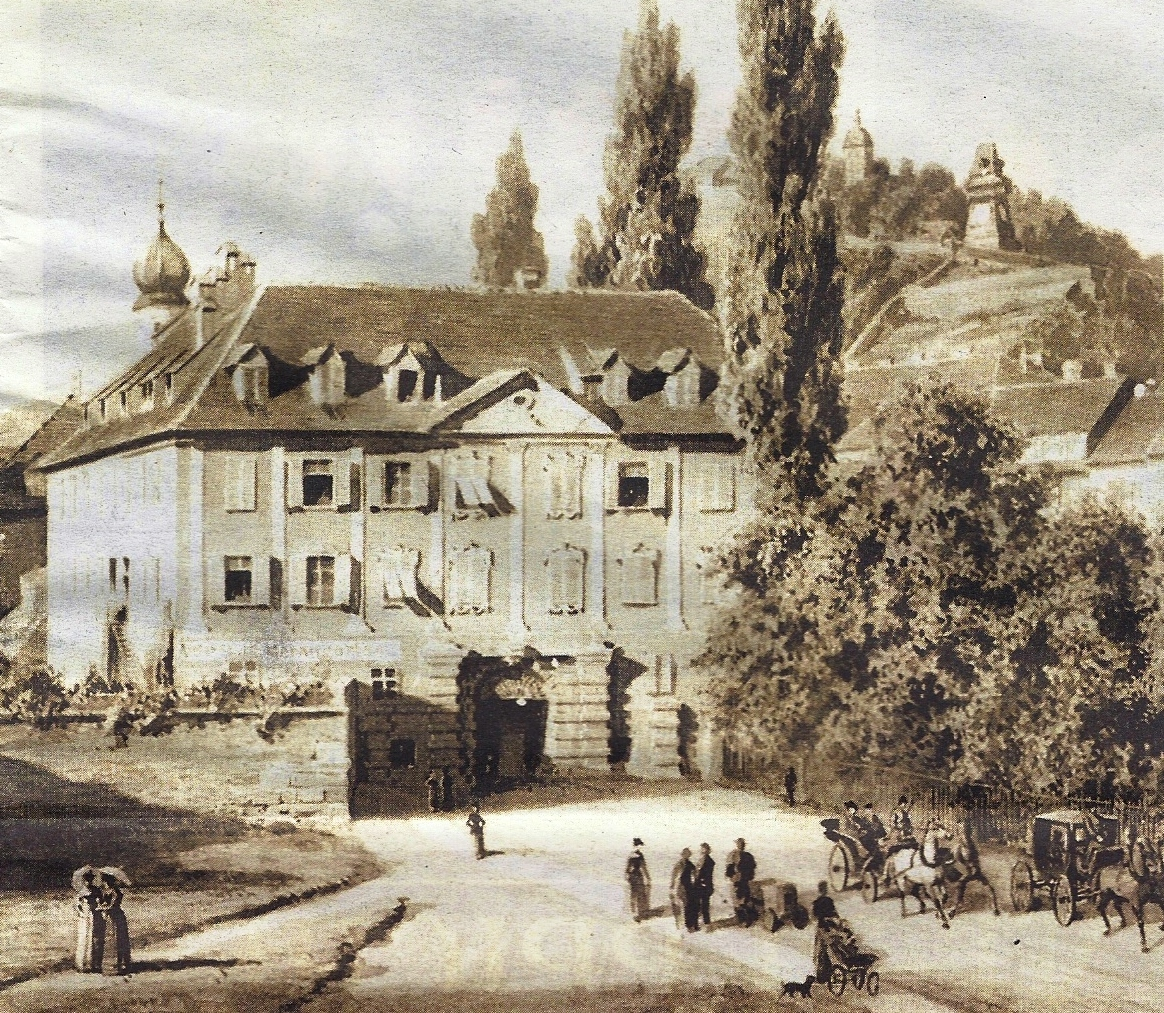
Neutor

Von den insgesamt elf Grazer Stadttoren sind zwei erhalten geblieben: Das Burgtor als Abschnitt der Grazer Burg und das äußere Paulustor am Ende der Paulustorgasse. Während das Paulustor das einzig erhalten gebliebene Walltor des historischen Spätrenaissance-Befestigungsgürtels ist, der von Festungsbaumeister Domenico dell’Allio geplant worden war, ist das Burgtor weder der mittelalterlichen, noch der neuzeitlichen Stadtbefestigung zuzuordnen.
Von der mittelalterlichen Mauer ist nichts mehr erhalten. Die beiden Murtore in der Murgasse wurden 1837 abgetragen, 1846 folgte das innere Paulustor in der Sporgasse, die drei Sacktore in der Sackstraße sind seit dem 19. Jahrhundert nicht mehr vorhanden. Am Platz zum Eisernen Tor stand das gleichnamige Stadttor der Renaissance-Mauer. Es ähnelte, wie das Neutor 1884 als letztes der alten Tore abgebrochen, dem äußeren Paulustor. Am kürzesten bestand das Franzenstor an der Mündung der Burggasse in den Roseggergarten. Der 1835 errichtete Zierbogen wurde 1856 wieder entfernt. Die Abrisse der Grazer Stadttore wurden durch das erhöhte Verkehrsaufkommen und durch die gestiegene Bautätigkeit legitimiert. Nach der Schleifung der Festungswerke Mitte des 19. Jahrhunderts verloren sie ihre Schutzfunktion.
Bis zum Anschluss Österreichs im März 1938 wurde an den Grazer Stadttoren ein Pflasterzoll erhoben (diese Maut war im 19. Jahrhundert fast überall in Europa abgeschafft worden).

### Sehenswürdigkeiten außerhalb der Altstadt

#### Schloss Eggenberg

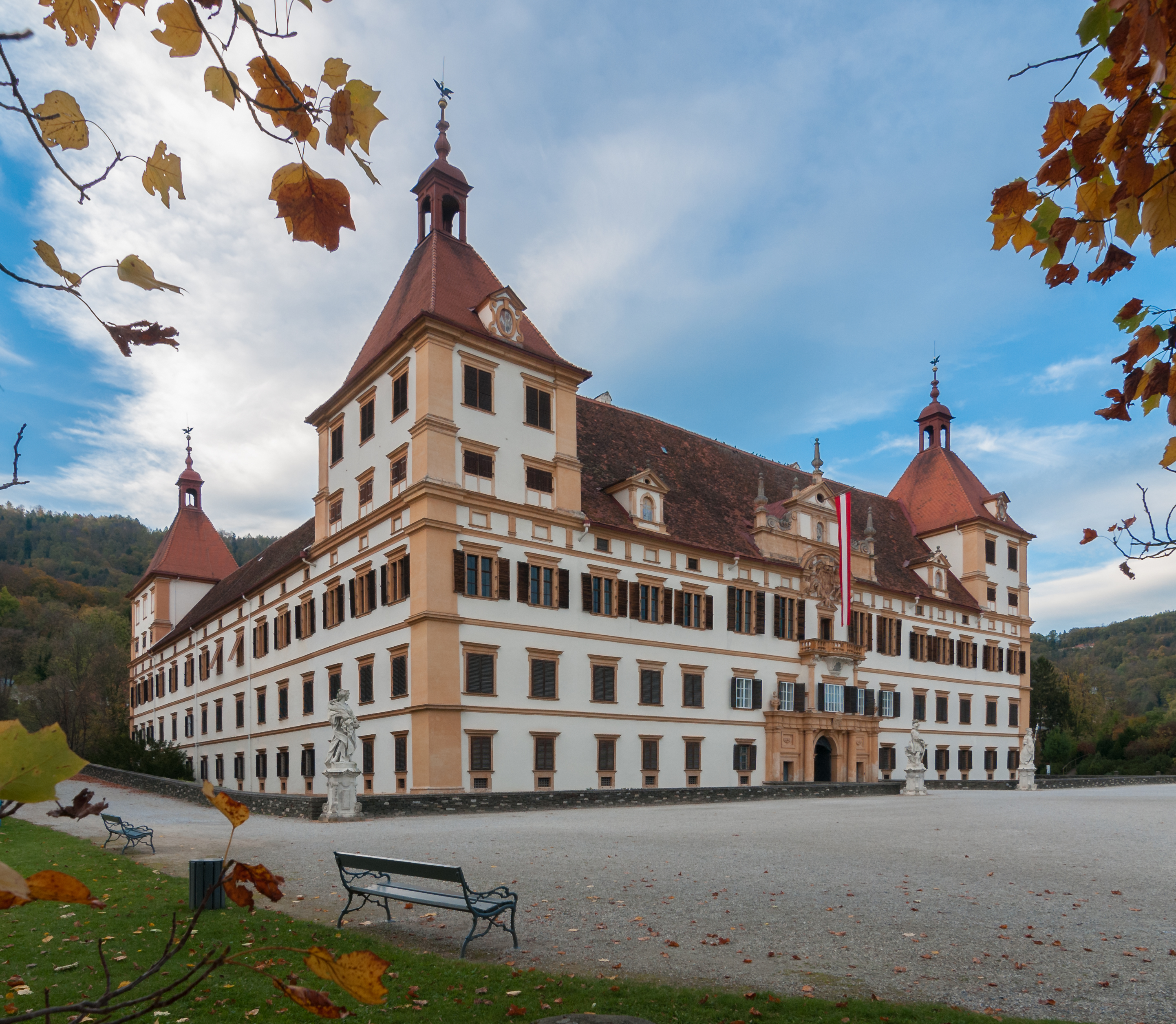
Schloss Eggenberg

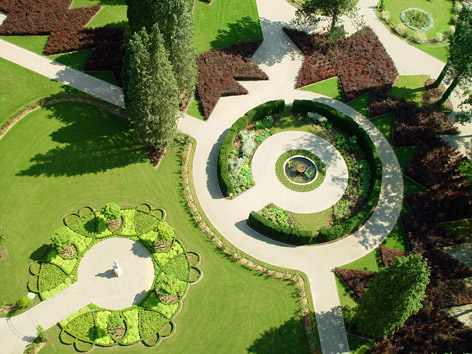
Planetengarten im Schlosspark Eggenberg (Detail)

Das Schloss Eggenberg und der Schlosspark sind mit jährlich mehr als einer Million Besuchern die meistfrequentierte Sehenswürdigkeit außerhalb der Grazer Innenstadt.
Eggenberg gilt als die bedeutendste barocke Schlossanlage der Steiermark. Seine Geschichte reicht bis ins Mittelalter zurück. Ab 1625 wurde es im Auftrag Hans Ulrichs von Eggenberg (1568–1634) und unter der Leitung des Hofarchitekten Giovanni Pietro de Pomis zur repräsentativen Vierflügelanlage ausgebaut. Das Schloss war direkt über die Eggenberger Allee mit der Innenstadt verbunden; von der Prachtstraße sind nur mehr ein kleiner Abschnitt mit Alleebestand unmittelbar in Schlossnähe und ein Straßenname übrig geblieben.
Schloss Eggenberg ist nach einer kosmischen Zahlensymbolik entworfen. Die vier Ecktürme stehen für die vier Himmelsrichtungen und die vier Elemente. Die Anlage besitzt 365 Außenfenster für die Tage eines Jahres. Im zweiten Stock, der Beletage, befinden sich 52 Außenfenster für die Wochen eines Jahres. Jedes Stockwerk im Haus hat 31 Räume für die maximale Anzahl der Tage eines Monats. Im zweiten Stock sind außen ringförmig 24 Prunkräume angeordnet, die die Stunden eines Tages symbolisieren. Das Konzept soll an die Gregorianische Kalenderreform von 1582 erinnern.
Ein Zyklus von 24 Prunkräumen mit originaler Ausstattung aus dem 17. und 18. Jahrhundert gehört zu den bedeutendsten Ensembles historischer Innenräume Österreichs. Selten hat sich eine Raumausstattung von vergleichbarer Qualität so vollständig erhalten. Ihr Mittelpunkt ist der stuckverzierte Planetensaal mit dem Gemäldezyklus von Hans Adam Weissenkircher.
Der öffentlich zugängliche Schlosspark wurde zusammen mit dem Schloss konzipiert. Im Verlauf der Geschichte wechselte er häufig sein Aussehen. Er ist einer der wenigen historischen Gärten Österreichs, die unter Denkmalschutz stehen. An der Nordecke befindet sich der seit 2000 neu angelegte Planetengarten. Im Schlosspark leben frei laufende Pfauen.

#### Sakralbauten

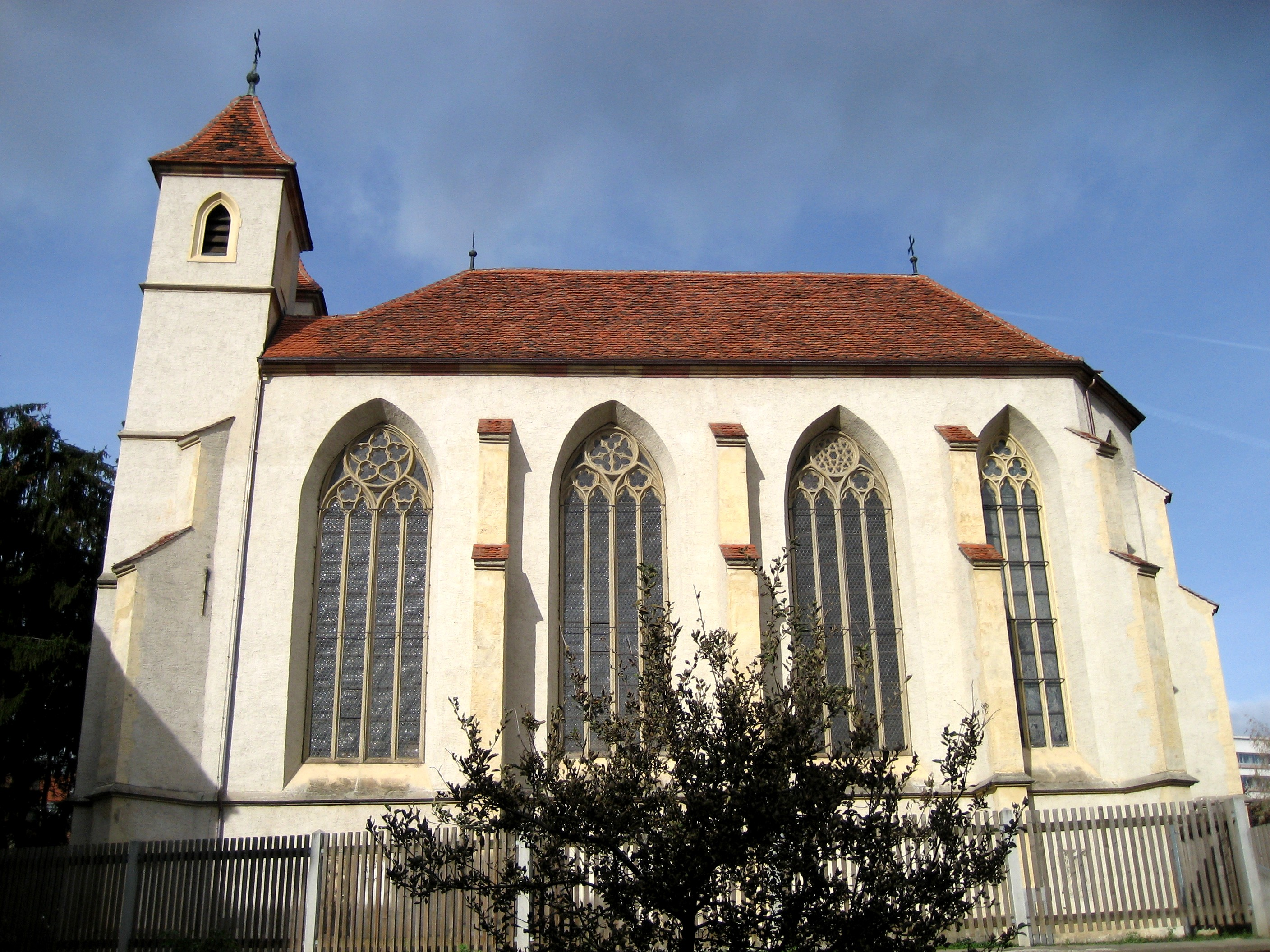
Leechkirche, die Universitätskirche der Universität Graz

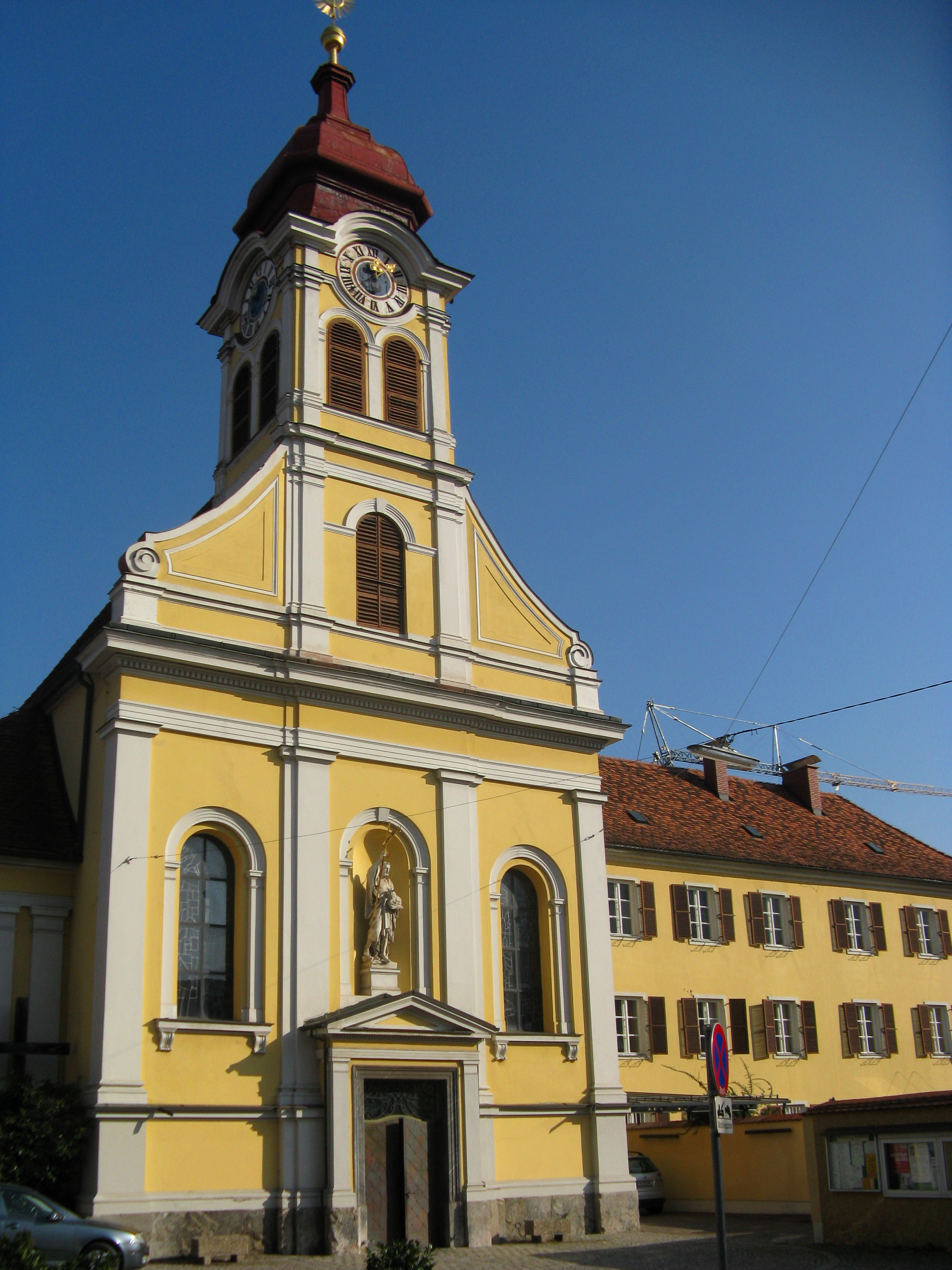
Grabenkirche

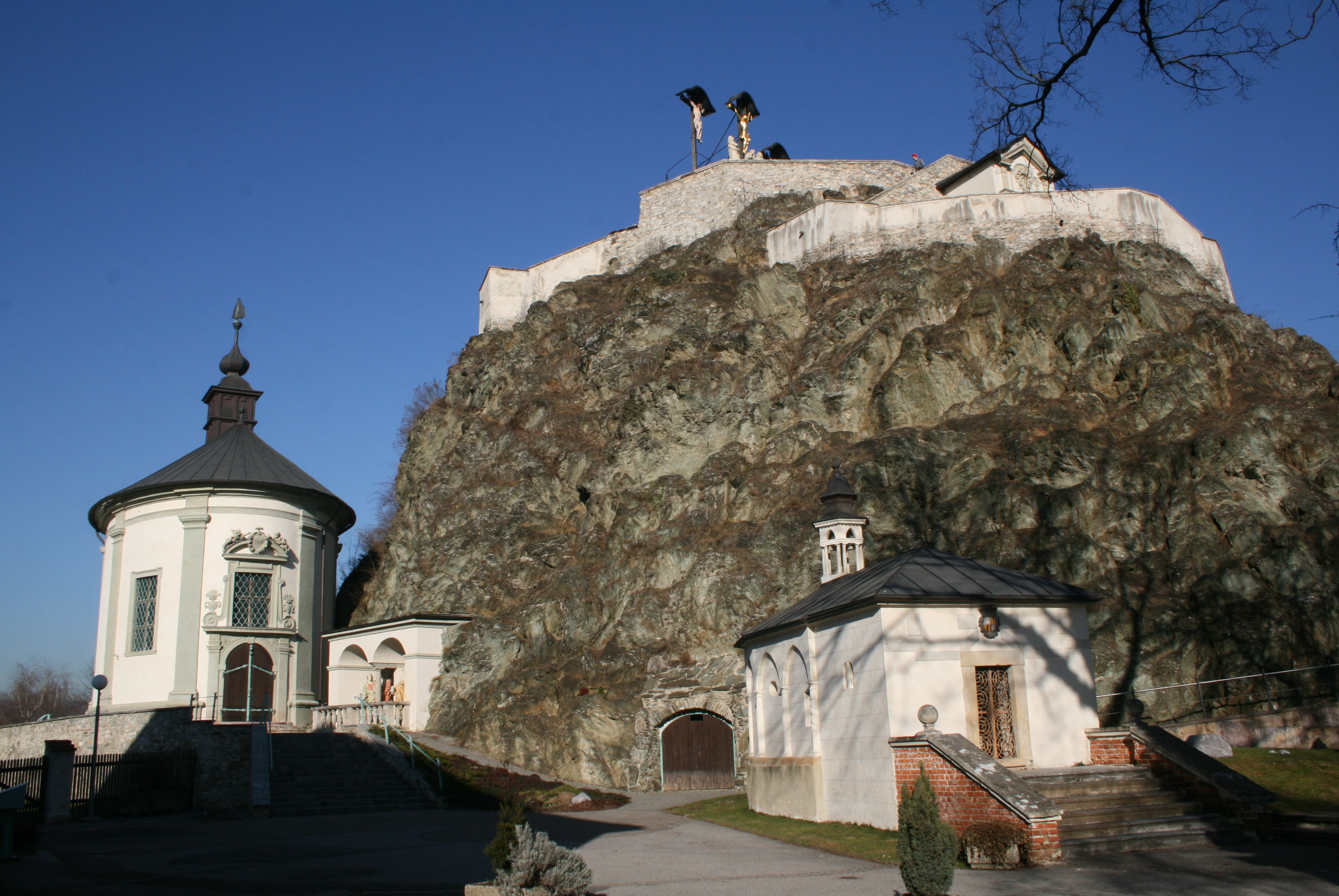
Grazer Kalvarienberg auf dem Austein

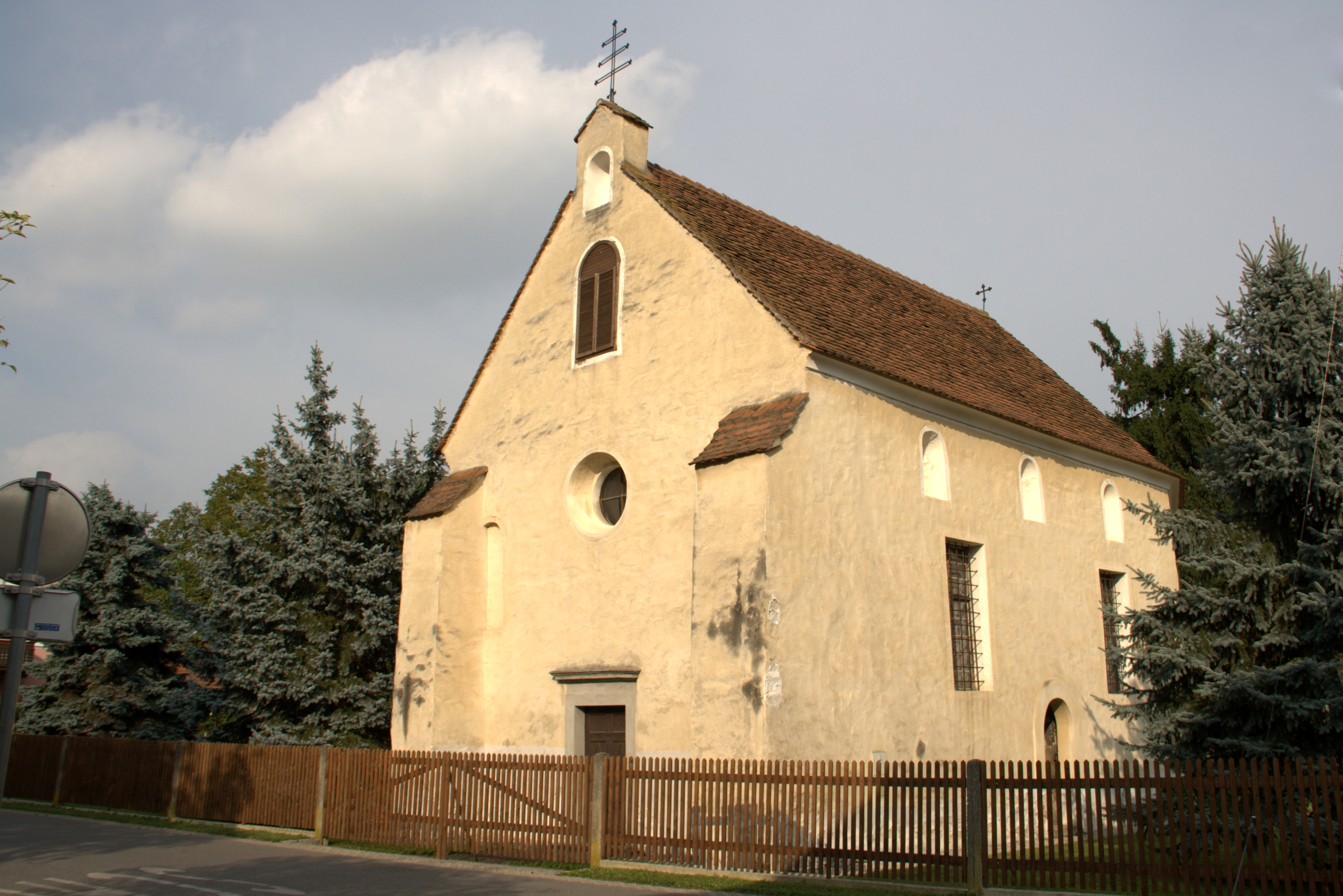
Rupertikirche in Graz-Straßgang, eine der ältesten der Grazer Kirchen

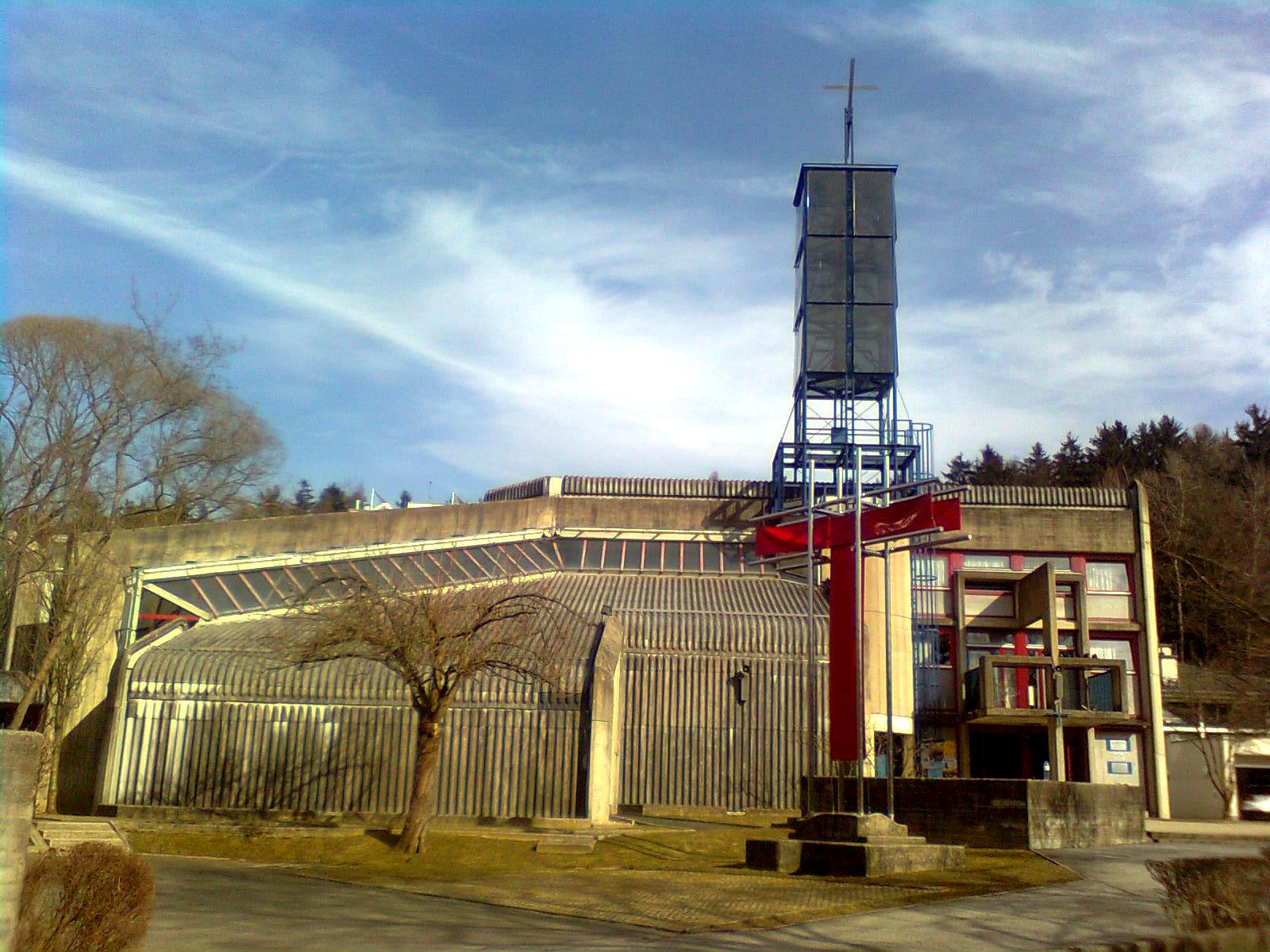
Maria Verkündigungskirche in Graz-Kroisbach

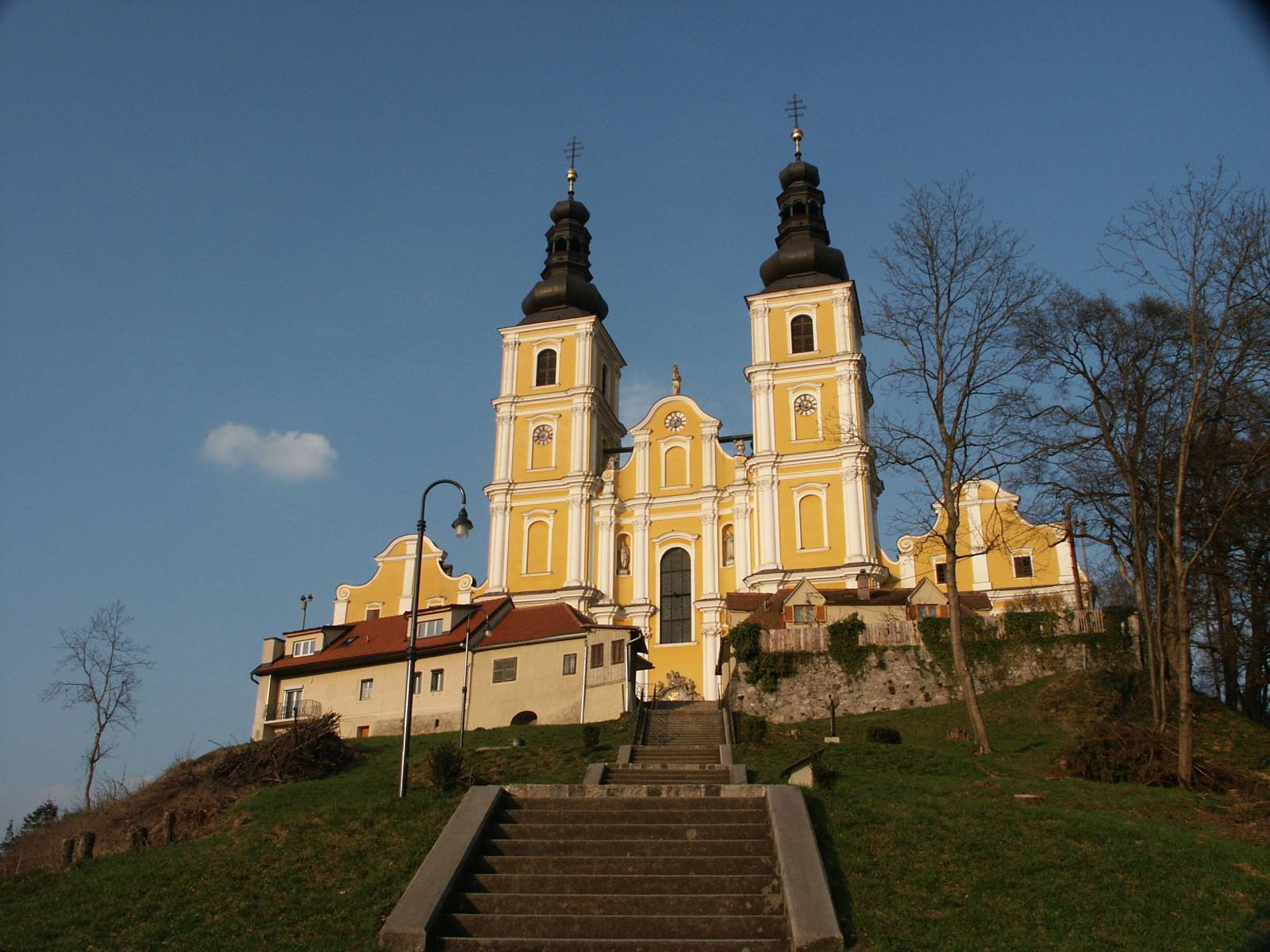
Basilika Mariatrost mit Angelus-Stiege

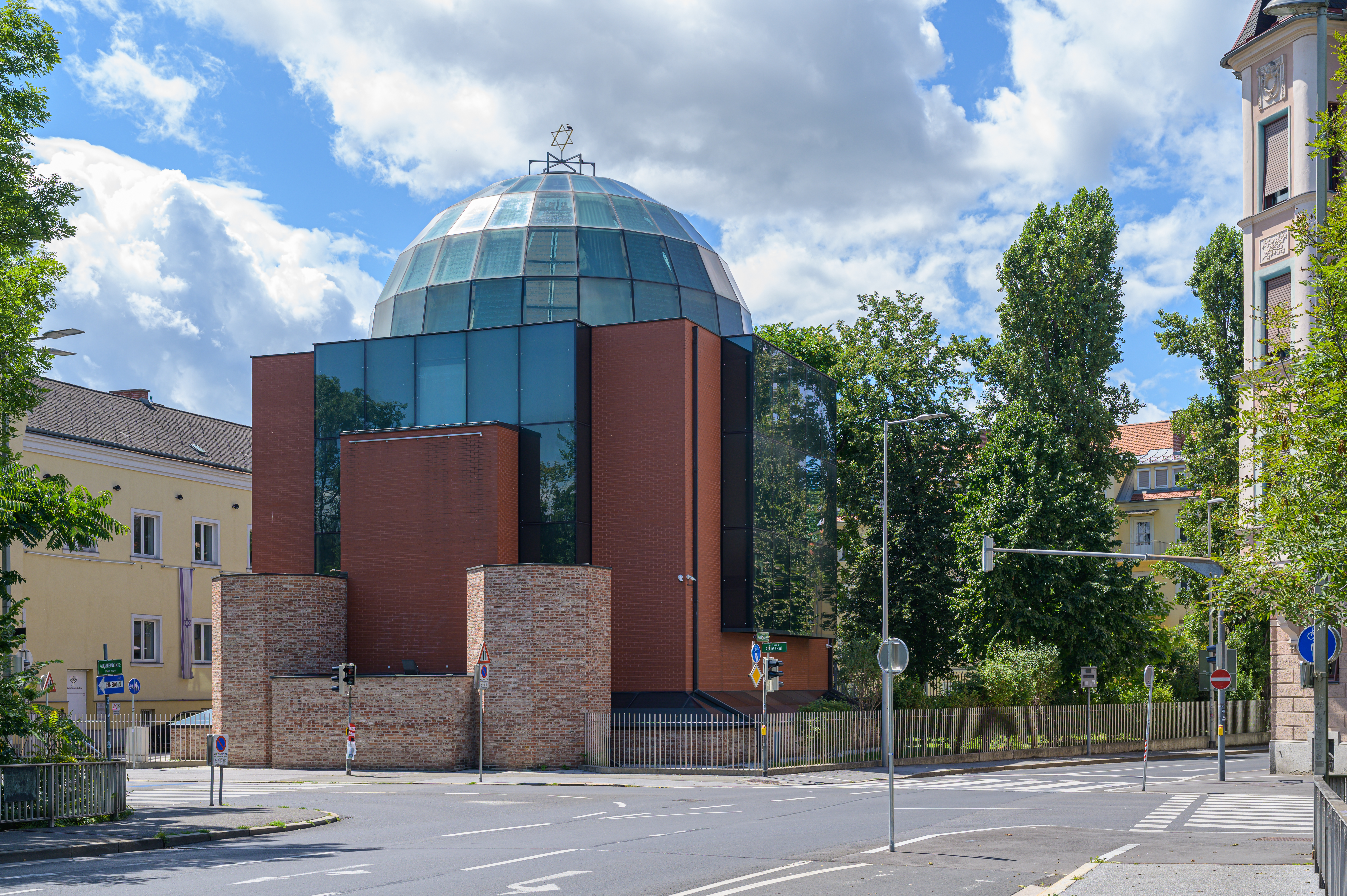
Neubau der Grazer Synagoge

In Graz gibt es, wie in den meisten Städten im katholisch geprägten Österreich, zahlreiche Sakralbauten. Die ältesten Kirchen der Stadt sind die Leechkirche nahe der Universität Graz, die Stiegenkirche als Teil der historischen Paulsburg in der Sporgasse und die Rupertikirche in Straßgang. Die höchsten Kirchenbauten sind die neugotische aus Backstein erbaute Herz-Jesu-Kirche und die Franziskanerkirche – deren Turmunterteil einst Teil der Grazer Stadtmauer war. Die Herz-Jesu-Kirche ist mit 109,6 m die dritthöchste Kirche Österreichs und das höchste Gebäude von Graz. Im selben Bezirk befindet sich gegenüber dem LKH Graz die 1361 erstmals urkundlich erwähnte Pfarrkirche St. Leonhard. An dieser Stelle stand mit dem Meierhof Guntarn im Mittelalter die erste Grazer Siedlung außerhalb der Innenstadt.
In Graz existieren zahlreiche Ordensniederlassungen, von denen viele im Zuge der Josephinischen Reformen von 1783 aufgelöst wurden. Es blieben hauptsächlich Klöster bestehen, die sich der Krankenpflege und der Bildung widmeten. In der Innenstadt hat sich seit dem 13. Jahrhundert ein Franziskanerkloster erhalten, am gegenüberliegenden Murufer liegt das Minoritenkloster mit der barocken Mariahilferkirche. In der Sackstraße, gegenüber dem Schloßbergsteig, befindet sich die Dreifaltigkeitskirche, bis 1900 die Kirche des ehemaligen Ursulinenkonvents. In der Paulustorgasse steht neben dem Volkskundemuseum die Antoniuskirche.
Zu den größeren Anlagen auf Grazer Stadtgebiet gehören der Dominikanerkonvent in der Münzgrabenstraße, das Lazaristenkloster in der Mariengasse, und unmittelbar daneben das Kloster der Barmherzigen Schwestern. Die Barmherzigen Brüder unterhalten in Graz zwei Krankenhäuser: eines in der Marschallgasse (weiterer Ausbau ab 2019) und eines in Eggenberg. Frauenorden, die sich der Krankenpflege widmen, sind die Elisabethinen im Bezirk Gries und die Kreuzschwestern mit Konvent und Privatklinik in Geidorf. Im Schulbetrieb tätig sind die Ursulinen in der Leonhardstraße, die Schulschwestern am Fuße des Schloßberges und in Eggenberg, sowie Schule und Kloster des Sacré Coeur Graz.
In Geidorf befindet sich die Grabenkirche als Klosterkirche der Ordensniederlassung der Kapuziner, die Erlöserkirche auf dem Gelände des LKH Graz und die Kirche Maria Schnee als Teil des Karmelitenklosters in der Grabenstraße. Neben dem Männerkloster steht als Pendant das Karmelitinnenkloster mit der Kirche zum Hl. Josef, deren erstes Konvent am ehemaligen Fischplatz (heute Andreas-Hofer-Platz) 1782 aufgelöst wurde, das Gebäude wurde 1934 abgebrochen. Neben der Kreuzschwesternkirche mit der Privatklinik ist in Geidorf mit der Salvatorkirche ein moderner Sakralbau erhalten.
Der Grazer Kalvarienberg befindet sich im vierten Bezirk Lend. Die Anlage auf dem Austein wurde im 16. Jahrhundert gegründet und von den Jesuiten verwaltet. Besonders sehenswert sind die hochbarocke Kalvarienbergkirche mit der Heiligen Stiege und der Ecce-Homo-Bühne und die zahlreichen Kapellen. Im selben Bezirk sind außerdem die Barmherzigenkirche und die Marienkirche in der Nähe des Grazer Hauptbahnhofs erwähnenswert.
In Gries stehen mit der Kirche St. Andrä, der Welschen Kirche am Griesplatz und der Bürgerspitalkirche bedeutende gotische und barocke Kirchenbauten. Neben der barocken Karlauerkirche und der Zentralfriedhofskirche im neugotischen Backsteinstil gibt es einige moderne Kirchenbauten: St. Lukas mit seiner ungewöhnlichen Innenausstattung, St. Johannes als Teil der Triestersiedlung, sowie Kirche und Pfarrzentrum Don Bosco, in deren Gebäude eine Mautstelle und ein Pulvermagazin untergebracht waren. Der Bezirk Jakomini ist vor allem durch den modernen Kirchenbau der Münzgrabenkirche und durch die Josefkirche geprägt.
Ein sakrales Zentrum in Graz ist der Außenbezirk Mariatrost. Die Basilika Mariatrost, eine überregional bekannte und barocke Wallfahrtskirche auf dem Purberg, ist offiziell seit 1714 Ziel großer Pilgerströme. Verehrt wird eine wundertätige Marienstatue aus dem Stift Rein in Eisbach. Die Errichtung des Sakralbaus dauerte von 1714 bis 1779. Nach den Josephinischen Reformen wurden die Klostertrakte als Stallungen zweckentfremdet. Von der Mitte des 19. Jahrhunderts nahmen die Franziskaner die Wallfahrtstradition bis 1996 wieder auf. Im selben Jahr ernannte Papst Johannes Paul II. Mariatrost zur Basilica minor. 1968 kam es in der Wallfahrtskirche zur Veröffentlichung der Mariatroster Erklärung.
Neben der Basilika Mariatrost befinden sich zwei weitere Sakralbauten im Stadtbezirk: zum einen die Mariagrüner Kirche, die als bedeutendste kirchliche Stiftung eines Bürgers der Stadt Graz gilt. Louis Bonaparte, ein Bruder Napoleons, besuchte auf seinen Spaziergängen oftmals den Kirchenbau. 1873 heiratete der steirische Schriftsteller Peter Rosegger seine erste Frau in der Mariagrüner Kirche. Zum anderen die moderne Maria Verkündigungskirche in Kroisbach, die, in eine Wohnsiedlung integriert, 1974 geweiht wurde.
Im Stadtbezirk St. Peter steht weithin sichtbar die Pfarrkirche St. Peter. Im Nordosten von Graz kann man die Kirche St. Ulrich samt dazugehörigem Quellheiligtum, die Pfarrkirche St. Veit und die Kirche Heilige Familie in Andritz besichtigen. In zwei Stadtbezirken gibt es jeweils einen Sakralbau: St. Paul in der Eisteichsiedlung in Waltendorf und die Bruder-Klaus-Kirche nahe der Satelliten-Stadt am Berliner Ring in der Ragnitz.
Am rechten Murufer sind in den Bezirken Gösting und Eggenberg die Kirche St. Anna, die Schlosskirche des Schlosses Eggenberg, der Vierzehn-Nothelfer-Kirche, die moderne Schutzengelkirche, die Vinzenzkirche und auf einem Bergkamm in Wetzelsdorf die Kirche St. Johann und Paul zu sehen. Im südlichen Stadtteil Straßgang befinden sich mit der Kirche Maria im Elend, der Schlosskirche St. Martin, der etwas entlegenen Florianikirche auf dem Florianiberg, der Elisabethkirche und der erwähnten Rupertikirche weitere Grazer Sakralbauten. Im jüngsten Grazer Bezirk Puntigam gibt es die 1967 erbaute Pfarrkirche St. Leopold und die Anstaltskirche des Standorts Süd im LKH Graz Süd-West.
Die Heilandskirche, in der Nähe des Grazer Opernhauses gelegen, ist die größte evangelische Kirche der Stadt Graz. Der heute bestehende Bau wurde im historistischen Stil ab 1853 errichtet, nachdem sich an dieser Stelle seit 1824 ein evangelisches Bethaus befunden hatte. Er ist Teil eines Gebäudekomplexes mit Pfarrgebäuden und dem Martin-Luther-Haus. Zur evangelischen Konfession zählen auch die Kreuzkirche am Rande des Volksgartens, deren Pfarrheim das Mühl-Schlössl ist, die Christuskirche in Eggenberg, die Evangelische Johanneskirche in Andritz und die Erlöserkirche in Liebenau.
Neben den katholischen und evangelischen Kirchenbauten findet man in Graz in der Kernstockgasse die altkatholische Kirche, in der Wiener Straße die koptische Kirche und über das Stadtgebiet verstreut Zentren diverser Konfessionen, darunter in Eggenberg ein Gemeindehaus der Kirche Jesu Christi der Heiligen der Letzten Tage (Mormonen).
Graz besitzt auch eine Synagoge. Die alte Grazer Synagoge wurde im Jahr 1892 errichtet und gehörte zur jüdischen Gemeinde mit ihren 2500 Mitgliedern. Sie war ein Nachfolgebau der Synagoge im ehemaligen Judenviertel in der Grazer Innenstadt. In der sogenannten Reichskristallnacht vom 9. zum 10. November 1938 wurde das Gebetshaus niedergebrannt und das gesamte Areal eingeebnet, um die Erinnerung an die Synagoge auszulöschen. Sämtliche Grazer Juden wurden nach Wien deportiert und Graz zur ersten „judenfreien“ Großstadt der Ostmark erklärt. Bis ins Jahr 1998 befand sich an der Stelle der zerstörten Synagoge nur eine Rasenfläche mit einem Gedenkstein. Unter Verwendung von fast 10.000 Ziegeln der zerstörten Synagoge wurde die neue Synagoge nebst Gemeindehaus 1998 erbaut und der Platz davor nach dem Landesrabbiner in „David-Herzog-Platz“ umbenannt. Im Inneren der Synagoge befindet sich seit 2005 eine Gedenktafel mit den Namen der über 500 steirischen jüdischen Opfer. Gegenüber der Synagoge befindet sich im Gebäude der ehemaligen jüdischen Volksschule das Jüdische Kulturzentrum Graz. 2013 wurden die ersten Stolpersteine zum Gedenken an die NS-Opfer verlegt. Im August 2020 wurden an der Synagoge und am Gemeindehaus beiden Gebäuden propalästinensische Schmierereien angebracht und Fenster eingeworfen. Der Gemeindepräsident wurde mit einem Baseballschläger attackiert.

#### Profanbauten

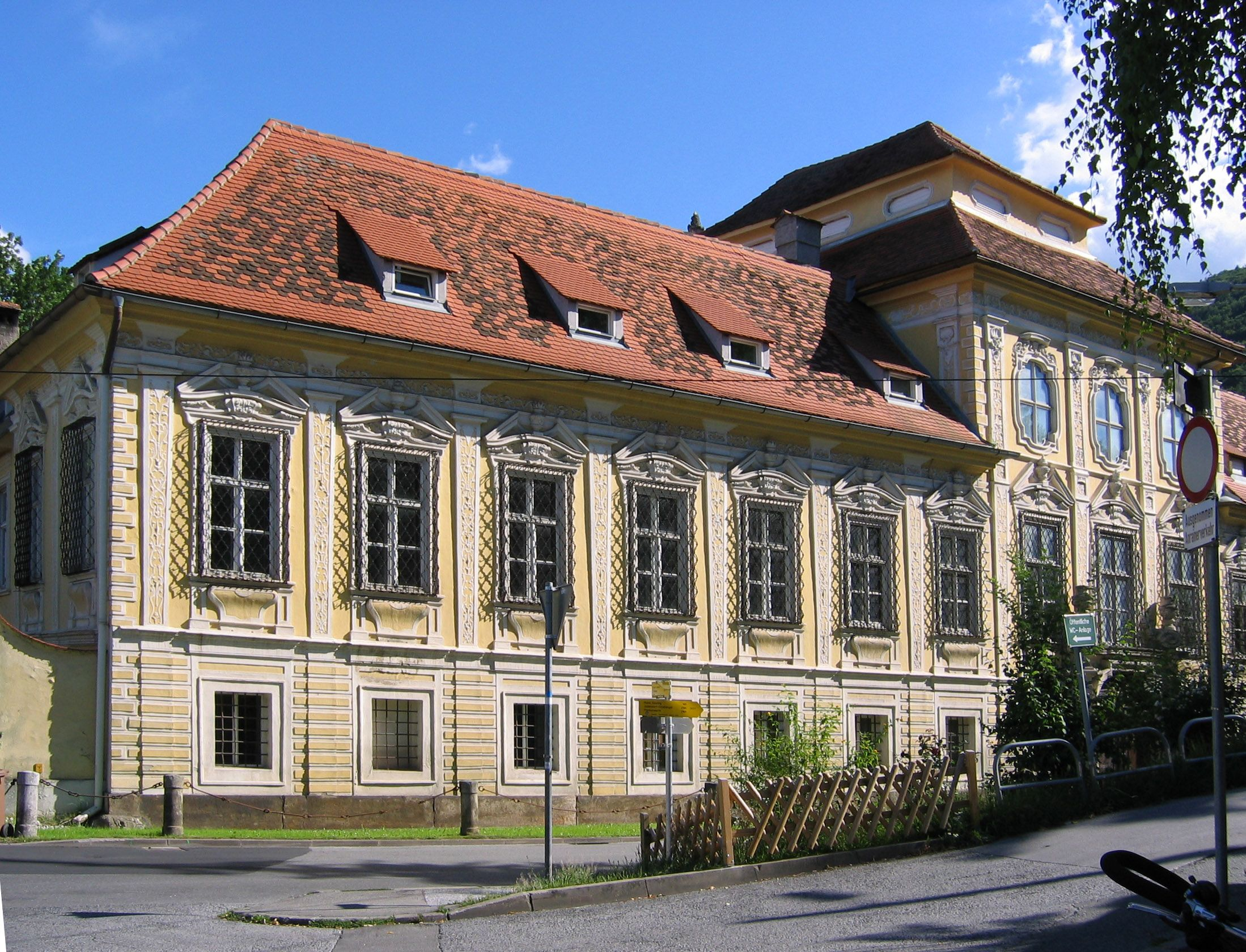
Schloss Gösting

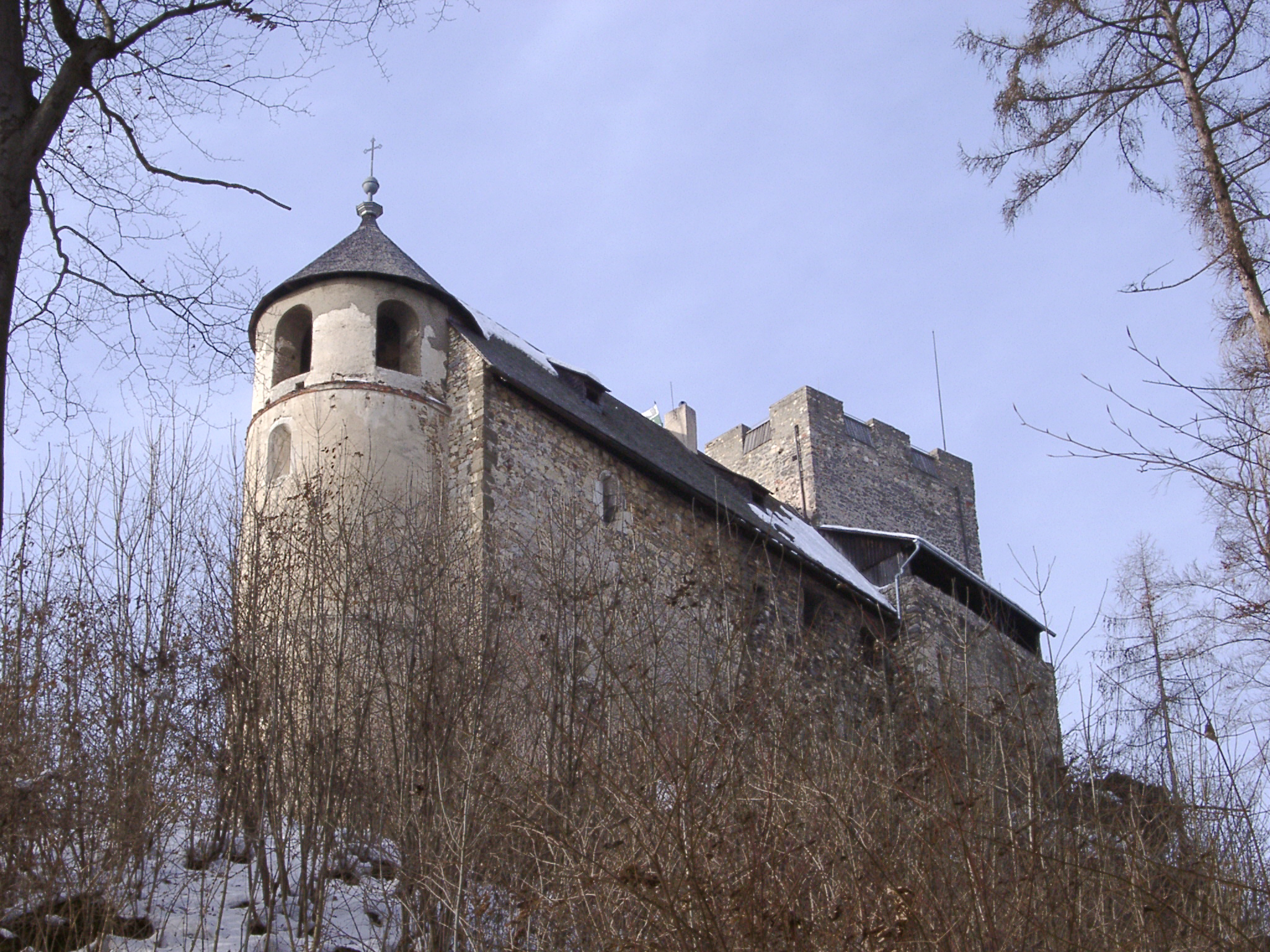
Ruine Gösting

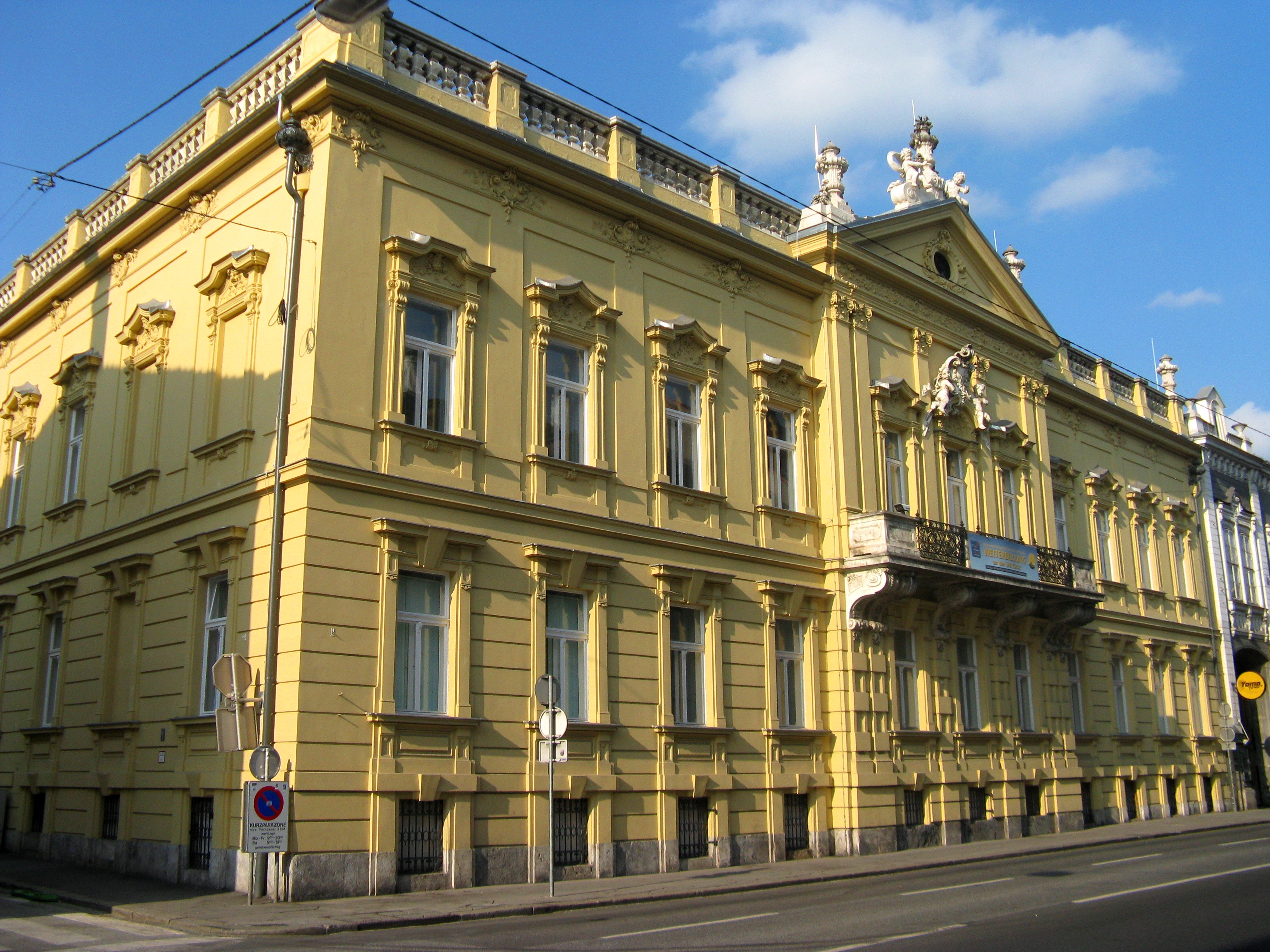
Palais Kottulinsky in der Elisabethstraße

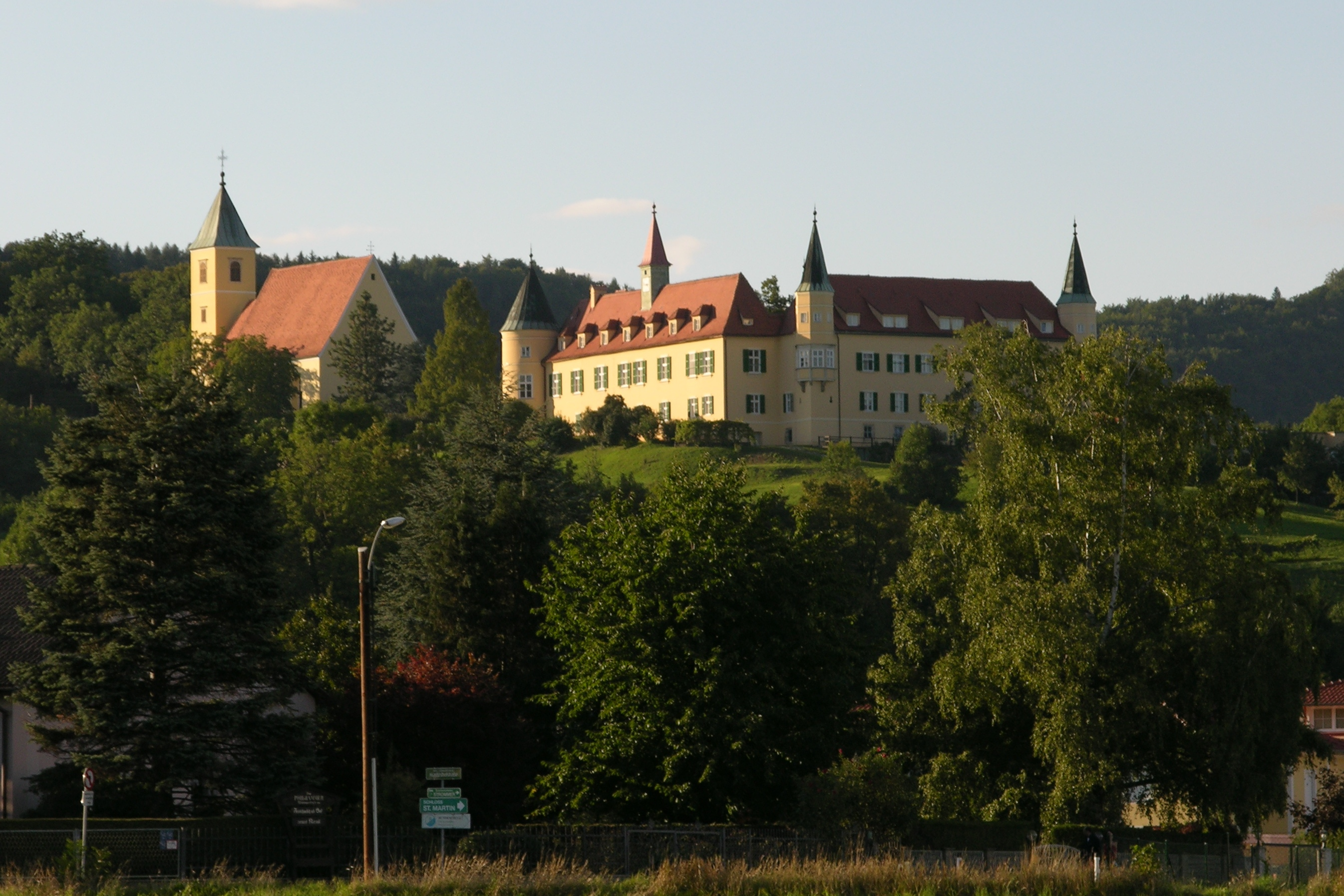
Schloss St. Martin mit Schlosskirche St. Martin

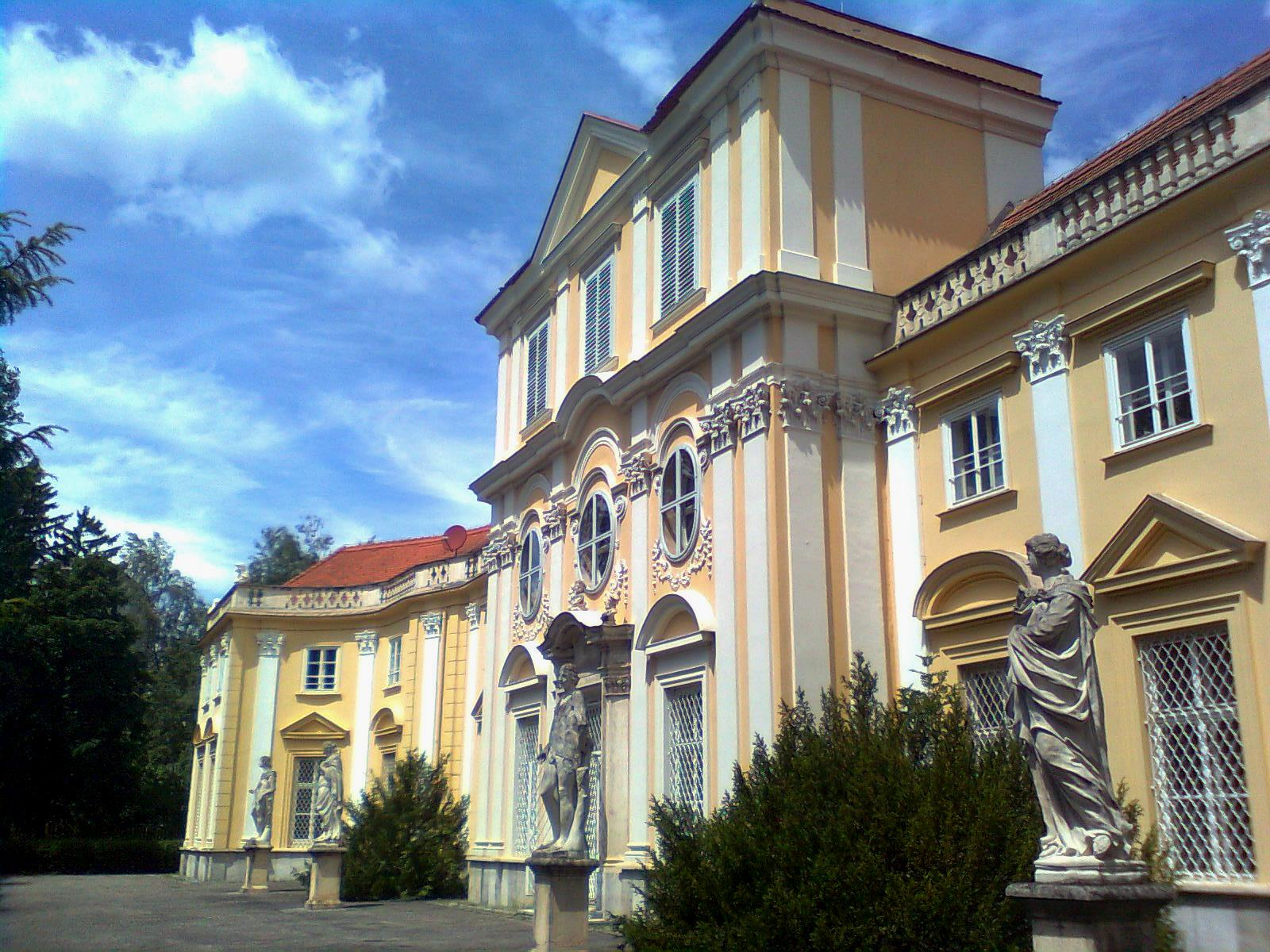
Meerscheinschlössl in der Mozartgasse

Am nördlichen Grazer Stadtrand befindet sich die Burgruine Gösting, eine Ruine mit sehr gutem Überblick, von der aus das Murtal nördlich von Graz einst kontrolliert wurde. An jener Stelle befand sich im 10. und 11. Jahrhundert eine Vorgängeranlage auf dem Frauenkogel, deren Reste wie die Burg denkmalgeschützt sind. Die Burg Gösting selbst ist im 12. Jahrhundert datiert und war Teil eines Kreidfeuer-Warnsystems, das die Bevölkerung vor Bedrohungen warnen sollte. 1723 wurde die Burg durch Blitzschlag zerstört, heute ist die Ruine ein Ausflugsziel. Nach der Zerstörung erbauten die Grafen Attems als neuen Sitz das Barockschloss Gösting.
Der größte Jugendstilbaukomplex Österreichs liegt im Osten der Stadt, das LKH-Universitätsklinikum Graz. Es „galt damals als das modernste Krankenhaus des Kontinents und wurde vielfach sogar als Weltwunder bezeichnet“. Die relativ weite Entfernung vom Stadtzentrum erregte jedoch den Unmut der Grazer Bürgerschaft. Der Gebäudekomplex ist durch ein unterirdisches Tunnelsystem verbunden. Jede medizinische Abteilung besitzt ihr eigenes Gebäude. Im Laufe der Zeit wurden Modernisierungsmaßnahmen ausgeführt. In der Nähe des Krankenhauses findet man auch die Rettenbachklamm, eine ganzjährig begehbare Klamm im Stadtgebiet, das Naherholungsgebiet Leechwald, den künstlich angelegten Hilmteich mit einem Schlössl und die Hilmwarte.
Außerhalb der Innenstadt sind relativ wenige Palais vorhanden, die meisten sind Eigentum der öffentlichen Hand. In St. Leonhard steht am Stadtparkrand das Palais Kees, ein Bauwerk des Spätklassizismus. Es beherbergte unter anderem das k.u.k. Korpskommando. Seit einer Renovierung zu Beginn des 21. Jahrhunderts wird es als Studentenheim genutzt. Das Palais Meran, der ehemalige Stadtsitz Erzherzog Johanns, findet seit 1963 als Hauptgebäude der Grazer Kunstuniversität Verwendung. Die Elisabethstraße ist mit zahlreichen Palais und Villenanlagen eine der Grazer Prachtstraßen aus der Gründerzeit. Zu erwähnen sind die Palais Apfaltrern, Auersperg, Kottulinsky, Kübeck und Prokesch-Osten und die Meranhäuser. In den Räumlichkeiten des Palais Mayr-Melnhof ist das Grazer Literaturhaus untergebracht. Etwas stadtauswärts liegen (in Auswahl) die Villen Kollmann und Lazarini. Das Geidorfer Villenviertel erstreckt sich von der Elisabethstraße über die Leechgasse bis zur Schubertstraße.
Das Palais Thinnfeld im Bezirk Lend ist direkt das Grazer Kunsthaus angeschlossen. Eine Besonderheit am Palais Wertl von Wertlsberg ist sein schlossähnlicher Charakter, der durch zwei polygonale Ecktürme und einen Eck-Erker erzielt wird. Am Eingang zur Dominikanergasse steht mit dem Palais Gleispach das einzige Palais im Bezirk Gries. In allen anderen Grazer Stadtbezirken existieren keine Palais, sondern Schlösser und Edelhöfe.
Da Graz während der Monarchie ein beliebter Sitz von Adeligen und höheren Beamten war, findet man auf dem Stadtgebiet viele Schlösser und Palais. Neben den zahlreichen Innenstadtpalais sind es vor allem Schlösser und Edelhöfe die das Grazer Erscheinungsbild in den Randbereichen prägen. Neben dem Schloss Eggenberg mit seiner Parkanlage, dem Barockschloss Gösting und der Grazer Burg sind einige Bauten erwähnenswert. Inmitten von Geidorf steht das Meerscheinschlössl, ein barocker Bau mit ehemals weitläufigem Park. Das Hallerschloss und das Schloss Lustbühel mit integriertem Kindergarten liegen in Waltendorf. Im ehemaligen Schloss Liebenau war eine Kadettenschule untergebracht, seit den 1970er Jahren befindet sich in den Räumlichkeiten das HIB Liebenau.
Zu den innerstädtischen Schlössern zählen das Messe-Schlössl, das Metahof-Schlössl in Bahnhofsnähe, das Mühl-Schlössl beim Volksgarten oder das Tupay-Schlössl in der ehemaligen Schönau. In den Randbezirken stehen an prominenter Lage Schloss St. Martin und das St. Veiter Schlössl, etwas verborgenen die Schlösser Algersdorf, Reinthal, Moosbrunn und Kroisbach. Neben den Grazer Schlössern gibt es einige erhaltene Edelhöfe, also Ansitze, die häufig von Steuern befreit waren und als Gutsbetrieb geführt wurden. Ein Beispiel ist der Weisseneggerhof am Esperantoplatz. Die meisten Anlagen befinden sich in Privatbesitz.
Eine Besonderheit ist das ehemalige Jagdschloss Karlau. Es war in das ursprüngliche Gebiet der Karl-Au eingebettet und von einem Tiergarten und dem kaiserlichen Jagdgebiet umgeben. Im Tiergarten wurden neben Wassergeflügel und Rotwild auch Falken, Reiher und Fasanen gezüchtet, in den Mur-Auen ausgesetzt und bejagt. Noch heute erinnern etliche Straßennamen (Tiergartenweg, Rebhuhnweg, Reiherstadlgasse, Falkenturmgasse, Fasangartengasse, Auf der Tändelwiese) in der Umgebung an Tiergarten und Jagdgebiet. „Tändel“ zum Beispiel ist eine alte Bezeichnung für Rotwild. Im Laufe seiner Geschichte nutzte man das Schloss als Kriegsgefangenenhaus, ab 1769 als Arbeitshaus, bis 1803 die Einrichtung zum Provinzialstrafhaus erfolgte. Nach vielen Aus- und Umbauten ist vom Schloss nur mehr der Kern der Justizanstalt Graz-Karlau erhalten geblieben.

#### Denkmäler und Brunnen

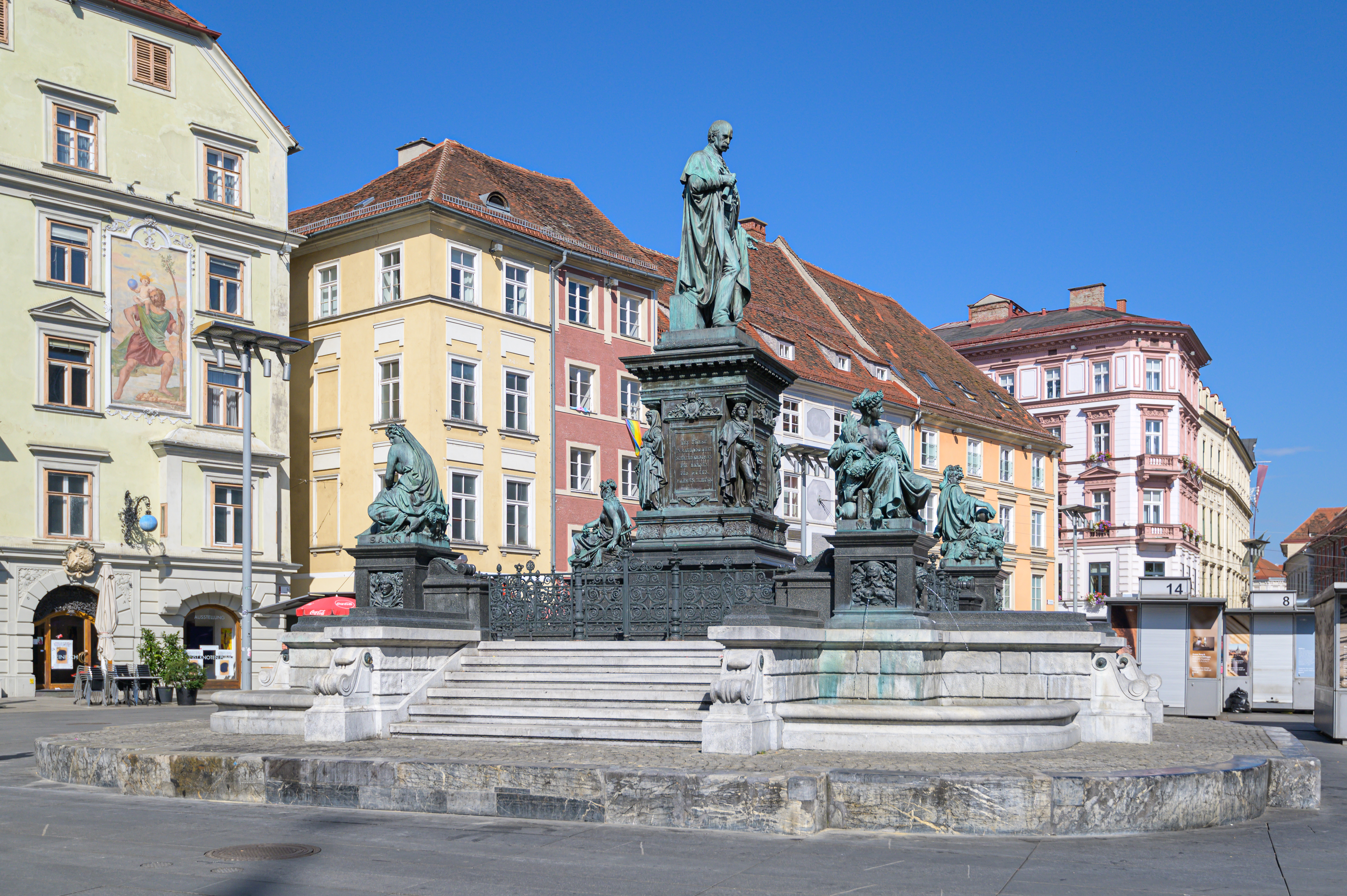
Erzherzog-Johann-Brunnen am Hauptplatz

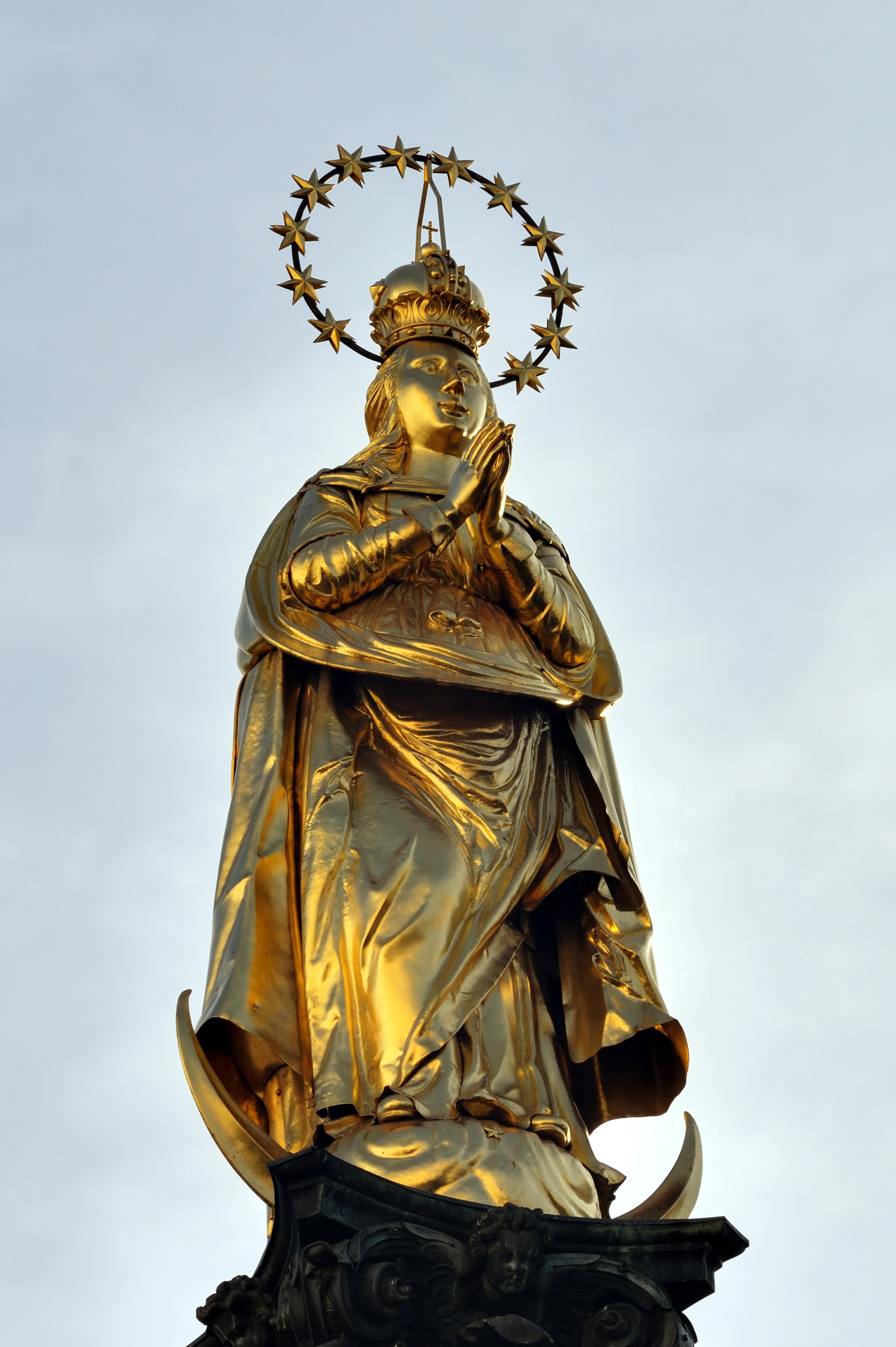
Statue der Mariensäule „Am Eisernen Tor“

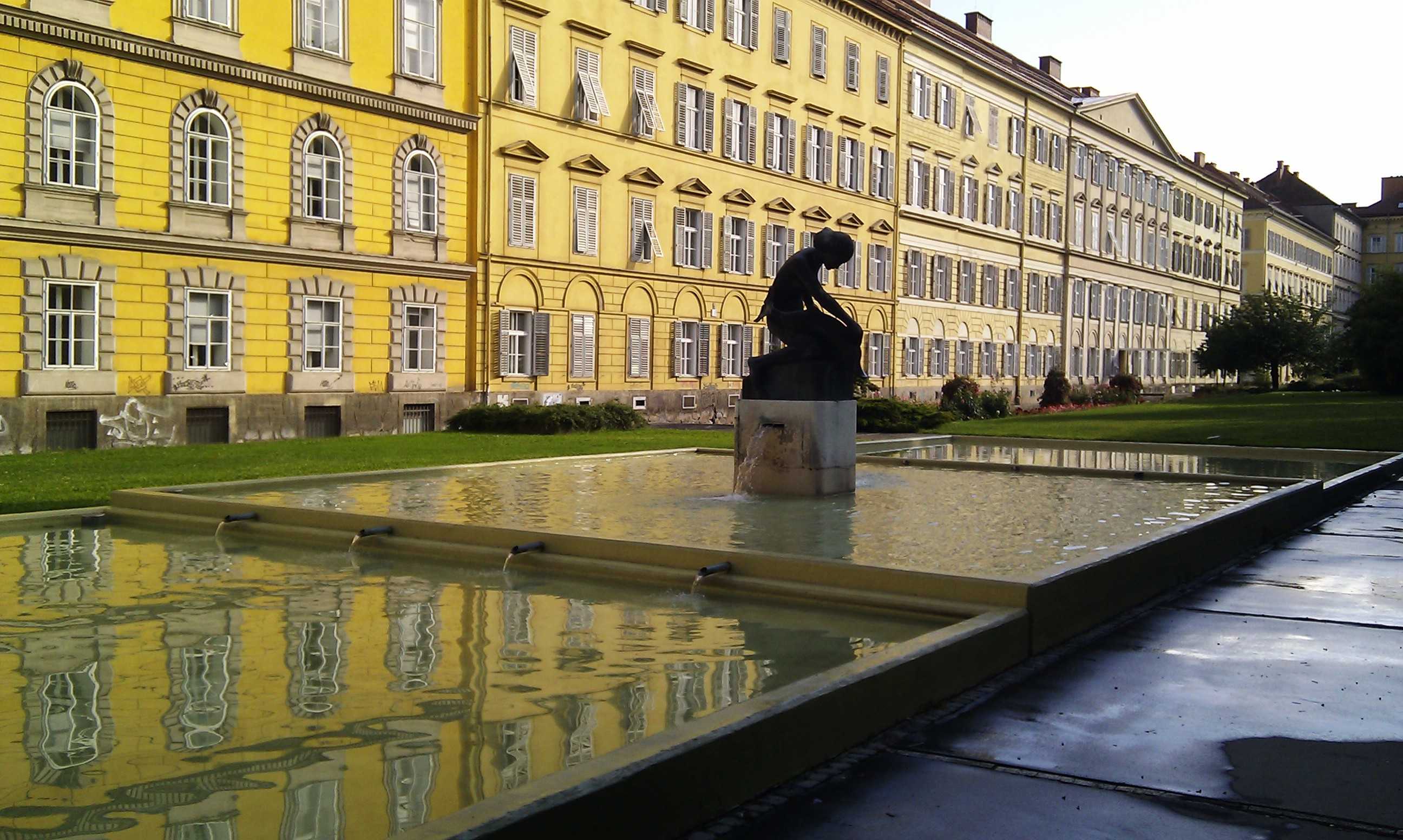
Rosariumbrunnen im Rosegger-Garten am Opernring

Graz besitzt eine Fülle an Denkmälern. Die prominentesten (in Auswahl):
- die Mariensäulen (1666–1670) am Eisernen Tor, am Karlauplatz (1762)[116] und am Marienplatz (1680),[117]
- die Pestsäulen am Karmeliterplatz (1680),[118] Lendplatz (1680)[117] und Griesplatz (1680),[116] die als Votivsäulen nach Pestepidemien oder Feindinvasionen von der Bürgerschaft gestiftet wurden.
- das Pestdenkmal „Am Damm“, ein Denkmal in Kapellenform von 1680.[117] Die verstärkte Errichtung solcher Pestsäulen und -denkmäler um das Jahr 1680 entsprang der Dankbarkeit wegen des Endes einer Pestepidemie in Graz, die mit über 3.500 Todesopfern ungefähr ein Fünftel der Stadtbevölkerung das Leben kostete.[119]
- Der Erzherzog-Johann-Brunnen (1878) am Hauptplatz mit einem überlebensgroßen Bronze-Standbild des Erzherzogs Johann und den allegorischen Darstellungen der vier Flüsse Mur, Enns, Drau und Sann wurde von Franz Pönninger entworfen und am 8. September 1878 enthüllt. An den vier Ecken sind Brunnenschalen eingefasst. Die Sockel sind mit allegorischen Bronzereliefs verziert. Ursprünglich sollte der Brunnen im Joanneumsgarten oder am Eisernen Tor aufgestellt werden.[118] Das Erscheinungsbild einiger Grazer Plätze und Parks ist durch Brunnen geprägt. Das Major-Hackher-Denkmal („Hackher-Löwe“, 1909) am Schloßberg ist dem gleichnamigen Oberst gewidmet, der 1809 den Schloßberg erfolgreich gegen die Truppen Napoleons verteidigte. 1909 schuf Otto Jarl zum hundertjährigen Gedenken die erste Löwenplastik, die nach ihrer Einschmelzung 1943 erst 1966 durch eine Bronzeplastik Wilhelm Gössers ersetzt wurde.[120]

Einige Plätze der Grazer Innenstadt sind mit exponierten Persönlichkeitsdenkmälern versehen. Das überlebensgroße Denkmal Kaiser Franz I. (1838/41) steht auf dem Freiheitsplatz, eine Bronzebüste Josephs II. (1887) am Opernring, das Persönlichkeitsdenkmal Peter Roseggers von Wilhelm Gösser und der Rosariumbrunnen befinden sich im Roseggergarten. Im Stadtpark, auf dem Schloßberg und in Opernnähe sind zahlreiche Denkmäler und Büsten aufgestellt, wie das Welden-Denkmal. In der Nähe des Stadtparkbrunnens (1873), der für die Wiener Weltausstellung gefertigt wurde, am Platz der Menschenrechte stehen die Bronzefiguren der Austria und Styria von Hans Brandstätter, die sich auf der ehemaligen Hauptbrücke (gegenwärtig: Erzherzog-Johann-Brücke) befanden. Ebenfalls im Stadtpark steht das Moritz-Ritter-von-Franck-Denkmal. Das Denkmal des Admirals Wilhelm von Tegetthoff steht auf dem Tegetthoffplatz, das Maria-Grüner-Denkmal, eine Säule mit bekrönender Terrakotta-Vase und Versen von Louis Bonaparte, Castelli und Anastasius Grün, befindet sich in unmittelbarer Nähe zur Mariagrüner Kirche.

#### Sonstiges
Auf Teilen des ehemaligen Glacis gründete der Grazer Bürgermeister Moritz Ritter von Franck einen großen Park, der heute den Stadtpark bildet. Am Südrand des Stadtparks liegt das Opernhaus Graz, das zweitgrößte Opernhaus Österreichs, welches Ende des 19. Jahrhunderts wie viele andere Operntheater der Monarchie von den Wiener Architekten Fellner und Helmer erbaut wurde. Direkt neben dem Opernhaus steht eine moderne Stahlskulptur, das „Lichtschwert“. Am Westufer der Mur befinden sich moderne Gebäude, so das Kunsthaus, im Fluss liegt die Murinsel. Weitere wichtige Gebäude in den altstadtnahen Bezirken am Ostufer der Mur sind der Hauptbau der Universität Graz, der Technischen Universität und das Palais Meran, mit moderneren Zubauten verschiedener Epochen Sitz der Universität für Musik und darstellende Kunst, schließlich die Leechkirche, die älteste Kirche in Graz (1202). Unweit der Universität Graz liegt der Botanische Garten.

### Museen

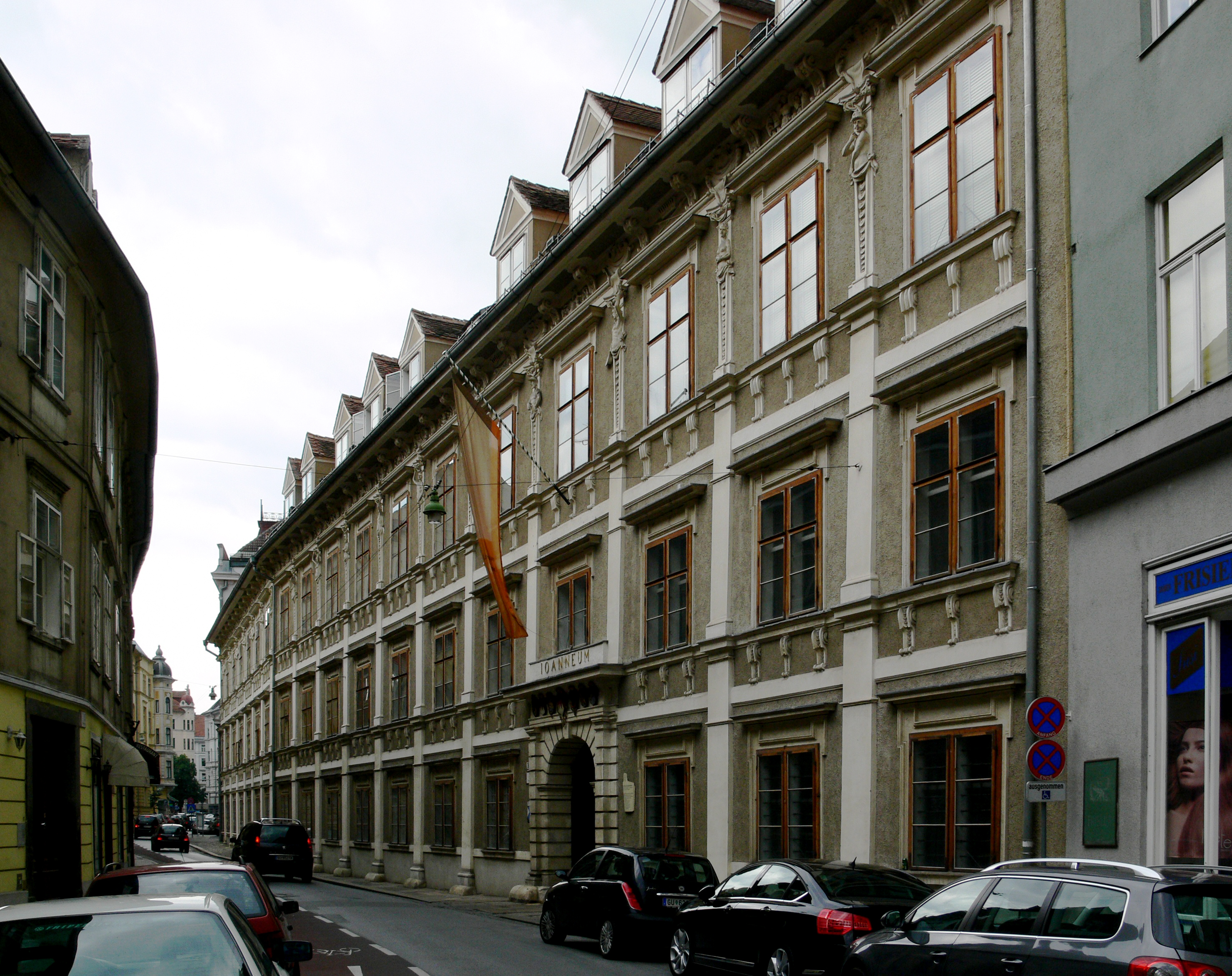
Altes Joanneum in der Raubergasse

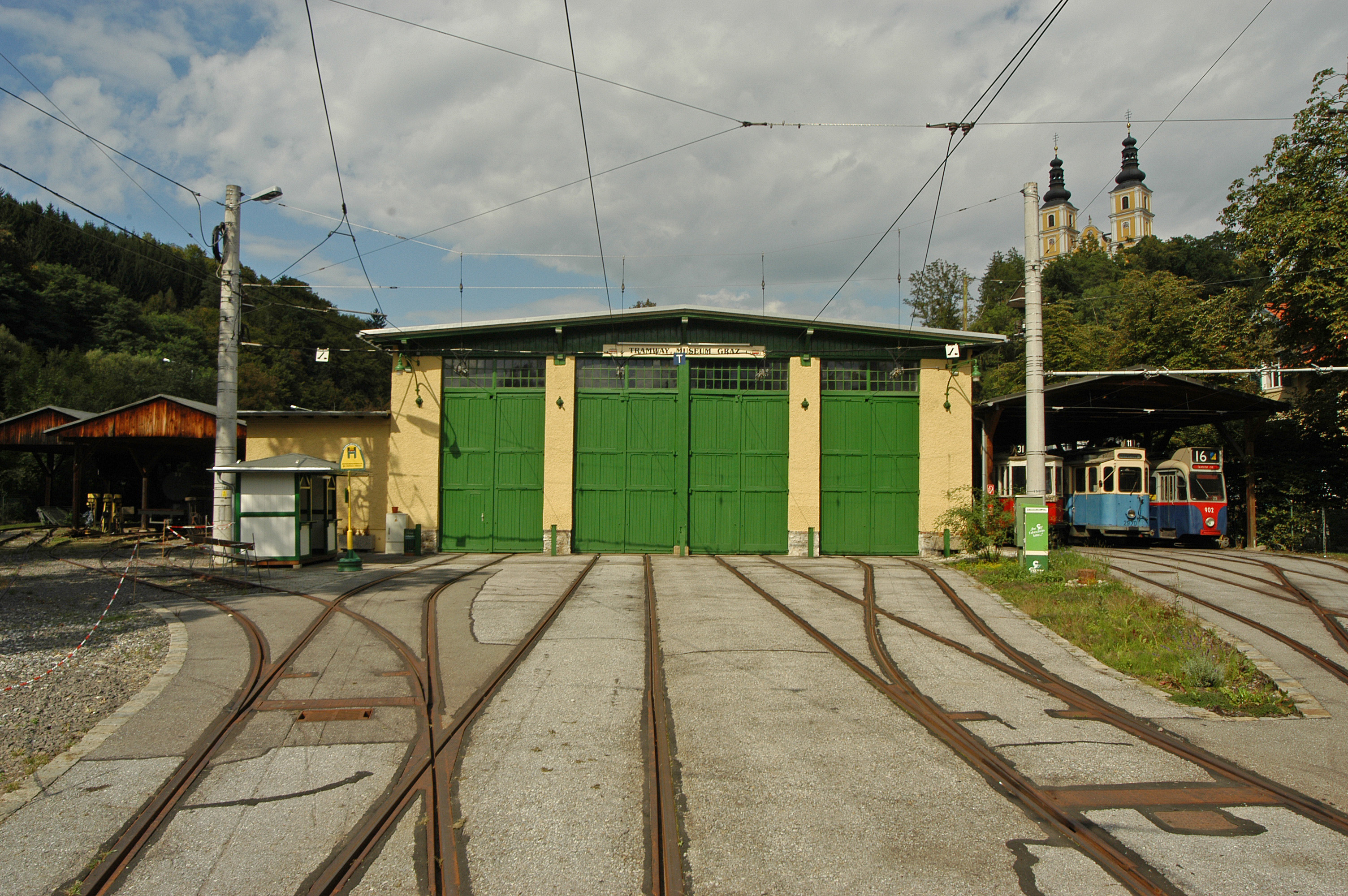
Tramway-Museum in Mariatrost

#### Universalmuseum Joanneum in Graz
Das Universalmuseum Joanneum in der Steiermark ist nicht nur das älteste und – nach dem Kunsthistorischen Museum in Wien – das zweitgrößte Museum Österreichs, sondern seiner Vielfalt und des Umfanges der Sammlungsbestände wegen auch das bedeutendste unter den österreichischen Landesmuseen. Namensgeber des Museums ist Erzherzog Johann, der im Jahr 1811 seine privaten Sammlungen stiftete mit dem Auftrag, „das Lernen zu erleichtern und die Wissbegierde zu reizen“. Der Erzherzog legte besonderes Gewicht auf Technik und Naturwissenschaften.
Die Idee zu einer naturwissenschaftlichen Lehranstalt stammte 1775 vom ehemaligen Jesuiten Leopold Biwald. Neben dem Unterhalt eines Lyzeums und den Ankauf des Lesliehofes, das fortan als Altes Joanneum bekannt war, war die Gründung eines Landesarchivs Primärziel von Erzherzog Johann. Seine Sammlertätigkeit ermöglichte dessen Eröffnung, der erste Joanneumsarchivar Josef Wartinger konnte eine erste Kurzgefasste Geschichte der Steiermark verfassen. Den Gründungsstatuten des Erzherzogs zufolge erfüllt das Universalmuseum Joanneum – gemäß der Idee des Sammelns, Forschens, Bewahrens und Vermittelns – nach wie vor die Aufgabe, ein umfassendes Bild der Entwicklungen von Natur, Geschichte, Kunst und Kultur in der Steiermark zu zeigen.

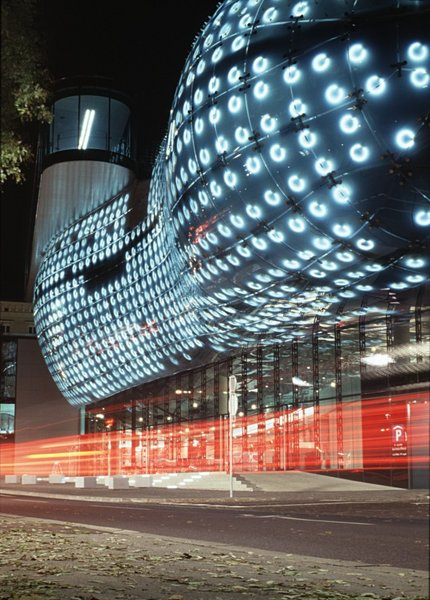
Grazer Kunsthaus bei Nacht. Architekten: Peter Cook und Colin Fournier

#### Weitere Museen
Die wichtigsten von sechzehn Ausstellungsorten in Graz: Die Alte Galerie im Schloss Eggenberg, die über bedeutende Bestände europäischer Kunst von der Romanik und Gotik über die deutsche und italienische Renaissance bis zu reich bestückten Kennerkabinetten des Barock verfügt. Die Neue Galerie umfasst bedeutende Sammlungen bildender Kunst des 19. und 20. Jahrhunderts und der Gegenwart. Sie befindet sich seit 2011 im Joanneumsviertel, das mit den multimedialen Sammlungen sowie dem im März 2013 eröffneten Naturkundemuseum zwei weitere Museen beherbergt.
Schloss Eggenberg, die bedeutendste barocke Schlossanlage der Steiermark, zählt mit seiner erhaltenen Ausstattung, dem weitläufigen Landschaftsgarten sowie mit den im Schloss untergebrachten Sammlungen (Alte Galerie, Münzkabinett und Archäologiemuseum) zu den wertvollsten Kulturgütern Österreichs. Außerhalb des renovierten Joanneumviertels befindet sich das als „Friendly Alien“ bekannte Kunsthaus. Die Paulustorgasse beherbergt das Volkskundemuseum die älteste und umfangreichste volkskundliche Sammlung der Steiermark. Das Landeszeughaus in der Herrengasse ist als Museum für Rüstungen und Waffen aus einem Arsenal hervorgegangen und mit zirka 32.000 Einzelstücken (im Originalzustand) die größte historische Waffensammlung der Welt.

#### Kleinere Museen
- Stadtmuseum Graz im Palais Khuenburg und die Expositur Garnisonsmuseum auf dem Schloßberg[127] mit historischer Apotheke[128]
- Camera Austria im Kunsthaus
- Diözesanmuseum

- Literaturhaus
- Museum der Wahrnehmung
- Kindermuseum FRida&freD
- Tramwaymuseum
- Hans-Gross-Kriminalmuseum

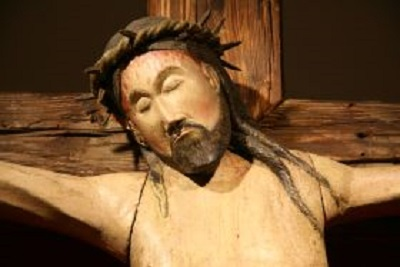
Romanisches Kruzifix im Diözesanmuseum Graz (um 1220)

- Hanns Schell Collection – Schloss- und Schlüsselmuseum (die umfangreichste Sammlung dieser Art auf der Welt)
- Johann Puch Museum Graz
- Kabinett physikalischer Kostbarkeiten am Physikinstitut der Uni Graz
- Robert-Stolz Museum, Färberplatz 1

### Friedhöfe

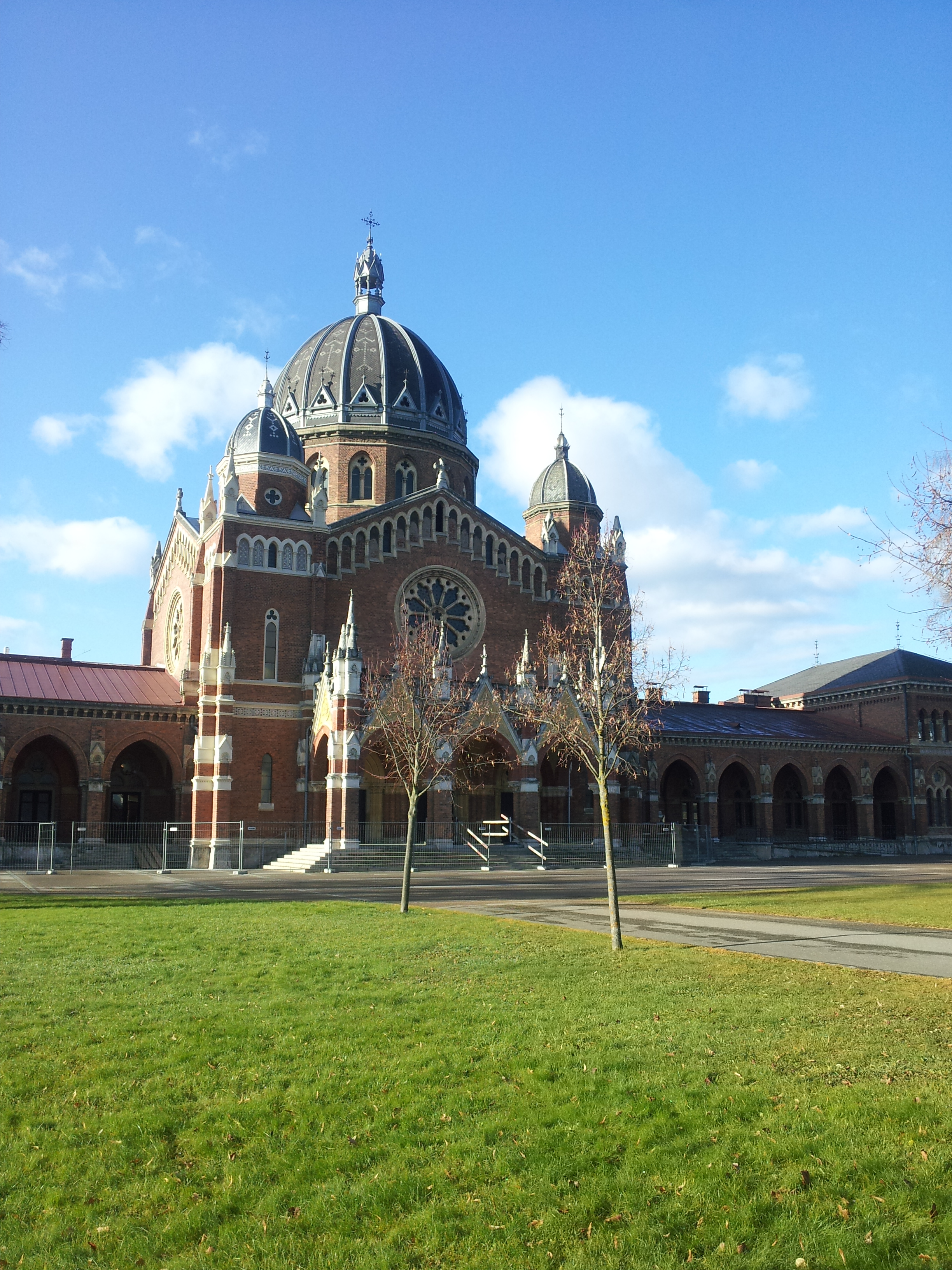
Kirche zum gekreuzigten Heiland am Grazer Zentralfriedhof

Ursprünglich wurden die Friedhöfe rund um die Kirchen angelegt. Das Bevölkerungswachstum erzwang ab dem 16. Jahrhundert die Anlage von Friedhöfen auch außerhalb der Stadtmauern. Kaiser Joseph II. erließ im Rahmen der Sanitätsreform 1782 ein generelles Verbot für innerstädtische Beisetzungen. In der Folge wurden die innerstädtischen Friedhöfe aufgelassen und neue außerhalb der Stadt angelegt. Die Grazer Friedhöfe sind alle im kirchlichen Besitz, ausgenommen der Urnenfriedhof, welcher der Stadt Graz (Grazer Bestattung) gehört, und der Jüdische Friedhof in Wetzelsdorf.
Mit einem Alter von rund eintausend Jahren ist der an der südlichen Stadtgrenze gelegene Friedhof Feldkirchen bei Graz der älteste bestehende Friedhof, der von der „Grazer Bestattung“ zu den Grazer Friedhöfen gezählt wird. Er besitzt auch ein eigenes Beinhaus mit den Gebeinen von 1.767 Menschen aus Galizien und der Bukowina, welche 1936 nach Schleifung des Internierungslagers und des dazugehörenden Friedhofs im Bereich des heutigen Flughafens Graz-Thalerhof, hierher überführt worden sind.

## Architektur und Stadtentwicklung

### Überblick

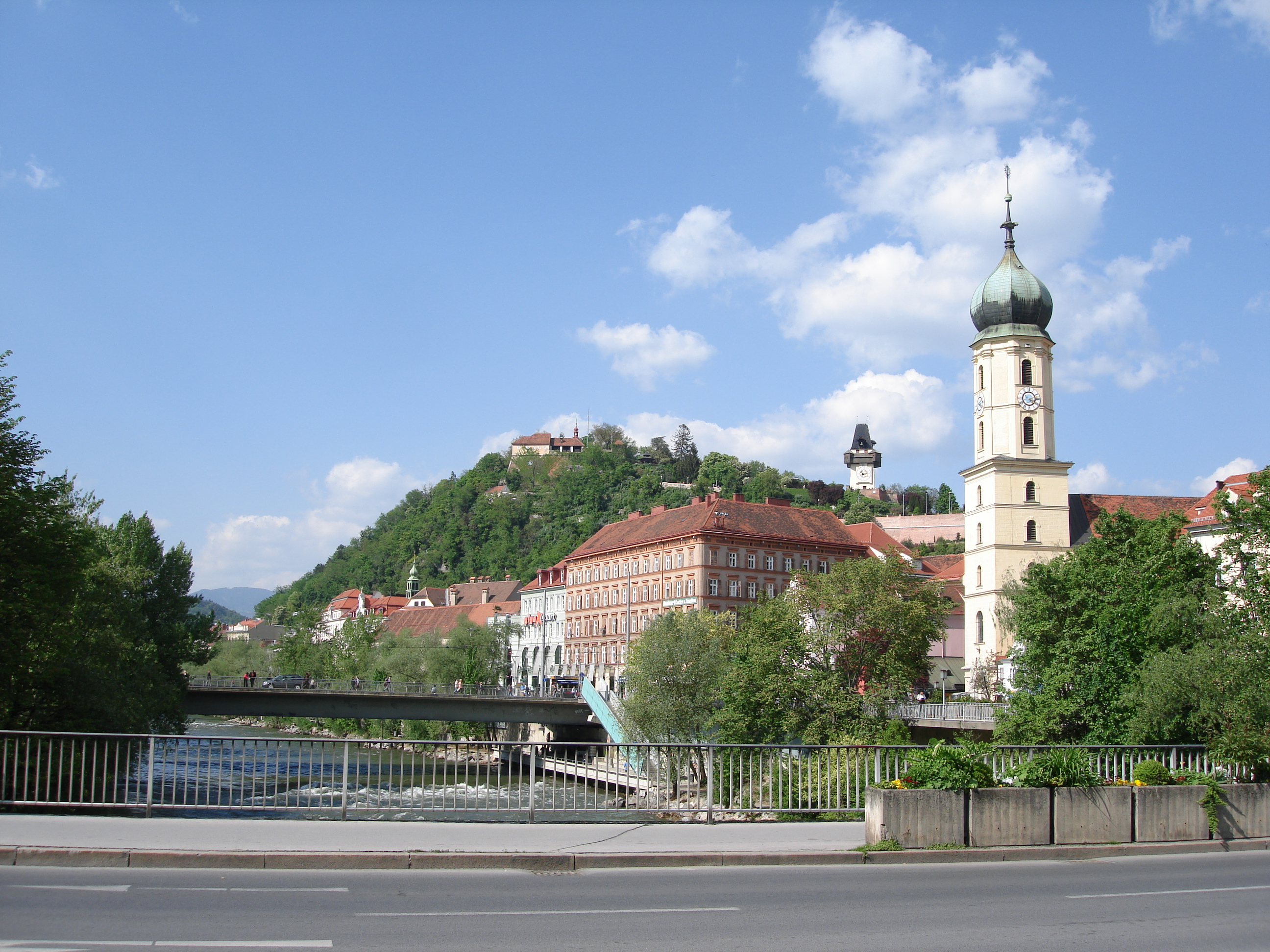
Schloßberg und Franziskanerkirche von der Tegetthoff-Brücke

Das Stadtbild der inneren sechs Bezirke ist, wie für eine mitteleuropäische Stadt typisch, vor allem durch eher niedrige, gleichmäßige Verbauung sowie durch zahlreiche Sakralbauten geprägt. Die restlichen Bezirke von Graz sind ein Gemisch der Baustilen der zweiten Hälfte des 20. Jahrhunderts. Außerhalb der Altstadt lässt sich an den vorherrschenden Baustilen der Stadtteile die Epoche, in denen sie ihren größten Ausbau und Bevölkerungszuwachs erfuhren, erkennen. So werden die direkt an die Altstadt angrenzenden inneren fünf Stadtbezirke vom Baustil der Gründerzeit, dem Historismus charakterisiert. Ganze bisher vorstädtische Stadtviertel wurden mit mehrgeschoßigen Zinshäusern verbaut, die reichen Fassadenstuck aufweisen.
Für die neu entstandene Klasse der Großindustriellen entstanden auch mehrere vornehme Villenviertel. In der Zwischenkriegszeit war die Bautätigkeit aufgrund der schwierigen wirtschaftlichen Lage gedämpft. Trotzdem gelang es der Stadt, einige Wohnsiedlungen und öffentliche Gebäude zu bauen. Die stärkste Veränderung des Stadtbildes fand in der Zeit zwischen 1950 und 1980 statt, da die vielen kriegszerstörten Häuser oft durch Hochhäuser ersetzt wurden und zugleich mit dem Bau von großen Hochhaussiedlungen in den Außenbezirken die Wohnungsnot bekämpft wurde. Außerdem wurden auch weite Teile der Außenbezirke mit einem „Teppich“ aus Einfamilienhäusern verbaut. Das Bauerbe des Historismus wurde nach dem Krieg vielfach als geschmacklos empfunden und bei vielen Häusern wurden (bei Renovierungen auch aus Kostengründen) die Stuckfassaden abgeschlagen, selbst wenn sie den Krieg unbeschädigt überstanden hatten. Das geschah vor allem in jenen Stadtteilen, die der Bombenkrieg stark in Mitleidenschaft gezogen hatte.
In den Stadtteilen Geidorf und St. Leonhard, die den Bombenkrieg fast unbeschädigt überstanden hatten, gibt es noch ganze Viertel mit Häusern deren Fassadenstuck intakt ist. 1972 wurde die Altstadt unter Schutz gestellt, um den geplanten Abriss von ganzen Häuserzeilen zu verhindern. 1974 wurde ein Hochhausbauverbot für die gesamte Innenstadt erlassen, als Reaktion auf den oft unsensiblen Umgang der Investoren mit dem Stadtbild. Weiterhin wurden auch Teile der Außenbezirke als Grüngürtel unter Schutz gestellt, und die Bebauungsdichte im gesamten Stadtgebiet wurde drastisch gesenkt. Während die Unterschutzstellung der Altstadt und des Grüngürtels heutzutage als großer Erfolg gewertet werden, wurden das Hochhausverbot und die niedrige Bebauungsdichte inzwischen teilweise revidiert. Die Stadtplaner hatten das Problem der Zersiedlung erkannt; heute ist der Bau von Hochhäusern in mehreren Gebieten außerhalb der Altstadt und der Gründerzeitviertel wieder erlaubt.
Mit dem Bau des Südgürtels (2014 bis 2017) ist mehrere Jahre viel Geld (> 100 Mio. Euro) in Strukturen für den Autoverkehr geflossen. Das relativ zentrumsnahe große Gelände der ehemaligen Brauerei Reininghaus im XIV. Bezirk Eggenberg wird von Investoren in den nächsten Jahren bebaut werden. Großer Bedarf an Wohnungen führt derzeit zur Bebauung von Baulücken und Ausbauten von bestehenden Häusern. Die Ansiedlung von jungen Wirtschaftstreibenden auch in Form von Co-Working-Space findet seit einigen Jahren insbesondere um Mariahilfergasse und Lendplatz statt.

### Moderne Architektur

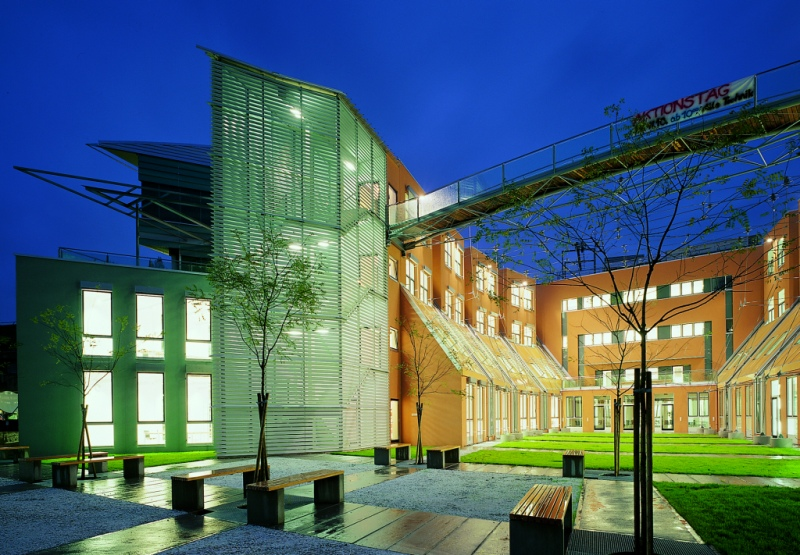
Studienzentrum der Technischen Universität Graz, 2000 von Szyszkowitz + Kowalski

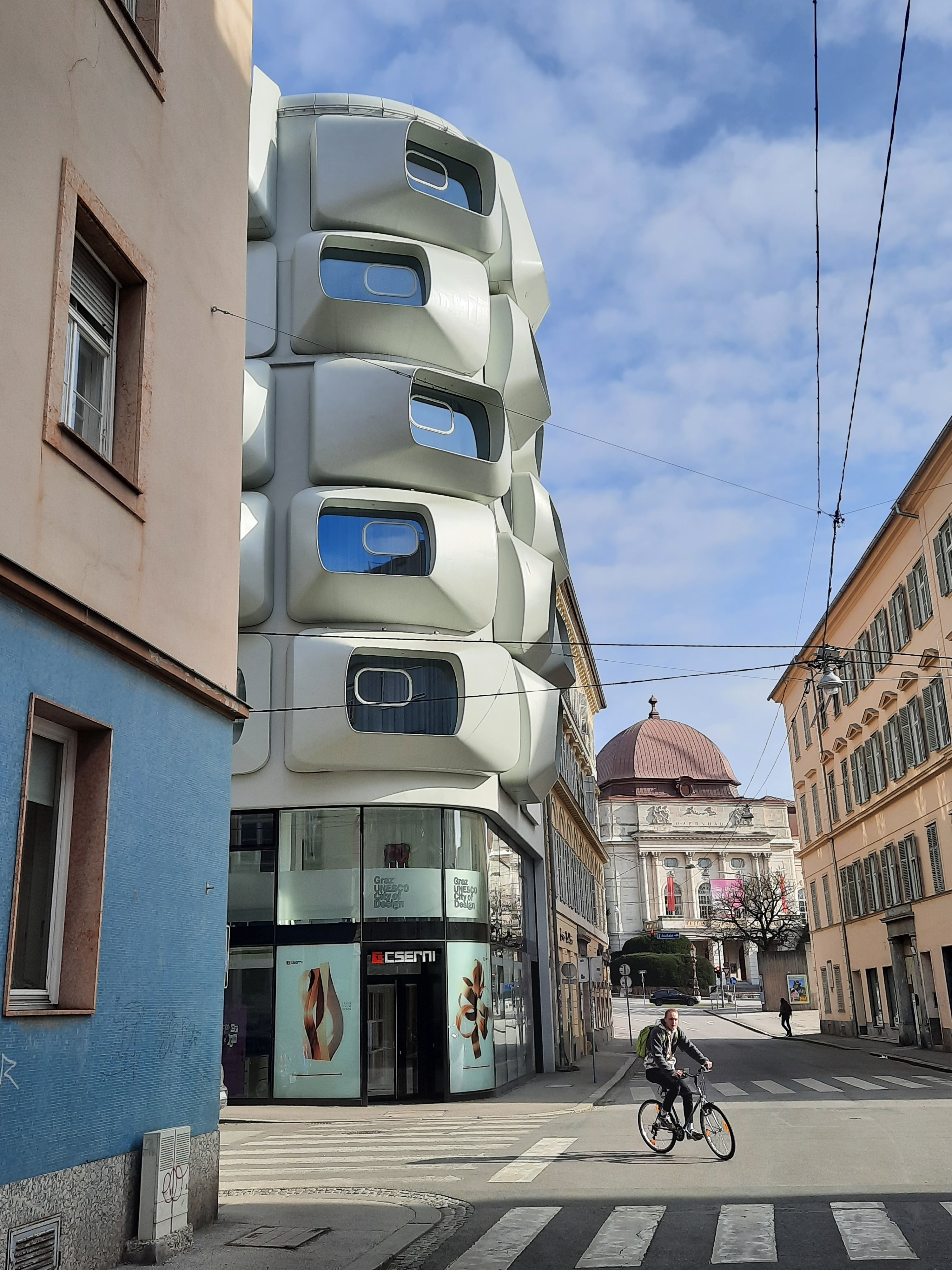
Apartmenthaus ARGOS von Zaha Hadid in der Burggasse in Graz, 2020

Die Geschichte der neueren modernen Architektur in der Steirischen Landeshauptstadt ist eng mit dem Begriff der Grazer Schule (nicht zu verwechseln mit der Grazer Schule der Philosophie) verbunden, die seit Ende der 1960er Jahre in Erscheinung tritt. „War sie eine Gruppe oder eine Szene, eine Bewegung oder Strömung? Fest steht, dass sie einige außergewöhnliche Bauwerke hinterlassen hat?“ „Das Phänomen der Grazer Schule ist in seinen Merkmalen so charakteristisch wie eigenständig, dass es in der Geschichte der Architektur der zweiten Hälfte des 20. Jahrhunderts einen unangreifbaren Platz einnimmt.“ (Zitat Friedrich Achleitner) „Bei der ursprünglichen Benennung bezeichnete der Begriff eine kleine, programmatisch homogene, an der Grazer Technischen Hochschule angesiedelte Gruppe… 1981 erfolgte allerdings eine Umetikettierung, eine Erweiterung dieses Begriffs auf sämtliche bemerkenswerte Architektur, die seit den 1960er Jahren von Grazer Architekten hervorgebracht worden war.“
Frühe international bekannte Protagonisten einer progressiven Architekturauffassung waren die Grazer TU-Absolventen Raimund Abraham und Friedrich St. Florian, gefolgt von Günther Domenig und Szyszkowitz + Kowalski.
Eindeutig der „Grazer Schule“ zuzurechnen sind mehrheitlich Bauten außerhalb der Altstadt-Schutzzonen, wie z. B. der Speisesaal im Innenhof eines Klosters in Graz-Eggenberg (Domenig und Huth, 1973–77) „mit seiner frei geformten animalisch anmutenden Struktur aus Spritzbeton“ (Zitat: Friedrich Achleitner) und eine Reihe von Gebäuden im Bereich der Grazer Universitäten. Dazu zählen u. a. die Gewächshäuser von Volker Giencke, das RESOWI-Zentrum und der Erweiterungsbau (1994) für die Technische Universität Graz, von Günther Domenig. Ein weiteres Beispiel der ist die International Bilingual School in Graz-Eggenberg (1967) ebenfalls von Domenig und Huth.
2003 bestärkte Graz als Kulturhauptstadt Europas seinen Ruf mit mehreren neuen Bauten, darunter der Stadthalle von Klaus Kada, dem Kindermuseum, der Helmut-List-Halle, dem Kunsthaus von Peter Cook und Colin Fournier und der Murinsel von Vito Acconci. Letztere sind keine einheimischen Architekten und Künstler, ähneln in ihrer architektonischen Grundhaltung aber der Grazer Schule. 2007, zeitgleich mit der „Frog Queen“ der Künstlergruppe „Splitterwerk“, wurde das Wohnbauprojekt Rondo von Markus Pernthaler fertiggestellt und seit 2009 besitzt die Kunstuniversität mit dem sogenannten „Mumuth“ von Ben van Berkel einen modernen Veranstaltungsort. Weitere Highlights sind der Science Tower der in Entstehung befindlichen Smart City Graz, der Grazer Hauptbahnhof und das „MP09 Headquarter“, ein 2010 fertiggestelltes Gebäude von GS Architects. Beim Gebäude der Kunstuniversität Graz und den Neubauten auf dem Campus der MedUni Graz ging es weniger um die Form, als um die Wiedererkennbarkeit durch Konstruktion und Material der Fassade.
Mit dem „Argos“ transportierte die Pritzker-Preis-Trägerin Zaha Hadid beides, Form und Fassade, provokant in die Grazer Altstadt. Das technisch innovative Wohnungsprojekt zwischen Burg und der Oper entstand in der Baulücke des ehem. Kommod-Hauses und ist ein weiteres spektakuläres Bauwerk, das sich dem bestehenden Kontext entgegenstellt. Das Gebäude mit gestapelten „serviced apartments“ ist das Ergebnis eines internationalen, geladenen Wettbewerbs, an dem sich u. a. Dietmar Feichtinger und Coop Himmelb(l)au beteiligt hatten. Die Planungs- und Bauzeit betrug 17 Jahre und wurde von Protesten begleitet. „Das Gebäude sei ein Fremdkörper inmitten der Altstadt, so die Kritiker“.
Einen wichtigen Beitrag zur modernen, bzw. zeitgenössischen Architektur leistet der 1998 gegründete gemeinnützige Verein Haus der Architektur (HDA), der im barocken Palais Thinnfeld neben dem Kunsthaus Graz untergebracht ist.

### Grünanlagen und Parks

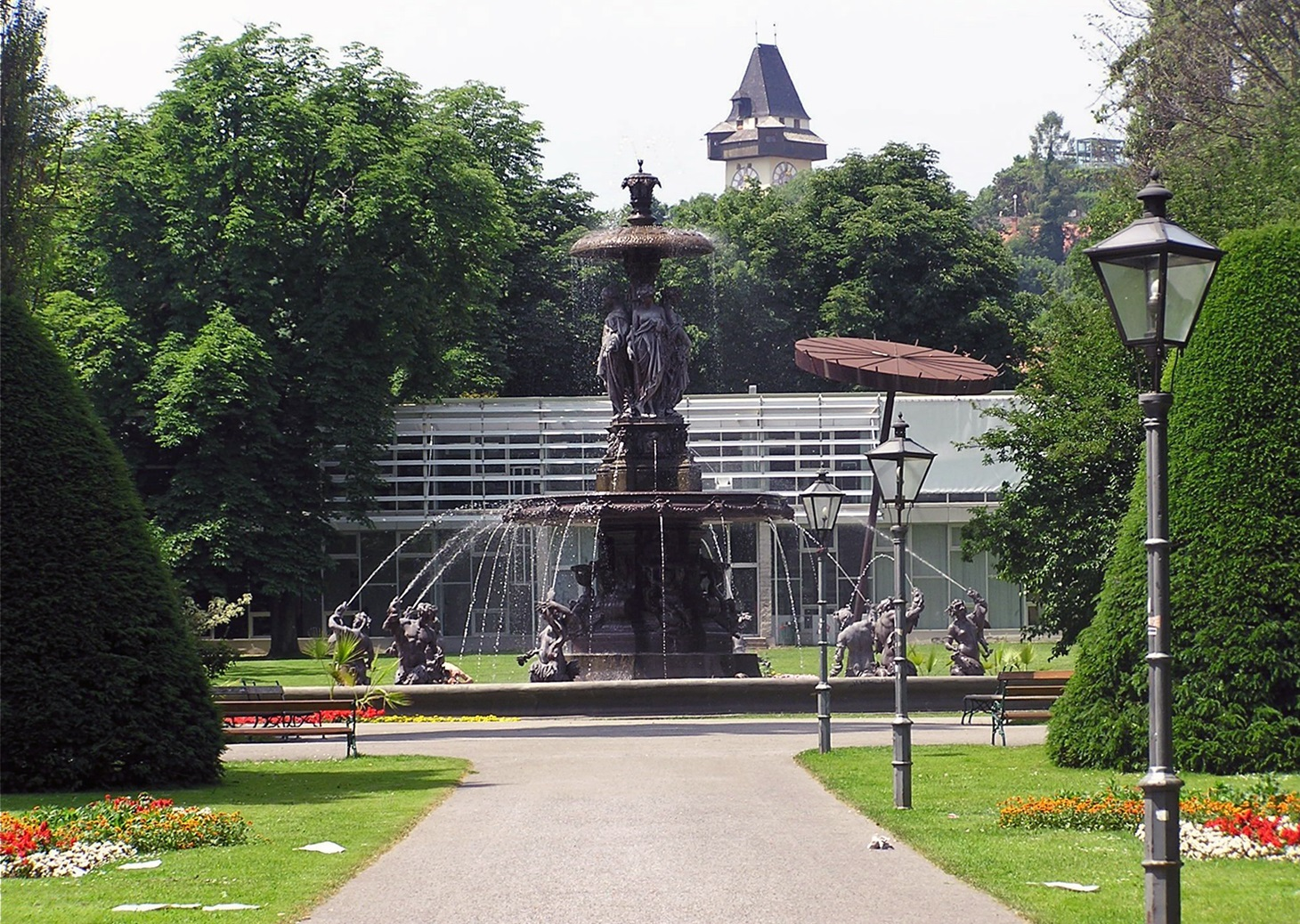
Stadtpark (im Hintergrund der Uhrturm)

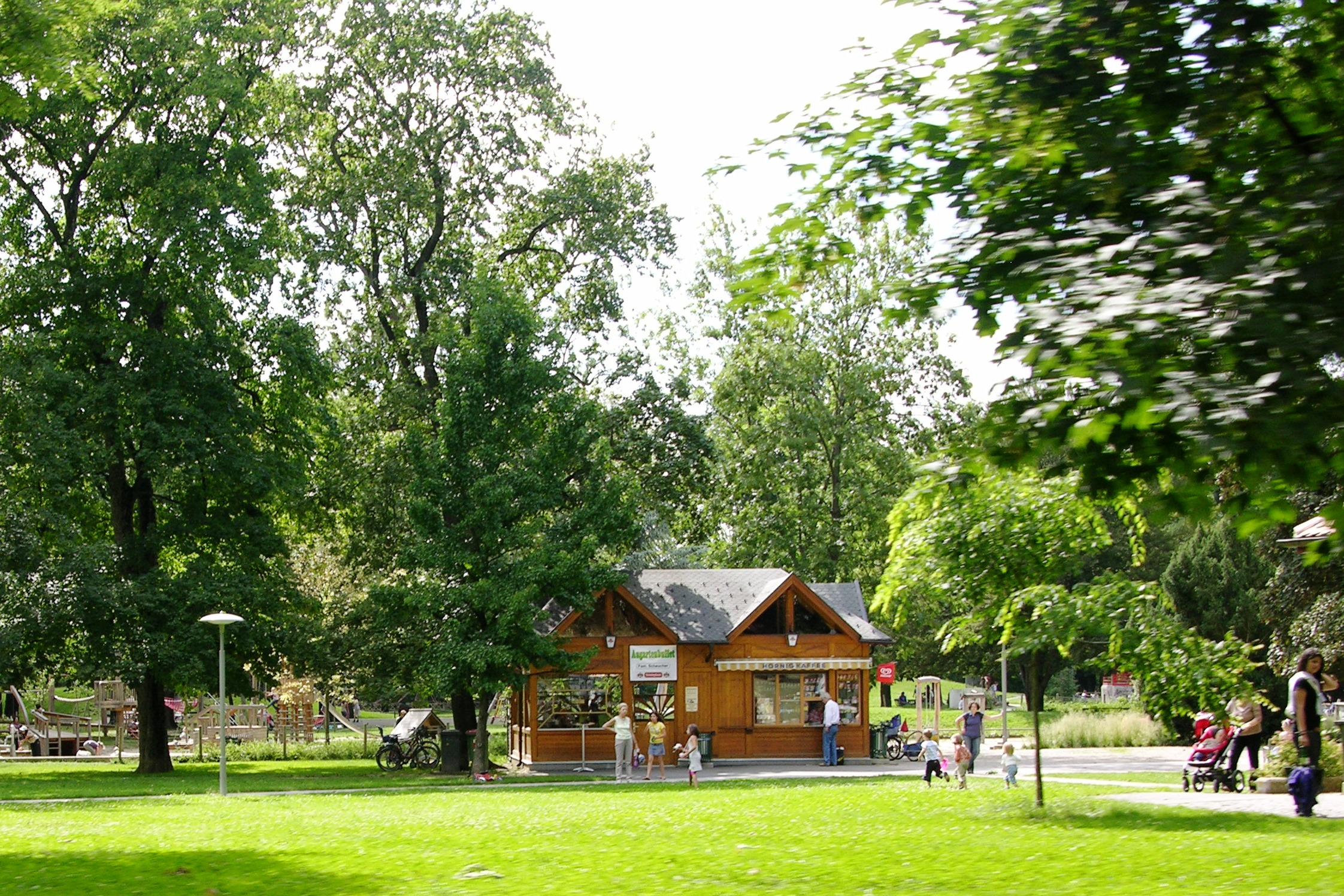
Blick in den Augarten (2008)

70 Prozent der Stadtfläche von Graz werden von Grünflächen eingenommen, wobei die Gärten der zahlreichen Einfamilienhäuser einen großen Teil dieser Flächen ausmachen. Der Grüngürtel, der unter besonderem Schutz steht, nimmt den ganzen westlichen, nördlichen und östlichen Stadtrand ein. Es gibt zahlreiche Parkanlagen in Graz. Neben dem Stadtpark, dem größten Park in Graz, sind auch noch Volksgarten, Augarten, Schlosspark Eggenberg, Eustacchio Naturpark und Burggarten nennenswert. Auch der Schloßberg wurde nach der Schleifung der Burg im 19. Jahrhundert begrünt und dient seitdem als Erholungsraum.

### Gründerzeitliche Vorgärten
Ab der Mitte des 19. Jahrhunderts – der Gründerzeit – wurden in den damals ländlich geprägten Vororten Geidorf, Jakomini und St. Leonhard nach einem die Urbanität fördernden Gestaltungskonzept bei der Errichtung von Wohnhäusern Vorgärten als Bindeglied zwischen Haus und öffentlichem Raum angelegt. Schmiedeeiserne Zäune und Zierpflanzen, wie Flieder, Magnolien, Rosen und Hortensien zählten zu den wesentlichen Merkmalen dieser Visitenkarte der Hausbesitzer. Vorgärten besitzen einen historischen, kulturellen und ästhetischen Wert, sie vermitteln eine städtebaulich-räumliche Qualität und erfüllen auch eine nicht unwesentliche ökologische Funktion. Die im Auftrag der Grazer Stadtplanung vom Naturschutzbund Steiermark im Jahre 2003 erstellte Fotodokumentation ergibt die Anzahl von 800 gründerzeitlichen Vorgärten, die seit dem Jahre 2008, wie die Fassade des Gebäudes und der Innenhof, nach dem Grazer Altstadterhaltungsgesetz geschützt sind.

### Ausflugsziele
Die Berge, die das Grazer Becken von Westen bis Nordosten umschließen (Buchkogel, Hohe Rannach, Leber, Lustbühel, die Platte, der Leechwald und der Plabutsch), ermöglichen Spaziergänge und Wanderungen mit Ausblicken auf die Stadt; zudem sind sie vom Zentrum aus leicht mit öffentlichen Verkehrsmitteln erreichbar. Das im Jahr 2021 durchgeführte Sportjahr der Stadt Graz brachte mit den 7-Summits-Graz einen weiteren Höhepunkt des wunderbaren Graz hervor. Dabei gilt es die 7 wichtigsten Erhebungen in und direkt an Graz zu erwandern. Darüber hinaus gibt es ein immer dichter werdendes Netz von Mountainbike-Routen mit den Hauptgebieten Schöckl und Plabutsch. Das nordöstlich anschließende Grazer Bergland – das sich vom Grazer Hausberg Schöckl (1445 m) bis hin zum Hochlantsch (1720 m) erstreckt – erweitert diese Möglichkeiten nochmals um Klammen und Höhlen wie die Bärenschützklamm, die Kesselfallklamm oder die Lurgrotte.
Für historisch Interessierte bieten sich Tagesausflüge zum Österreichischen Freilichtmuseum im rund 20 Kilometer nördlich der Stadt gelegenen Stübing oder beispielsweise zum Bundesgestüt Piber an, in dem die Lipizzaner für die Spanische Hofreitschule in Wien gezüchtet und dressiert werden.
Im Großraum Graz stehen auch Kirchen, die österreichische Künstler neu gestaltet haben: in Bärnbach die Hundertwasserkirche (von Friedensreich Hundertwasser) und im Vorort Thal die St. Jakob-Kirche mit dem Zubau und der Ausstattung von Ernst Fuchs. In Bärnbach wurde ein Brunnen von Ernst Fuchs errichtet.

## Kultur

### Überblick
Die Stadt Graz hat wegen ihrer Lage am Schnittpunkt europäischer Kulturen eine jahrhundertealte Tradition als internationales Kulturzentrum. Durch die Funktion als Hauptstadt Innerösterreichs ab 1379 gewann Graz größeren Einfluss im Alpen-Adria-Raum. Die romanischen und slawischen Einflüsse sind bis in die Gegenwart primär durch die Bauwerke der Altstadt sichtbar. 1993 fand in Graz der „Europäische Kulturmonat“ statt. Am 1. Dezember 1999 wurde Graz für seine Altstadt von der UNESCO in die Liste der Weltkulturerbe aufgenommen. 2003 war Graz Kulturhauptstadt Europas. Seit 2010 zählt das Barockschloss Eggenberg zum Weltkulturerbe.

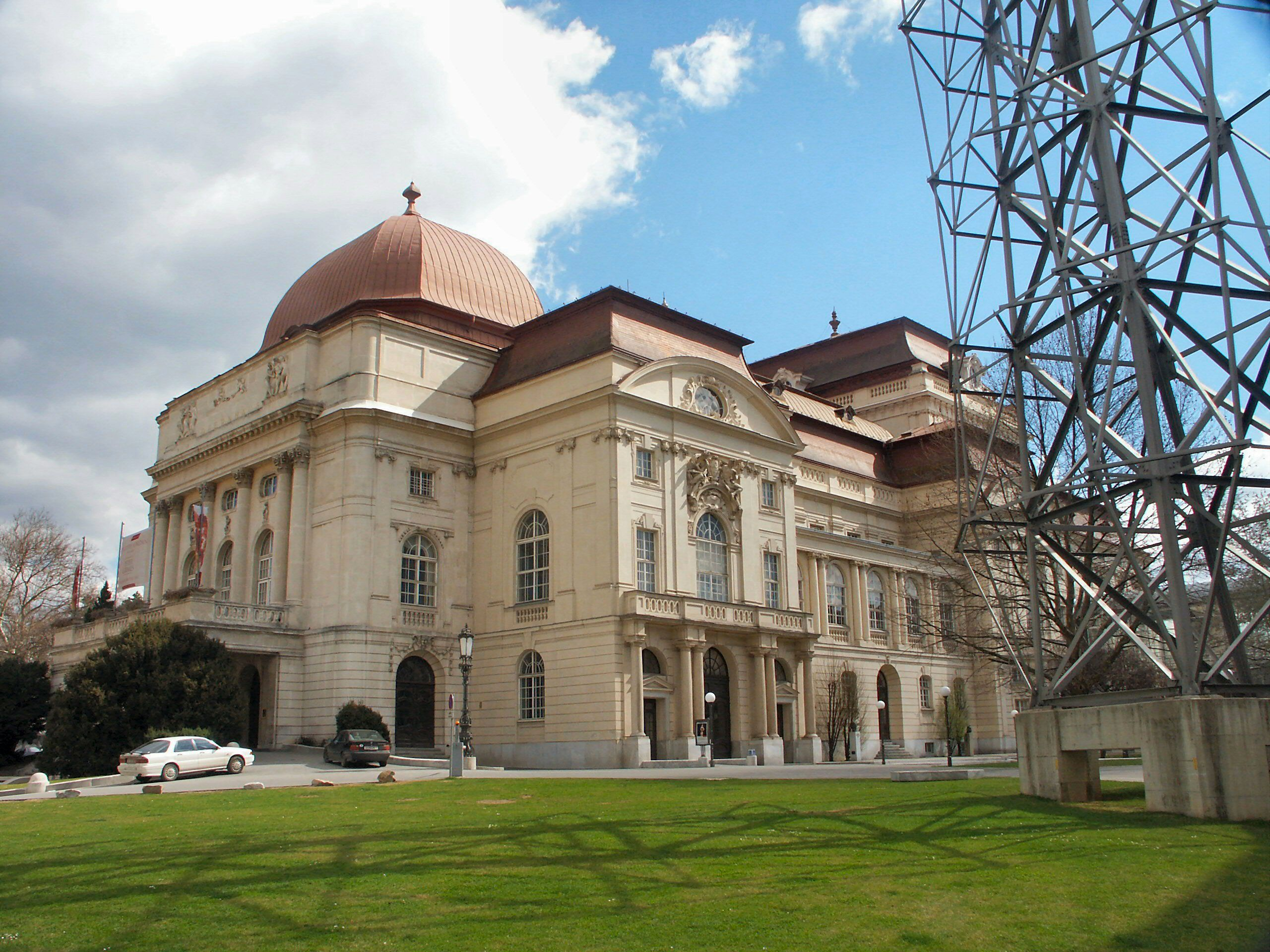
Grazer Oper

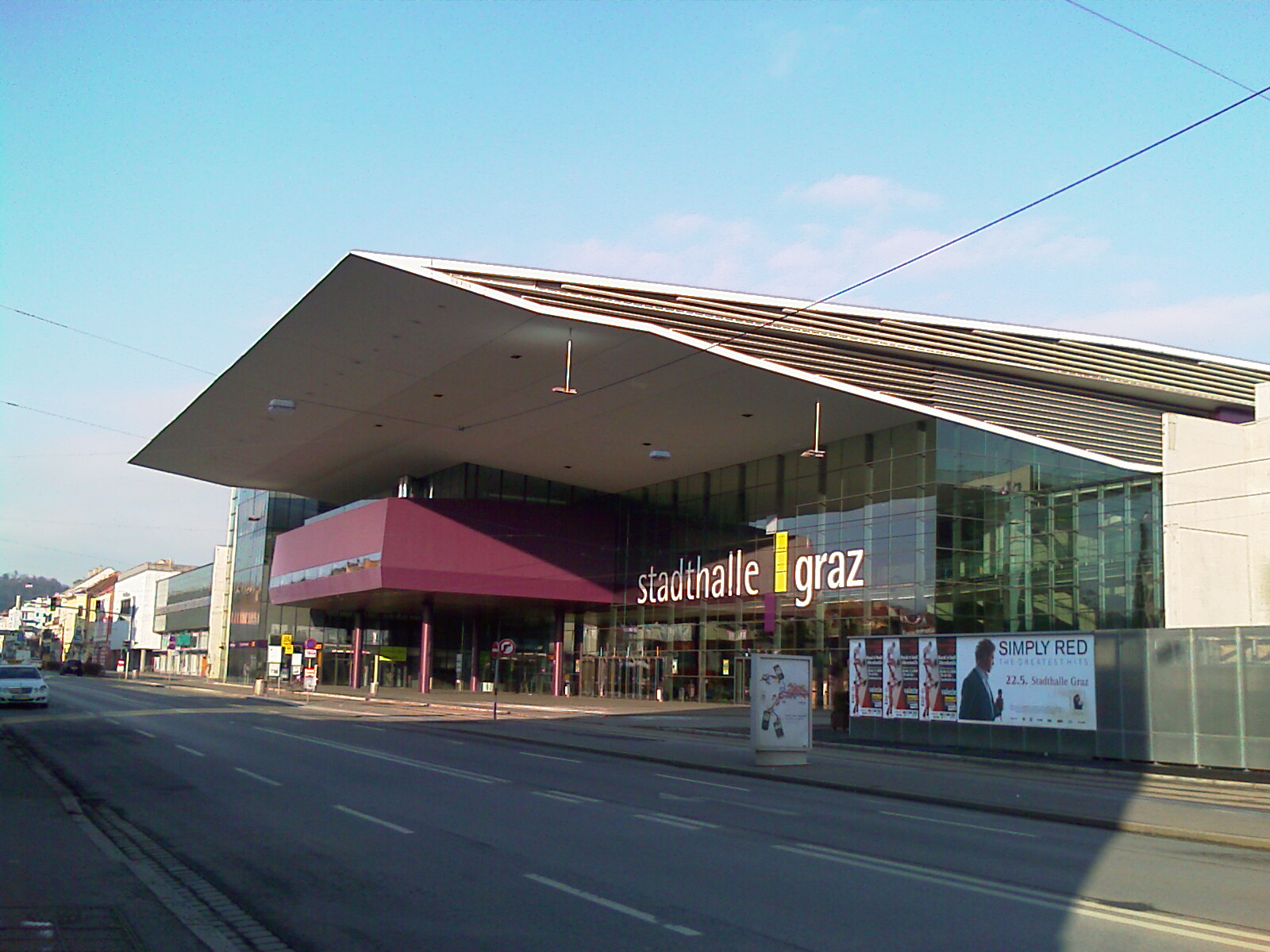
Grazer Stadthalle von Klaus Kada

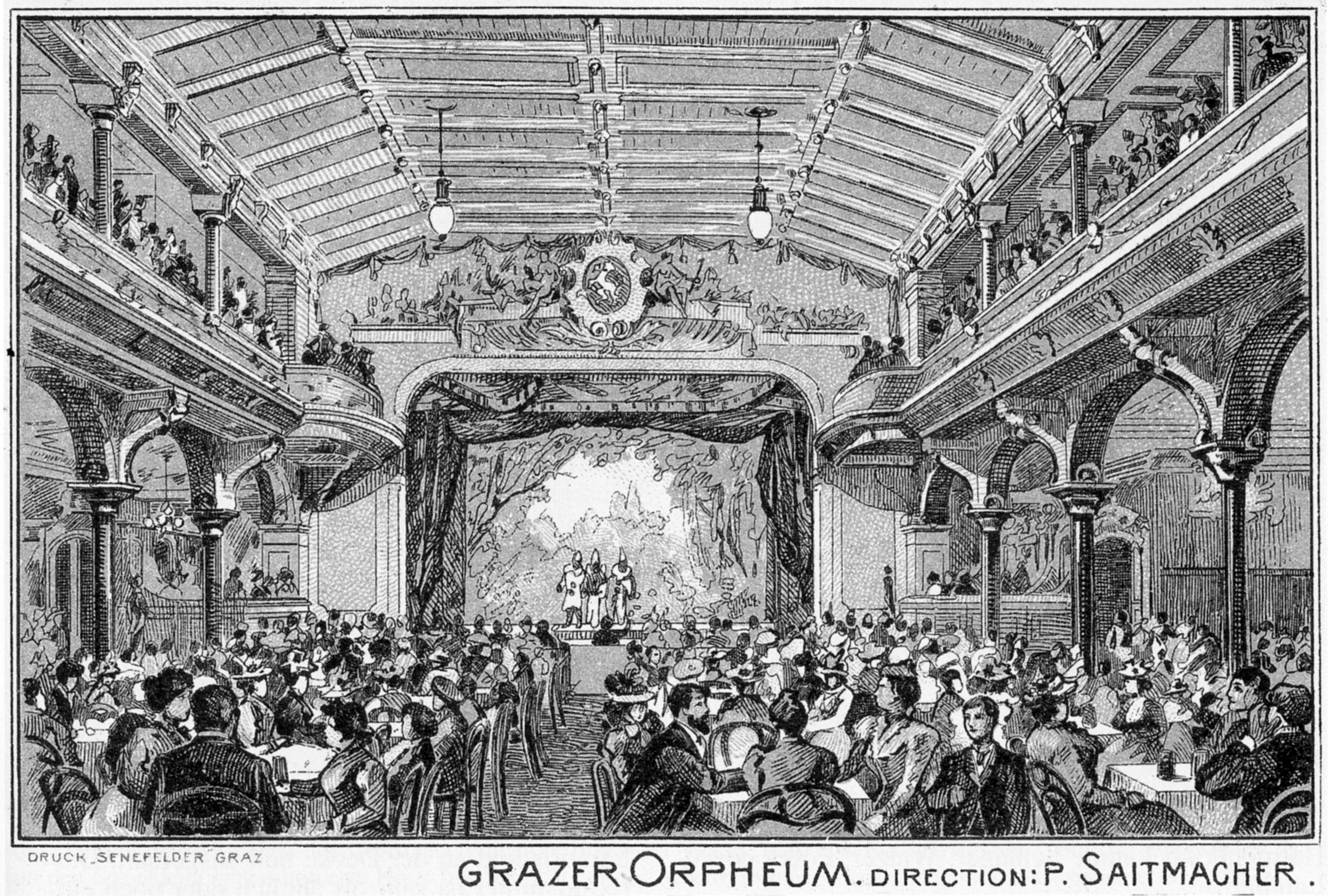
Grazer Varieté Orpheum, Großer Varietésaal, Ansichtskarte, um 1900

### Bühnen Graz
Die großen Bühnen in Graz sind strukturell vereinigt: Oper Graz, Schauspielhaus Graz, Next Liberty und die Grazer Spielstätten (Details im folgenden Abschnitt: Veranstaltungsorte). Zu den großen Bühnen gesellt sich eine Freie Theaterszene (organisiert im Verein Das andere Theater) mit u. a. Theater im Bahnhof, Theater im Keller, Kristallwerk (Tanz- und Theaterzentrum), Theater am Ortweinplatz, Theater am Lend, Komödie Graz, Theaterhaus Girardisaal und Theatercafé Hin & Wider.

### Veranstaltungsorte
Zu den wichtigsten Grazer Veranstaltungsorten zählen seit 2002 die Stadthalle Graz auf dem Messegelände, die 11.030 Menschen Platz bietet, der Stephaniensaal im „Congress Graz“, die Helmut-List-Halle mit Platz für 2.400 Besucher, das Veranstaltungszentrum Seifenfabrik, 2003 in einer ehemaligen Seifenfabrik eröffnet.
Eine der ältesten Spielstätten ist das Grazer Orpheum. Es gehört neben der Kasemattenbühne auf dem Schloßberg und dem Dom im Berg zu den sogenannten „Grazer Spielstätten“. Das Orpheum, die Geburtsstätte des Circus Roncalli, ist der 1950 errichtete Nachfolgebau des alten Grazer Varieté Orpheum, das zwischen 1899 und 1936 bestand. Der „Dom im Berg“ wurde für die Landesausstellung 2000 in den Schloßbergstollen errichtet und bietet 600 Personen Platz. Die Schloßbergbühne Kasematten ist eine überdachte Freilichtbühne, die zur Bestandszeit der Festung als Vorratskeller oder Kerker diente. Seit 2005 steht für Veranstaltungen die Alte Universität Graz in der Hofgasse zur Verfügung.

### Veranstaltungen und Festivals
Der 1967 gegründete „Steirische Herbst“ ist ein internationales Mehrsparten-Festival für zeitgenössische Kunst; die „styriarte“ ist ein Musikfestival für Klassik und Barock, das „springfestival“ eine Veranstaltung für elektronische Kunst und Musik und das „Aufsteirern“ ein Fest der Volkskultur. 
Zu den wichtigsten Grazer Veranstaltungen gehört die Diagonale, ein jährlich stattfindendes Filmfestival, das Elevate Festival mit Schwerpunkt zeitgenössischer Musik, Kunst und politischen Diskurs, sowie La Strada, eine internationale Veranstaltungsreihe für Straßen- und Figurentheater. Seit 1987 wird in Graz der Grazer Kleinkunstvogel vergeben, ein Preis, der als ältestes deutschsprachiges „Sprungbrett“ für den Kabarett- und Kleinkunst-Nachwuchs gilt. Seit 1986 findet das Berg- und Abenteuerfilmfestival Graz statt, dass nunmehr als Mountainfilmfestival firmiert. Einen gesellschaftlichen Höhepunkt des Jahres bildet, ähnlich wie in Wien der Opernball, seit 1999 die Opernredoute im Grazer Opernhaus.

### Film
Die österreichische Filmproduktion ist auf Wien zentriert.
In Graz entstanden 1919 die Kurzstummfilme (600 bis 800 Meter) Der Sprung in die Ehe mit Ernst Arnold als Hauptdarsteller und Die Zwangsjacke mit Sängern des Opernhauses Graz als Darsteller. Beide stammten von der Grazer „Alpin-Film“. Ebenfalls in Graz produzierte man die Filme Czaty, Die schöne Müllerin und Schwarze Augen. Alle drei Filme inszenierte Ludwig Loibner und wurden von der Mitropa-Musikfilm produziert. Besonderheit dieser Stummfilme war, dass es keine Zwischentitel gab, da stattdessen Sänger und Orchester den Film begleiteten, wozu Adolf Peter Balladen von Carl Loewe und Lieder von Franz Schubert bearbeitete. Problematisch war natürlich die Abstimmung von Orchester und Sänger auf die Geschwindigkeit des Films, weshalb abgesehen von der Premiere der Filme am 19. September 1921 keine weiteren Aufführungen belegt sind.
Ebenfalls in der Steiermark stellte der Dokumentarfilmpionier Bruno Lötsch, Vater von Umweltschützer und Museumsdirektor Bernd Lötsch, seine ersten Aufnahmen für das ab 1920 erschienene „Steiermärkische Filmjournal“ her, eine Wochenschau im Grazer Kinovorprogramm.
Im März 2004 wurde die CINESTYRIA laut Eigendefinition als eine regionale, nationale und internationale Schnittstelle für Filmförderung, Information, Service und Support steiermarkrelevanter Film- und TV-Projekte eingesetzt. Die verbesserte Kunst- und Nachwuchsförderung führte zu neuen Impulsen in der lokalen Filmszene.
Die Nachwuchsfilmgruppe LOOM drehte 2005 in Graz ihren Kinofilm Jenseits (2006, Regie Stefan Müller, u. a. mit Andreas Vitásek), u. a. in den Bezirken Mariatrost, Liebenau und St. Leonhard.
Zwei jüngere Fernsehproduktionen, die in Graz spielen und gedreht wurden, sind: Die Liebe hat das letzte Wort (2004, Regie Ariane Zeller, u. a. mit Günther Maria Halmer und Ruth Maria Kubitschek), sowie Die Ohrfeige (2005, Regie Johannes Fabrick, u. a. mit Alexander Lutz und Julia Stemberger).
Auch der Handlungsort des dreifachen Gewinners des Österreichischen Filmpreises 2011 Die unabsichtliche Entführung der Frau Elfriede Ott ist Graz.
Im Jahr 2014 wurde in Graz nach der Buchvorlage von Wolf Haas Das ewige Leben (Regie: Wolfgang Murnberger) gedreht.

### Musik
Die bekannteste Grazer Band ist Opus mit dem Welthit Live Is Life aus dem Jahr 1985. Wilfried (Wilfried Scheutz) vertrat Österreich beim Eurovision Song Contest 1988 mit Lisa Mona Lisa. Mit dem bekanntesten österreichischen Popsänger Falco ist Graz durch dessen Ex-Ehefrau verbunden.
In den Jahren 2004 und 2005 konnten die Bands Shiver und Rising Girl, deren Bandmitglieder aus Graz kommen, in der österreichischen Hitparade Platzierungen landen. Weitere Bands, die im regionalen Bereich sowie teilweise österreichweit und auch in Deutschland Beachtung finden, sind Binder & Krieglstein, Jerx, Antimaniax, The Staggers, Facelift und Red Lights Flash.
Im Jahr 2002 formierte sich ein Orchester neu: Das Recreation – Großes Orchester Graz, welches oft auch in kleiner Besetzung auftritt. Auch die World Choir Games fanden einmal in Graz statt.
Im Jahre 2015 wurde in Graz die Mundart-Band Granada gegründet, die vor allem durch den Titelsong des Films Planet Ottakring und ihr 2018 erschienenes Album Ge bitte! bekannt geworden ist.

### Zeitgenössische Kunst
Seit 2013 wird das Künstlerhaus – Halle für Kunst und Medien im Stadtpark vom unabhängig agierenden und gemeinnützigen „Kunstverein Medienturm im Künstlerhaus“ geleitet, mit dem Ziel, zeitgenössische internationale Kunst, sowie herausragende lokale Künstler einem breiten Publikum präsentieren zu können.

### Kunst im öffentlichen Raum
Die auffälligsten Objekte sind das monumentale „Lichtschwert“ von Hartmut Skerbisch vor dem Opernhaus Graz und der „Uhrturmschatten“ von Markus Wilfling, ein dreidimensionales abstraktes Abbild des Originals auf dem Schloßberg, der in das Einkaufszentrum Seiersberg „entsorgt“ wurde. Innerhalb der Stadt befinden sich außerdem insgesamt 29 Kunstobjekte (Stand Juli 2023) von bekannten Künstlern, u. a. Werke von Manfred Erjautz, Jochen Gerz, Anna Jermolaewa, Joseph Kosuth, Brigitte Kowanz, Esther Stocker und Lois Weinberger. Ausführliche Information zu den Projekten und ihre Standorte werden vom Institut für Kunst im öffentlichen Raum Steiermark zur Verfügung gestellt.

## Sport

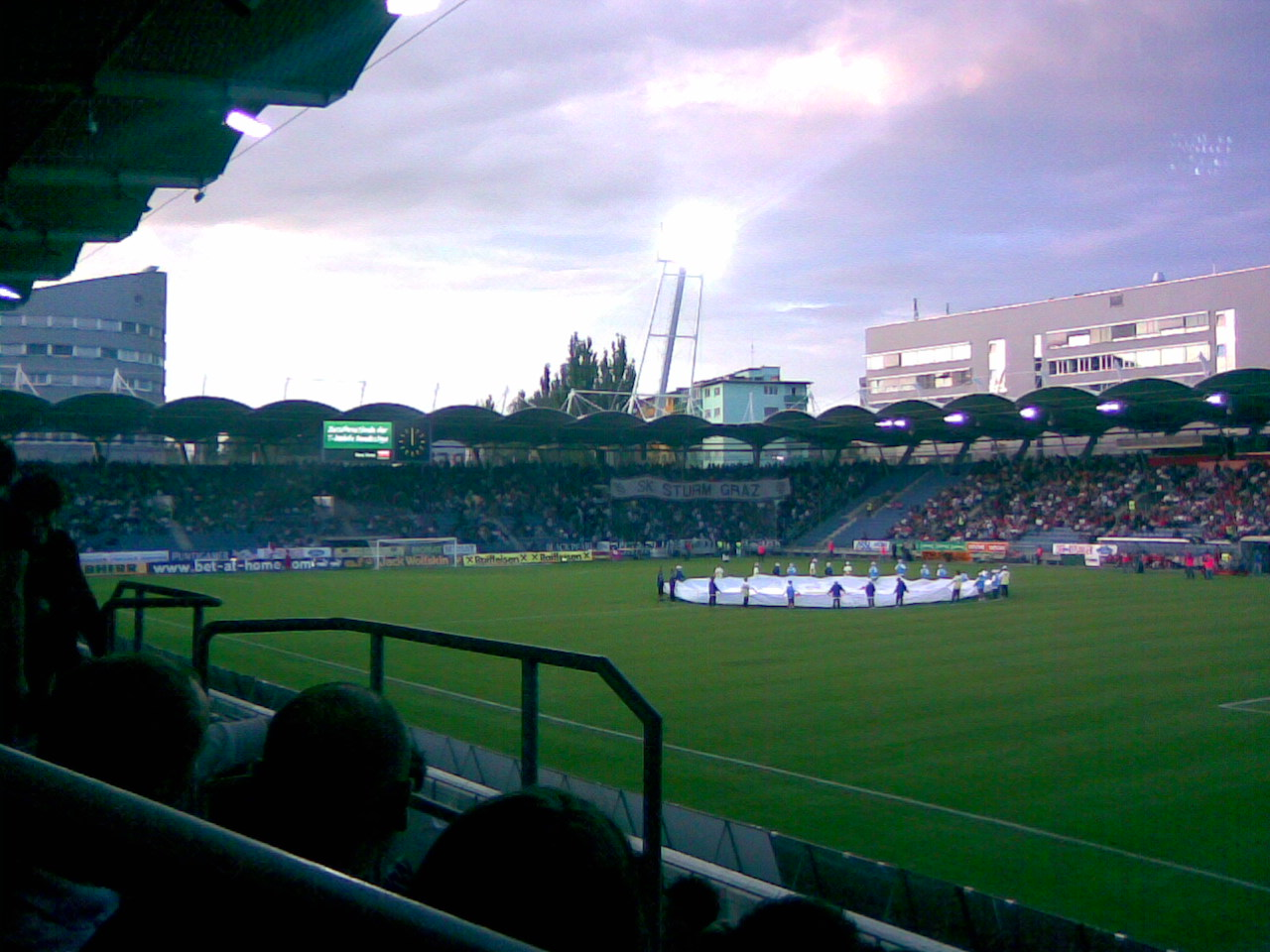
Fußballspiel in der Merkur Arena

Der mit Abstand größte Grazer Sportverein ist die Sektion Graz des Österreichischen Alpenvereins mit etwas mehr als 22.900 Mitgliedern (Stand 31. Dezember 2022). Sie wurde 1870 gegründet und betreibt sieben Schutzhütten und zwei Aussichtswarten in Österreich.
Mit dem SK Sturm und dem GAK, die sich über Jahrzehnte auf Augenhöhe duelliert haben, stellt die Stadt zwei der großen Traditionsvereine des österreichischen Fußballs. Während Sturm aktuell in der Fußball-Bundesliga spielt, musste der GAK 2012 Konkurs anmelden; der Nachfolgeverein GAK 1902 startete neu in der untersten Liga. 2024 stieg der GAK wieder in die Bundesliga auf, sodass Graz in der Saison 2024/25 mit 2 Vereinen in der höchsten Spielklasse vertreten ist.
Durch die Graz 99ers ist Graz in der höchsten Spielklasse der österreichischen Eishockeyliga vertreten, durch den ATSE Graz zudem auch in der steirischen Eliteliga.
Im American Football sind die Graz Giants in der Austrian Football League aktiv.
Auch der Laufsport ist unter den Bürgern der steirischen Landeshauptstadt sehr beliebt. Die Stadt bzw. die nähere Umgebung bieten eine Vielzahl an Trainingsmöglichkeiten. So bieten der Murradweg und die Naherholungszentren Leechwald (21,5 km Laufwege) und Platte beschilderte und vermessene Laufwege. Diese Wege sind auch unter Mountainbikern und Nordic-Walkern beliebt. Höhepunkte der Laufsaison sind der Graz-Marathon (Ende Oktober), der Grazer Volkslauf, welcher am 17. April 1983 erstmals ausgetragen wurde und somit der älteste Volkslauf Österreichs ist, weiterhin der Business-Lauf und der Frauenlauf und schließlich als Jahresabschluss der Grazer Silvesterlauf. Bekannt ist auch der sogenannte USI-Lauf oder Kleeblatt-Lauf, der einmal jährlich vom Sportinstitut der Grazer Universität abgehalten wird. Er wird jedes Jahr begleitet vom USI-Fest, das stets abends auf den Kleeblattlauf folgt und mit bis zu 25.000 Besuchern als das größte Studentenfest Europas gilt. Graz ist auch Zentrum des Orientierungslaufs mit drei ansässigen Klubs (Sportunion Schöckl Graz, OLC Graz und HSV Graz), die regelmäßig nationale, aber auch internationale Wettkämpfe veranstalten. Mit der Sportunion Triathlonverein Steiermark ist Österreichs größter Triathlonverein in Graz beheimatet.
Rund um Graz gibt es zahlreiche Wanderwege, mit dem steirischen Mariazellerweg auch einen österreichischer Weitwanderweg. Weiters umrundet der Grazer Umland-Weg die Stadt. Die 7-Summits-Graz (Schlossberg, Lustbühel, Stephanienwarte, Fürstenstand, St. Johann und Paul, Rudolfswarte und Schöckl) bilden – entweder als Tagesausflüge oder als 7-Summits-Extrem als Eintagesevent Wandermöglichkeiten für alle Alters- und Leistungsgruppen.
Internationale Aufmerksamkeit brachte das 1984–2007 insgesamt 24 Mal am Dienstag nach der Tour de France durchgeführte „Grazer Altstadtkriterium“, ein Radrennen mit kurviger Streckenführung durch die engen, auch steilen und gepflasterten Gassen der Grazer Altstadt, an dem internationale Spitzenradsportler wie Lance Armstrong oder Jan Ullrich teilnahmen. 2020 war ein Revival geplant; Coronavirus-Pandemie-bedingt wird am 12. September stattdessen ein Rennen auf einem 5,1 km langen Kurs am Flugplatz gefahren. Am 26. Juli 2022 fand die Neuauflage wieder durch das Burgtor statt, erstmals auch mit Handbikerennen.
Das in Graz für indoors entwickelte Altbau(rad)kriterium führt um einen sehr beengten Rundkurs, typisch in einer Wohnung. Juli 2018 wird ein MTB-Rennen ab Freiheitsplatz starten. Einradfahren und Artistik wird von Kindern und Jugendlichen sommers in Kursen der Zirkusschulen gelernt. Als Spezialität wird auch Municycling und Rad-Trial betrieben. Von etwa 1964 bis etwa 1989 und etwa 2005 wurden Bergsprint-Radrennen auf den Grazer Schloßberg gefahren; seit 2015 wird hier ein ähnliches Bergeinzelzeitfahren, der Schlossbergman veranstaltet. Seit 2001 findet auch in Graz etwa im Sommerhalbjahr freitagabends, bei trockenen Witterungsverhältnissen, ein 20-km-Cityskating statt, bis 2016 ab Tummelplatz, seit 2017 ab OBI Baumarktparkplatz, Conrad-von-Hötzendorfstraße.
Auf Marktplätzen und bei Einrichtungen wie Halfpipes treffen sich Skateboarder.
Im Sommer bietet die Stadt zahlreiche Bade- und Schwimmmöglichkeiten. Die Freibäder der Grazer Freizeitbetriebe Augarten (Jakomini), Eggenberg, Margarethen (Geidorf), Stukitz (Andritz) und Straßgang werden jeden Sommer von Badegästen besucht. Auch die in Graz-Umgebung gelegenen Badeseen in Kumberg (Well-Welt), das Schwarzl-Freizeitzentrum in Premstätten und die Copacabana in Kalsdorf bei Graz ziehen jedes Jahr hauptsächlich Grazer Gäste an. In den Freizeitzentren, aber auch in den Freibädern, gibt es ein reichhaltiges Sportangebot (Beachvolleyball, -soccer, Paddle, Minigolf und so weiter).
2003 fand an einer Walze unter der Hauptbrücke die Paddel Rodeo WM statt. Mit dem Kraftwerksbau Graz Puntigam ab 2017 wird die Mur hinauf bis fast zur Murinsel aufgestaut und drei dieser mit natürlichem Wasserstrom über mit Baggern bei Niedrigwasser eingelegte Steinblöcke funktionierenden Wasserwalzen stillgelegt.
Wärmer werdende Winter ließen in den letzten Jahren kaum mehr Natureis-Eislaufen auf dem Hilmteich, dem Teich im Volksgarten oder im Schatten des Kirchbergs in Mariatrost zu. Die einzige Kunsteisbahn befindet sich in der Liebenauer Eishalle. Als kostenlose Attraktion wenige Wochen um den Jahreswechsel wird in den letzten Jahren eine Kunsteisbahn, nun am Karmeliterplatz aufgebaut.

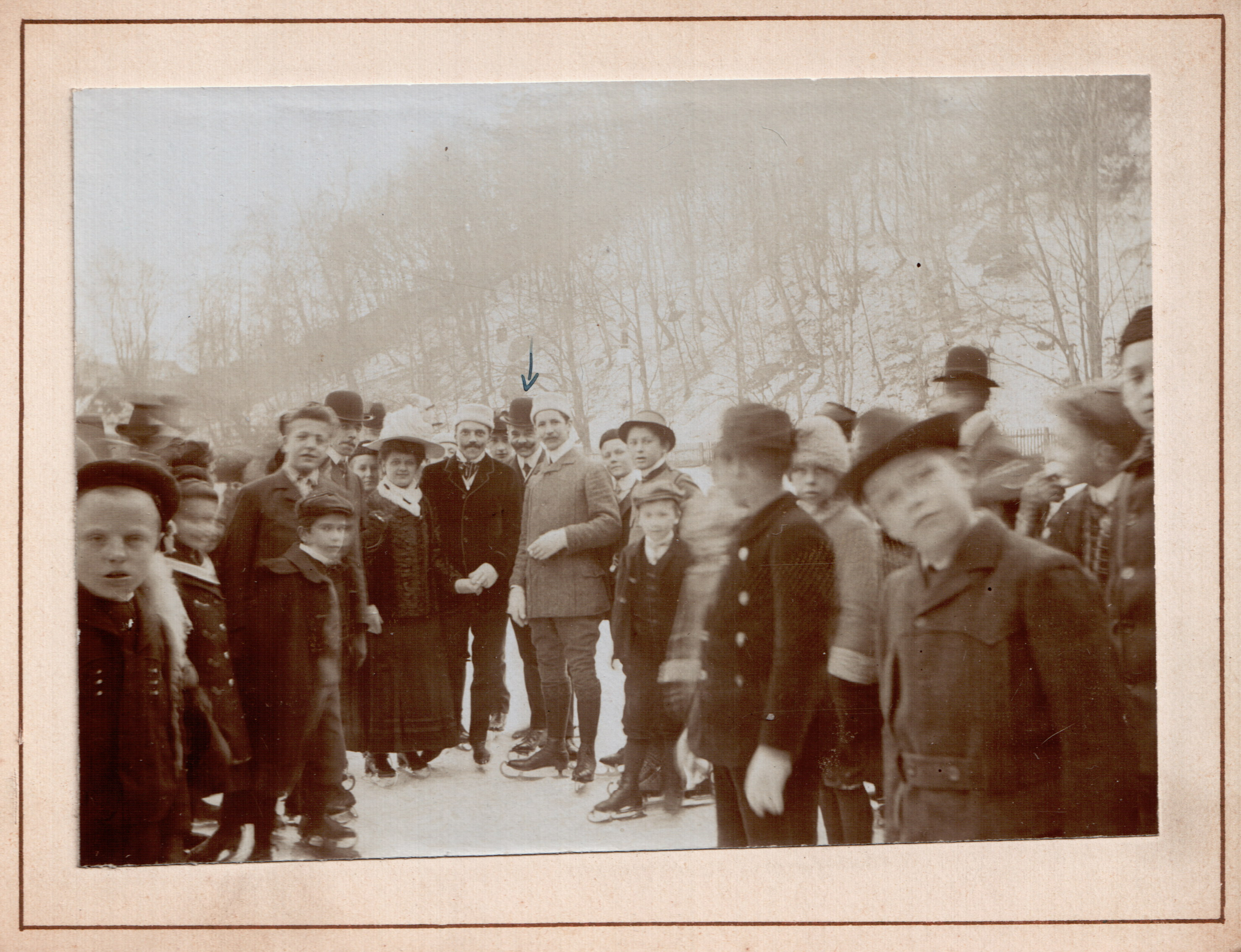
Schlittschuhläufer des Eislaufvereines der Turnhalle Graz im Jahre 1909

Eislaufen und Eiskunstlaufen haben in Graz und in der Steiermark eine längere Tradition. So wurde der Steirische Eislaufverband mit dessen ersten Präsidenten Leo Scheu bereits 1923 gegründet. Zu Ehren von Scheu wird in Graz jährlich eine große Eislaufveranstaltung, die Icechallenge (das Leo Scheu Memorial) veranstaltet. Diese Veranstaltung mit jährlich bis zu 150 Sportlern wurde seit dem Jahr 1971 insgesamt bereits 35 Mal in der Liebenauer Eishalle durchgeführt.
Der Steirische Eislaufverband konnte sportlich einige Erfolge verbuchen. In den letzten fünf Jahren wurde bei den Damen durch Karin Brandtstätter 2005, Kathrin Freudelsperger 2007 (beide vom Grazer Eislaufverein) und durch Denise Kögl 2008 (Eissportclub) insgesamt drei Österreichische Staatmeistertitel gewonnen. Zudem wurden mit Kathrin Freudelsperger 2007 und Denise Kögl 2008 erstmals steirische Einzelsportler im Eiskunstlaufen zu Weltmeisterschaften entsandt.
Auch Ultimate Frisbee wird in Graz professionell gespielt. Drei österreichische Nationalspieler trainieren in Graz. Das österreichische Nationalteam wurde im Sommer 2004 in Portugal Weltmeister.
Als bekannte Sportler, die aus Graz stammen, sind an oberster Stelle die Medaillengewinner bei Olympischen Spielen zu nennen: Harald Winkler (Gold, Viererbob 1992), Franz Brunner und Walter Reisp (Silber, Handball 1936), und Ine Schäffer (Bronze, Leichtathletik 1948) sowie Marion Kreiner (Bronze, Snowboard 2010).

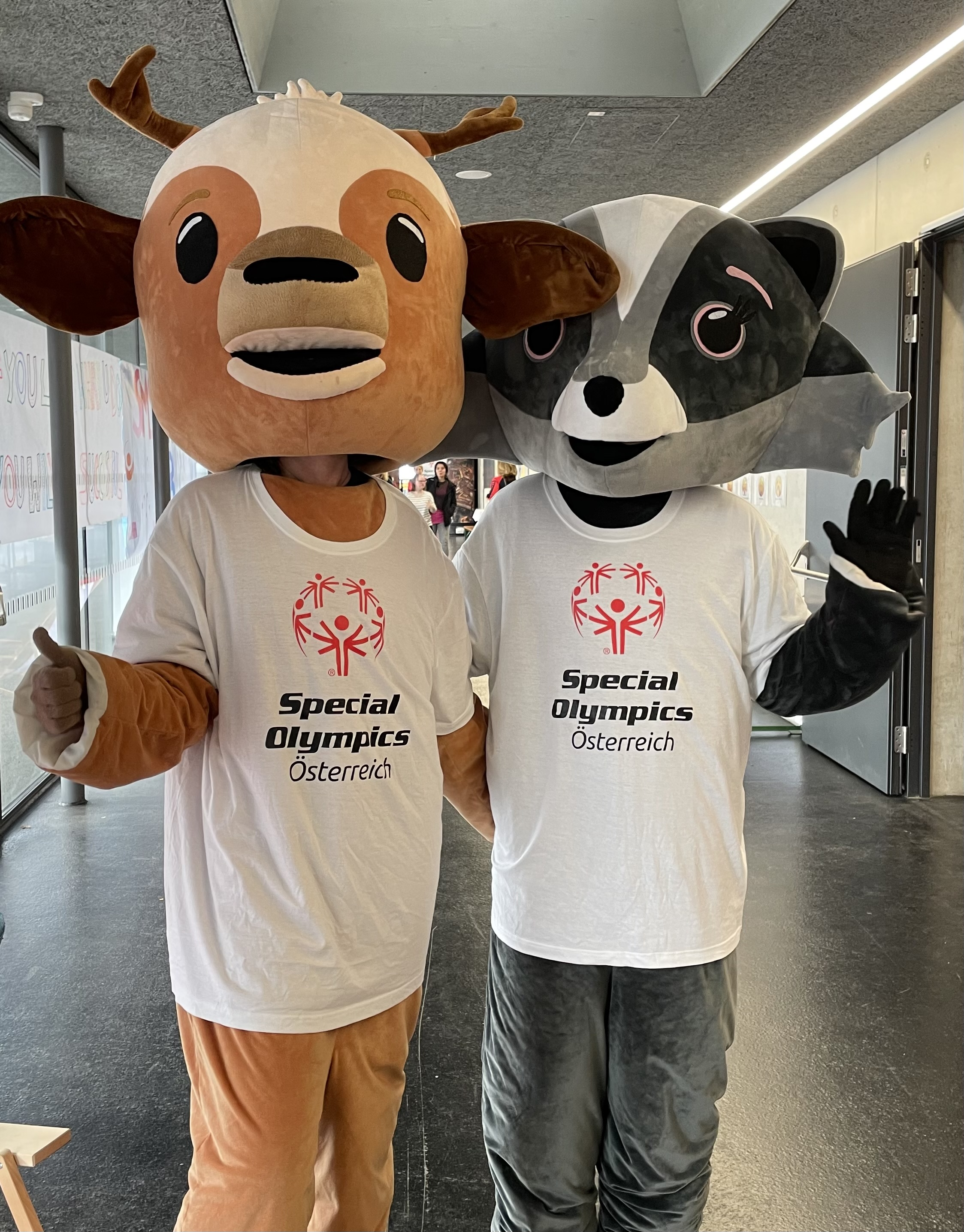
Lara und Luis, die Maskottchen der Special Olympics bei den Winterspielen 2024

Die 11. Special Olympics World Winter Games fanden von 14. bis 25. März 2017 in Graz, Schladming und Ramsau statt. Es nahmen rund 2700 Athleten aus 107 Nationen teil. Hinzu kamen 5000 Angehörige und Trainer. Graz beherbergte die Hallenwettbewerbe und die Schlussfeier. Die Veranstaltungsorte in der Stadt waren die Stadt- und Messehalle Graz, das Eisstadion Liebenau und das Stadion Liebenau. 2024 fanden die Nationalen Winterspiele in Graz, Schladming und Seiersberg-Pirka statt.

## Wirtschaft

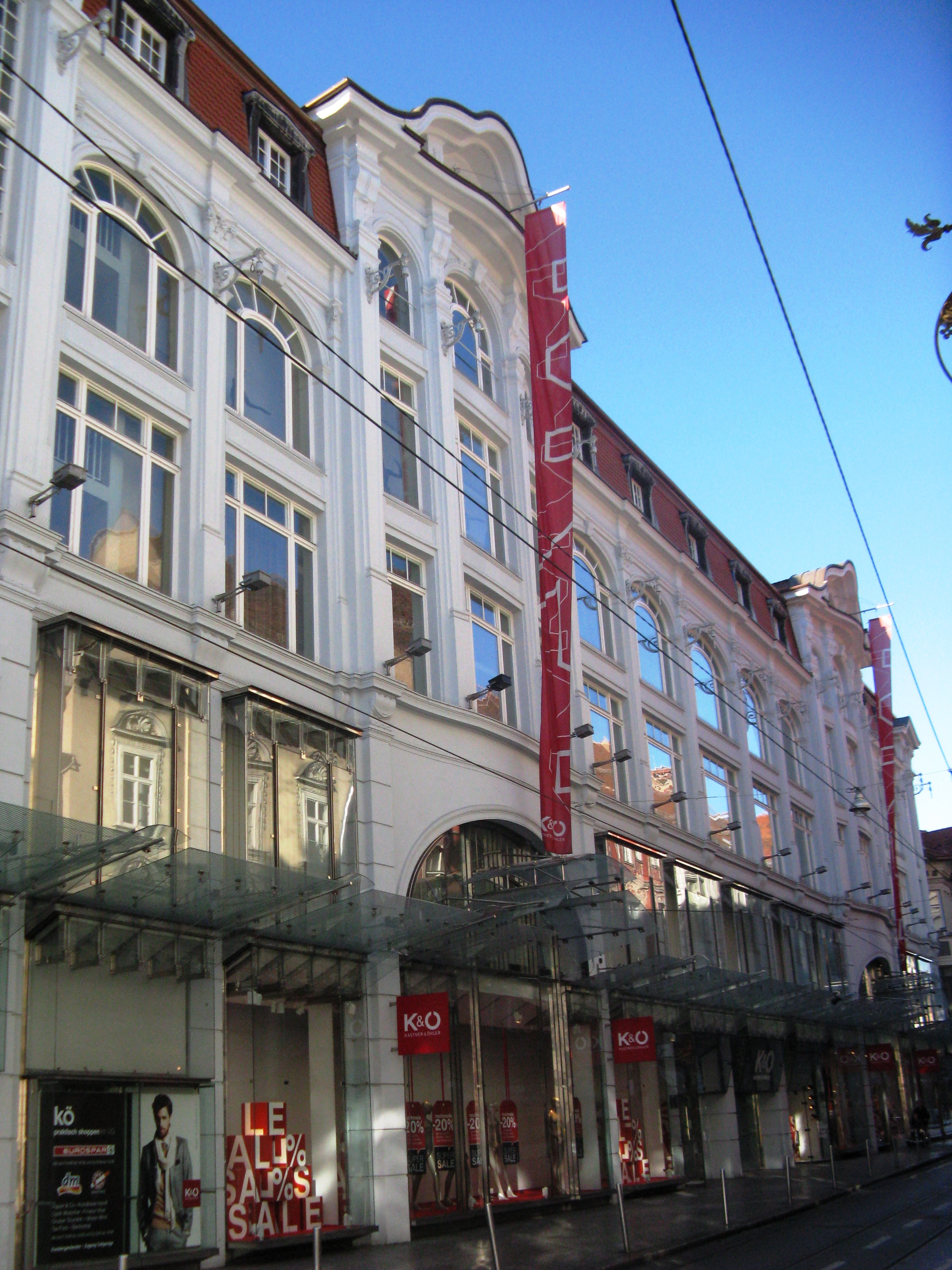
Warenhaus Kastner & Öhler

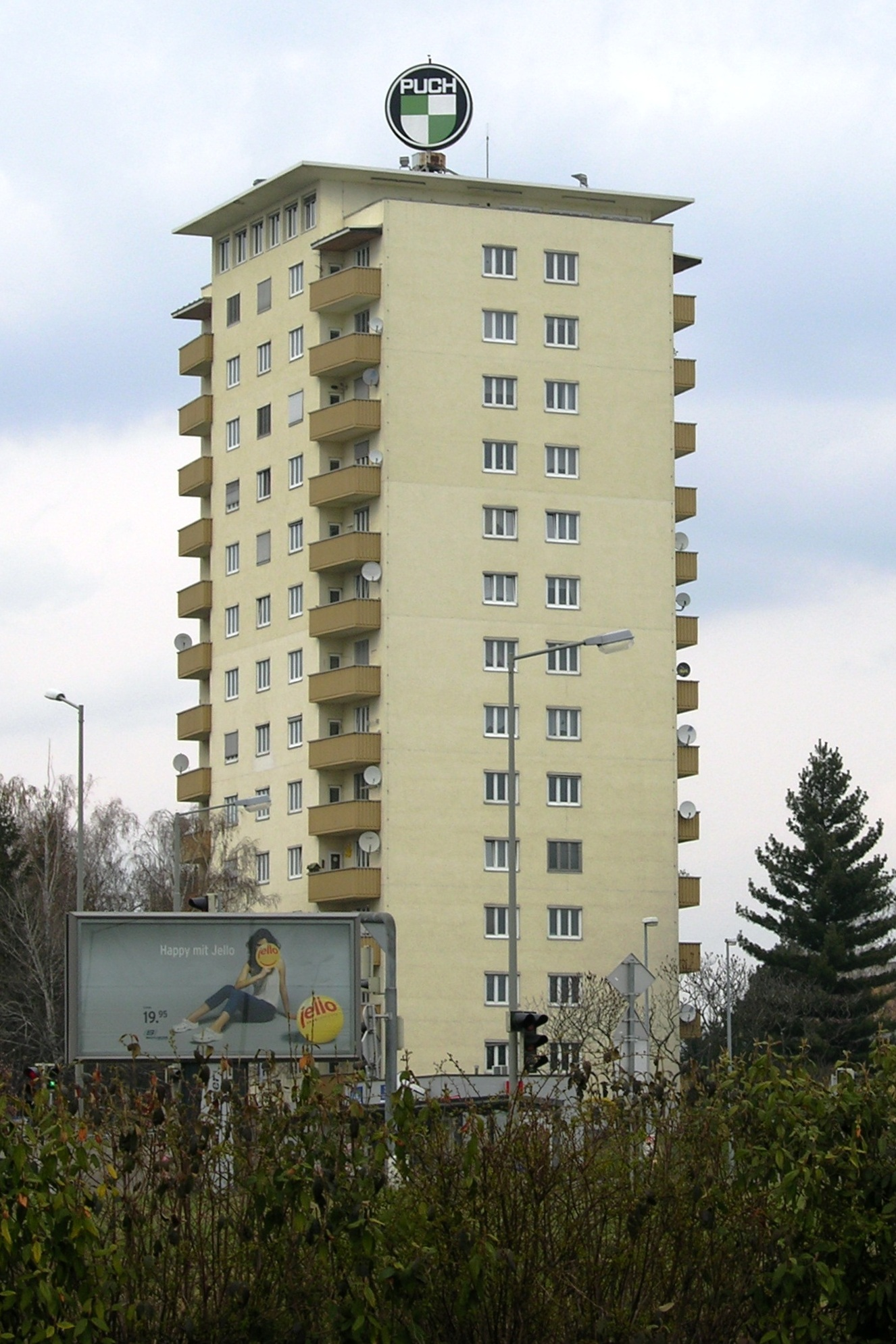
Das Puch-Hochhaus in Thondorf

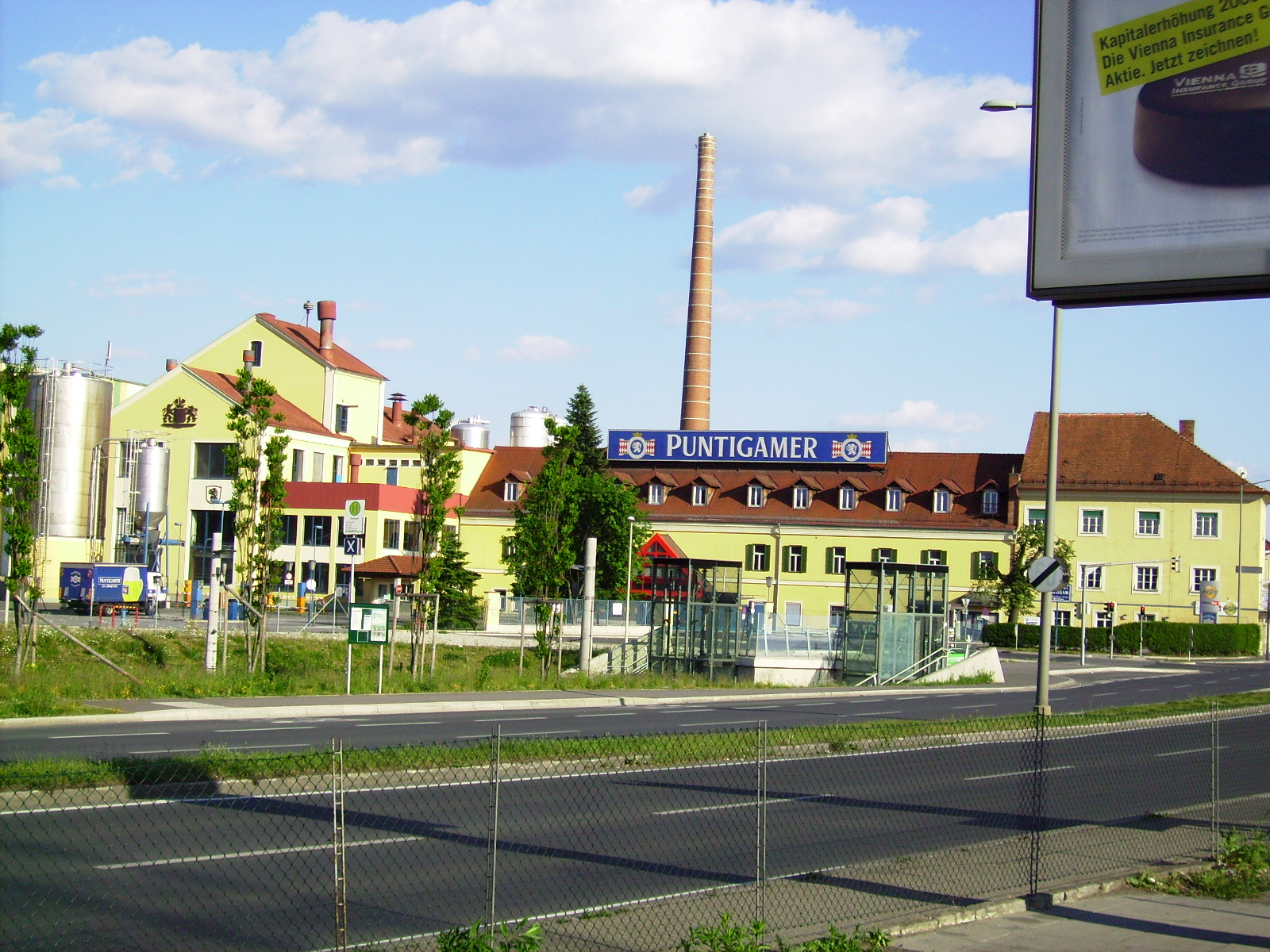
Brauerei Puntigam

Graz hat durch seine günstige Lage im Südosten Österreichs eine wichtige Standort-Funktion für internationale wie nationale Unternehmen. Der Zentralraum Graz erwirtschaftet mehr als ein Drittel der industriellen Wertschöpfung des Bundeslandes Steiermark und bietet mehr als 40 % der steirischen Arbeitnehmer einen Arbeitsplatz. Graz und die Steiermark sind Österreichs Innovationszentrum und Technologiefabrik, jede dritte High-Tech-Innovation in Österreich kommt aus dieser Region.
2003 arbeiteten in Graz 184.135 Personen in 10.692 Arbeitsstätten, rund 70 % davon im Dienstleistungssektor (besonders öffentlicher Dienst, Handel, Geld- und Versicherungswesen). Zum Vergleich: Im Jahr 2001 waren es noch 158.268 Personen. 2003 wurden 996 neue Grazer Unternehmen gegründet. Seit 1906 finden in Graz jährlich die Grazer Herbstmesse und zahlreiche Fachmessen im Messecenter Graz statt, bei denen häufig mehr als 200.000 Besucher registriert werden. Aufgrund der großen wirtschaftlichen Anziehungskraft der Stadt sind mehr als 75.000 der Arbeitnehmer Einpendler. Mehr als 40 % der gesamten steirischen Wirtschaftsleistung werden im Zentralraum Graz erwirtschaftet.

### Unternehmen und Wirtschaftsgeschichte
Graz ist Sitz bedeutender, global wie national agierender Unternehmen und wichtigster Wirtschaftsstandort der Region und Südösterreichs. Zu den großen und bekannten Arbeitgebern zählen der Anlagenbauer Andritz AG, der Automobilhersteller Magna Steyr, ein vom Austro-Kanadier Frank Stronach gegründeter und international tätiger Konzern, der sich auf dem Gelände des ehemaligen Eurostar Automobilwerkes befindet. Das Vorgängerunternehmen war Steyr Daimler Puch. Die Fabriken der Puch-Werke in Thondorf wurden von Steyr adaptiert. Der Grazer Unternehmer Johann Puch hatte seine Fabrik 1899 in der Grazer Strauchergasse gegründet; das Werk wurde während des Zweiten Weltkrieges nach Thondorf verlegt, um für die Rüstungsindustrie produzieren zu können.
Graz ist weltweit bekannt für hochspezialisierte, insbesondere im KMU-Bereich angesiedelte Unternehmen des Maschinenbaus und der Umwelttechnik. Das Schuhhandelshaus Stiefelkönig wurde 1919 in Graz gegründet. Die AVL List unter der Leitung von Helmut List sowie Anton Paar haben ihren Sitz in Graz, ebenso wie der Versicherungskonzern der Grazer Wechselseitigen und die Merkur Versicherung, zahlreiche Banken, sowie verschiedenste Mittel-, Klein- und Kleinstbetriebe aus Gewerbe und Industrie. In Puntigam befindet sich die gleichnamige Brauerei, die mittlerweile Teil des Heineken-Konzerns ist. Bis zu ihrer Stilllegung im Jahr 1947 gab es in Eggenberg die Brauerei Reininghaus. Das Reininghaus-Bier wird in Puntigam abgefüllt.
Im Laufe der langen Geschichte entstanden viele historisch interessante Unternehmen auf dem Grazer Stadtgebiet. Ehemalige Grazer Unternehmen sind, in Auswahl, die Maschinen- und Motorenfabrikanten Simmering-Graz-Pauker, der Automobilhersteller Ditmar & Urban, der von 1924 bis 1925 bestand und nur ein Modell herstellte, die 1825 gegründete und Ende des 19. Jahrhunderts geschlossene Grazer Zuckerfabrik, die erste steirische Sektkellerei und Weingroßhandlung der Brüder Kleinoscheg oder die Hutfabrik Josef Pichler & Söhne.
Westlich an der Südbahn waren Stahlhändler Kovac, heute ein Baumarktparkplatz und Shopping Nord, sowie Stahlbau Waagner-Biro, heute Helmut-List-Halle angesiedelt. Das Schrott schmelzende Elektrostahlwerk Marienhütte liefert noch heute Betonbewehrungsstahl und speist Abwärme ins Fernwärmenetz.

### Autocluster
Der stark wachsende Autocluster Steiermark (oder „ACstyria“) ist ein Zusammenschluss von mehr als 180 steirischen Unternehmen, die in der Autozulieferindustrie tätig sind. Das Zentrum des Autoclusters ist Graz. Größtes Unternehmen und Leitbetrieb ist der Magna-Konzern. Im Autocluster arbeiteten im Jahr 2006 zirka 44.000 Menschen, die einen Umsatz von 9,6 Mrd. Euro und eine Wertschöpfung von 1,6 Mrd. Euro erwirtschafteten. KTM fertigt seinen Sportwagen X-Bow im neu erbauten Werk in Graz (Bezirk St. Peter).

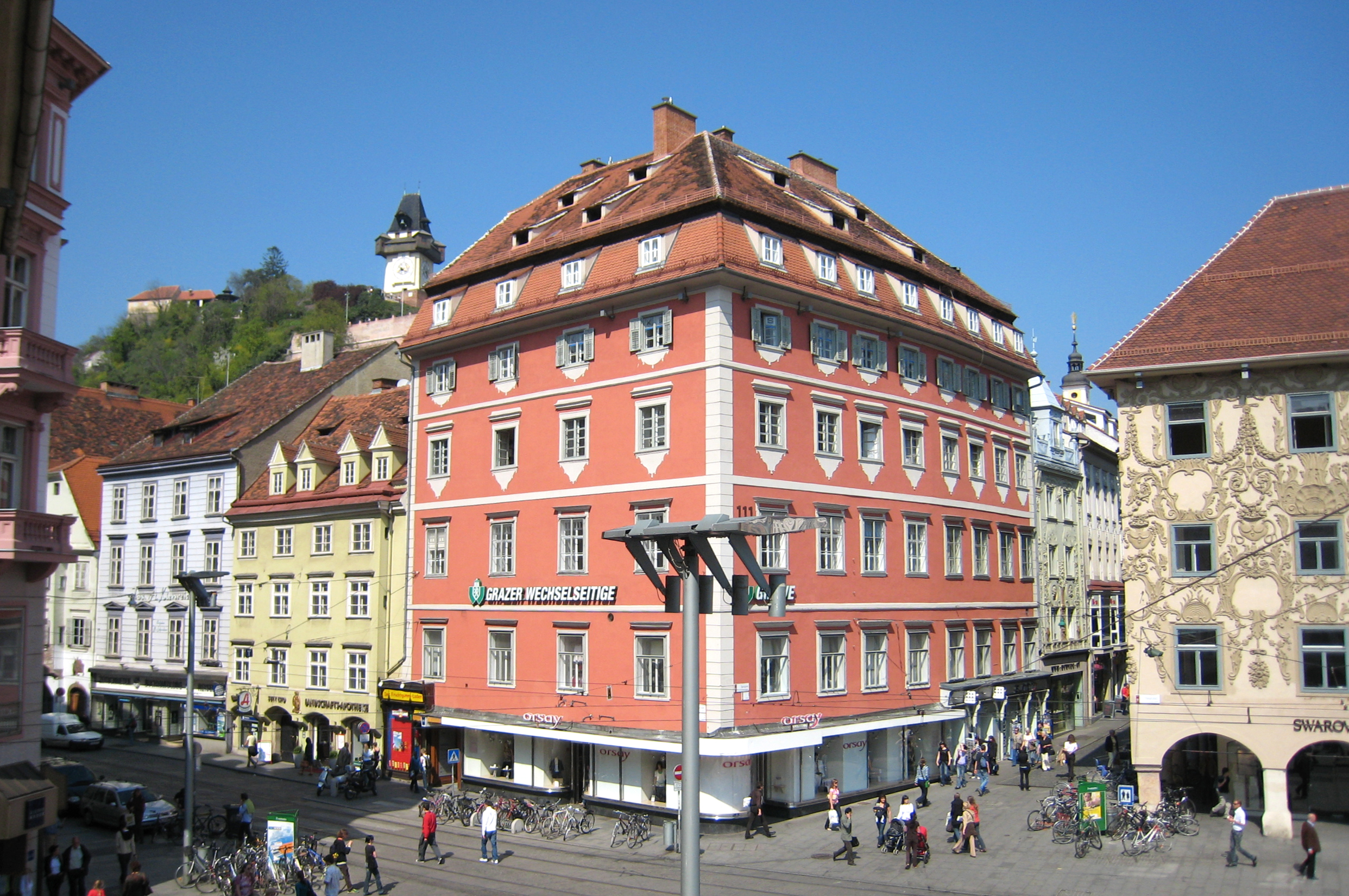
Grazer „Hauptplatz“: Eingang zur Sackstraße (links) und Sporgasse (rechts)

Darüber hinaus entwickeln sich innerhalb der Stadtgrenzen Branchen wie Nano- und Biotechnologie, Umwelttechnologie, Medizintechnik und Flugzeugbau in rasantem Tempo.

### Einkaufsstraßen und Shoppingzentren
Graz ist eine überregionale Einkaufsstadt, deren Einzugsgebiet sich weit über die Stadtgrenzen und das Umland hinaus bis ins südliche Burgenland, nach Slowenien, Ungarn und Kroatien erstreckt.
Eine beliebte Einkaufsstraße ist die Herrengasse in der Inneren Stadt. Die Annenstraße, welche vom Hauptplatz nach Westen Richtung Hauptbahnhof führt, war früher eine sehr belebte Einkaufsstraße. Sie hat mittlerweile, trotz einiger Revitalisierungsversuche, viel von ihrer einstigen Bedeutung verloren. Weitere Einkaufsstraßen sind die Sackstraße, wo viele kleine Galerien und Kunstgewerbegeschäfte zu finden sind, die Sporgasse sowie die Murgasse.
Das Groß- bzw. „Alpenlandkaufhaus“ Kastner & Öhler, das älteste Grazer Kaufhaus, steht in der Sackstraße. In und um Graz gibt es eine Reihe von Einkaufszentren: Das „Shopping-Center West“ am Weblingergürtel, das Einkaufszentrum Murpark an der Liebenauer Tangente, den „Citypark“ am Lazarettgürtel sowie das Einkaufszentrum „Shopping Nord“ in Gösting, an der Kreuzung Wiener Straße – Autobahnzubringer Nord.
In der Grazer Nachbargemeinde Seiersberg-Pirka liegt das größte Einkaufszentrum, die Shopping City Seiersberg. In Planung befindet sich ein Outletcenter in Puntigam. Seit der Eröffnung des „Shopping Nord“ im März 2008 weist Graz die höchste Dichte an Einkaufszentren in Österreich auf. Damit kommt auf jeden Einwohner der Stadt mindestens ein Quadratmeter Einkaufszentrum.

### Landwirtschaft
Graz ist die größte Landwirtschaftsgemeinde der Steiermark. Etwa 7.600 Rinder, Schweine, Schafe, Hühner und sonstiges Geflügel sowie Ziegen und Zuchtwild werden in etwa 340 Betrieben im Stadtgebiet gehalten. Auf 14 verschiedenen Bauernmärkten bieten die Landwirte das ganze Jahr über Kulinarisches aus Eigenproduktion an. Die Märkte am Kaiser-Josef-Platz und am Lendplatz zählen zu den größten und ältesten Grazer Märkten. Von einem reichhaltigen Angebot an frischen Lebensmitteln aus biologischem Anbau profitiert auch die berühmte und stark expandierende Spitzengastronomie der Stadt.

## Infrastruktur

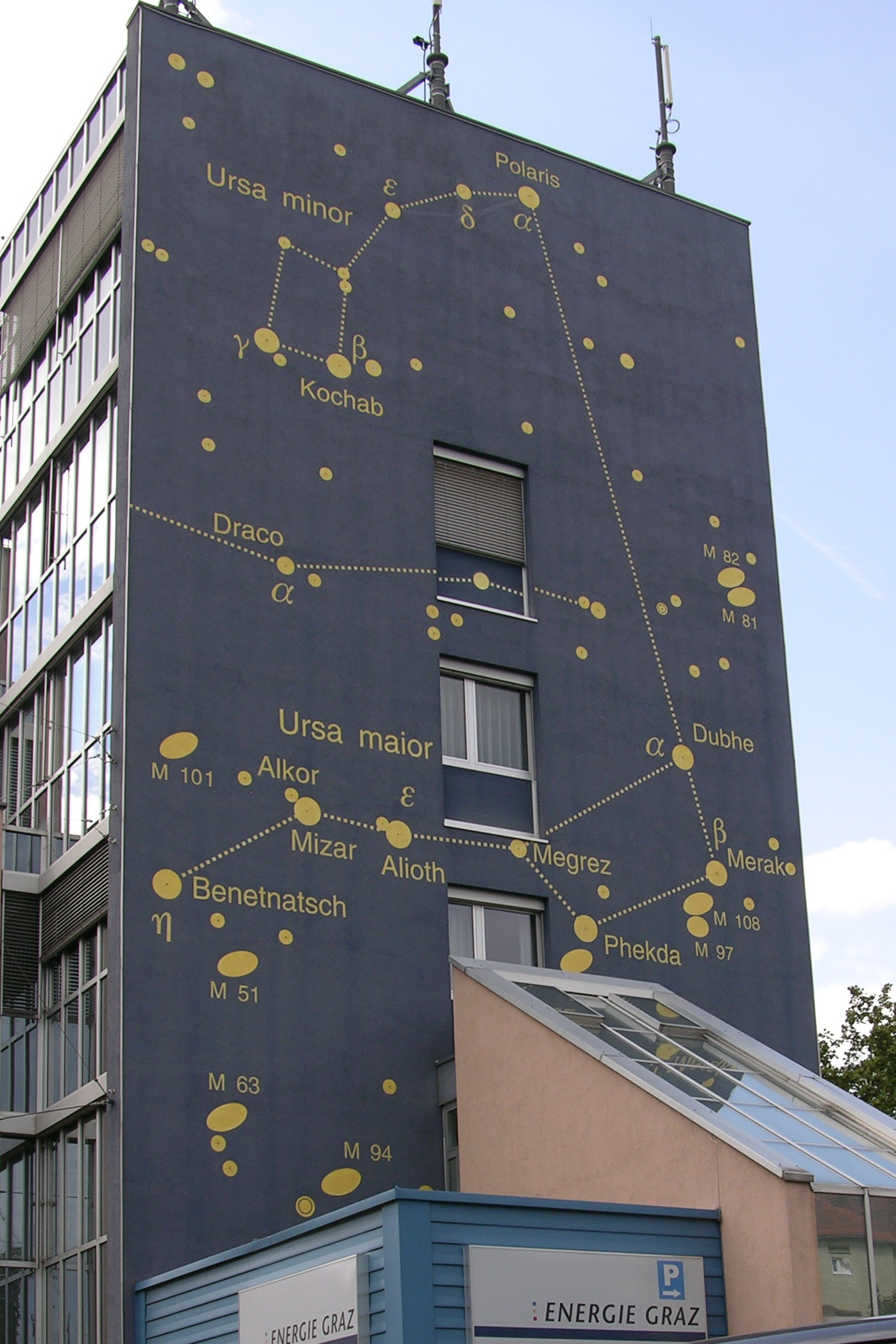
Energie Graz, Gebäude Schönaugürtel, Sternkarte (2008)

### Strom, Wasser, Wärme und Abfallentsorgung

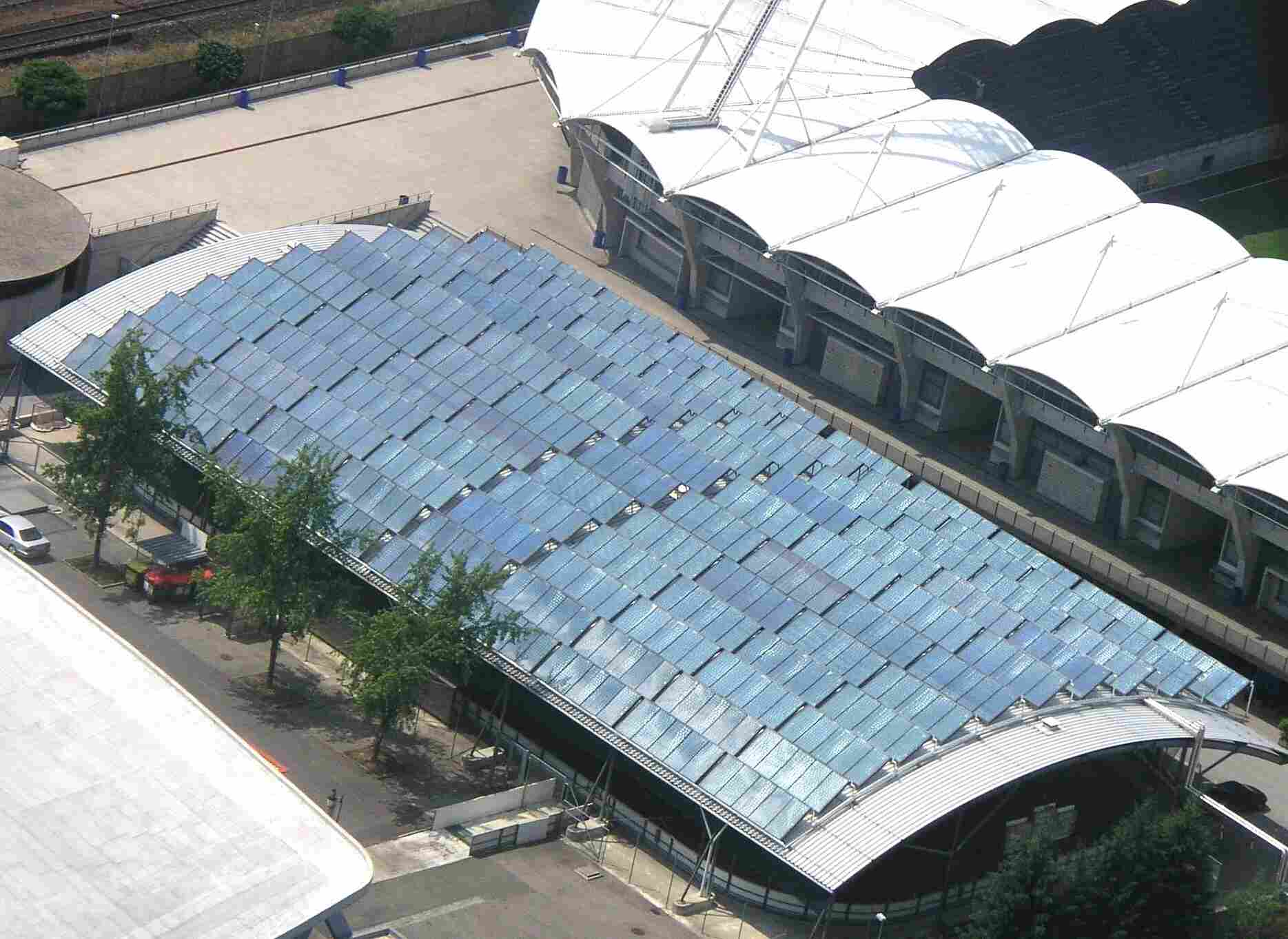
Solaranlage auf der Trainingshalle des Eisstadions Graz-Liebenau

Graz besitzt eine ausgeprägte Fernwärmeversorgung mit einer Anschlussleistung von mehr als 500 MW. Im Winter wird die Wärme überwiegend aus Abwärme der Stromerzeugung genutzt, im Sommer stammt die Energie teils aus industrieller Abwärme und Gaskesseln. Graz beschreitet technologisch neue Wege: Thermische Solaranlagen mit mehreren Tausend Quadratmeter Kollektorfläche liefern mehrere Megawatt Wärme: auf dem Dach der Trainingshalle des Eisstadions Graz-Liebenau (direkt neben der Merkur Arena) mit 700 kW Leistung, auf der Siedlung Berliner Ring (1300 kW), beim Fernheizkraftwerk und auf den Dächern der städtischen AEVG (Abfall-Entsorgungs- und Verwertungs-GmbH, 3000 kW) und beim Wasserwerk der Graz AG (2000 kW).
2016 war „Big Solar“ geplant. Die Energie Steiermark wollte mit weiteren Unternehmen, den Anteil an solarer Fernwärme deutlich aufstocken. Dazu sollte ein Wärmekollektor-Solarpark auf (15–)45 ha Fläche und dazu ein Saison-Wärmespeicher errichtet werden. Circa 230 GWh/Jahr Wärme und damit etwa 20 % des Grazer Fernwärmebedarfes sollten so aufgebracht werden. Der Wasser-Wärmespeicher hätte als abgedeckter Teich ein Volumen von circa 1,8 Mio. Kubikmetern, die Kosten wurden auf 200 Mio. € geschätzt.
Geothermie wurde 2014 noch nicht als konkurrenzfähig gesehen. Vor dem Hintergrund starker Erdgas- und Öllastigkeit der Fernwärmeaufbringung sieht eine 2021 von Stadt und Land beauftragte Studie nun Potenzial für die Nutzung von Erdwärme.
Die Wasserversorgung in Graz stellen die Grazer Stadtwerke bereit. Die Wasserwerke in Friesach (in den Gemeinden Peggau und Gratkorn) und im Stadtbezirk Andritz fördern Grundwasser aus quartären Schotterfüllungen des Murtales. Die Quelle in St. Ilgen liegt am Berg Hochschwab. Das Verteilsystem in Graz hat eine Länge von 835 km; inklusive der etwa 30.000 Hausanschlüssen 1.273 km. Die Grazer Stadtwerke verfügen über 23 Trinkwasserhochbehälter mit einem Gesamtspeichervolumen von 34.742 m³.
Die Abfallentsorgung in Graz wird seit 1984 von der AEVG wahrgenommen. Sie ist ein Unternehmen der Grazer Stadtwerke und der Stadt Graz. Jährlich entsorgt das Unternehmen zirka 135.000 t Müll, davon landen etwa 20.000 t auf einer Deponie. Der Betrieb trägt das Emas-Gütesiegel für geprüftes Umweltmanagement.
Die Grazer Abwässer werden in einer Kläranlage in Gössendorf südlich der Stadt vollbiologisch gereinigt und nach insgesamt 20-stündiger Verweilzeit in Kanalnetz und Klärwerk der Mur zugeführt. Vor einem geplanten Ausbau ist die Anlage mit Stand 2018 auf 500.000 Einwohnerwerte ausgelegt. Die Länge des städtischen Kanalnetzes beträgt 858 km. Im Zug des Baus des Murkraftwerks Graz-Puntigam wurde um 2014/2016 am Grund der Mur nahe dem linken Ufer ein Speicherkanal zum Einspeichern bei Regen anschwellenden Abwassers gebaut.

### Gesundheitswesen

#### Kliniken

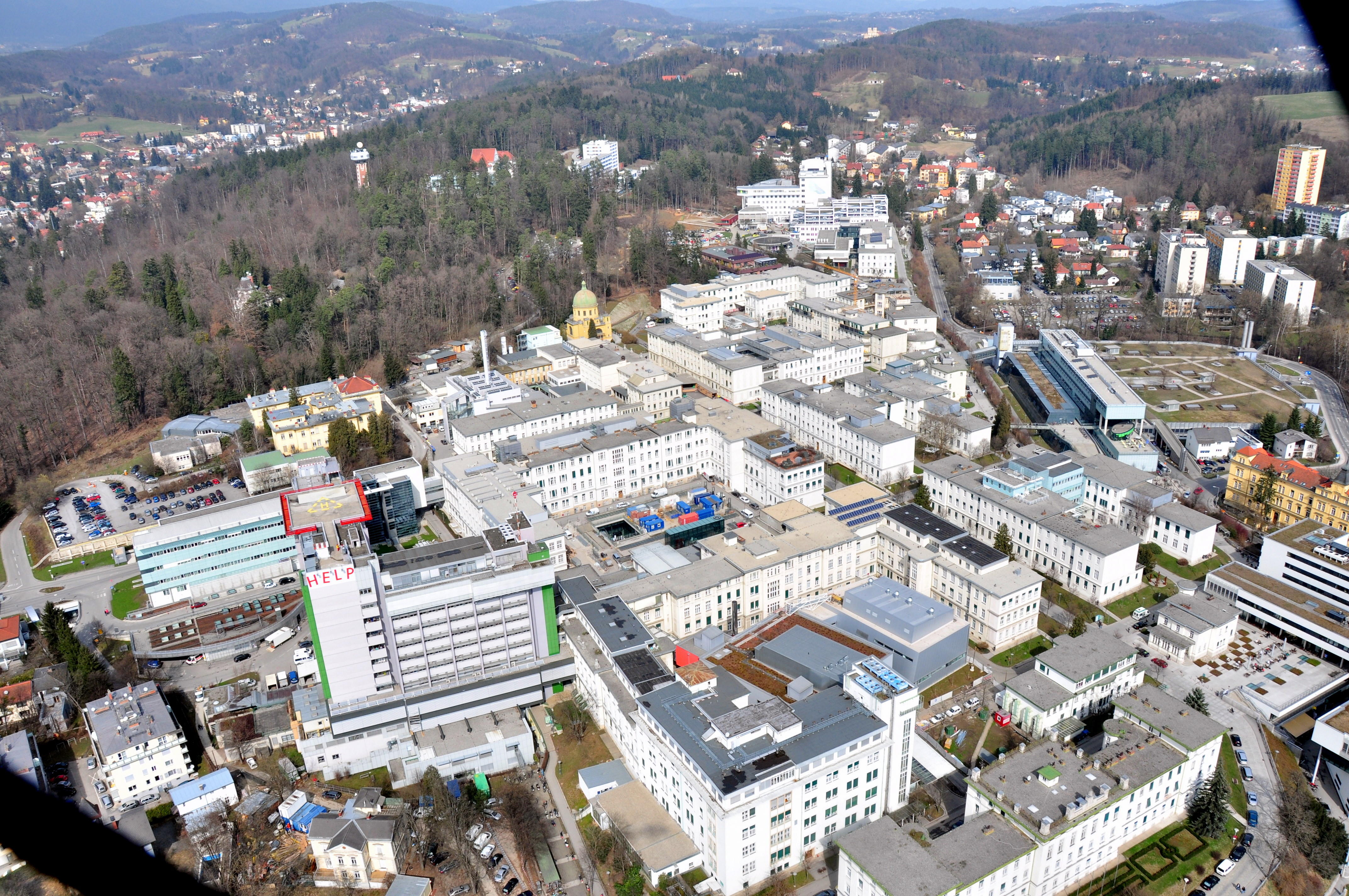
Luftaufnahme des Universitätsklinikums

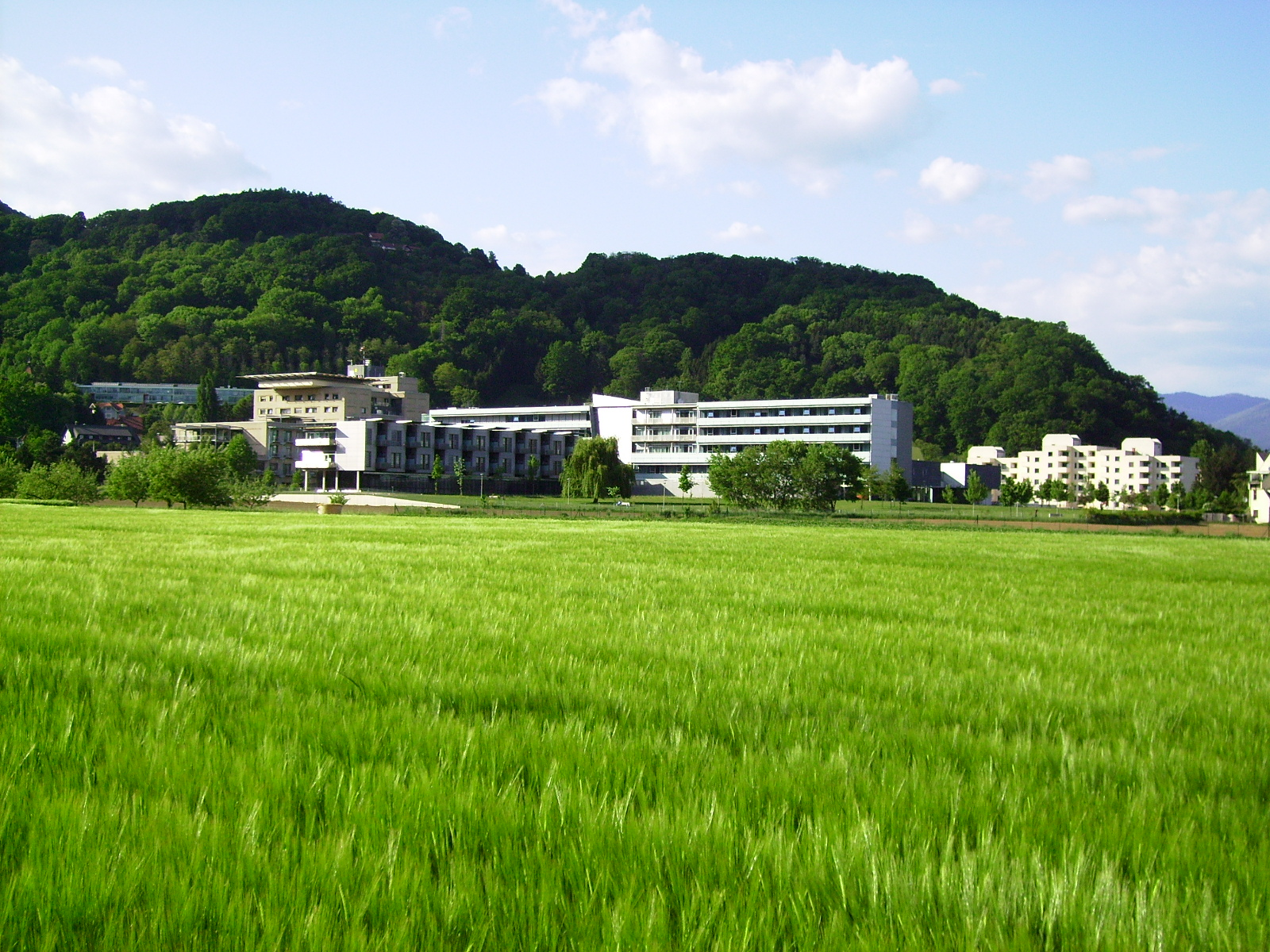
Das UKH und das LKH Graz II Standort West

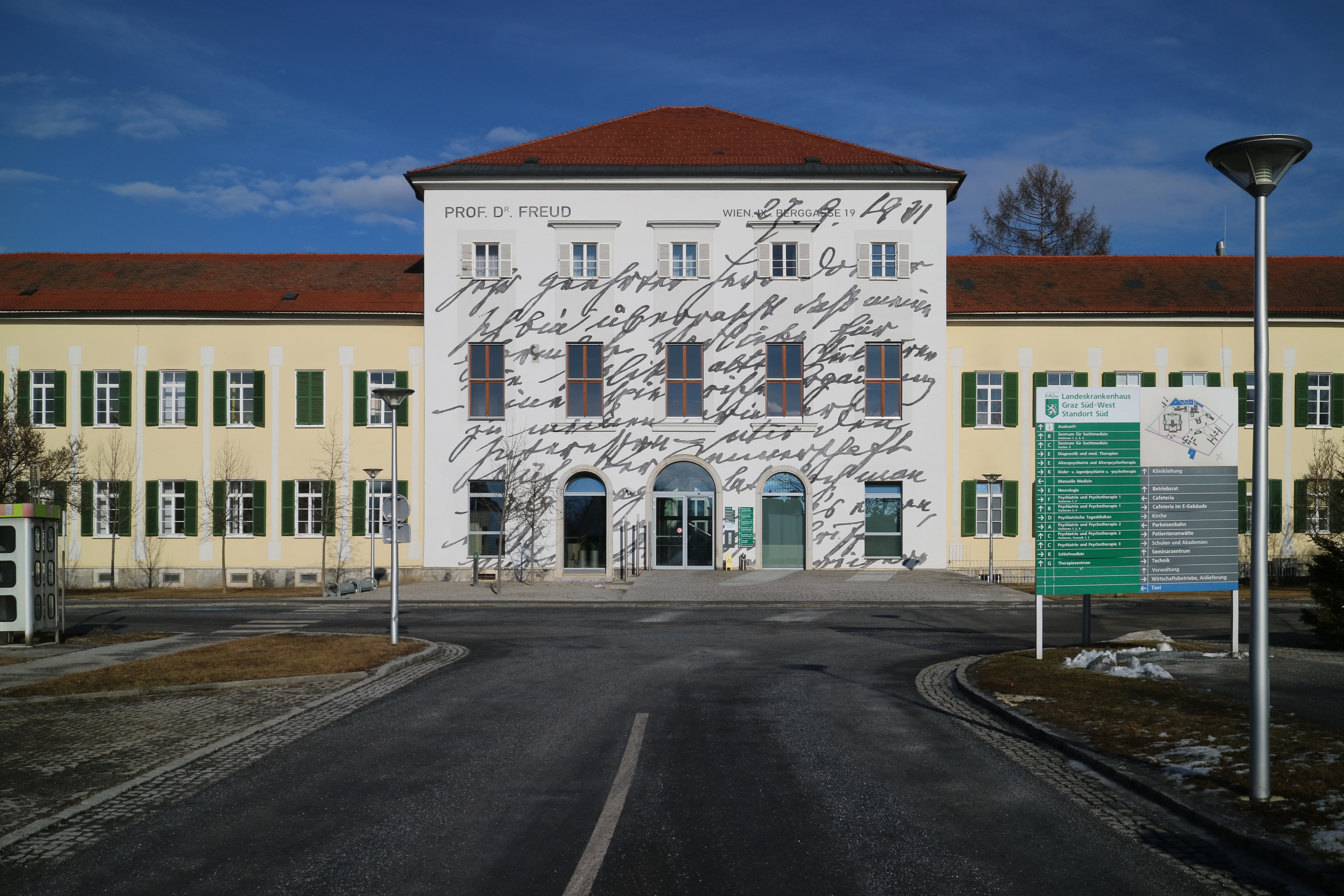
Hauptgebäude des LKH Graz II Standort Süd

In Graz decken sieben Krankenhäuser, mehrere Privatkliniken/Sanatorien sowie über 40 Apotheken und zahlreiche niedergelassene Ärzte die Gesundheitsversorgung der Bevölkerung ab. Das LKH-Universitätsklinikum Graz ist ein Krankenhaus der Maximalversorgung mit über 1500 Betten und 7190 Mitarbeitern. Es deckt die Versorgung des östlichen Teils von Graz ab und ist Tertiärversorger für Patienten aus der gesamten Steiermark und umliegender Regionen. Das LKH Graz II hat in Graz zwei Standorte – den Standort Süd und den Standort West. Der Standort Süd ist eine öffentliche Sonderkrankenanstalt in Straßgang, hier werden Patienten mit psychischen, psychosomatischen und neurologischen Erkrankungen ambulant und stationär betreut. Für diese stehen 780 Betten zur Verfügung. Der Standort West befindet sich in Eggenberg und verfügt über 280 Betten und rund 500 Mitarbeiter. Im gleichen Gebäudekomplex befindet sich das Unfallkrankenhaus der AUVA mit 180 Betten und rund 440 Mitarbeitern.
Weiters bestehen im Grazer Westen das geriatrische Krankenhaus Albert Schweitzer Klinik in Gries mit über 300 Betten und das Krankenhaus der Barmherzigen Brüder in Lend mit etwa 360 Betten. Die Elisabethinen betreiben den Standort Elisabethinergasse in Gries mit rund 180 Betten und den Standort Eggenberg mit 260 Betten. Sie betreiben ebenfalls das seit 2017 bestehende VinziDorf-Hospiz für Obdachlose. Es gibt in Graz einige Privatkliniken: die Privatklinik Kastanienhof, die Privatklinik Leech, die Privatklinik der Kreuzschwestern, das Sanatorium St. Leonhard, das Hansa Privatklinikum und die Privatklinik Graz Ragnitz.

#### Rettungsdienst
Den Rettungsdienst deckt in Graz das Österreichische Rote Kreuz mit zwei Notarzteinsatzfahrzeugen, zwei Notfallwagen (Jumbo) und mehr als 30 Rettungswagen (RTW) ab. Die „Jumbo“ genannten Notfallwagen sind eine Grazer Besonderheit und im österreichischen Rettungsdienst einmalig, da sie besetzt mit sogenannten Rettungsmedizinern des Medizinercorps (Ärzten oder Medizinstudenten kurz vor Studienabschluss) zwischen Rettungs- und Notarztwagen einzuordnen sind. Weiteres ist Graz der Standort der Landesleitstelle des steirischen Roten Kreuzes.
Neben dem Roten Kreuz sorgen der Arbeiter-Samariter-Bund (ASB), die Malteser und das Grüne Kreuz für den Krankentransport. Zusätzlich ist am Flughafen Graz-Thalerhof der Christophorus Notarzthubschrauber C12 stationiert.
In Graz gibt es einen Ärztenotdienst, der außerhalb der Praxisöffnungszeiten eine allgemeinmedizinische Versorgung in und um Graz bietet.

### Sicherheit

#### Polizei
Als Sicherheitsbehörde für die Stadt fungiert die Landespolizeidirektion Steiermark mit Sitz in der Straßganger Straße. Ihr beigegeben als Dienststelle des Wachkörpers für das Stadtgebiet mit 13 Polizeiinspektionen ist das Stadtpolizeikommando Graz. Stadtpolizeikommandant ist seit April 2022 Brigadier Thomas Heiland.

#### Ordnungswache
Als Ergänzung zur Polizei dient die städtische Ordnungswache. Sie dient der Überwachung der örtlichen Sicherheit, darf aber keine gerichtlich strafbaren Taten verfolgen und führt auch keine Überwachungstätigkeiten im Gebiet des Straßenverkehrs durch.

#### Feuerwehr
Wie fast alle anderen großen österreichischen Städte verfügt auch Graz über eine hauptberufliche Feuerwehr. Mit insgesamt drei Wachen in den Bezirken Lend, St. Leonhard und Puntigam wird die Stadt im Regeldienst durch die Berufsfeuerwehr abgedeckt, zusätzlich gibt es noch eine Feuerwache der Freiwilligen Feuerwehr Graz im Bezirk Mariatrost. Die Freiwillige Feuerwehr fungiert als Ergänzung zur Berufsfeuerwehr, die im Bedarfsfall alarmiert wird. Der Großteil der Fahrzeuge der Freiwilligen Feuerwehr ist im Sinne der Nutzung von Synergieeffekten in der Feuerwache Süd der Berufsfeuerwehr stationiert. Eine Besonderheit bildet die Feuerwache Mariatrost, die von der Berufsfeuerwehr aufgelassen und an die Freiwillige Feuerwehr übergeben wurde. Seitdem wird diese Wache ausschließlich von der Freiwilligen Feuerwehr besetzt, eine Lösung die steiermarkweit einmalig ist.

### Verkehr
Der Binnenverkehr in Graz wird vor allem durch den motorisierten Individualverkehr geprägt, durch den knapp 42 % der Wege zurückgelegt werden. Der öffentliche Personennahverkehr erreicht rund 20 %, jeweils etwa 19 % werden mit dem Fahrrad und zu Fuß zurückgelegt.
Der folgende Graph zeigt einen Vergleich der österreichischen Landeshauptstädte in sieben umwelt-relevanten Bereichen, welcher 2020 durch die Umweltorganisation Greenpeace durchgeführt wurde (je mehr Punkte umso besser):
- Verkehrsmittelwahl: Anzahl der Wege im Personenverkehr, die umweltfreundlich zu Fuß, per Rad oder mit öffentlichem Verkehr zurückgelegt werden.
- Luftqualität: Belastung mit Stickstoffdioxid und Feinstaub.
- Radverkehr: Länge des Radnetzes, Anzahl der City-Bikestationen, Anzahl der Verkehrsunfälle.
- Öffentlicher Verkehr: Preis, zeitliche und räumliche Abdeckung.
- Parkraum: Preis für das Parken, Anteil der Kurzparkzonen.
- Fußgänger: Flächen der Fußgängerzonen und der verkehrsberuhigten Zonen, Anzahl der Verkehrsunfälle.
- Auto-Alternativen: Anzahl Elektro-Autos, Anzahl der Elektro-Ladestationen, Anzahl der Car-Sharing-Autos.
- Durchschnitt: Summe der sieben Einzelwertungen geteilt durch sieben.

#### Fußgänger und Radverkehr

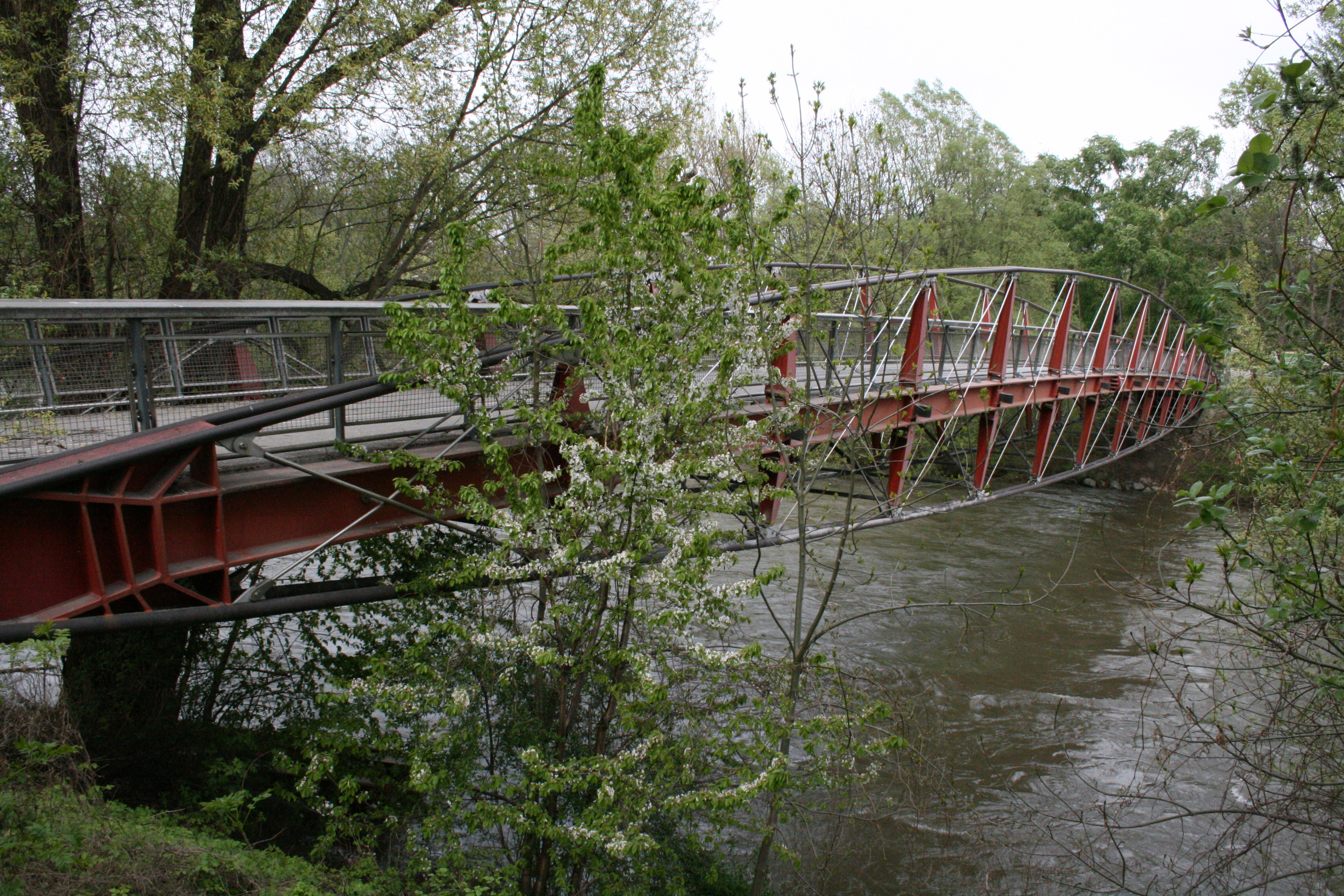
Der Augartensteg, eine Fußgänger- und Radfahrerbrücke

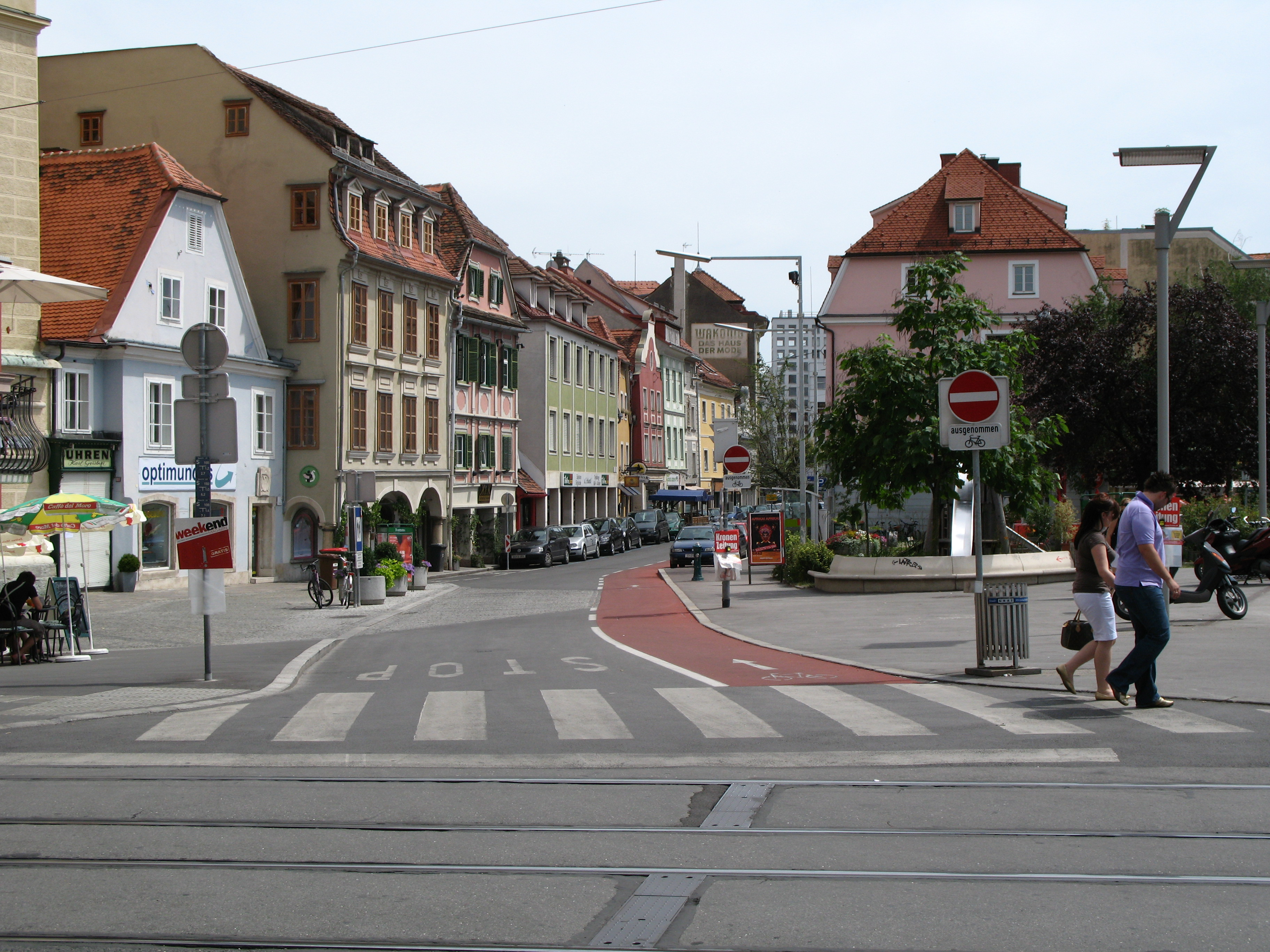
Einbahn ausgenommen Radfahrer, mit roter Bodenmarkierung

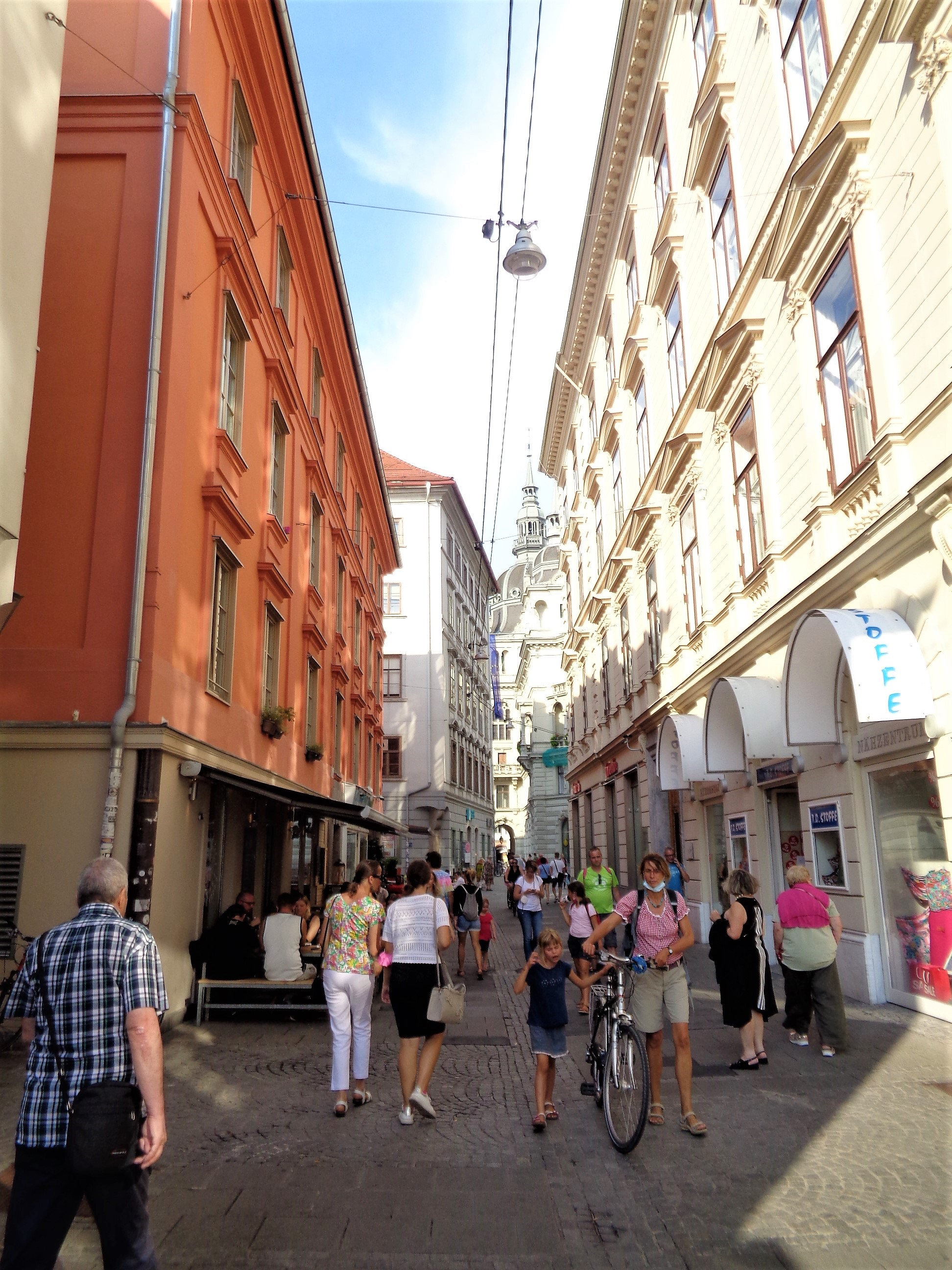
Eine Fußgängerstraße in der Stadtmitte

Die Grazer Innenstadt ist von großflächigen Fußgängerzonen geprägt. Die Erweiterung wird von der Stadtplanung vorangetrieben. Dennoch ist ein Anstieg des motorisierten Individualverkehrs zu verzeichnen.
Für die positive Entwicklung des Grazer Radfahrnetzes war das Engagement Erich Edeggers entscheidend. 1980 markierten Aktivisten einen Radfahrstreifen mit einem Radfahrsymbol. Sie wurden polizeilich abgestraft; jedoch kaufte Vizebürgermeister Edegger die Schablone des Symbols auf. Die Markierungsart wurde übernommen, auch das Befahren der Fußgängerzone in der Schmiedgasse und das Fahren gegen die Einbahn wurden gesetzlich geregelt. Nach Edeggers Tod 1992 stockten seine begonnenen Initiativen. Der Fußgänger- und Radfahrsteg zwischen Schloßbergplatz und Mariahilferplatz ist nach dem Stadtpolitiker benannt.
Graz ist eine relativ radfahrerfreundliche Stadt, auf deren Gebiet rund 120 km Radverkehrsanlagen angelegt sind. Erklärtes Ziel der städtischen Verkehrsplaner ist es, den Radverkehrsanteil von 14 % (2007) zu steigern. Ein Beschluss aus dem Jahr 1980, ein Netz aus 190 km Radverkehrsanlagen zu errichten, dürfte erst 2035 realisiert sein. Neben dem Bau dreier Stege über die Mur gibt es an beiden Ufern Rad- und Fußwege. Befragungen zum Fahrradverhalten der Bürger führt die Stadt in regelmäßigen Abständen mit einem Fahrradklimatest durch.
Die 365 km lange „Murradweg“, eine touristische Radroute und nach dem „Donauradweg“ der zweithäufigstfrequentierte Radweg Österreichs, sowie die Mountainbike-Route „Alpentour“ führen durch Graz. Die nähere Umgebung kann man über die gebirgige Radroute „Rund um Graz“ erkunden.
In der aus dem Verkehrsclub Steiermark um 1995 hervorgegangene Radlobby ARGUS Steiermark engagieren sich ehrenamtliche Aktivisten seit den 2000er Jahren um Berücksichtigung und Förderung von Radverkehr. In Kooperation mit Fahrradküche und critical mass werden seit etwa 2013 Geisterräder als weiße Mahnmale für getötete Radfahrer aufgestellt. Als April 2015 zwei Radfahrer an geöffneten Autotüren zu Tode kamen, wurde die Kampagne für ausreichenden Abstand intensiviert. Radfahrer sollen demnach 1,20 m Abstand von Autotüren einhalten, überholende Autofahrer 1,50 m von Radfahrern.
Seit 2007 fordert die Protestinitiative critical mass mehrfach mehr Platz für Radfahren in der Stadt. Seit die grüne Vizebürgermeisterin Lisa Rücker das Verkehrsressort übernommen hatte, ist eine Forcierung des Radnetzausbaus zu beobachten. Dazu gehört eine Liberalisierung des Radfahrens im Zentrum (Fußgängerzonen, Parks, Einbahnen), die Qualitätshebung von Radwegen, das Werben für Radfahren als gesunde Bewegungsform, sowie die Berücksichtigung von Wünschen der Nutzer (Aktion Radfalle), neben einer deutlichen Reduktion des Autoverkehrsanteils.
Auf Entwicklungsarbeiten der Forschungsgesellschaft Mobilität (FGM) geht zurück, dass in Kindergärten Laufräder genutzt werden, Kinder mit 10–12 Radfahrtraining auf den Straßen in der Gegend ihrer Schule und die Fahrradprüfung absolvieren. Dank Ankaufsförderungen für Betriebe, Vereine und Private wurden in den Jahren 2015–2020 Transporträder (2- und 3-rädrig, ohne und mit E-Motor) zum Alltagsbild auf den Straßen.
Juli oder August 2020 wurde Am Wagrain von der Kapellenstraße bis kurz vor der Ulmgasse die erste Fahrradstraße in Graz.

#### Motorisierter Individualverkehr
Graz besitzt ein Straßennetz von rund 1000 km. Als eine der ersten österreichischen Städte begann am 1. September 1992 ein Modellversuch „Tempo 30“, es kam zu einer deutlichen Reduktion der Unfallzahlen, Rund 80 % vom Grazer Straßennetz sind heute „Tempo 30“ Zonen.
Nach massivem Bau von Tiefgaragen in der Innenstadt, unter anderem aufwändig unter dem historischen Gebäude des Kaufhauses Kastner & Öhler, wurden bis 2007 bei Kaufhäusern, Großbetrieben und am Stadtrand Auto-Parkflächen ausgebaut. Mit der zweiten Röhre im Plabutschtunnel, der Nordspange (Gürtel-Unterführung) und Ausbauten am Südgürtel wurden großräumig wirksame Kapazitäten geschaffen.
Das gesamte Stadtzentrum plus angrenzende Stadtteile sind gebührenpflichtige Kurzparkzonen, diese werden in blaue und grüne Zonen unterteilt. Für die blaue Zone ist zumindest ein Euro für 30 Minuten und für die maximale Parkdauer von drei Stunden sechs Euro zu bezahlen. Die Mindestgebühr in der grünen Zone ist 0,80 Euro für ebenfalls 30 Minuten, es können aber auch Tagestickets für neun Euro erworben werden. Die Abrechnung erfolgt mittels Parkscheinautomaten, an denen innerhalb von zehn Minuten ein Parkticket gelöst dann zum Auto gebracht und gut sichtbar hinter der Windschutzscheibe platziert werden muss. Eine Überzahlung wird nicht refundiert; das Ticket darf auch nicht weitergegeben werden. Ein zweites Bezahlsystem nutzt das Mobiltelefon („Handyparken“). Das System wird durch stadteigene Überwachungsorgane sehr dicht überwacht.
Es wird neuerdings ein Park&Ride-System, mit Parkhäusern an wichtigen Einfallsstraßen und Autobahnzubringern, propagiert. Im Tarif ist eine Tageskarte für eine Person für die öffentlichen Verkehrsmittel enthalten; dieses Tages-Kombiticket kostet 9 Euro.
Die ersatzlose Schließung eines kleineren niveaugleichen Bahnübergangs in Gösting erfolgte um 2013 trotz Protests von Anrainern. Für das Stadtentwicklungsgebiet Reininghaus soll eine zusätzliche Bahnunterführung in westlicher Verlängerung der Josef-Huber-Gasse in den nächsten Jahren gebaut werden, wogegen sich Widerstand formiert, um Klima und Stadtraum zu schützen. Eine Umweltverträglichkeitsprüfung wird nötig.

#### Öffentlicher Verkehr

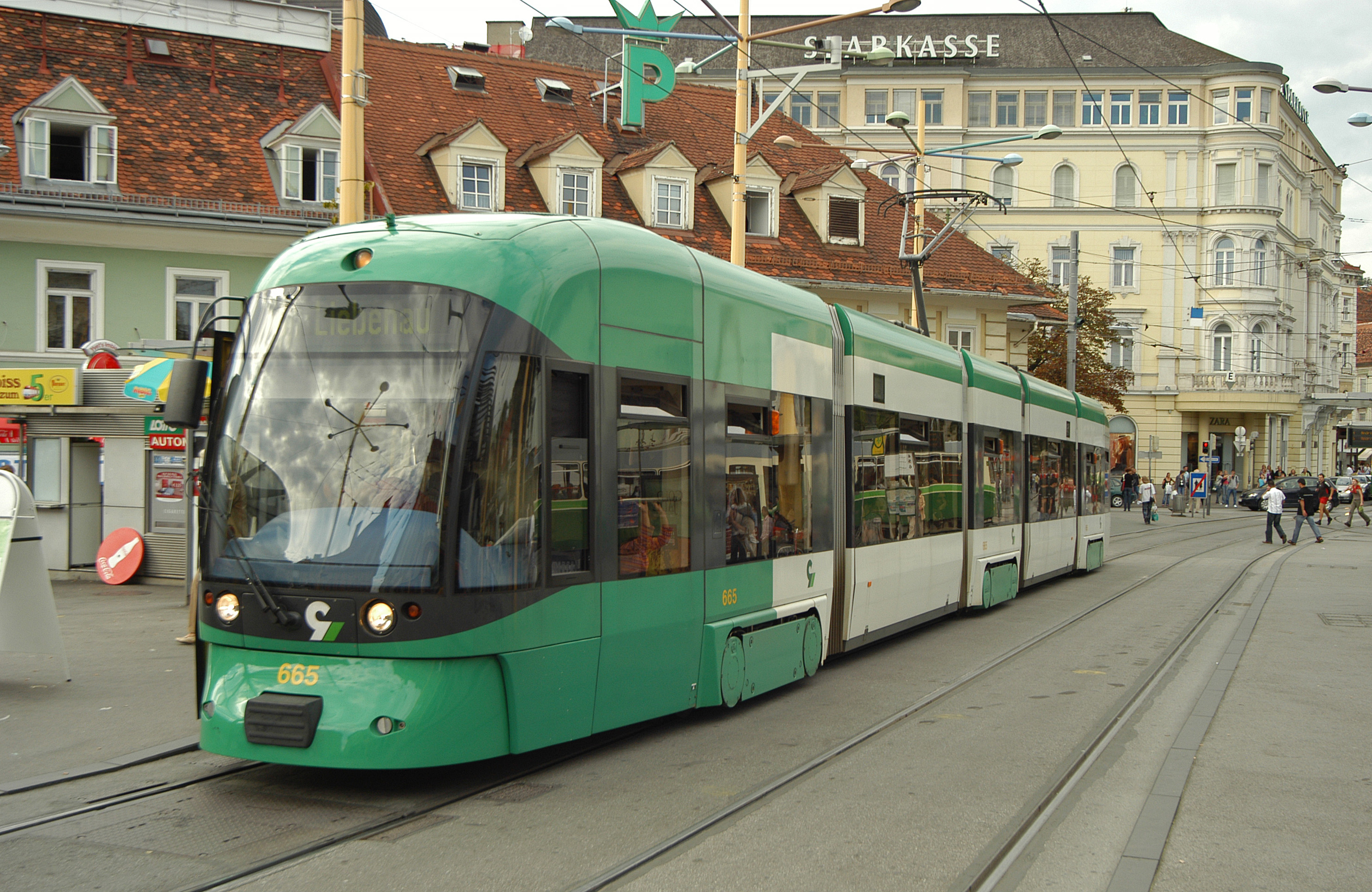
Straßenbahn Cityrunner, Jakominiplatz

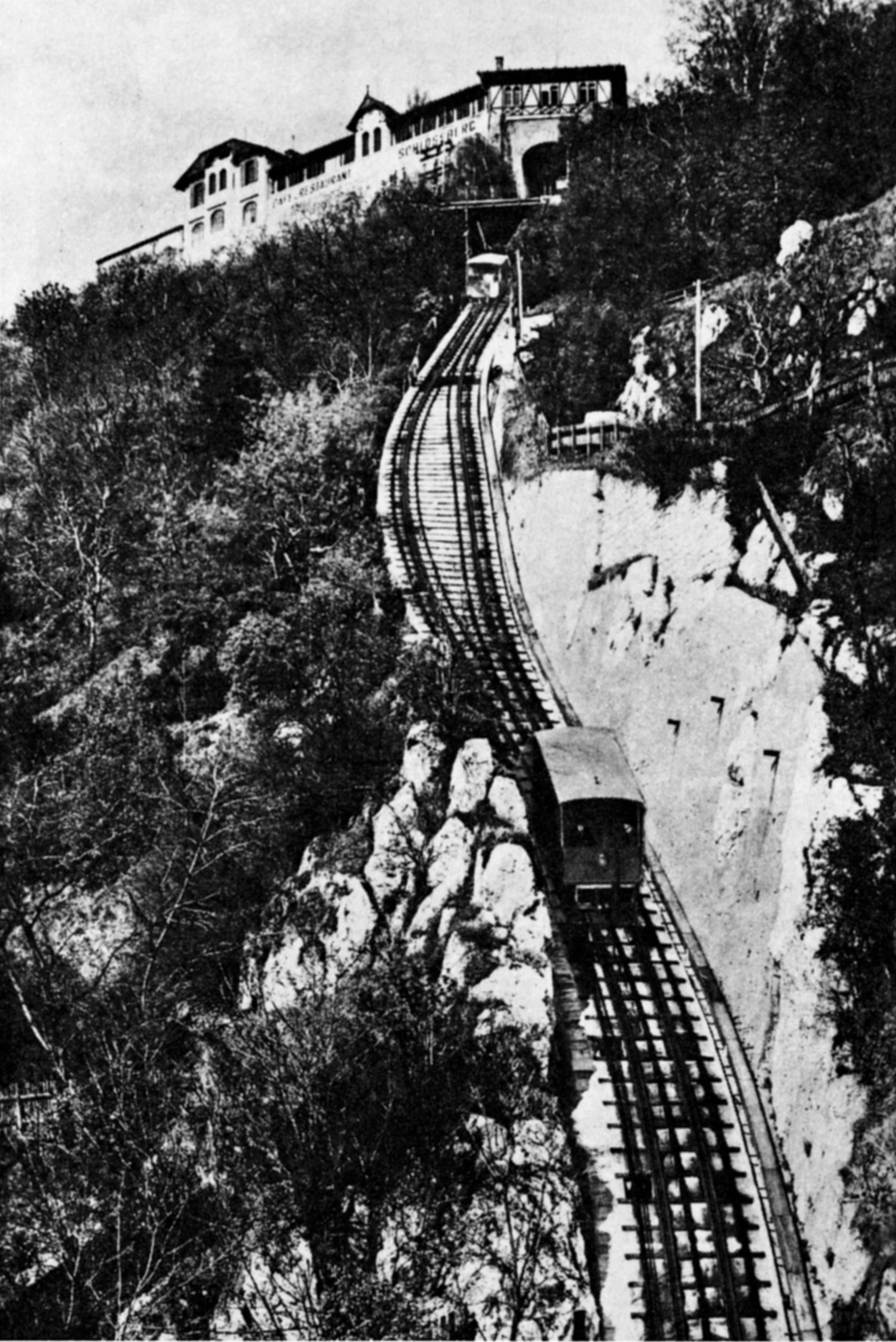
Grazer Schloßbergbahn um 1905

Graz verfügt über ein relativ gut ausgebautes öffentliches Verkehrsnetz, das Teil des Steirischen Verkehrsverbunds ist. Sechs reguläre Straßenbahnlinien und viele Buslinien durchziehen das Stadtgebiet. Das Netz ist dicht ausgebaut und wird gut genutzt (66,4 km Straßenbahn und 250 km Bus). Die Graz Linien betreiben mit der Grazer Schloßbergbahn eine Standseilbahn, die mit gewöhnlichen Fahrscheinen zu benutzen ist, und einen kostenpflichtigen Aufzug auf den Schloßberg. In den Nächten von Freitag auf Samstag und von Samstag auf Sonntag, sowie in den Nächten vor Feiertagen verkehren Nachtbuslinien.
Die ursprünglichen Pferdebahnen (1878–1895) wurden durch elektrische Garnituren ersetzt. Die erste Grazer Straßenbahnlinie führte vom alten Südbahnhof (heute Hauptbahnhof) über eine Strecke von 2,2 km zum Jakominiplatz. Nach stetigem Ausbau des Liniennetzes bis nach dem Zweiten Weltkrieg fiel ein Teil der Strecken in den 1950er- und 1960er-Jahren dem verstärkten Aufkommen des Individualverkehrs zum Opfer. Betroffen war die nicht mehr existierende Ringlinie 2. Sie wurde ersatzlos gestrichen und wird in der Liniennummerierung nicht geführt. Exponate, die an die historische Entwicklung der Grazer Straßenbahn erinnern, sind im Tramway-Museum bei der Mariatroster Endhaltestelle ausgestellt.
Den wichtigsten Knotenpunkt des innerstädtischen öffentlichen Verkehrs bilden der Jakominiplatz, an dem alle Straßenbahnlinien, zehn Buslinien und alle Nachtbuslinien zusammentreffen, und der Europaplatz vor den Toren des Grazer Hauptbahnhof, der als Umsteigeknoten zwischen unzähligen Stadt- und Regionalbuslinien dient. Der größte Knotenpunkt im Regionalbussektor ist jedoch der Andreas-Hofer-Platz.
Zwischen 2005 und 2007 wurden die Straßenbahnlinien 4, 5 und 6 verlängert – die erste nennenswerte Erweiterung (insgesamt 3,5 km), seit in der Nachkriegszeit fast die Hälfte des Straßenbahnnetzes eingestellt worden war. Der Ausbau des Straßenbahnnetzes Richtung Südwesten zum Nahverkehrsknoten Don Bosco und zum Stadtentwicklungsgebiet Reininghaus, sowie der Bau einer Innenstadt-Entflechtungstrecke wurden vom Gemeinderat beschlossen. Weitere Projekte, etwa eine Nordwestlinie oder die Anbindung der Universität Graz, wurden aus finanziellen Gründen vorerst aufgeschoben. In der jüngsten Gegenwart sorgt die hohe Lautstärke (Luft- und Bodenschall) der neuen – schwereren und etwas breiteren – Variobahn-Triebwagen für Aufregung.
Im Auftrag der Grazer Stadtkoalition (ÖVP und FPÖ) wurde im April 2019 die mit einem Budget in Höhe von einer Million Euro ausgestattete Projektgesellschaft „Moderne Urbane Mobilität 2030+“ durch einen Aufsichtsratsbeschluss des Kommunalversorgers Holding Graz gegründet. Diese Gesellschaft präsentierte am 17. Februar 2021 Pläne für den Bau einer „Metro“ genannten U-Bahn mit zwei Linien. Das Projekt wird von der Grazer SPÖ und KPÖ aus Kostengründen kritisiert, die Grünen befürworten stattdessen einen S-Bahn Ring. Der Grazer Stadtrechnungshof kritisierte zuvor die Gründung dieser Gesellschaft ohne Einbindung der zuständigen Stadträtin beziehungsweise der zuständigen Fachabteilung und die Vermengung von Partei- und Stadtregierungsagenden. Nachdem die bisherige Stadtkoalition aus ÖVP und FPÖ nach der Gemeinderatswahl 2021 die Mehrheit verloren hatte, wurde unter der neuen Koalition aus KPÖ, Grünen und SPÖ 2022 die Einstellung der Planungen für die U-Bahn zugunsten einer innerstädtischen unterirdischen S-Bahn-Strecke sowie des Ausbaus des Straßenbahnnetzes beschlossen.

#### Bahnverkehr

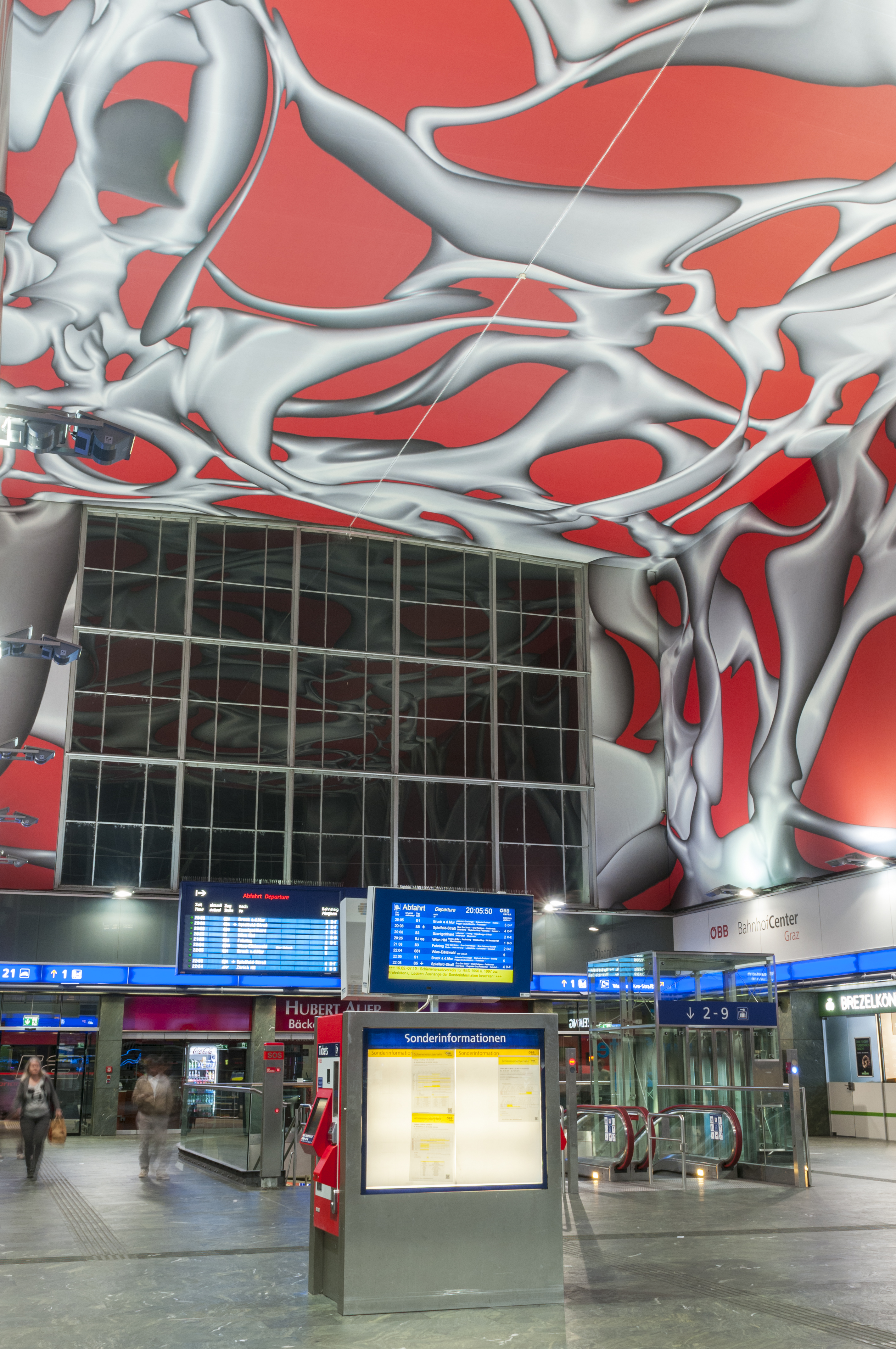
Hauptbahnhof Graz (2016)

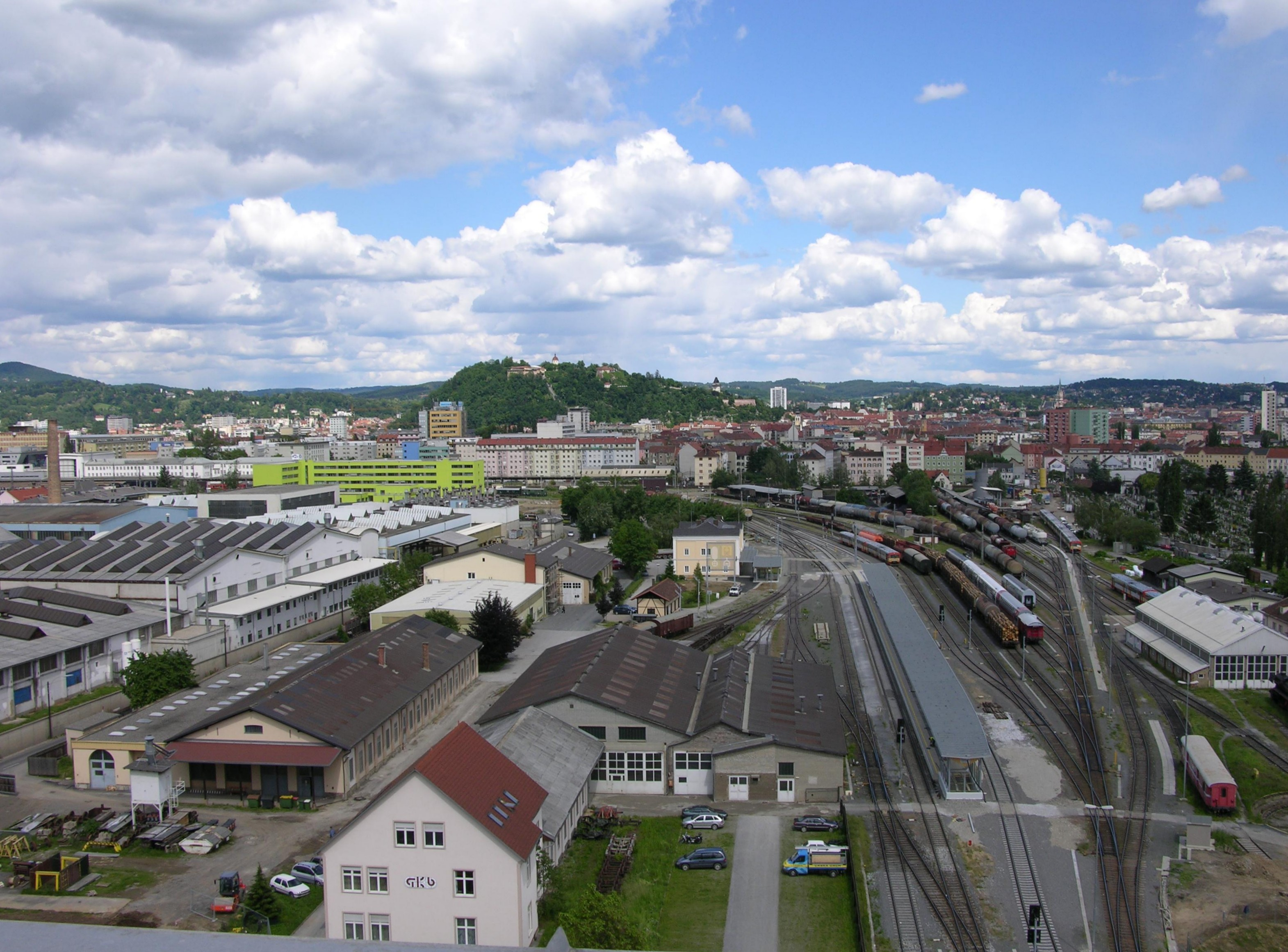
Blickrichtung Innenstadt mit dem Graz-Köflacher-Bahnhof (2006)

Der Grazer Hauptbahnhof, für seine funktionale Innenarchitektur mit dem Brunel Award ausgezeichnet und bei VCÖ-Passagier-Umfragen 2003 und 2004 als schönster Bahnhof Österreichs bewertet, liegt an der Südbahn. Er ist der Ausgangspunkt der steirischen Ostbahn und der Köflacherbahn (GKB). Von ihm fahren S-Bahnen in alle Teile der Steiermark sowie direkte InterCity-Züge nach Wien, Linz, Salzburg und Innsbruck ab. EuroCity-Züge verbinden Graz direkt mit Marburg an der Drau und Laibach in Slowenien, Zagreb in Kroatien, Brünn und Prag in Tschechien, Zürich in der Schweiz, sowie Frankfurt am Main und Saarbrücken in Deutschland. Zürich ist auch per EuroNight direkt erreichbar, Budapest in Ungarn mit grenzüberschreitenden IC-Verbindungen. Die im Bau befindliche Koralmbahn soll die historisch und geographisch bedingte schlechte Anbindung von Graz an das europäische Eisenbahnnetz deutlich verbessern und Graz direkt mit Italien verbinden.
Im Grazer Stadtgebiet gibt es sechs Bahnhöfe (Stand 2016), sowie weitere Haltestellen für den S-Bahn-Betrieb. Neben dem Hauptbahnhof Graz, der im Zweiten Weltkrieg durch Luftangriffe zerstört und danach wieder aufgebaut wurde, sind das der Ostbahnhof, ein im Jahr 1873 eröffneter Backsteinbau, der nun unter Denkmalschutz steht, und der Köflacherbahnhof, sowie drei weitere Bahnhöfe (Don Bosco, Puntigam, Straßgang), die unter anderem im Zuge des Ausbaus der S-Bahn-Steiermark an der Südbahn und an der in Bau befindlichen Koralmbahn errichtet wurden und als Netzknoten der Verbundlinien (Bahn, Bus, Straßenbahn) fungieren.
Ein Jahr nach Inbetriebnahme der Koralmbahn mit dem Koralmtunnel soll auch der Semmering-Basistunnel, der sich seit 2016 in allen Bauabschnitten in Vortrieb befindet, fertiggestellt sein. Voraussichtlich ab 2026 könnte die Fahrzeit auf der Schiene zwischen Graz und Wien von 2,5 auf 2 Stunden verkürzt werden. Von Graz nach Klagenfurt würde sich die Fahrzeit auf 1 Stunde reduzieren. Für den Güterverkehr entfallen mit Inbetriebnahme des Semmeringbasistunnels die auf der Bestandstrecke der Semmeringbahn zu bewältigenden betrieblichen Einschränkungen und Erschwernisse.
Die S-Bahn Steiermark wurde im Dezember 2007 mit sechs Linien eröffnet und ist in der Ausbauphase. An diesem Projekt wird seit 1998 gearbeitet. Die Teilinbetriebnahme erfolgte am 9. Dezember 2007. Mit 11. Dezember 2016 gingen weitere zwei S-Bahn-Linien in Betrieb. Das S-Bahn-Netz soll mit der Inbetriebnahme der neuen Koralmbahn und des Koralmtunnels in Vollbetrieb sein und der Großraum Graz von neun S-Bahn-Linien in einem verdichteten Taktverkehr erschlossen werden. Die S-Bahn bietet derzeit stündlich mehrere Verbindungen. Im Vollbetrieb sollen die Taktintervalle auf allen Linien je nach Infrastruktur verdichtet werden. Die S-Bahn ist eine Kooperation zwischen den Bahngesellschaften ÖBB, STLB und GKB.
Der Neu- und Umbau zu einem Nahverkehrsknoten Hauptbahnhof wurde 2016 abgeschlossen. Die Umstiegsmöglichkeiten zwischen den Zügen und den städtischen Verkehrsmitteln wurden adaptiert und die Straßenbahn mit einer Unterführung des Eggenbergergürtels und einer Unterflurtrasse mit Doppelhaltestellen in Tieflage an den Hauptbahnhof angebunden.

#### Fernbusse
Die meisten Fernbuslinien starten mehrmals täglich und am Hauptbahnhof Graz, vielfach in Stockbussen, mit WC und WLAN. Die ÖBB bieten den Intercitybus (Option: 1. Klasse) nach (Wolfsberg und) Klagenfurt (Fahrtzeit 2:00; Anschluss nach Venedig) an, Westbus/Blaguss bedient über St. Michael Wien (2:45) und Klagenfurt (3:00). Mit Flixbus – u. a. ab Girardigasse 1 – erreicht man Linz, Wien, Triest, Maribor und Ljubljana. Nur Dr. Richard/MeinFernbus.de fährt (seit 26. November 2014) ab Jakominiplatz und Murpark in knapp 2:30 nach Wien. Am längsten, doch teilweise nur zum Wochenende, bestehen Busverbindungen auf den Gastarbeiterstrecken: Über Varaždin täglich nach Zagreb (in 4:15; von Wien) durch Blaguss/Eurolines/AP-Varaždin mit Abfahrt am Hauptbahnhof jedoch vor dem alten Postamt. Fahrten in 22 bis 30 Stunden von Wien nach Istanbul bieten Bosfor (mit Ulusoy über Budapest, Belgrad und Sofia) und Imperial Reisen.

#### Flughafen Graz

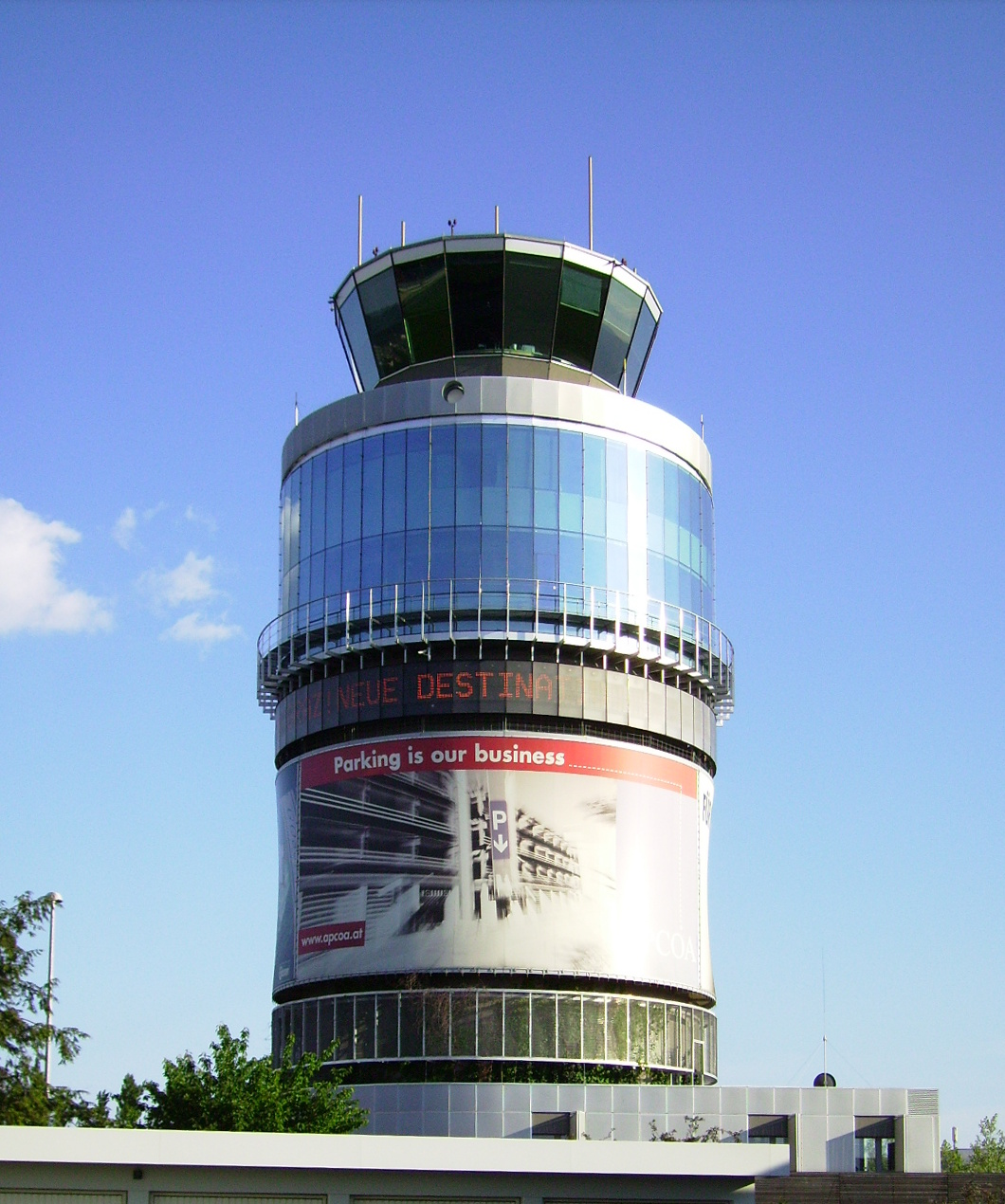
Tower des Flughafens Graz-Thalerhof (2008)

Etwa 10 km südlich vom Stadtzentrum befindet sich in den Gemeindegebieten von Feldkirchen und Kalsdorf der Flughafen Graz. Er ist über Bus- und Bahnverbindungen von Graz erreichbar. Der Flughafen ist in Bezug auf Frachtaufkommen nach den Flughäfen Wien-Schwechat und Linz der drittgrößte österreichische Flughafen. Am Flughafen befindet sich seit 1981 das österreichische Luftfahrtmuseum. Im Jahr 2021 nutzten 226.562 Passagiere (2019: 1.036.929) den Flughafen.
Im Linienverkehr bieten Air Dolomiti Verbindungen nach Frankfurt und München an, Austrian Airlines eine Verbindung nach Wien, Eurowings nach Berlin, Düsseldorf und Hamburg, Lufthansa nach Frankfurt und München und Swiss nach Zürich. Ziele des Charterverkehrs sind vor allem Mittelmeer-Destinationen.

#### Fernstraßen

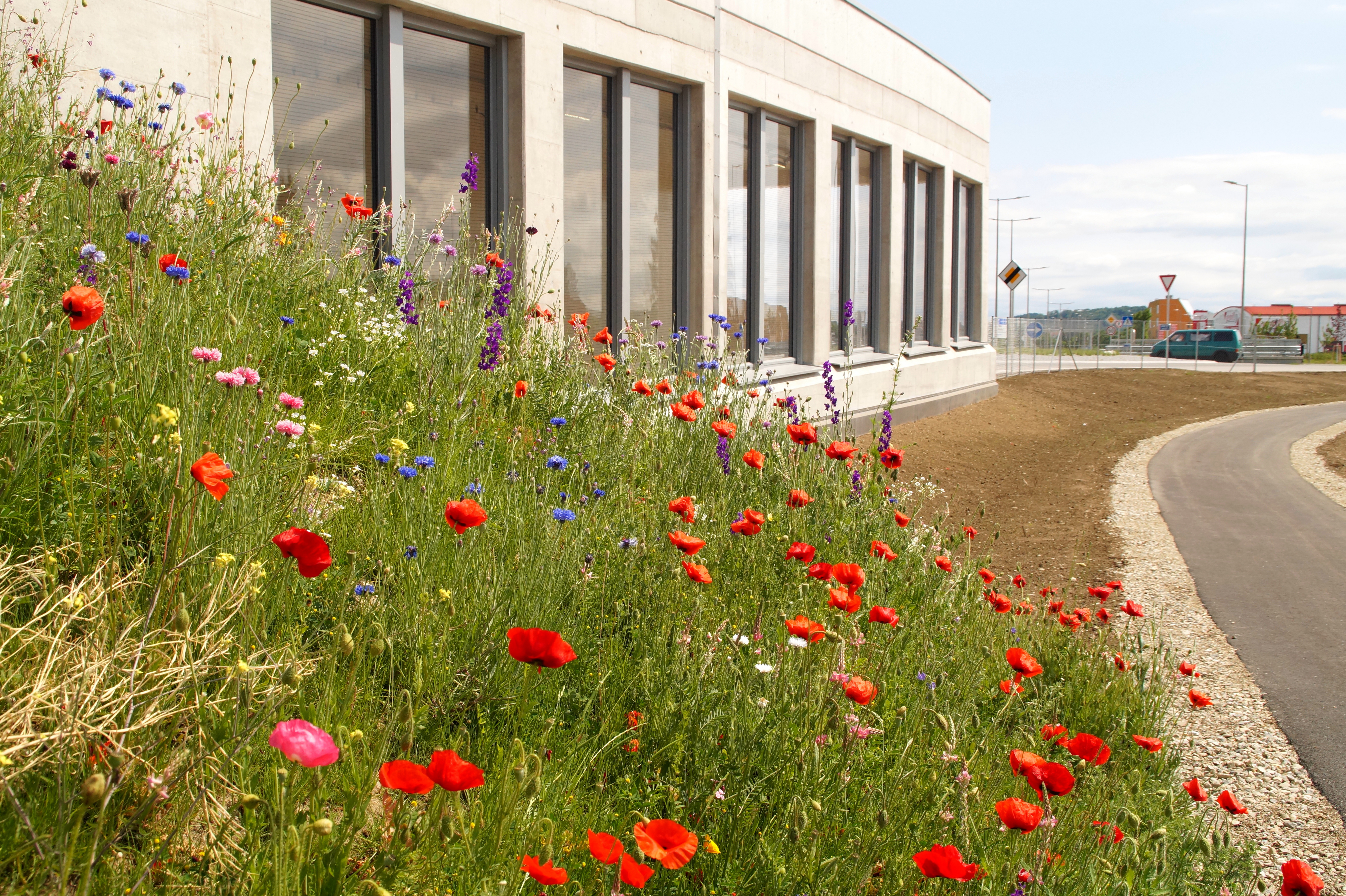
Ostportal der Unterflurtrasse des Grazer Südgürtels (2017)

Graz liegt am Kreuzungspunkt der Pyhrn Autobahn A 9 und der Süd Autobahn A 2, die sich beim Knoten Graz-West schneiden. Die A 9 verläuft auf Stadtgebiet beinahe komplett unterirdisch durch den zehn Kilometer langen Plabutschtunnel im Grazer Westen. Pläne, eine Stadtautobahn durch besiedeltes Gebiet zu führen, wurden nach Bürgerprotesten aufgegeben. Die A 2 ist von Graz aus über den Autobahnzubringer Graz-Ost erreichbar.
Weiterhin quert die Grazer Straße B 67 im Westen die Stadt von Nord nach Süd; sie ist durchgehend vierspurig ausgebaut und eine wichtige innerstädtische Transitstraße. Von ihr zweigen drei Teilstücke ab, die B 67a, die B 67b und die B 67c. Diese stellen Verbindungen zu drei Landesstraßen (ehemalige Bundesstraßen) her: die Gleisdorfer Straße B 65 (beginnend an der Kreuzung Elisabethstraße/Merangasse), die Weizer Straße B 72 (beginnend am Geidorfplatz) und die Kirchbacher Straße B 73 (beginnend am Übergang Münzgrabenstraße/Liebenauer Hauptstraße). Außerdem zweigt bei der Gürtelturmkreuzung die Packer Straße B 70 ab.
Die Landesstraße B 67a (Grazer Ringstraße) führt von Andritz über den Geidorfplatz und die Plüddemanngasse nach Graz-Messendorf und dann als Südgürtel weiter über Puntigam zum Verteilerkreis Webling. In diesem Abschnitt wurde am 19. März 2017 die Unterflurtrasse „Südgürtel“ nach langer Planungs- und Bauzeit für den Verkehr freigegeben. Damit ist der südliche Teil der B 67a durchgehend vierspurig befahrbar.

#### Straßennamen
Die Schreibweise der Namen der Grazer Verkehrsflächen folgt den Grundsätzen der Wiener Nomenklaturkommission. Karl A. Kubinzky publiziert exemplarisch in Zeitungen aus seinem Werk über die Straßennamen.
Im Juli 2014 beauftragte der Gemeinderat die Prüfung sämtlicher Grazer Straßennamen. Eine 14-köpfige Kommission unter Leitung von Stefan Karner untersuchte 1630 Grazer Straßen und Plätze hinsichtlich ihres Namens. Im März 2018 wurde der rund 1000 Seiten umfassende Abschlussbericht präsentiert. Darin wurden 82 Straßennamen als historisch „kritisch“ eingestuft und 20 als „höchst bedenklich“.
Nach einem Jahr Bedenkzeit beschloss die damalige Grazer Stadtregierung, dass aufgrund dieses Berichtes keine Straßen umbenannt werden. Allerdings wurde bestimmt, in den nächsten zehn Jahren zunächst bei den als 82 „kritisch“ eingestuften Namen und später auch für alle anderen nach Persönlichkeiten benannten Straßen, Informationstafeln anzubringen und die Ergebnisse der Historikerkommission im Internet zu veröffentlichen.
Im März 2022 wurde seitens der neuen, kommunistisch geführten Stadtregierung bekannt gegeben, dass die als belastet eingestuften Straßennamen nun doch umbenannt werden. Allenfalls anfallende Kosten für die Anrainer sollen von der Stadt übernommen werden.

## Bildung

### Kindergärten und Schulen
Die Stadt ist in erster Linie für die Kindergärten und Pflichtschulen verantwortlich, für die sie die Infrastruktur zur Verfügung stellt. Es gibt 53 Volksschulen, 23 Mittelschulen, zehn Sonderschulen für Kinder mit sonderpädagogischem Förderbedarf, eine Realschule und eine Polytechnische Schule in Graz. Mit dem Wachstum der Stadt werden seit 2018 die Kapazitäten in den Bezirken Innere Stadt, St. Leonhard, Lend, Andritz, Straßgang und Puntigam ausgebaut, 2019 wurde die VS Leopoldinum (Smartcity) eröffnet.
Daneben arbeitet die Stadt mit den vom Bund betriebenen Allgemein- und Berufsbildenden Höheren Schulen zusammen. In Graz existieren 25 Bundesgymnasien (zum Beispiel das BRG Kepler), davon ein eigenständiges internationales Gymnasium (Graz International Bilingual School) und vier katholische Privatschulen, darunter das Bischöfliche Gymnasium.
In Graz gibt es acht höhere technische Lehranstalten (HTL), vier Handelsakademien/Handelsschulen (HAK/HASCH), acht Schulen für wirtschaftliche Berufe (HBLA) und zehn Fachschulen, unter anderem die Chemie-Akademie. Das Schulzentrum St. Peter umfasst neben zwei Gymnasien vier Landesberufsschulen in Graz.

### Hochschulen

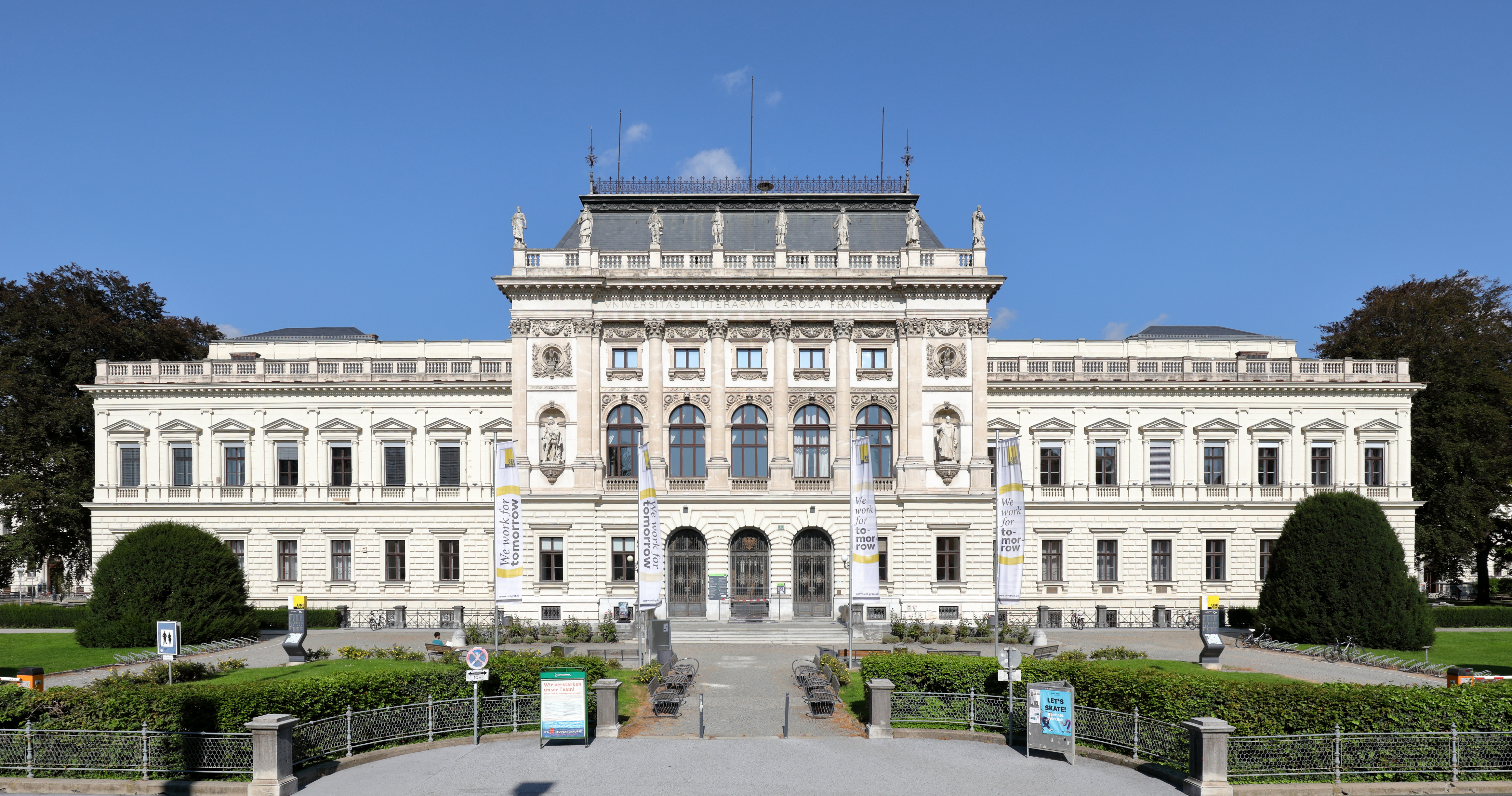
Hauptgebäude der Universität Graz; 1895 eingeweiht

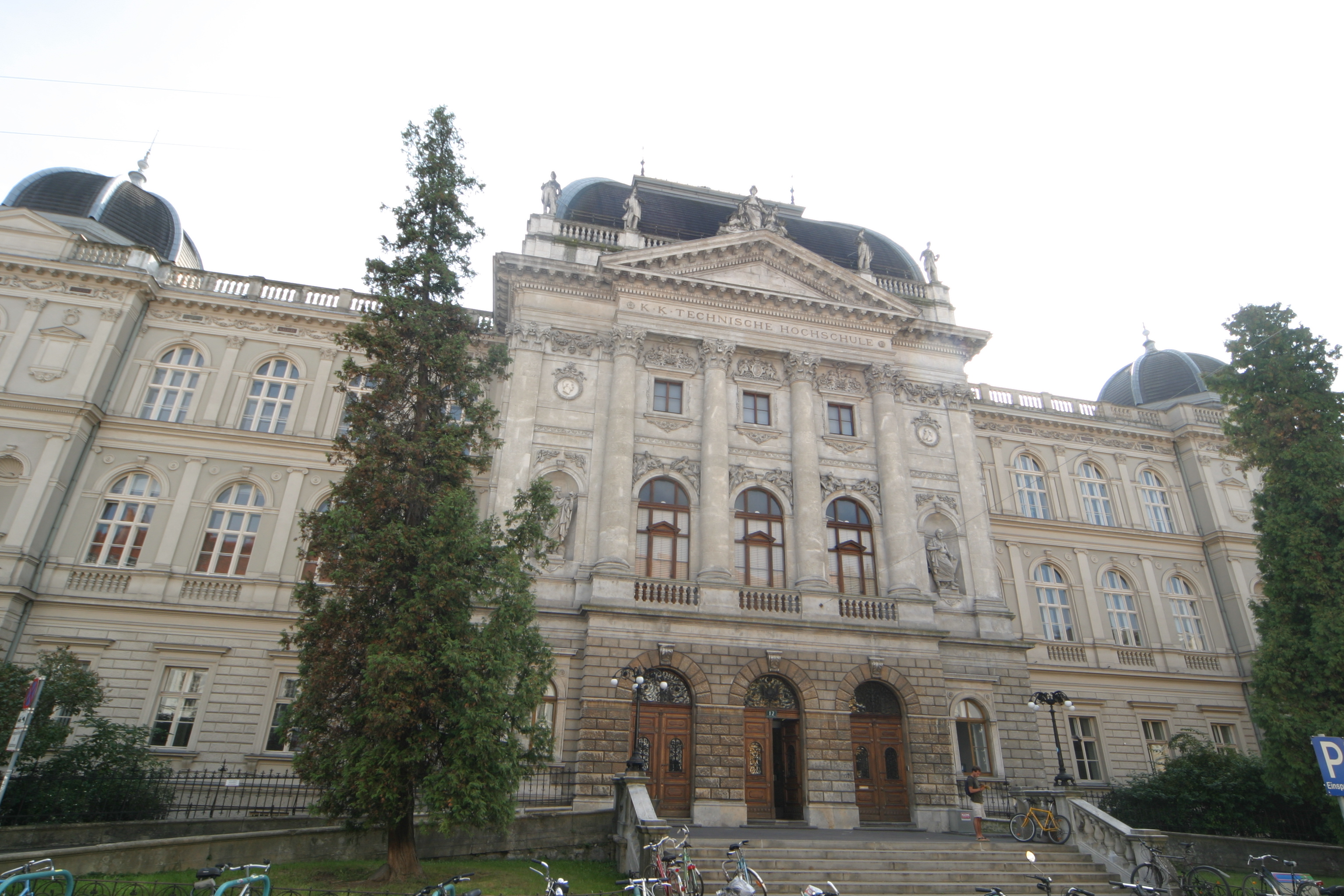
Technische Universität Graz, Erzherzog-Johann-Universität, Hauptgebäude

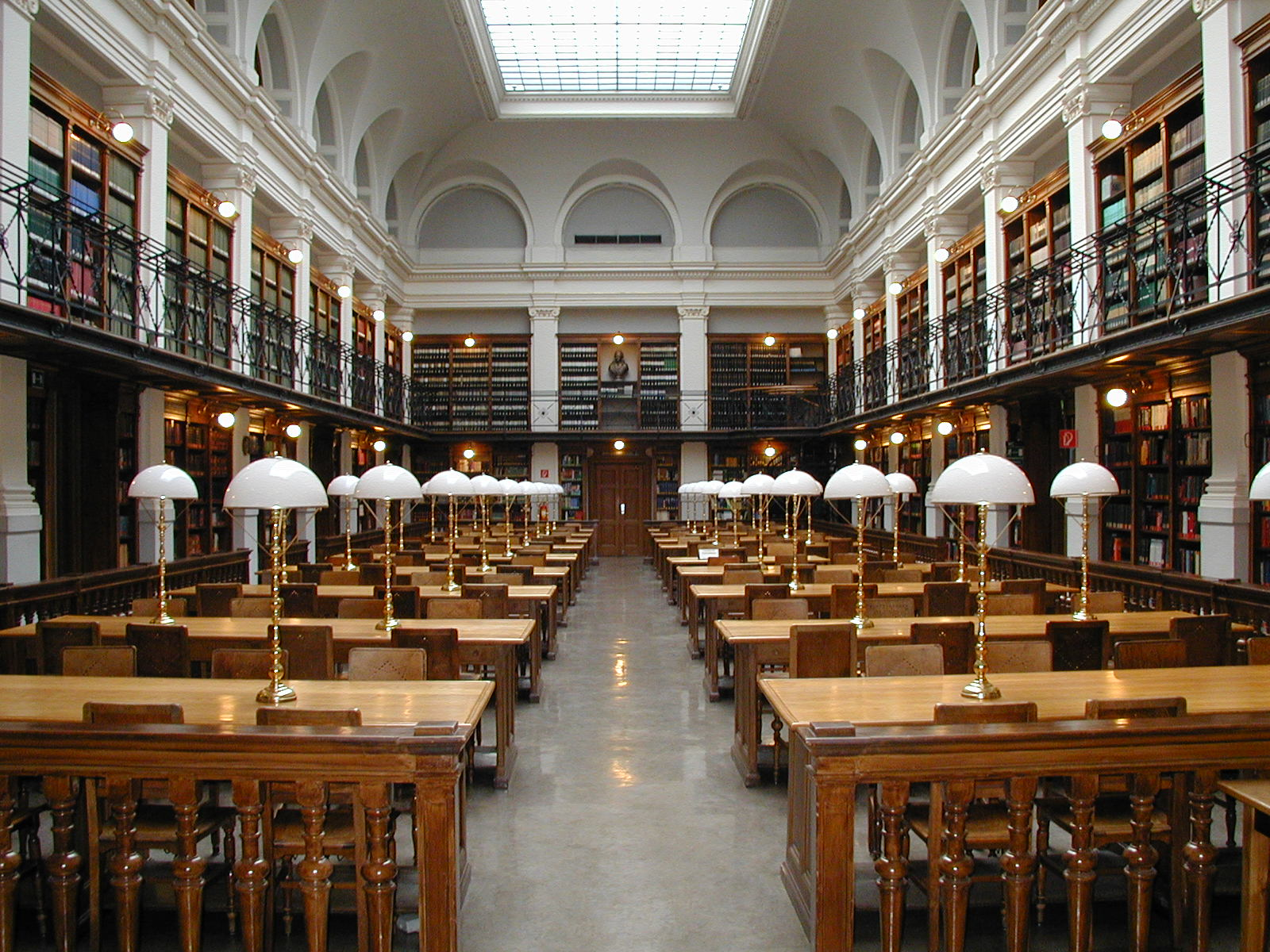
Universitätsbibliothek, Lesesaal

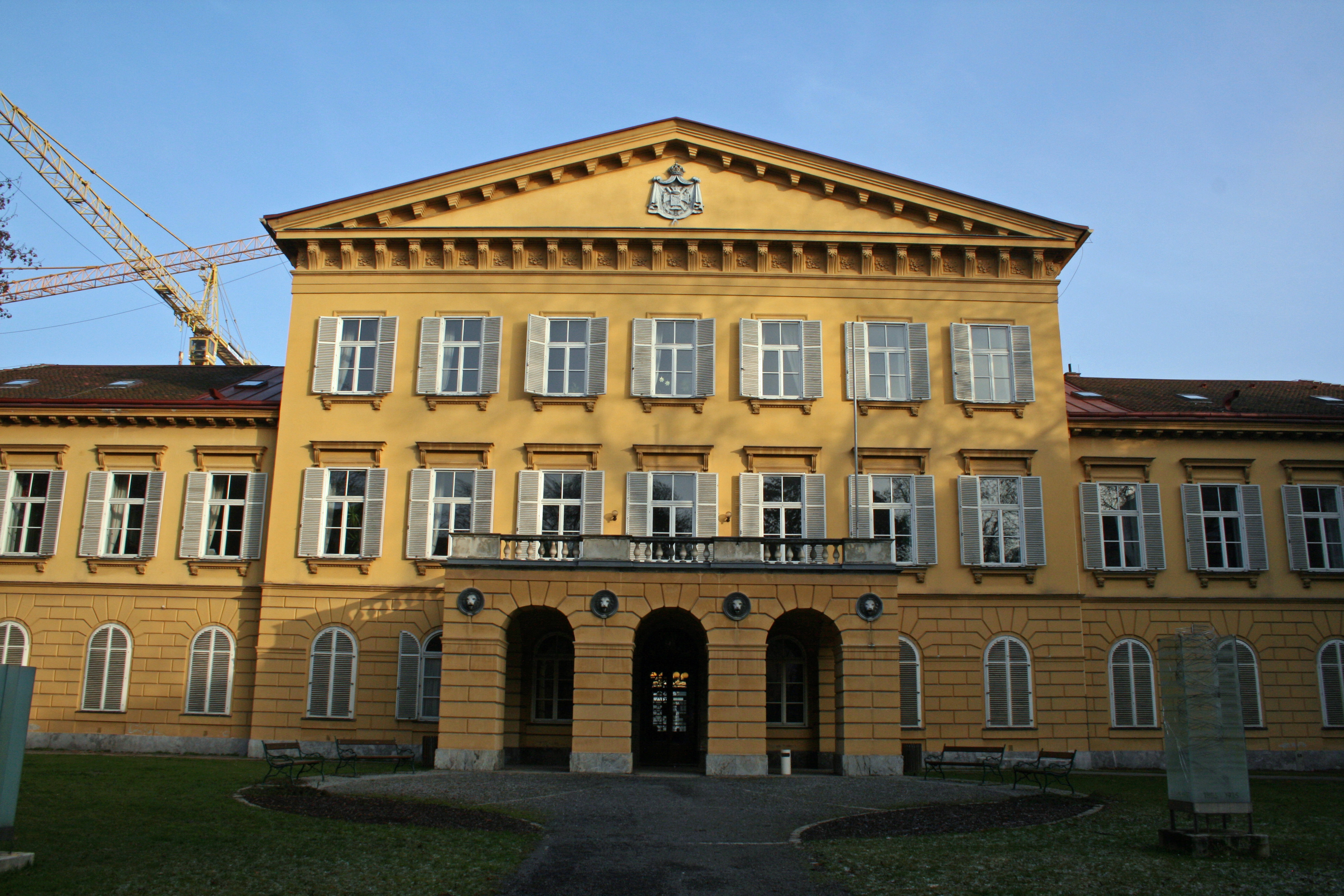
Hauptgebäude der Kunstuniversität Graz im Palais Meran

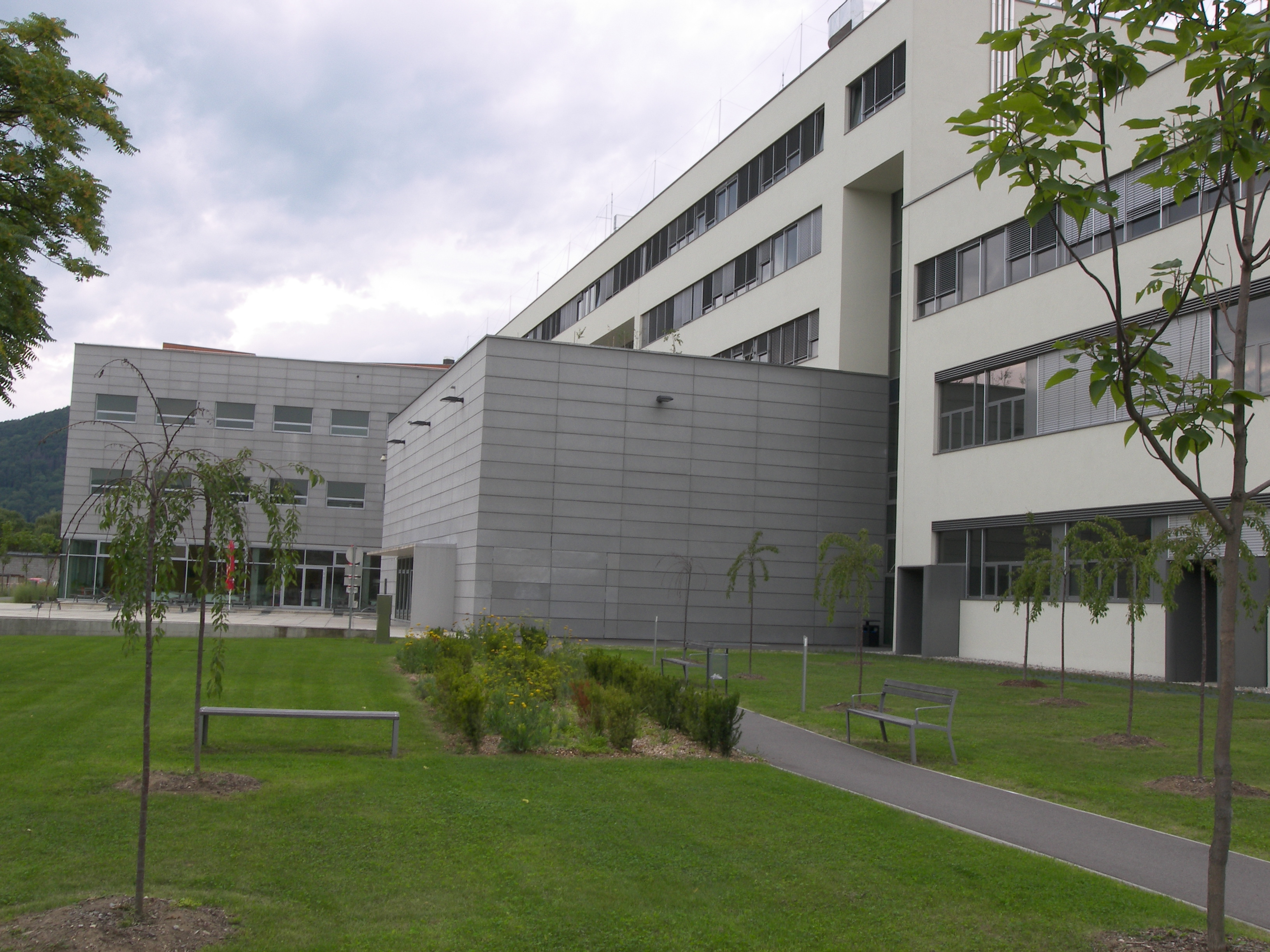
Campus der Fachhochschule Joanneum

Graz ist mit knapp 63.000 Studierenden, vier Universitäten, zwei pädagogischen Hochschulen und zwei Fachhochschulen nach Wien der zweitgrößte Hochschulstandort Österreichs. Etwa jeder sechste Einwohner ist ein Student.
Die im Bezirk Geidorf gelegene Universität Graz (Karl-Franzens-Universität) wurde 1585 gegründet und ist somit nach der Universität Wien die zweitälteste Universität Österreichs. Mit 30.000 Studenten (2024) ist die Universität Graz auch die zweitgrößte Universität des Landes und bietet eine Vielzahl an Studienrichtungen und -fächern an. 16.000 Studenten besuchen die Technische Universität (Erzherzog-Johann-Universität) und weitere 4300 sind an der Medizinischen Universität (Leopold-Auenbrugger-Universität) immatrikuliert. Auch diese beiden Universitäten sind damit die zweitgrößten des jeweiligen Fachbereiches in Österreich. Ergänzt wird die Reihe der Grazer Universitäten durch die Universität für Musik und darstellende Kunst mit 1880 Studenten (2.196 einschließlich Mitbelegern).
Mit über 40 Studentenverbindungen zählt Graz zu den „Verbindungshochburgen“ Österreichs.
Graz ist das größte österreichische Fachhochschulzentrum mit der Fachhochschule Joanneum, welche mit 4417 Studenten die zweitgrößte Fachhochschule in Österreich darstellt, und dem Campus 02 Fachhochschule der Wirtschaft, welcher 1272 Studenten ausbildet. Neben diesen sind die pädagogischen Hochschulen (vor dem Wintersemester 2007 noch Akademien) Pädagogische Hochschule Steiermark sowie die Private Pädagogische Hochschule Augustinum in Graz ansässig. Für die Musikausbildung unterhalb des Hochschulniveaus ist das Johann-Joseph-Fux-Konservatorium des Landes Steiermark zuständig. Weiters existiert das Konservatorium für Kirchenmusik der Diözese Graz-Seckau.
Darüber hinaus gibt es in Graz auch eine Schule für allgemeine Gesundheits- und Krankenpflege.

### Erwachsenenbildung
Die Österreichische Urania für Steiermark bietet allgemeine Erwachsenenbildung in Zusammenarbeit mit Universitäten, Museen und anderen Kultureinrichtungen an.
Anbieter berufsorientierter Weiterbildung sind das Wirtschaftsförderungsinstitut (WIFI), das Berufsförderungsinstitut (BFI), das Berufsförderungsinstitut Steiermark, das Bildungszentrum der Sicherheitsakademie Graz, die Volkshochschule Steiermark, das Gymnasium für Berufstätige Graz, die BHAKB Bundeshandelsakademie für Berufstätige, die Bulme Höhere Technische Bundeslehranstalt, FH Johanneum und FH Campus 02.

### Bibliotheken
Neben der Steiermärkischen Landesbibliothek stehen der breiten Öffentlichkeit die Stadtbibliothek Graz mit sechs Zweigstellen, einer Mediathek, einem Bücherbus und dem Zustellservice in alle Grazer Postfilialen sowie die Bibliothek der Arbeiterkammer Graz zur Verfügung. Seit 1998 besteht die HörBibliothek Mariahilf. Auf dem wissenschaftlichen Sektor sind jene Bibliotheken zu nennen, die an allen Hochschulen, Universitäten und Fachhochschulen eingerichtet sind. Die älteste, bedeutendste und umfangreichste ist die 1573 gegründete Bibliothek der Universität Graz mit mehr als drei Millionen Medien.

### Wissenschaft
Die Wissenschaftsstadt Graz ist in hohem Maß von der Lehre und Forschung an ihren vier Universitäten geprägt. Neben den akademischen Bildungsstätten gibt es eine große Zahl von wissenschaftlichen Projekten und Institutionen. Dazu zählt in erster Linie die Joanneum Research GmbH, die mit circa 20 Instituten und 400 Mitarbeitern die zweitgrößte außeruniversitäre Forschungseinrichtung Österreichs darstellt und ihre Zentrale sowie einige Institute in Graz hat. Ebenfalls vertreten ist die Österreichische Akademie der Wissenschaften mit ihrem Institut für Weltraumforschung und circa 85 Mitarbeitern.
Weitere außeruniversitäre Einrichtungen sind:
- IFZ – Interuniversitäres Forschungszentrum für Technik, Arbeit und Kultur
- Akustikkompetenzzentrum
- Angewandte Biokatalyse-Kompetenzzentrum
- das Europäische Fremdsprachenzentrum des Europarates[219]

Der Strafrechtler und Kriminologe Hans Gross lebte und wirkte 1847–1915 in Graz. Er gilt als Begründer der Kriminalistik, der Lehre von den Mitteln und Methoden der Bekämpfung einzelner Straftaten und des Verbrechertums. Ihm und seiner Arbeit ist im Keller des Hauptgebäudes der Universität Graz ein eigenes Museum gewidmet.

## Persönlichkeiten

### Ehrenringträger und Ehrenbürger
Von der Stadt Graz zu Ehrenbürgern und Ehrenringträgern ernannt wurden unter anderem: Karlheinz Böhm, Nikolaus Harnoncourt, David Herzog, Helmut List, Fritz Popelka, Grete Schurz, Arnold Schwarzenegger – er gab den Ehrenring am 19. Dezember 2005 zurück – und Heinz Fischer.

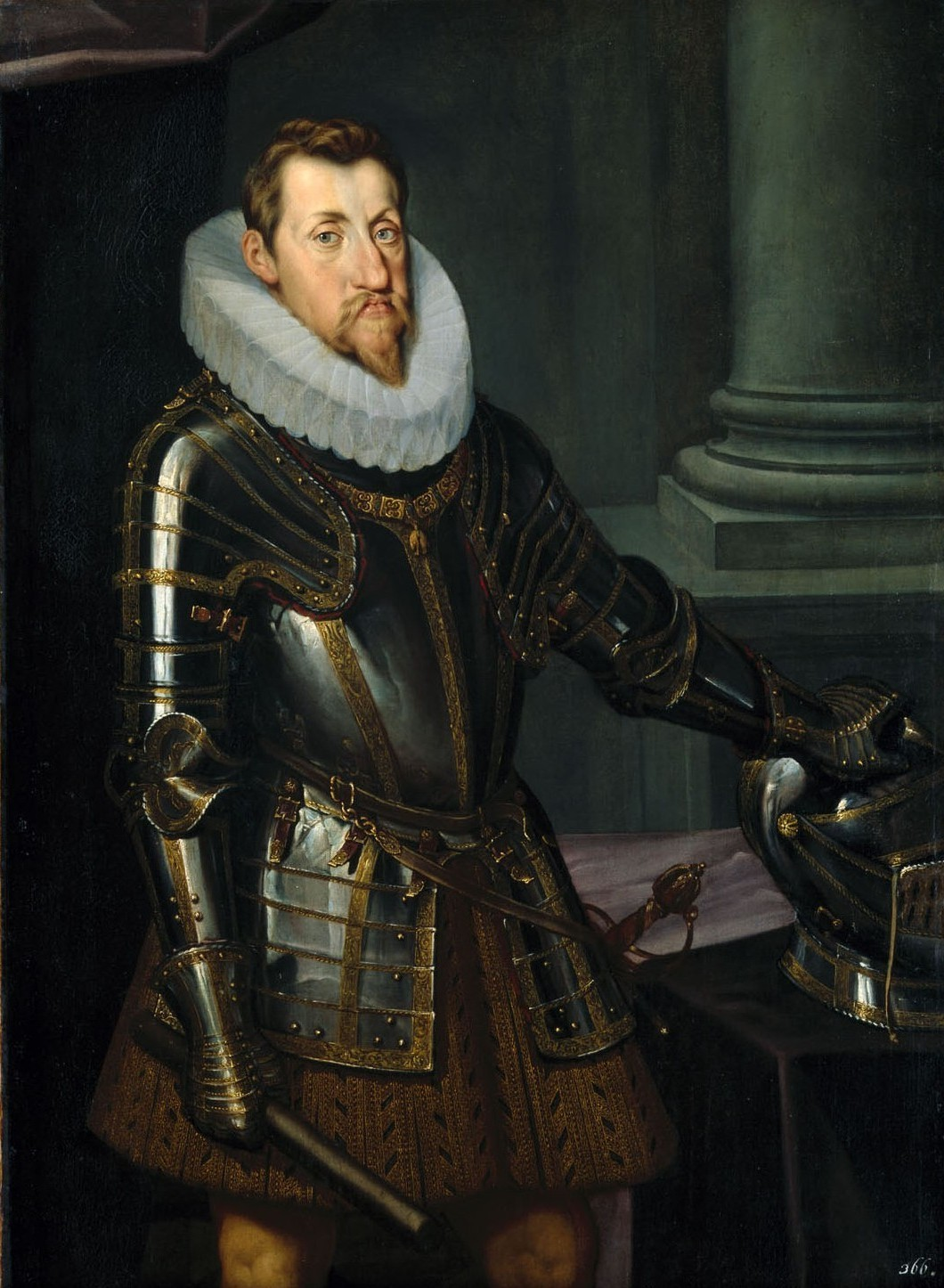
Kaiser Ferdinand II.
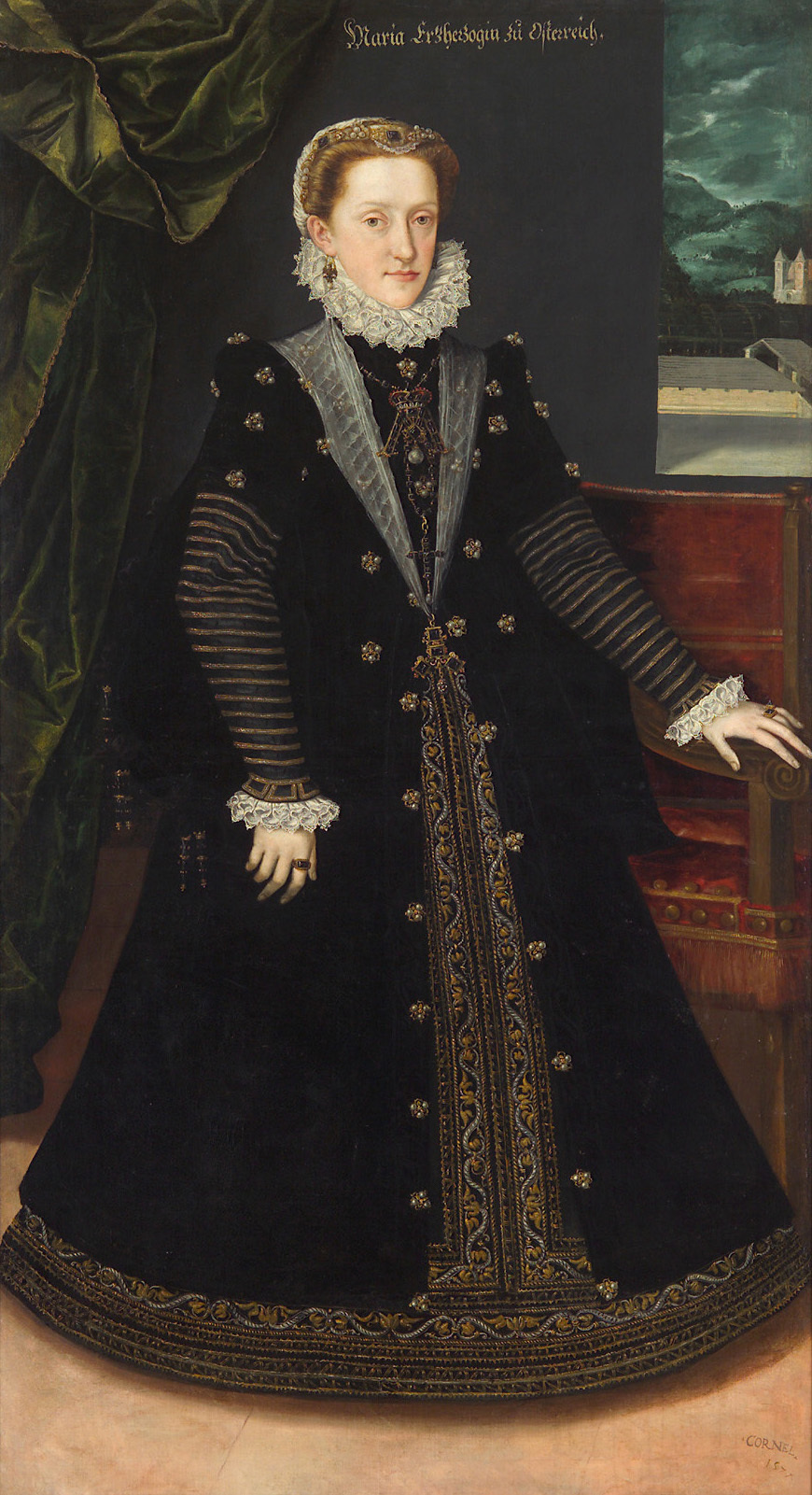
Maria Anna von Bayern, Gemahlin von Erzherzog Karl II.
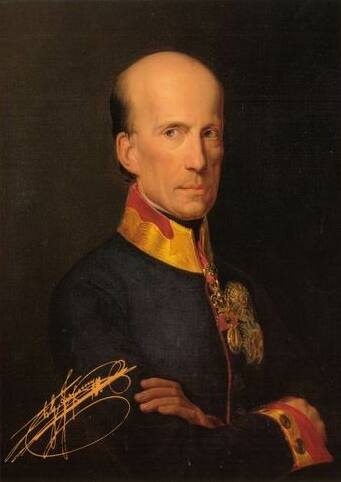
Erzherzog Johann
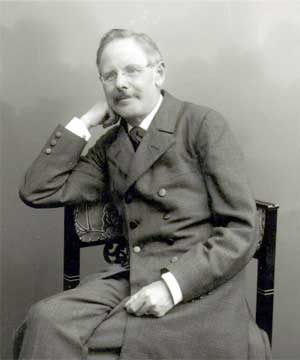
Peter Rosegger
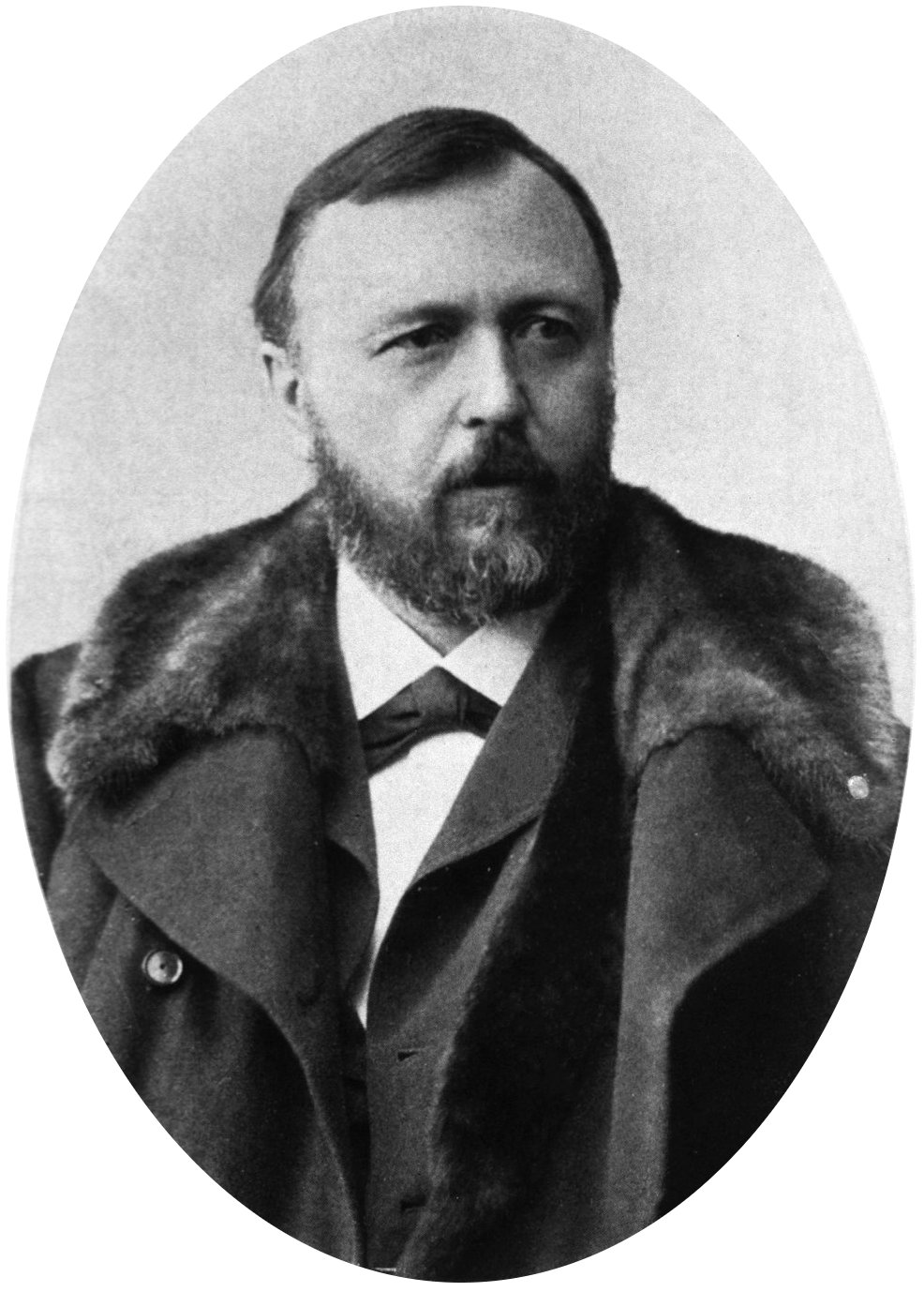
Richard von Krafft-Ebing, Psychiater und Rechtsmediziner
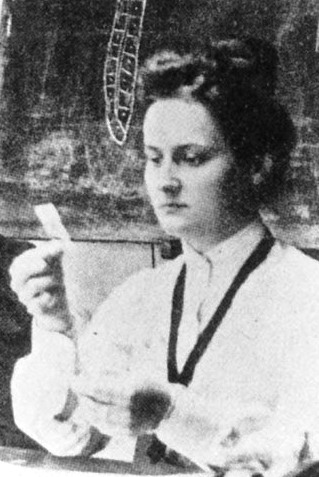
Oktavia Aigner-Rollett, die erste Ärztin, die in Graz eine eigene Praxis eröffnete
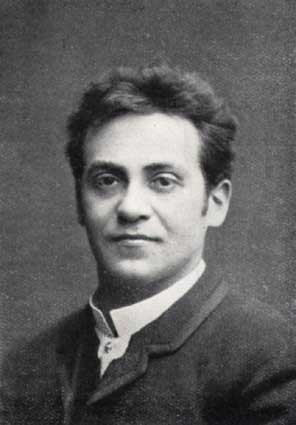
Alexander Girardi, einer der bekanntesten Schauspieler seiner Zeit
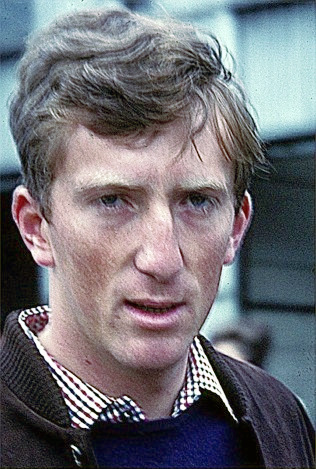
Jochen Rindt, Formel-1-Weltmeister, aufgewachsen und begraben in Graz

Mit der Verleihung des Grazer Bürgerbriefs an fünf weitere Frauen und sechs Männer haben mit 12. Mai 2016 insgesamt 121 Persönlichkeiten diese Auszeichnung erhalten.
Am 19. Jänner 2023 wurde der Bürgerbrief an neun Persönlichkeiten, Stefanie Werger, Christa Tax, Karin Steffen, Doris Pollet-Kammerlander, Karin Schmidlechner-Lienhart, Josef Wilhelm, Ernest Kaltenegger, Berndt Luef und Harald Korschelt, verliehen.

## Sonstiges
Der Hauptgürtelasteroid (2806) Graz wurde nach der steirischen Landeshauptstadt benannt.